# Color en el arte

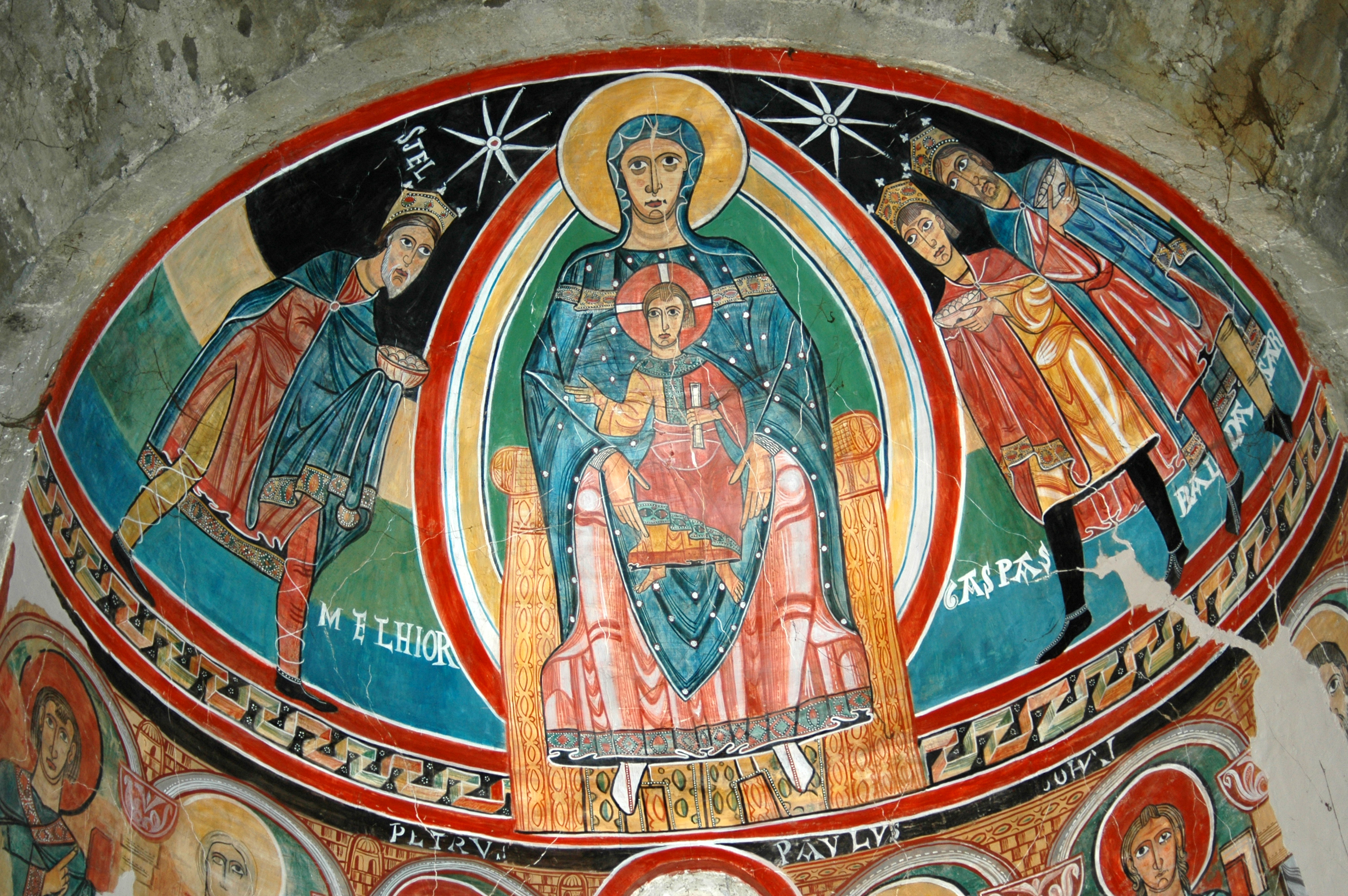
Ábside de Santa María de Tahull, ca. 1123. Los colores (rojo, azul, amarillo, verde) rellenan completamente y sin modulación los planos nítidamente separados en el fondo, mientras que en las figuras se combinan con espacios en los que se deja al blanco de la cal proporcionar una sensación de gradación. La noche estrellada se obtiene con el contraste entre negro y blanco (los "no colores).

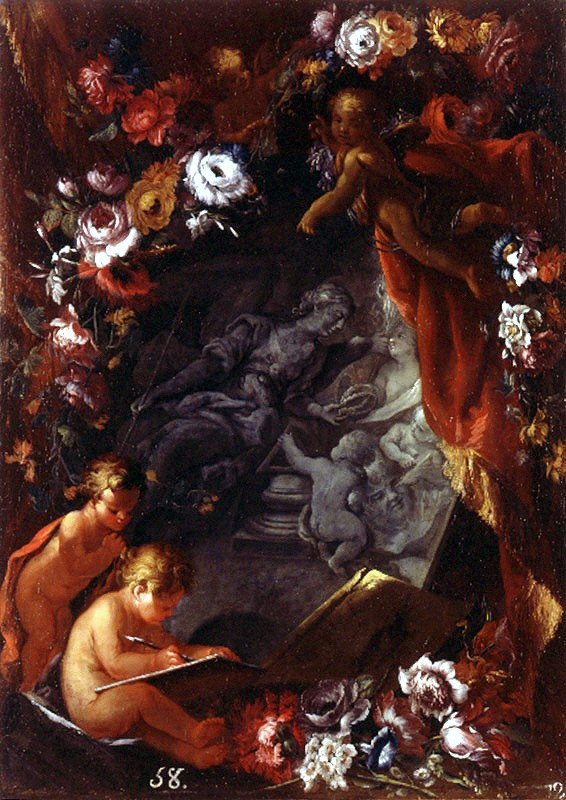
Guirnalda de flores con una pintura en grisalla y amorcillos pintando, de Miguel Parra, 1801.

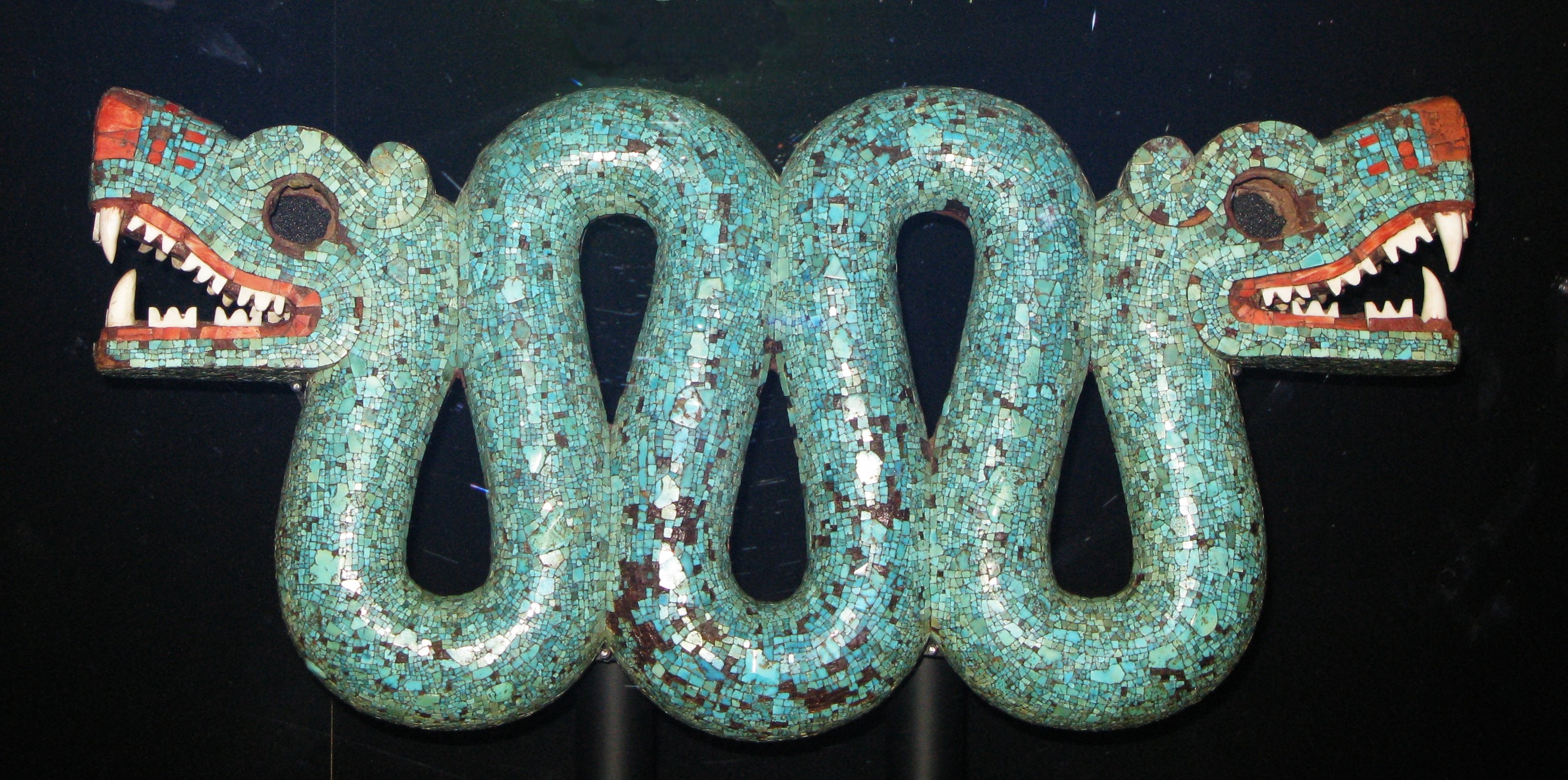
Serpiente azteca de doble cabeza (turquesa, concha y hematites sobre madera). Se supone que formaría parte del botín de la conquista de México, 1519.

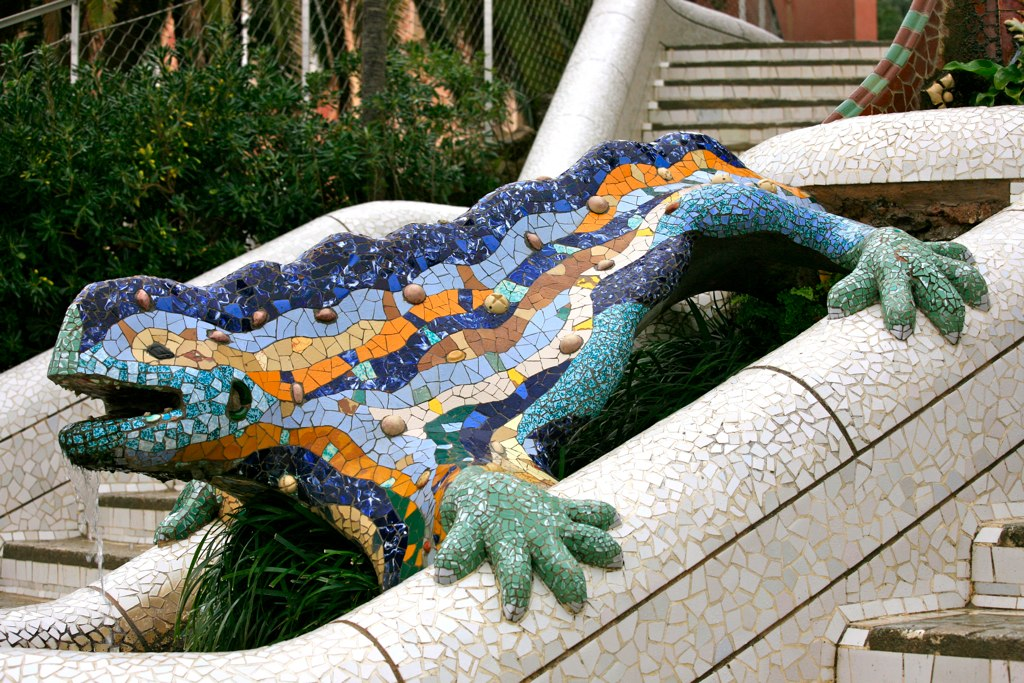
El dragón del Parque Güell, trencadís de Gaudí, 1900-1903.

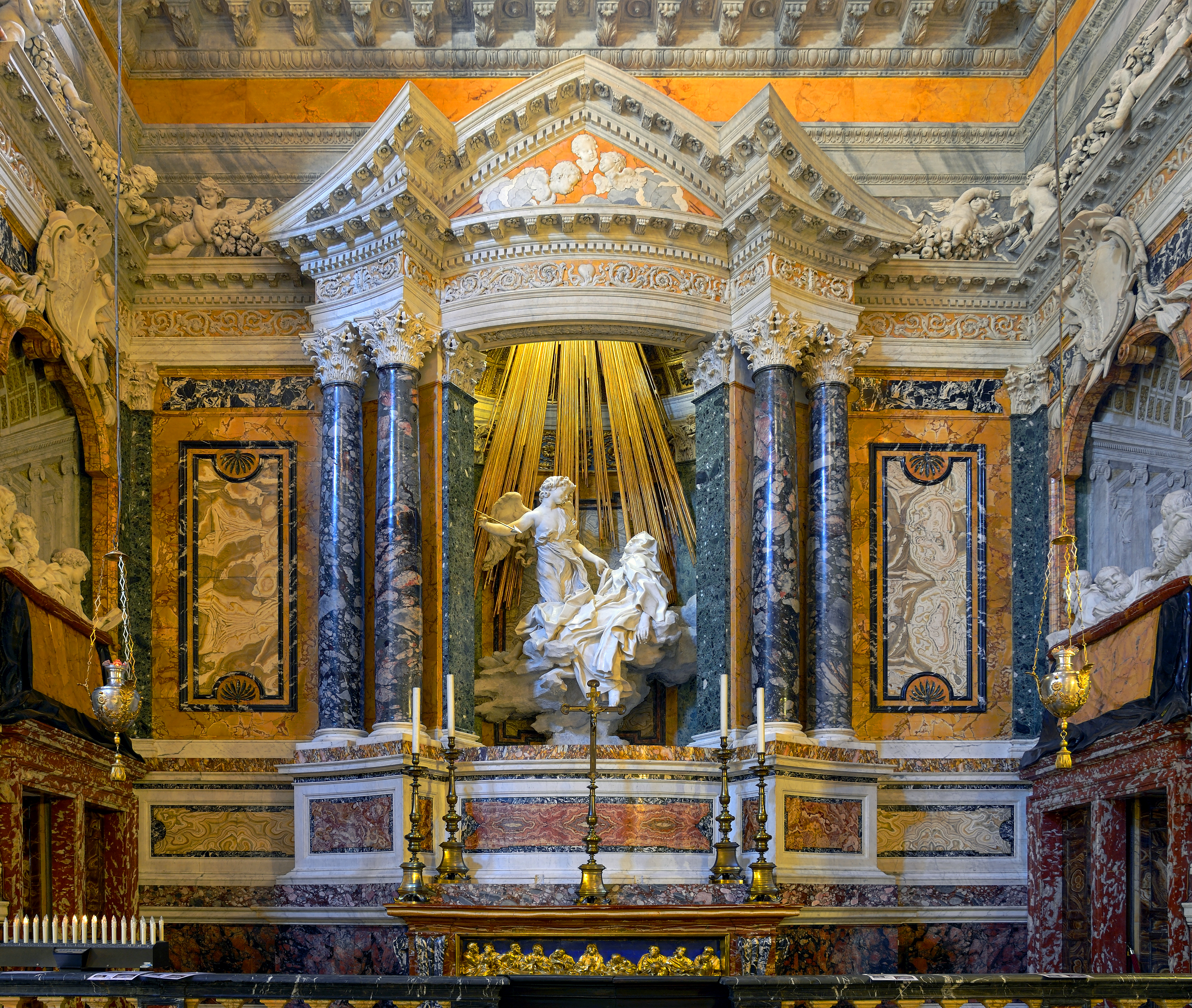
Cappella Cornaro en la iglesia de Santa María de la Victoria, de Bernini (su grupo central es el Éxtasis de Santa Teresa), 1647-1651. La mezcla de distintos materiales (mármoles de distintos colores, bronce dorado) y la iluminación desde una ventana oculta consiguen un cromatismo efectista.

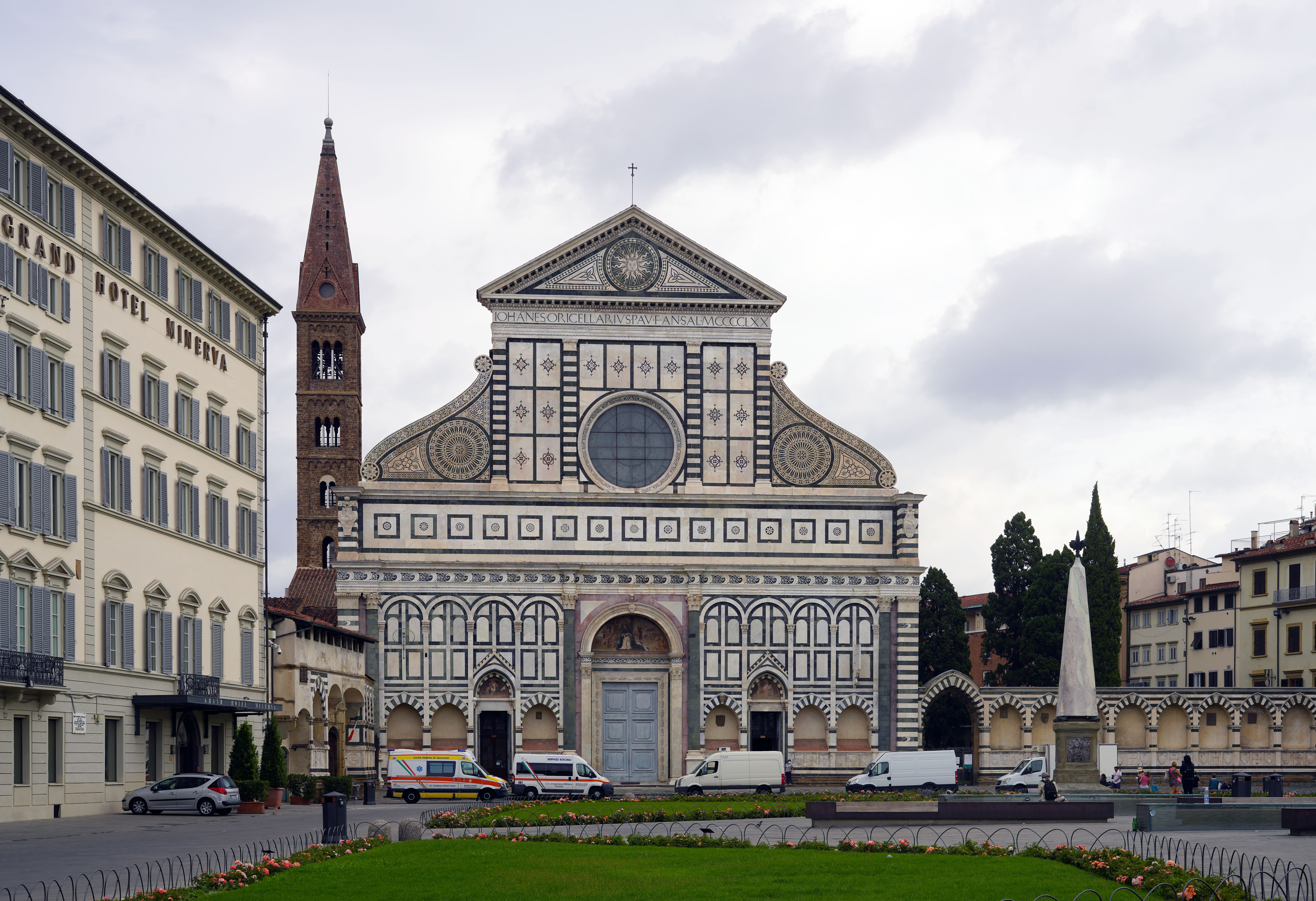
Santa Maria Novella], de Leon Battista Alberti, 1470. Un precedente cercano es la iglesia medieval de San Miniato al Monte. La alternancia cromática en dovelas y otros elementos arquitectónicos puede rastrearse hasta la románica basílica de Vézelay, la carolingia capilla palatina de Aquisgrán, la andalusí mezquita de Córdoba o el acueducto de los Milagros de la Mérida romana.

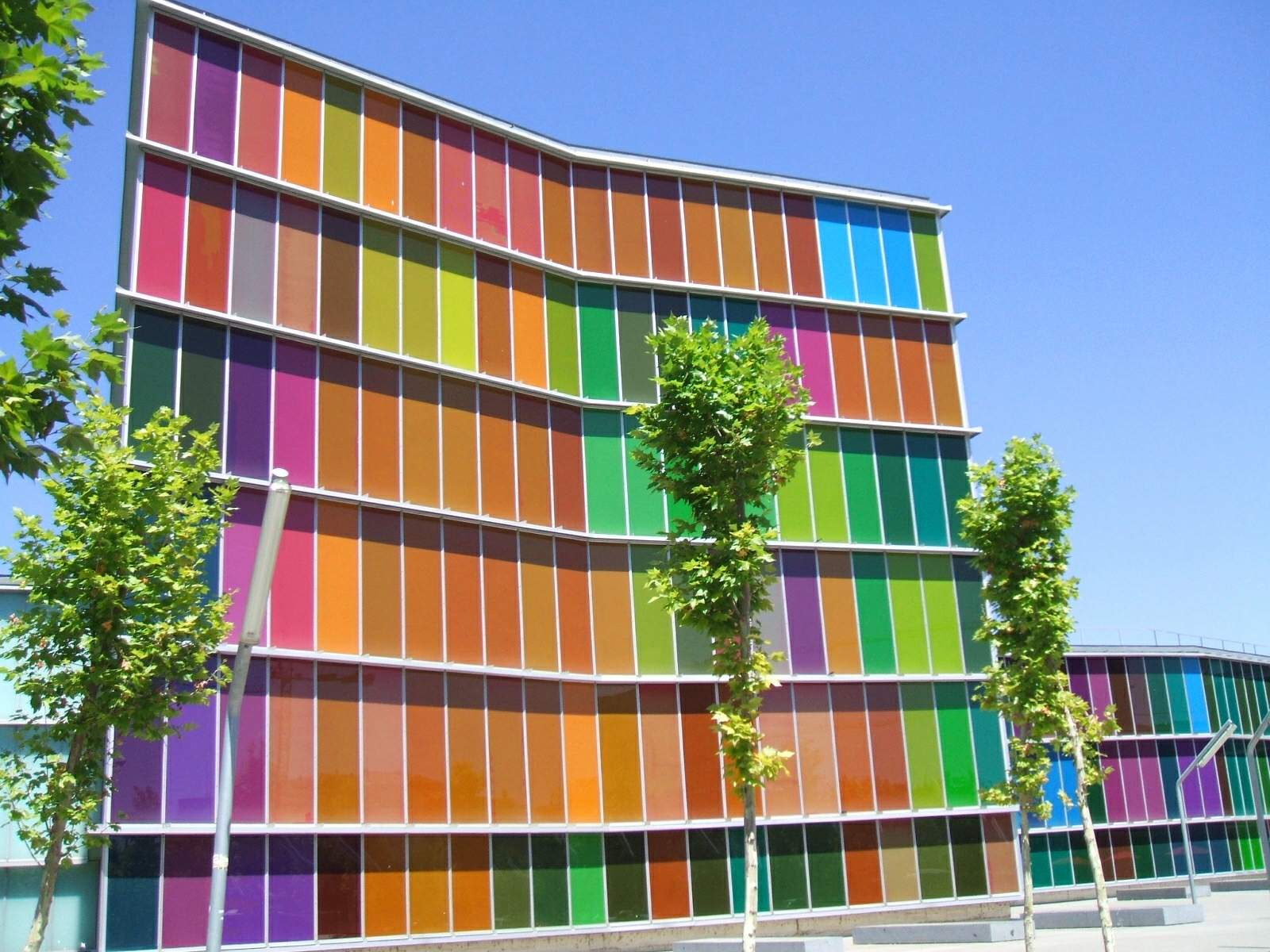
MUSAC de León, Mansilla y Tuñón, 2005.

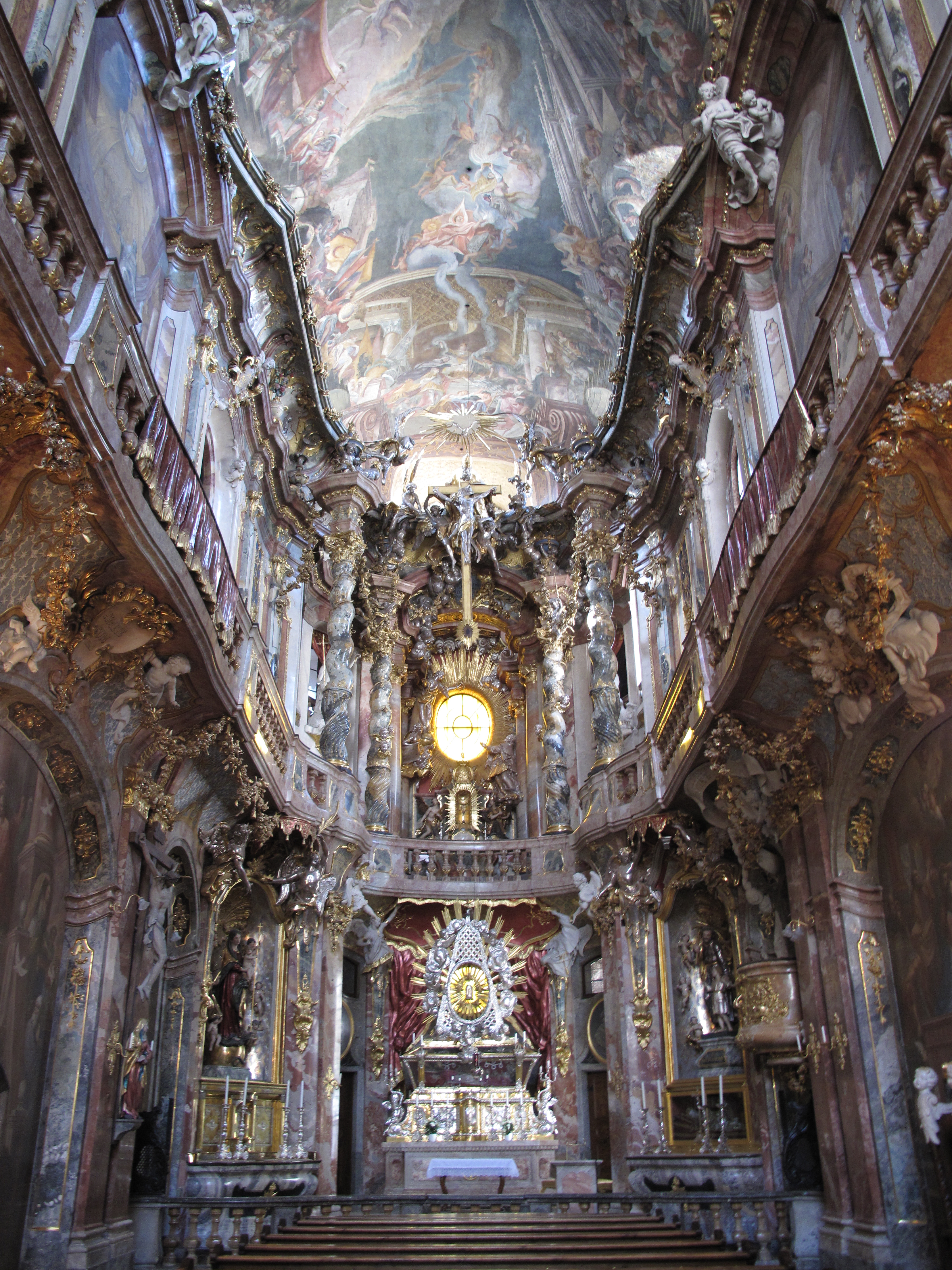
Asamkirche, de Egid Quirin Asam y Cosmas Damian Asam, Múnich, 1733-1746; un interior rococó o tardobarroco concebido desde el "arte total", donde se conjuntan inseparablemente los componentes pictóricos escultóricos y arquitectónicos, todos ellos esencialmente cromáticos.

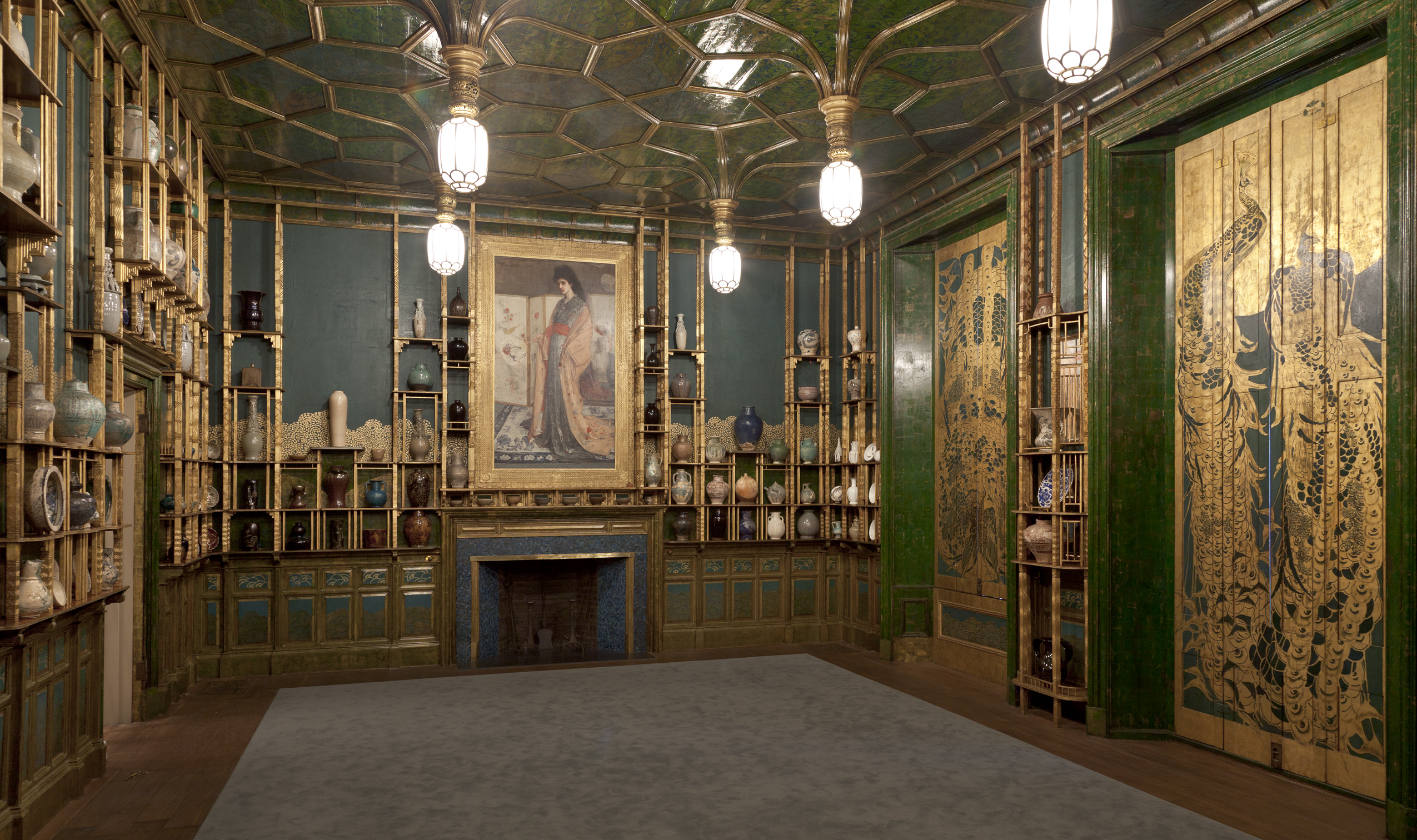
Armonía en Azul y Oro: La Habitación del Pavo Real, de James McNeill Whistler, 1876-1877.

El color en el arte es un aspecto muy importante de las artes visuales o plásticas, junto con otros elementos como la luz, la atmósfera, el fondo y la forma, la materia, la línea, el punto, la mancha, el volumen, el espacio, el movimiento, la textura, el formato,  entre otros

### Los colores y sus efectos psicológicos
Rojo 
Da energía, vitalidad, combate la depresión. Estimula la acción. El rojo es calorífico, calienta la sangre arterial y así incrementa la circulación. Este color se recomienda en ambientes, juguetes, indumentaria que busque impulsar la acción. Atrae mucho la atención visual. No es recomendable usar el rojo en niños hiperactivos o agresivos, en situaciones donde es necesaria la concentración, como leer. 

Naranja 
Combina los efectos de los colores rojo y amarillo: Energía y alegría. Las tonalidades suaves expresan calidez, estimulan el apetito y la comunicación, mientras que las tonalidades  más brillantes incitan la diversión y la alegría. Puede ser considerado para el cuarto de juego de los niños en combinación con colores neutros. 

Azul 
Es un color muy importante para calmar a las personas, se trata de un color frío que produce paz y sueño. Es utilizado en tono pastel para relajar, para ambientar cuartos, camas, etc.

Amarillo 
Estimula la actividad mental. Se utiliza el color amarillo en niños con gran dispersión, poca concentración. Utilizado en tono pastel en escritorios, libros, útiles para promover actividad intelectual, en ambientes en donde trabajan niños con dificultades de aprendizaje o fatiga mental. También es un color que inspira energía y optimismo 

Violeta 
Se trata de un color místico, especialmente importante en la meditación, la inspiración y la intuición. Estimula la parte superior del cerebro y el sistema nervioso, la creatividad, la inspiración, la estética, la habilidad artística y los ideales elevados. 

Verde
El verde hace que todo sea fluido, relajante. Produce armonía, poseyendo una influencia calmante sobre el sistema nervioso. Celeste Tiene un poder sedante, relajante, analgésico y regenerador.

## El color en las distintas artes
... agradezcamos a la paleta el placer que nos proporciona... ella es en sí una "obra" más bella que muchas obras de arte.
Vasili Kandinski, 1913

Aunque el color es, con el dibujo, la esencia de la pintura (su personal "paleta", junto con su personal trazo o pincelada, caracterizan a cada pintor), también ha tenido, desde la Antigüedad, un papel decisivo en escultura (escultura policromada) y arquitectura; algunas veces combinadas entre sí (relieves concebidos como decoración arquitectónica o partes de un edificio concebidas como soporte escultórico) y otras por separado.
En la mayor parte de las técnicas de pintura (fresco, acuarela, temple, óleo, pastel, acrílico) el color se obtiene a través de los pigmentos que se mezclan con un aglutinante para fijarse al soporte (muro, tabla, pergamino, papel), que puede o no añadir algún componente cromático, por transparencia o por dejar parte de la superficie sin pintar, o estar previamente preparado con una imprimación. En otras técnicas (mosaico, collage), así como en escultura y pintura, tanto puede provenir del color propio de los materiales empleados como de su modificación (siendo esta intencional o casual). Las cualidades cromáticas de la materia (blanco del mármol y otras piedras escultóricas y arquitectónicas, "broncíneo" del bronce pulido, verde oscuro del bronce con pátina, dorado del oro, color de las maderas empleadas para la talla o como material de construcción) pueden haber sido intencionadamente escogidas por los artistas o bien ser resultado de la necesidad; también ha ocurrido que la mitificación del arte del pasado ha ennoblecido de tal modo la percepción actual sobre esas obras que se aprecian características cromáticas que en la época no tenían (por estar cubiertas de pintura hoy desaparecida o por haberse modificado de forma que sus creadores podían o no haber considerado).
Escultura y arquitectura

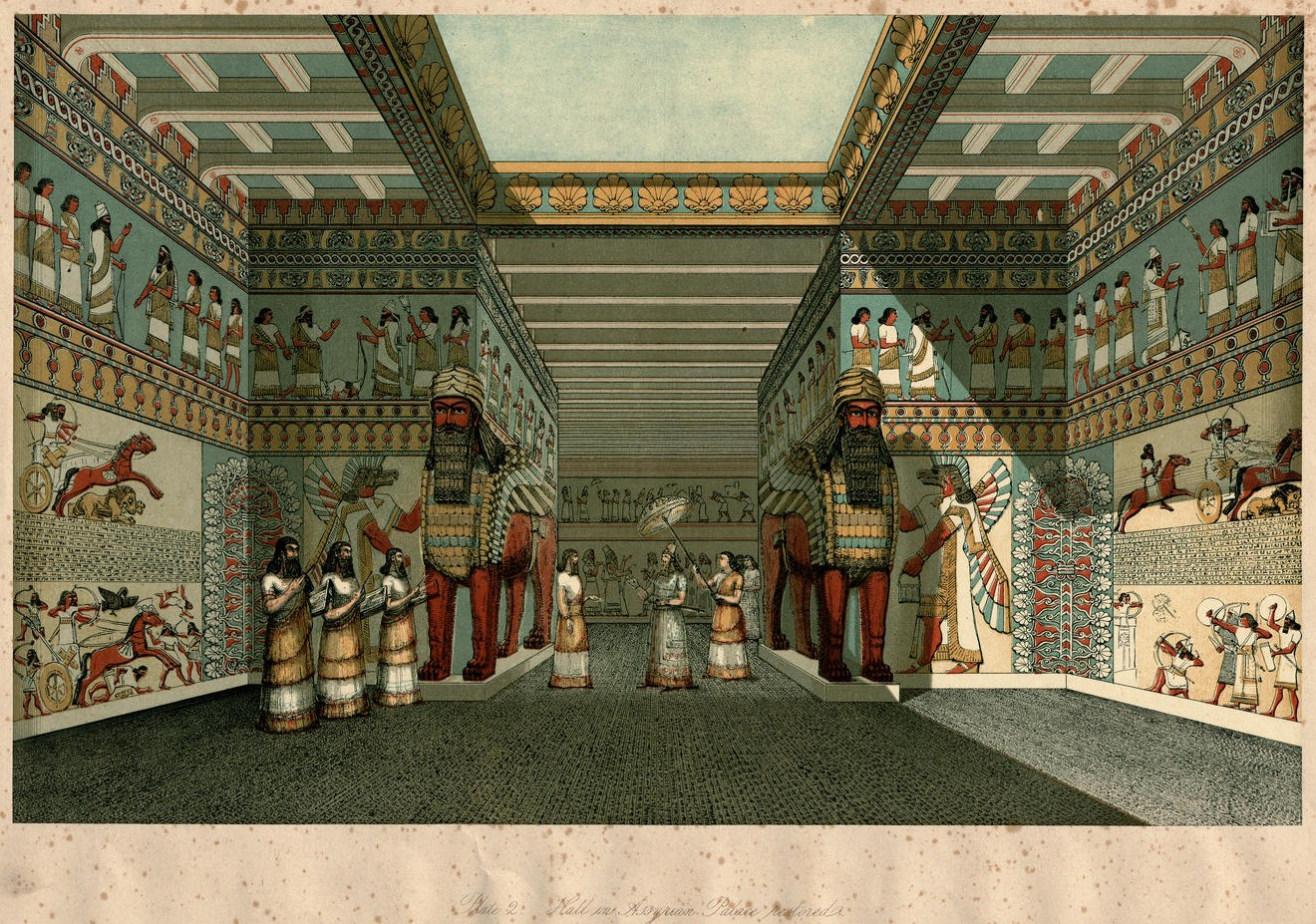
Reconstrucción del aspecto de una sala del palacio de Nínive.
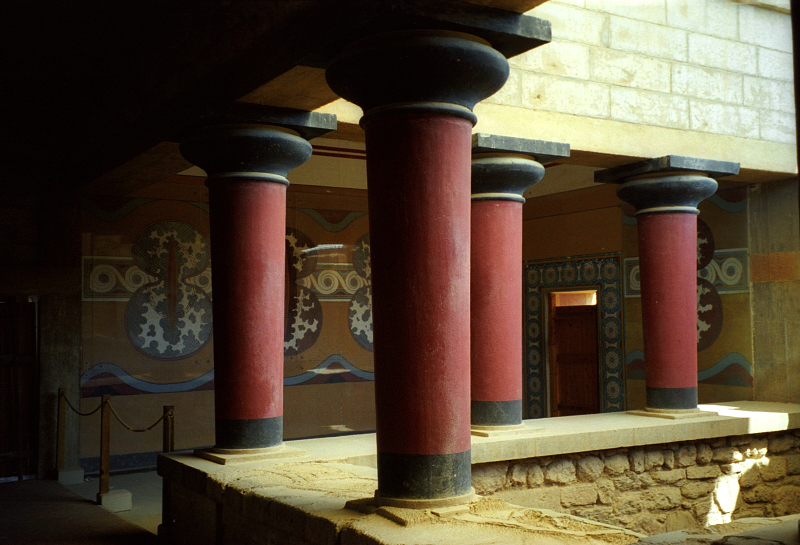
Reconstrucción del aspecto de un patio interior del palacio de Cnossos.
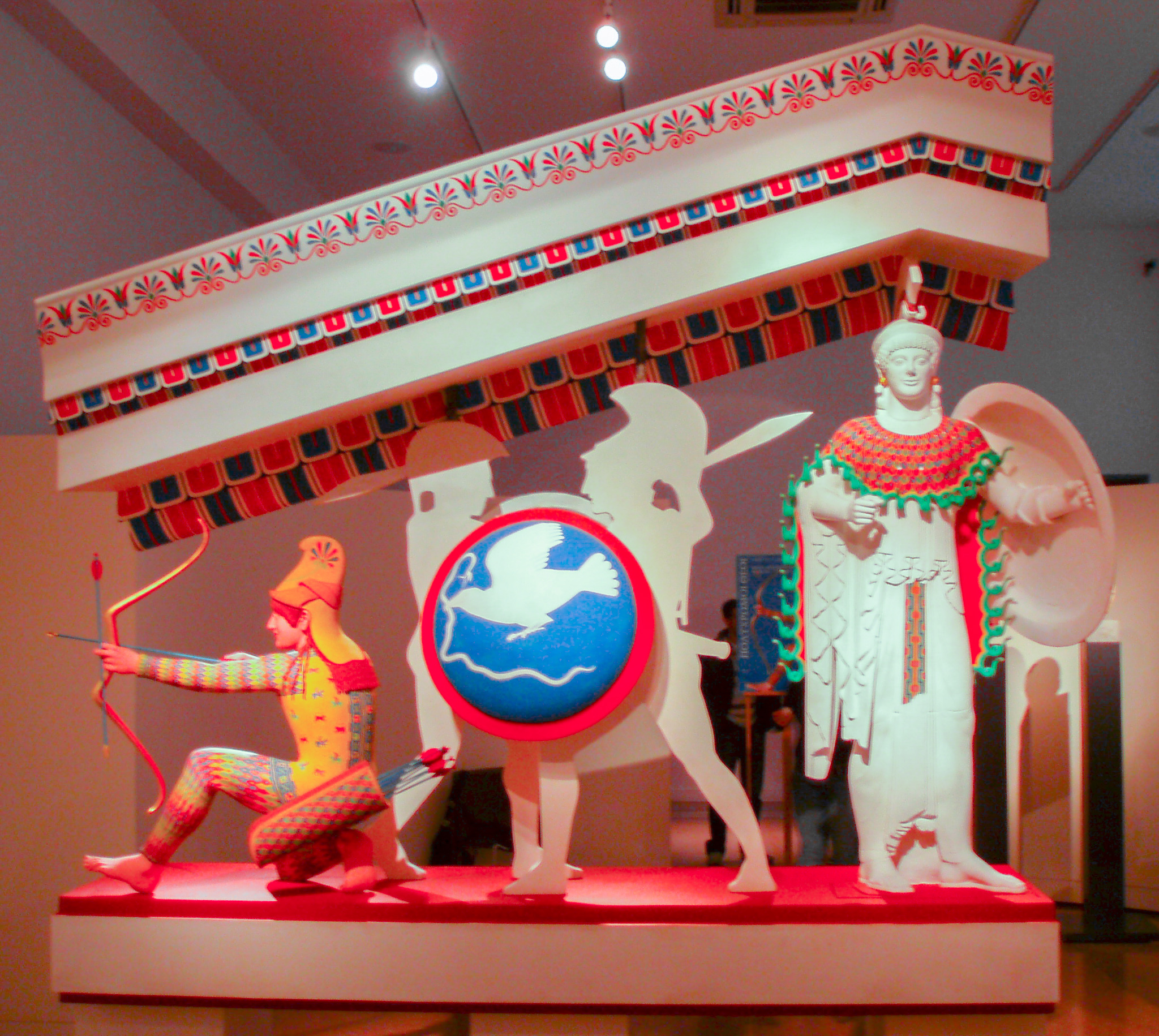
Reconstrucción del probable aspecto del frontón occidental del templo de Afaia en Egina (exposición "El color de los dioses" -Bunte Götter – Die Farbigkeit antiker Skulptur-).
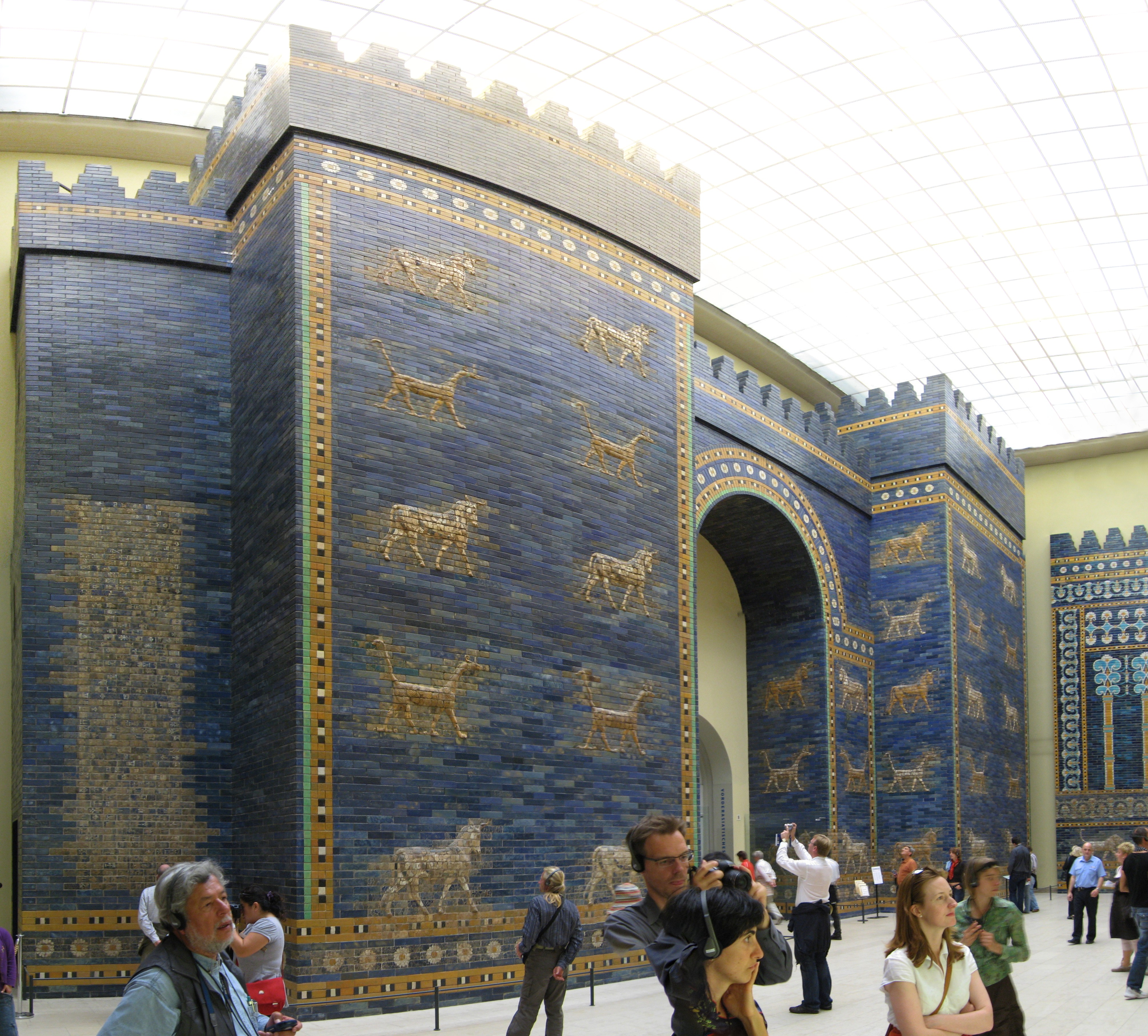
Puerta de Ishtar, Babilonia, 575 a. C.

En el arte y la artesanía popular el uso del color responde tanto a cuestiones pragmáticas (utilidad y disponibilidad de los materiales y pigmentos) como a planteamientos tradicionales. En la arquitectura popular, la necesidad de utilizar los materiales locales o la costumbre de pintar de diferentes y vivos colores las fachadas se tiene en distintos lugares. El resultado son verdaderos "pueblos de colores.
En cuanto a las artes aplicadas, menores o decorativas, desde la tapicería tradicional hasta al moderno diseño, la presencia del color es fundamental.
Artes aplicadas, menores o decorativas

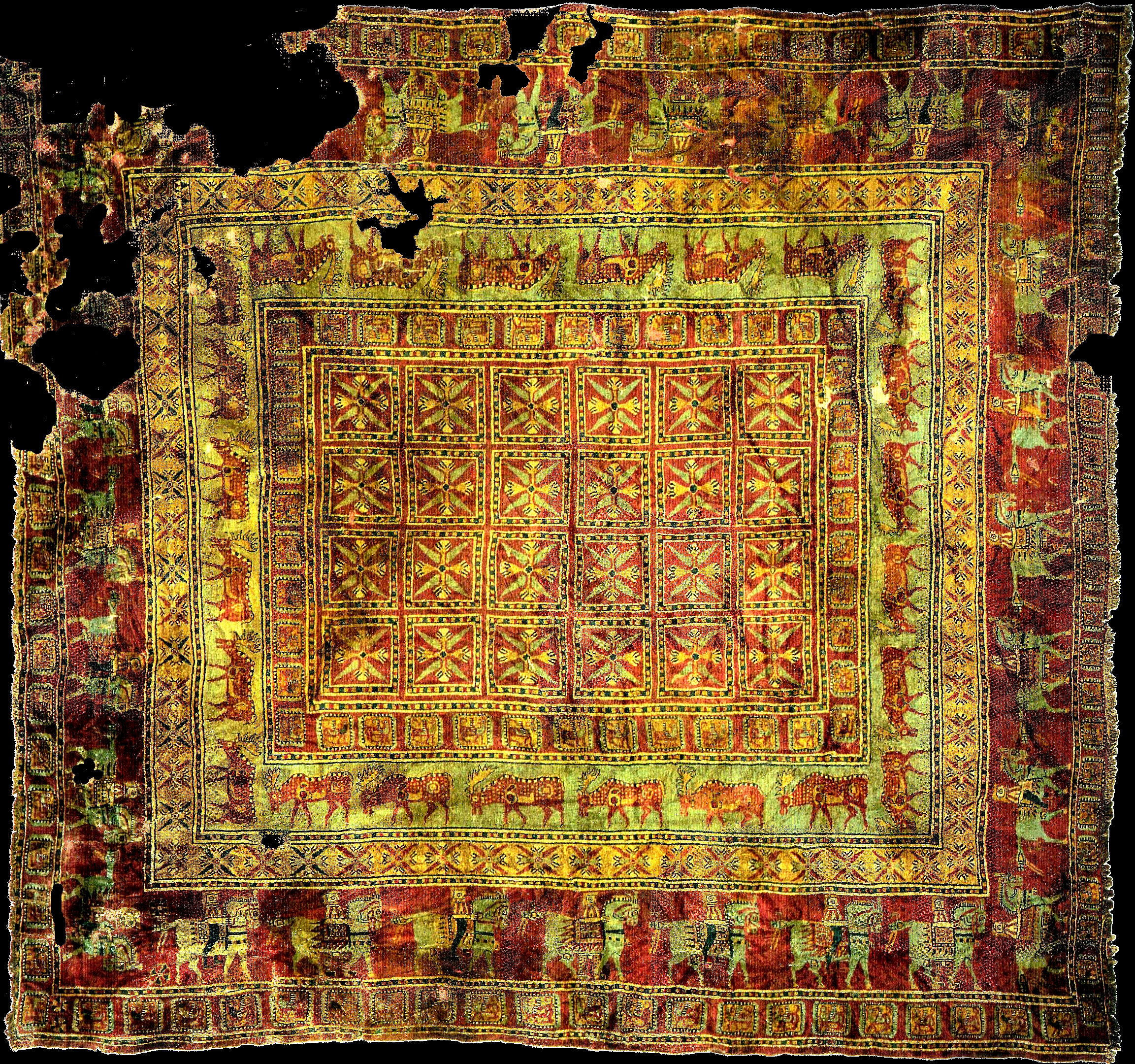
Alfombra Pazyrik, ca. 400 d. C. (antecedente de las alfombras persas).
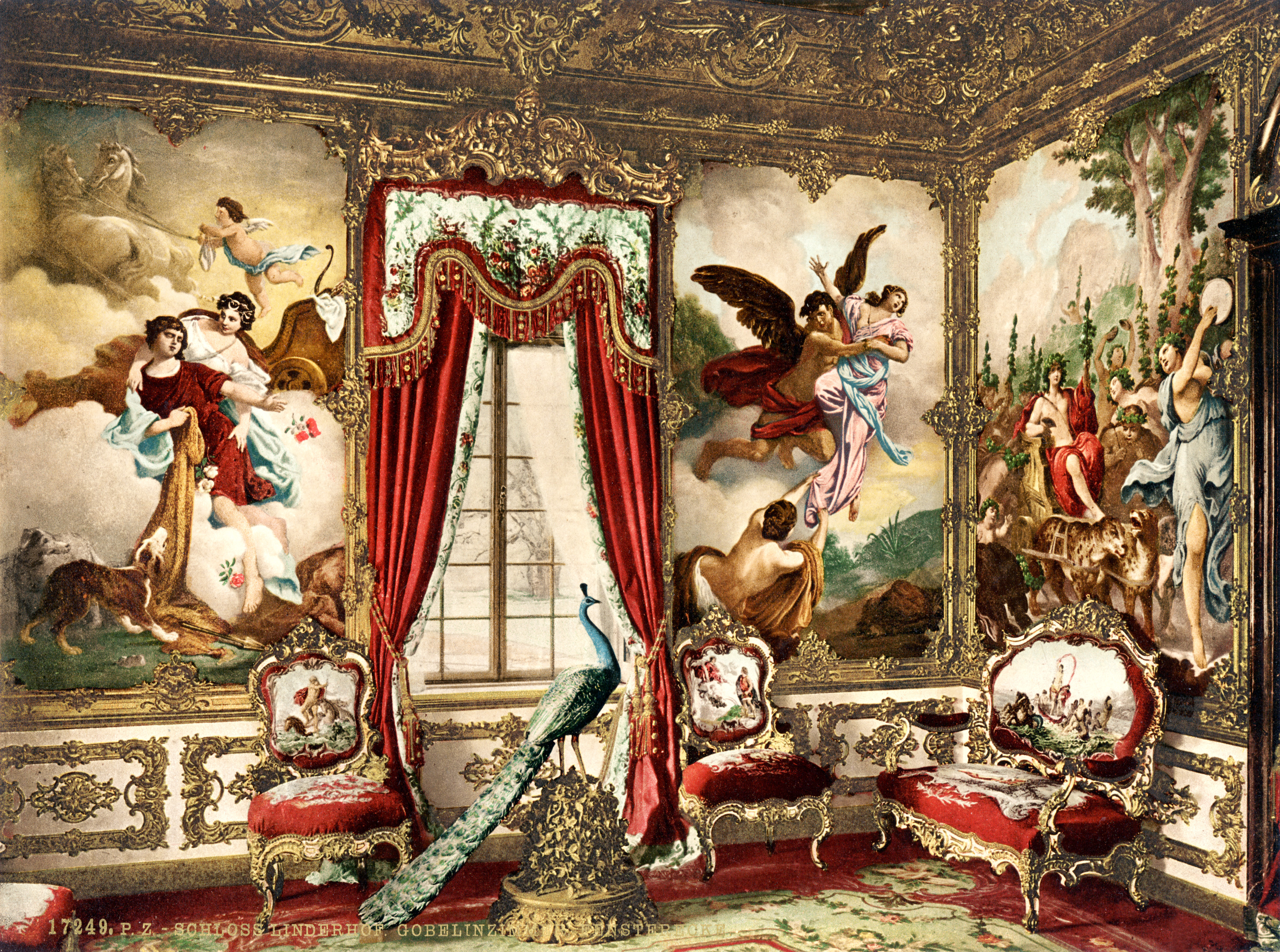
Salón de tapicerías de Gobelinos del Palacio de Linderhof, ca. 1895.
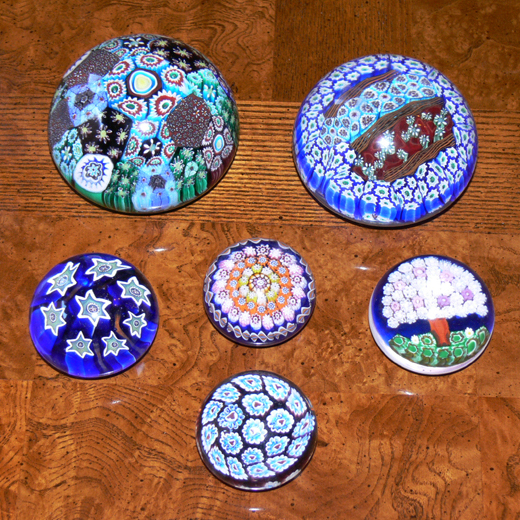
Pisapapeles de cristal de Murano.
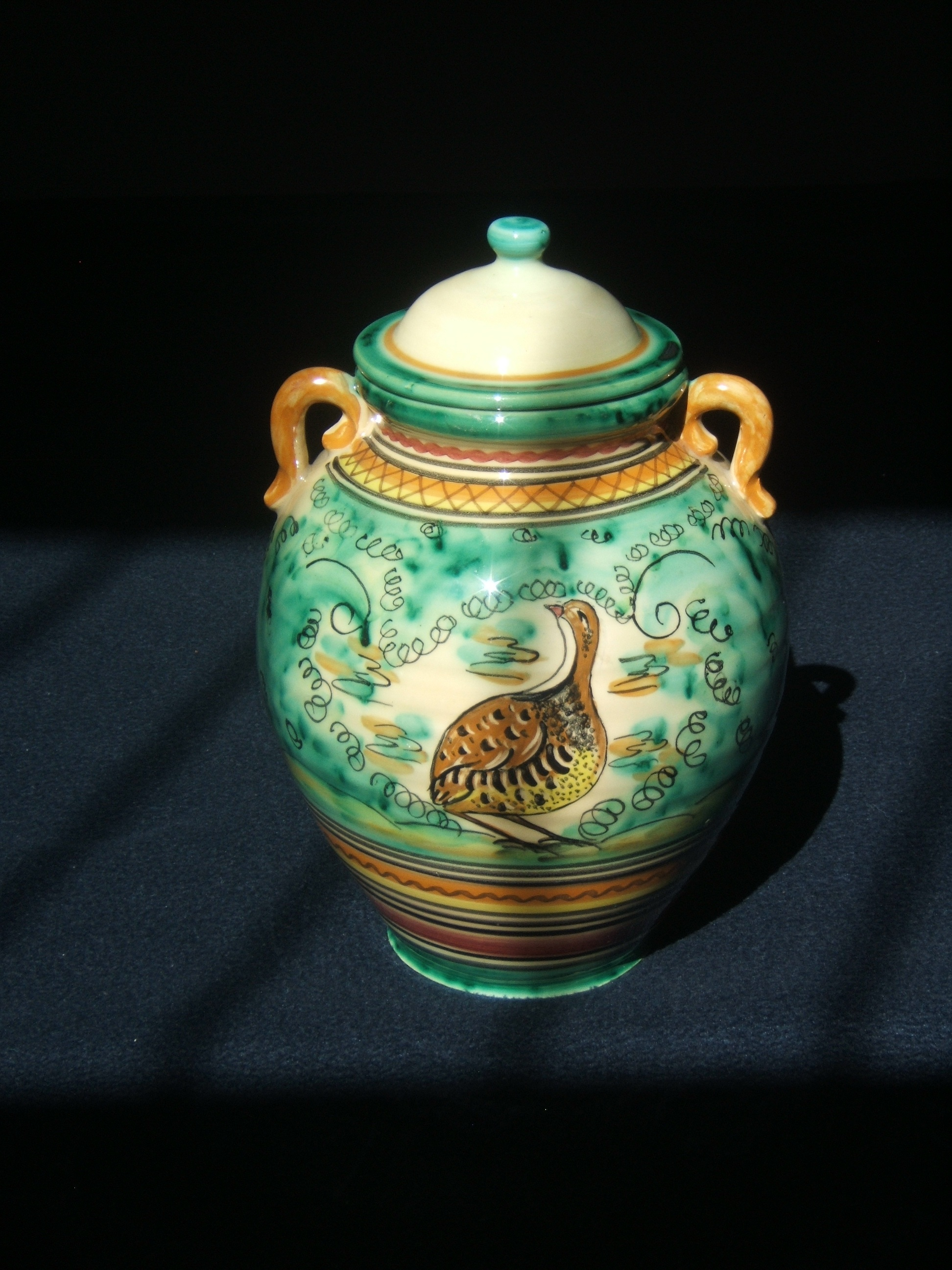
Orza de cerámica de Puente del Arzobispo.
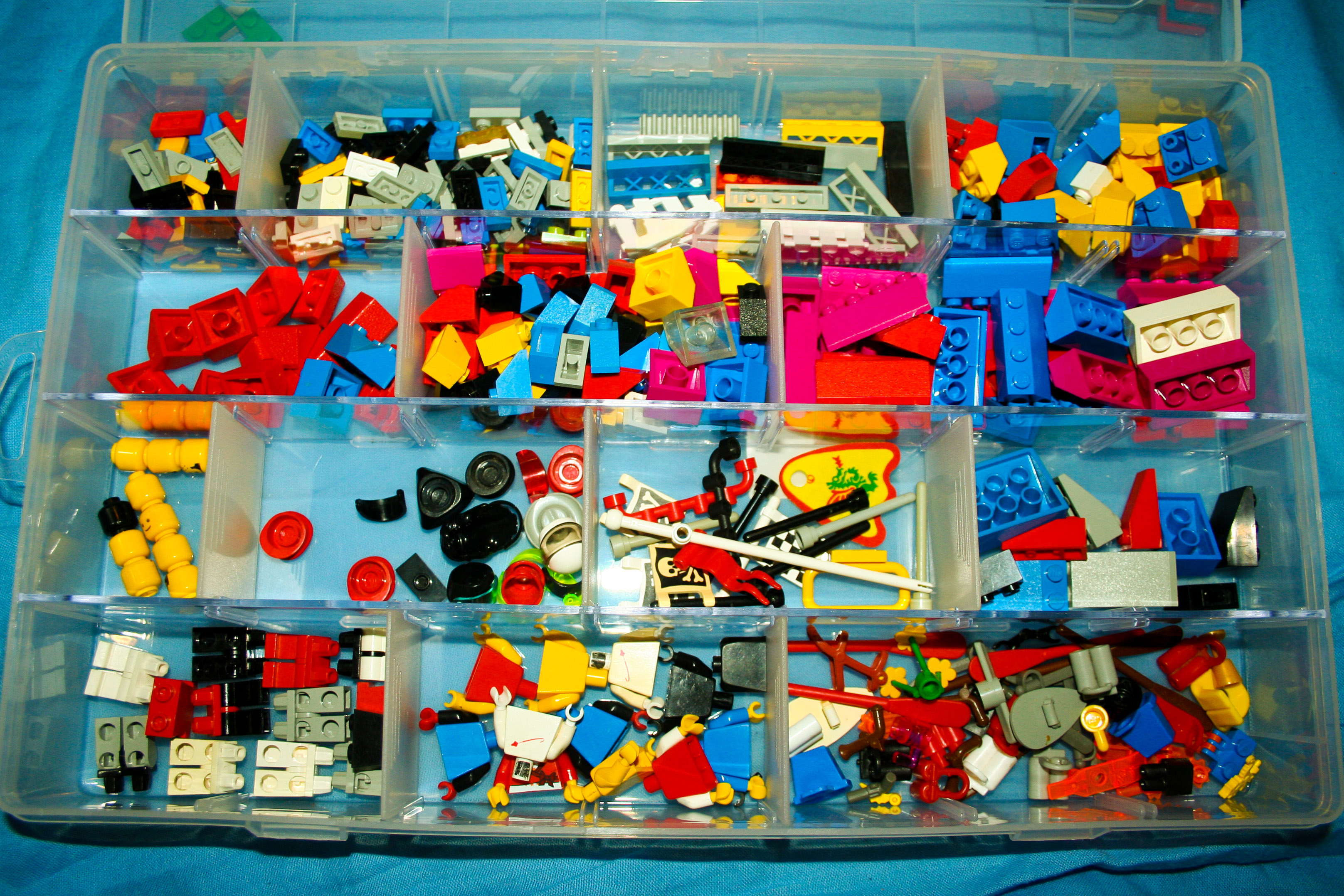
Piezas de construcción LEGO, Godtfred Christiansen, 1958.

## Percepción del color

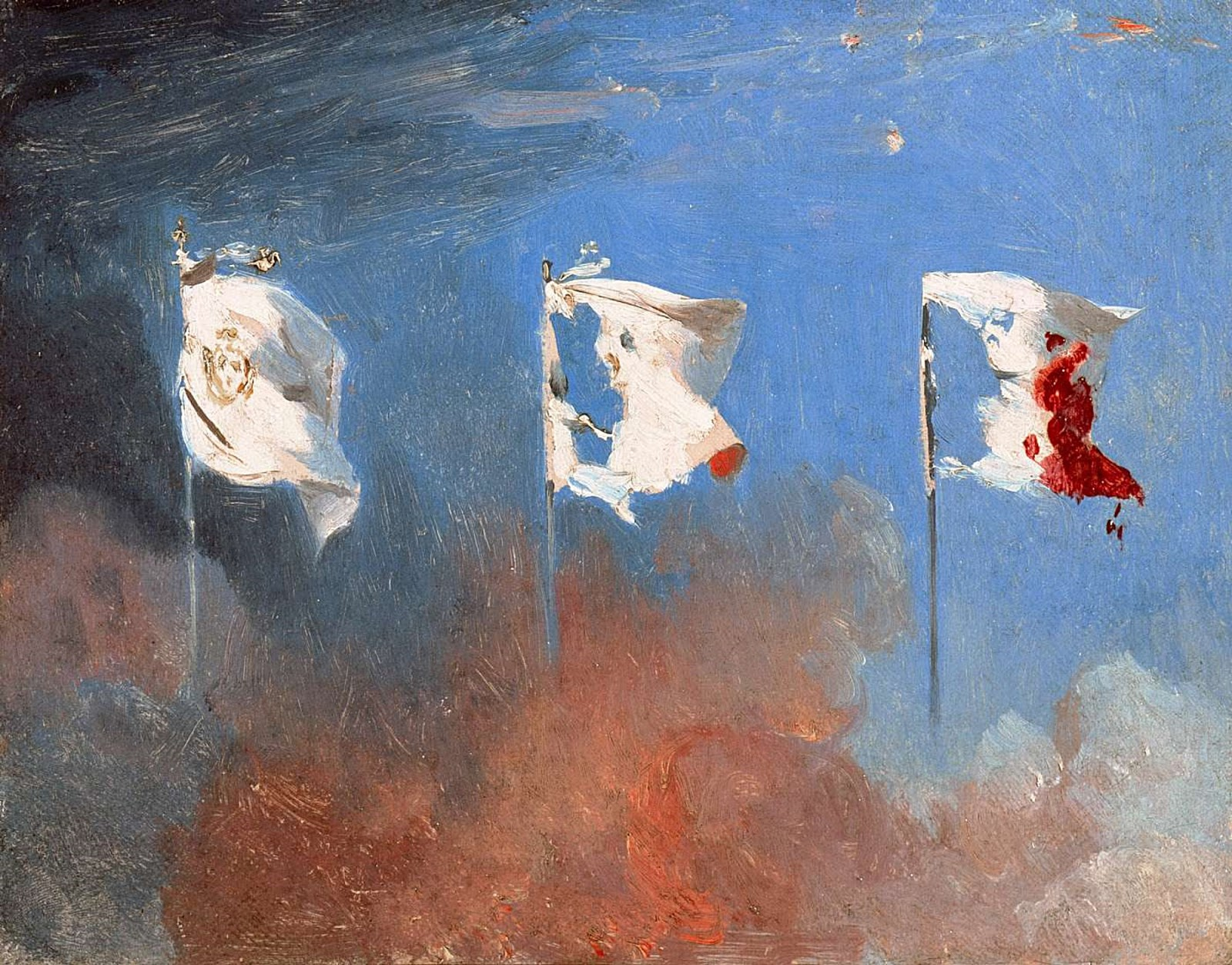
Escena de Julio de 1830 o Las banderas, de Léon Cogniet, 1830. La bandera blanca de la monarquía borbónica se desgarra (dejando ver el cielo) y mancha de sangre durante las tres "jornadas gloriosas" de julio de 1830, convirtiéndose en la tricolor de la Revolución de 1789.

La preponderancia de color sobre el dibujo se identifica con la expresión de las emociones frente a la razón.
La percepción visual, semiótica, o simbólica de los colores, que se ha producido en cada cultura y estilo bajo distintos códigos iconográficos (aunque siempre con sujeción a las posibilidades prácticas del uso de los pigmentos, determinadas por su disponibilidad y elevado coste hasta la Revolución industrial).
Más allá de ello, las especulaciones teórico-técnicas acerca del llamado "color local" (el que presuntamente tendría un objeto en sí), compatibles con el tradicional uso "realista" del color en el arte, dieron paso a partir de la segunda mitad del siglo XIX a una comprensión más ajustada a las nociones científicas que la óptica proporcionaba, lo que estuvo en la base de la "revolución" impresionista (al tomar conciencia de que los objetos no tienen color en sí, sino únicamente reflejan, según sus características, la luz que reciben, que a su vez está determinada por sus distintos posibles orígenes, y de que es el sistema visual del espectador el que percibe los colores como resultado de la luz que llega a sus ojos).
A partir de ese cambio radical en el concepto pictórico del color, las vanguardias artísticas del siglo XX optaron por muy distintas utilizaciones del color: una arbitrariedad consciente (fauvismo), un monocromatismo que emparentaba con la fotografía y el cine "en blanco y negro" (Guernica de Picasso) o una identificación de la propia obra con en el color en sí mismo (azul Klein -Yves Klein-).

## Técnica del color en pintura
La obtención y preparación de los pigmentos fue tradicionalmente una de las tareas más importantes del oficio artesanal de pintor. Tal tarea, aunque en sus partes más mecánicas y laboriosas se confiara a aprendices, era estrechamente controlada por los maestros, dado el elevado precio y la escasez de los materiales empleados, que también eran objeto de todo tipo de especificaciones en los contratos firmados con los comitentes. El desarrollo de la industria química con la Revolución industrial incrementó la disponibilidad de todo tipo de pigmentos y abarató su precio de tal modo que su uso se popularizó hasta convertirse en una actividad infantil (y también en un recurso didáctico).
El color puede aplicarse de forma homogénea por toda la superficie que ocupa (colores planos), que incluso puede delimitarse en planos separados por nítidas líneas; o bien puede degradarse y difuminarse (sfumato) en los contornos, con variaciones de saturación, tono u oscuridad, y luminosidad, creando sensación de volumen (colores modulados).
En la pintura figurativa es esencial la identificación de las superficies con un cuerpo real, para lo que el empleo del color proporciona casos característicos: carnación, pelaje, plumaje, ropaje, follaje, celaje y distintos tipos de paisajes, entre los que las superficies acuáticas son un desafío al virtuosismo de los pintores.
La utilización de los "no colores", el blanco y el negro, y el contraste y gradación de cualquier otro entre ellos (claroscuro) son también retos para la maestría que no se establecieron con precisión hasta la conformación de la pintura académica en los siglos XVII y XVIII. Otras formas de modulado del color, conservando su luminosidad, se obtuvieron desde el último cuarto del siglo XIX con el impresionismo, a través de los colores análogos y los colores complementarios.

### Colores fríos y calientes

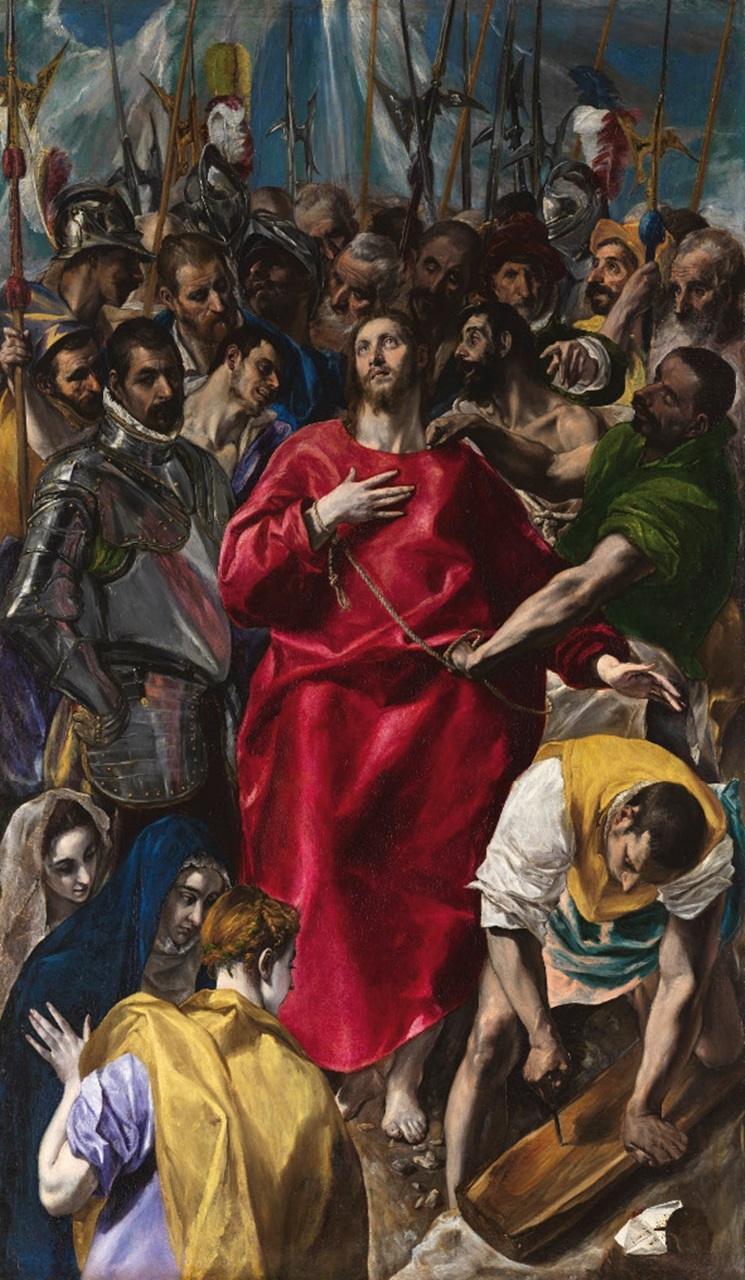
El expolio, de El Greco, ca. 1577-1579

La calificación de los colores como "fríos" o "calientes" implica una asociación psicológica de cada uno de ellos con cualidades o características ajenas a su realidad física pero presentes en la voluntad del artista y la mente del espectador, y con un valor universal, más allá de las asociaciones personales, diferentes en cada individuo (muy intensas en los sinestésicos), en cada idioma (blue -"azul" en inglés-, que se usa como adjetivo par "triste", pero también para "pornográfico" -lo que en castellano es uno de los usos de "verde"-), o en diferentes contextos (color político, color litúrgico, simbolismo de los colores).
Los colores "fríos" (las gamas en torno al azul) tienen el efecto de alejar (tanto espacial como emocionalmente); los colores "cálidos" (las gamas en torno al naranja) tienen el efecto de acercar (tanto espacial como emocionalmente). Tales efectos, en la representación de imágenes en dos dimensiones cobra una importancia radical: la consecución de una suerte de "perspectiva cromática" (que también se obtiene disminuyendo la saturación del color en proporción a la distancia que se pretende representar), que no depende de la teorización, puesto que se venía utilizando de forma intuitiva desde antiguo.

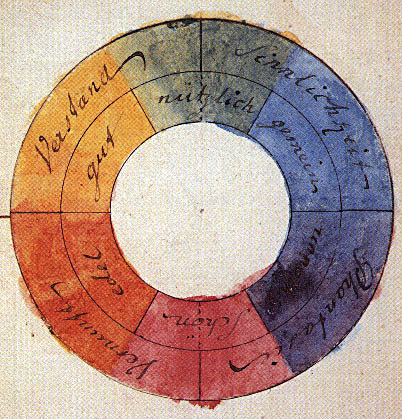
Rueda de colores en la obra de Goethe Teoría de los colores, 1810.
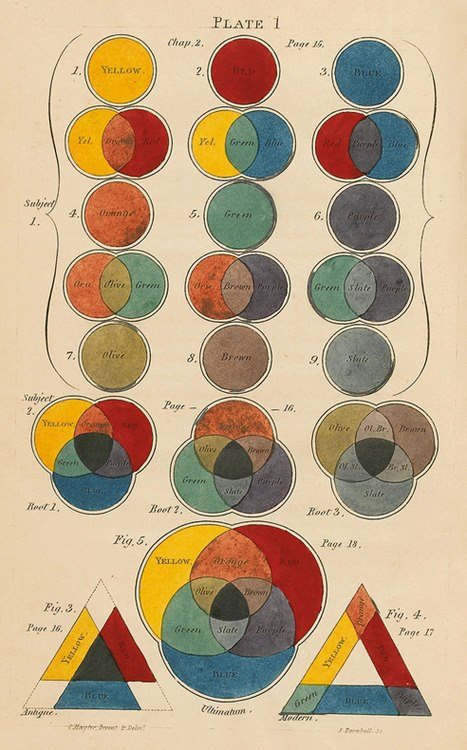
Diagrama de colores en la obra de Charles Hayter[14] A New Practical Treatise on the Three Primitive Colours Assumed as a Perfect System of Rudimentary Information, 1826.

### Deterioro de los colores
El deterioro progresivo de las obras de arte hace que la restauración sea una de las actividades más decisivas en la apariencia que presentan los colores. Un reciente ejemplo ha sido la restauración de los frescos de la Capilla Sixtina (1980-1994). Baco y Ariadna, de Tiziano, muy deteriorado por haberse enrollado varias veces en los siglos XVI y XVII, fue limpiado en 1806-1807, pero la "estética victoriana" no podía soportar sus colores vivos (ni los efectos del craquelado), de modo que fue objeto de restauraciones muy intervencionistas que añadieron nuevas capas de pintura y barnices, hasta que  "el cielo radiante de azurita era de un malva sucio y parduzco, y la imagen entera tenía un aspecto tan turbio, que comparada con ella, la jalea marrón de Constable luciría radiante." El cuadro fue objeto de una nueva limpieza y restauración, acorde con más modernos criterios, en 1967-1968, que suscitó un escándalo. "Ni siquiera el público del siglo XX, habituado a los colores chillones en el arte [contemporáneo], estaba preparado para la idea de que los tonos de Tiziano fuesen igual de estridentes. Al parecer el gusto del público había cambiado poco en relación con la actitud hacia los viejos maestros desde la época victoriana cuyos desastrosos trabajos de «restauración» convirtieron una de las imágenes más gloriosas del arte en un sombrío adefesio, supuestamente más acorde a las sobrias preferencias de una estética conservadora."

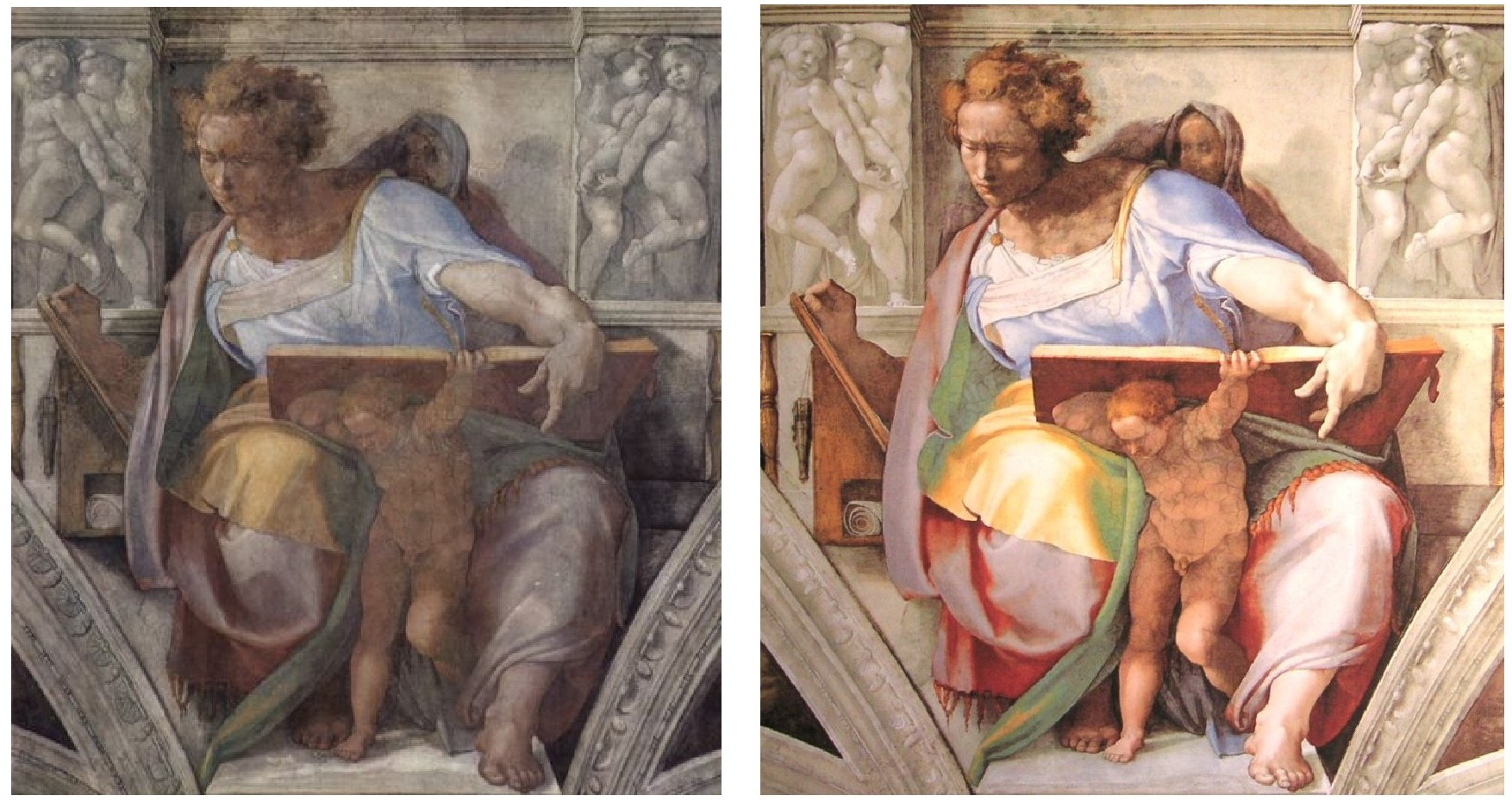
El profeta Daniel del techo de la Capilla Sixtina, antes y después de la última restauración.
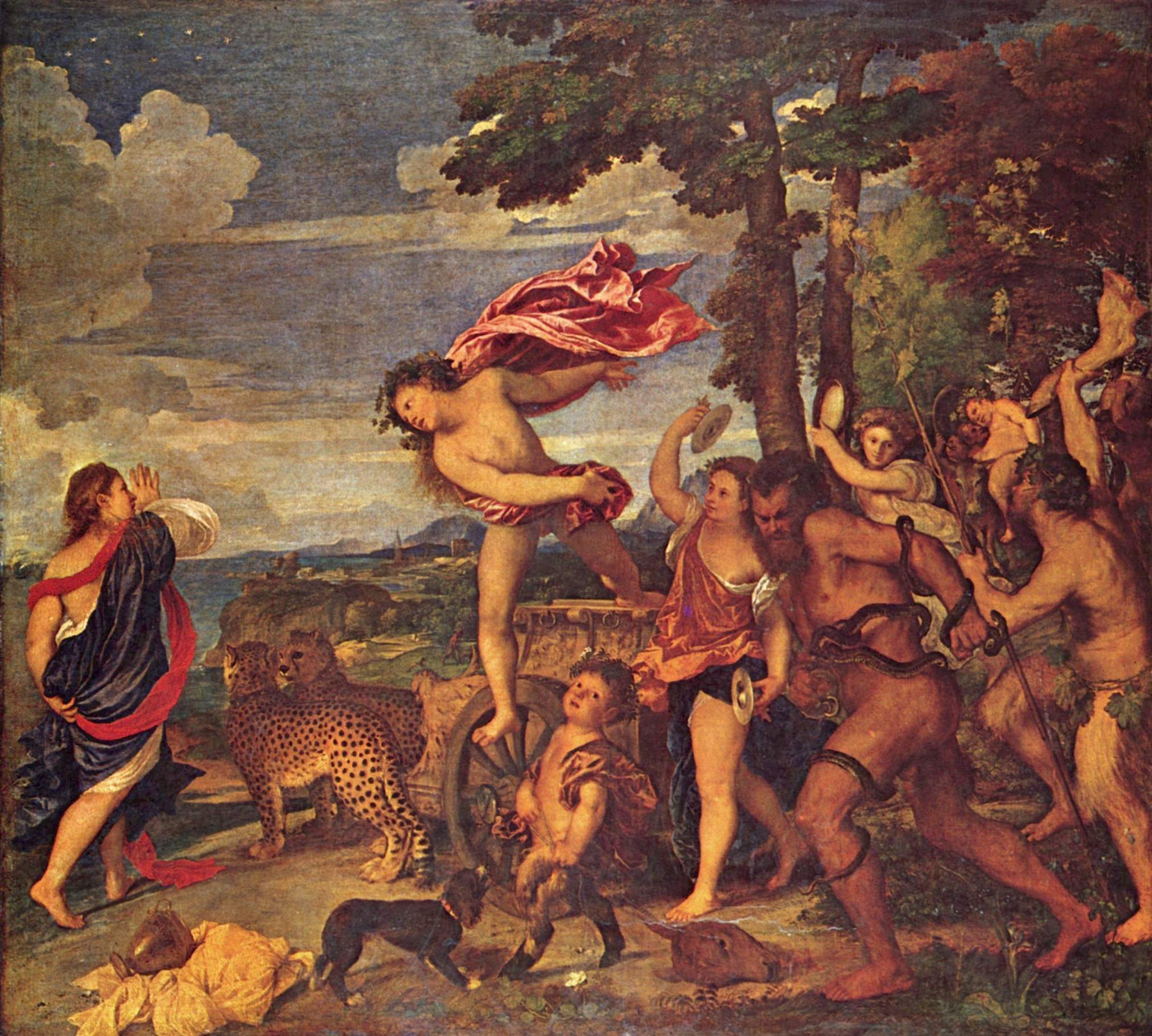
Baco y Ariadna, probablemente antes de la última restauración (el archivo proviene de 10.000 Meisterwerke der Malerei, sin indicación de fecha de toma de la fotografía).
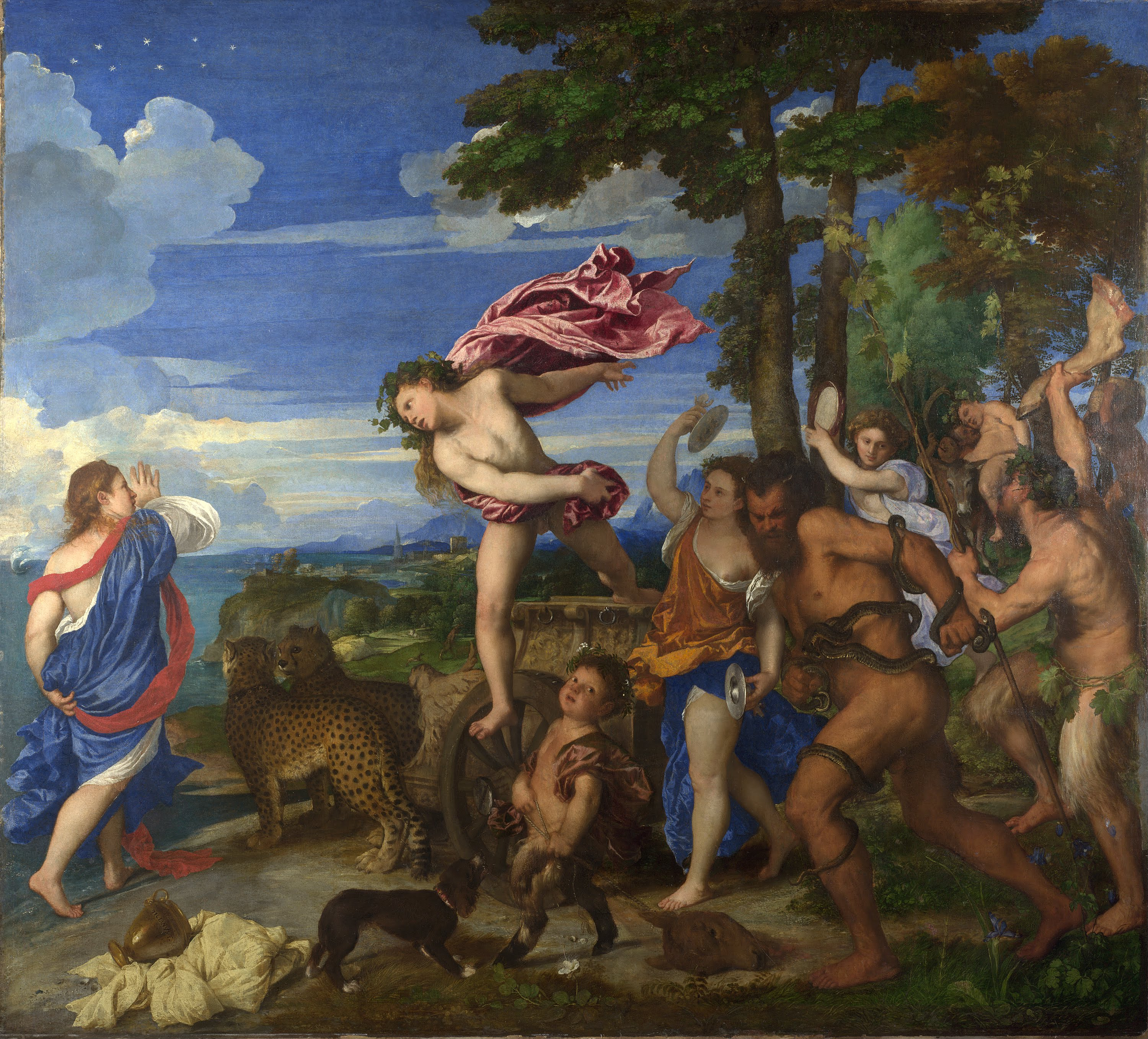
Ídem, después.

Aunque hay pigmentos mucho más inestables que otros, en sentido estricto, no existen "colores estables". Incluso los pigmentos minerales, expuestos a reacciones químicas por su contacto con todo tipo de elementos, se alteran a lo largo del tiempo (mucho más si han sometido a restauraciones agresivas). Se ha llegado a afirmar que no es posible determinar cuales son los "colores verdaderos" de una obra pictórica, dado que los pintores más conscientes de esas alteraciones los aplicaban teniendo en cuenta la modificación que el tiempo iba a causar en ellos.

Todos los colores que los impresionistas han puesto de moda son inestables, ese es otro motivo para no vacilar en aplicarlos con demasiada crudeza, el tiempo ya se encargará de rebajarlos.
Vincent van Gogh

A menudo me ha intrigado el hecho de que Los girasoles de Van Gogh sea tan valorado, a mí me parece una pieza monótona y sin lustre, totalmente atípica de su autor. Pero esto se debe a que no podemos ver lo que el artista pintó. Esos ocres sucios fueron alguna vez brillantes; el pigmento (amarillo de cromo) se ha degradado con el tiempo, y solo nos queda una sombra del cuadro original. Max Doerner opina que, en este caso, deberíamos dar gracias al tiempo por hacer más misteriosos los girasoles. No puedo estar de acuerdo con él, pues considero que en Van Gogh es el último lugar donde debemos buscar ese tipo de misterio en el arte.
Philip Ball

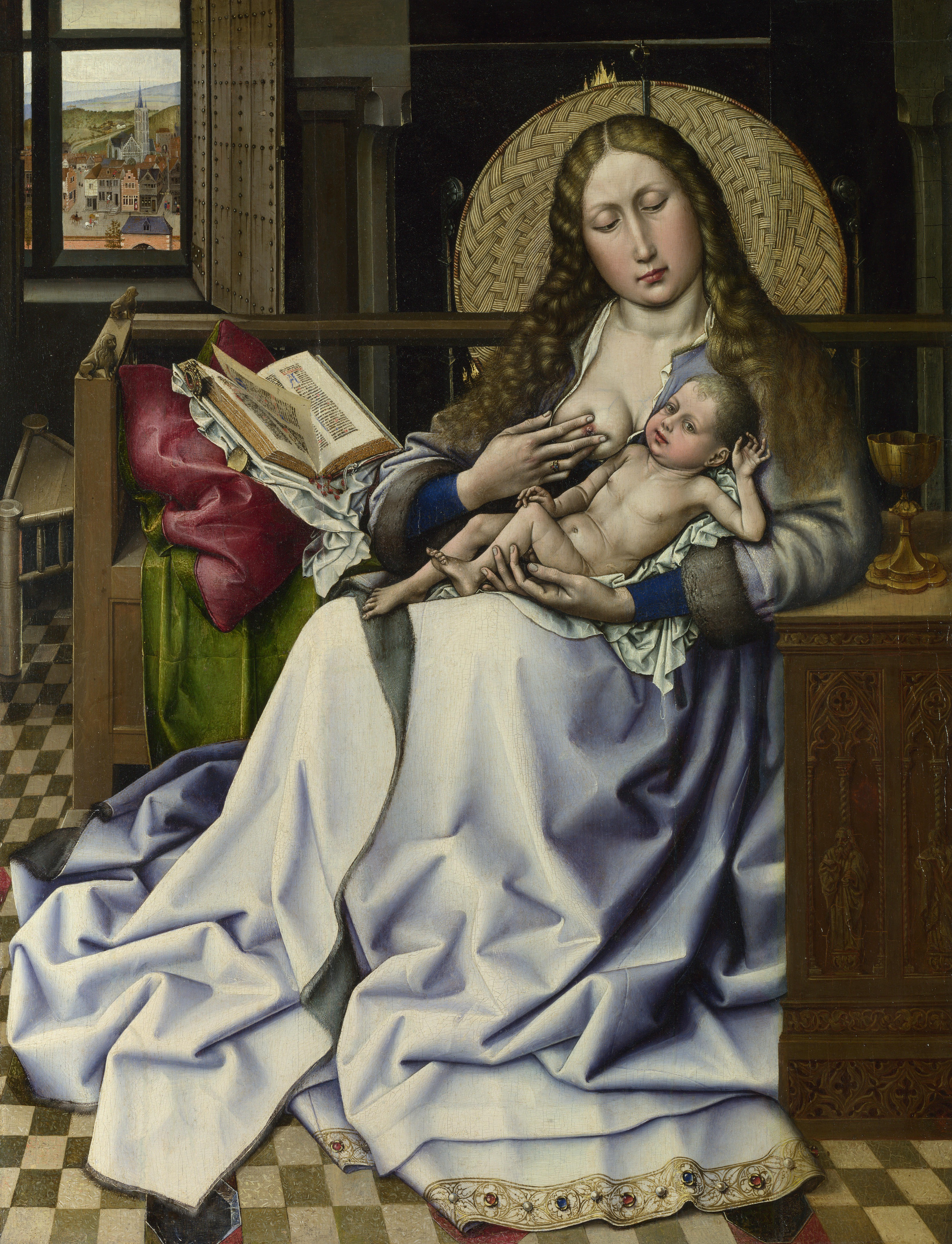
La Virgen de la pantalla,[17] del taller de Roberto Campin, ca. 1440. "Las purpúreas vestiduras... se han blanqueado con el tiempo a medida que la laca roja empleada por el artista se ha ido desvaneciendo."
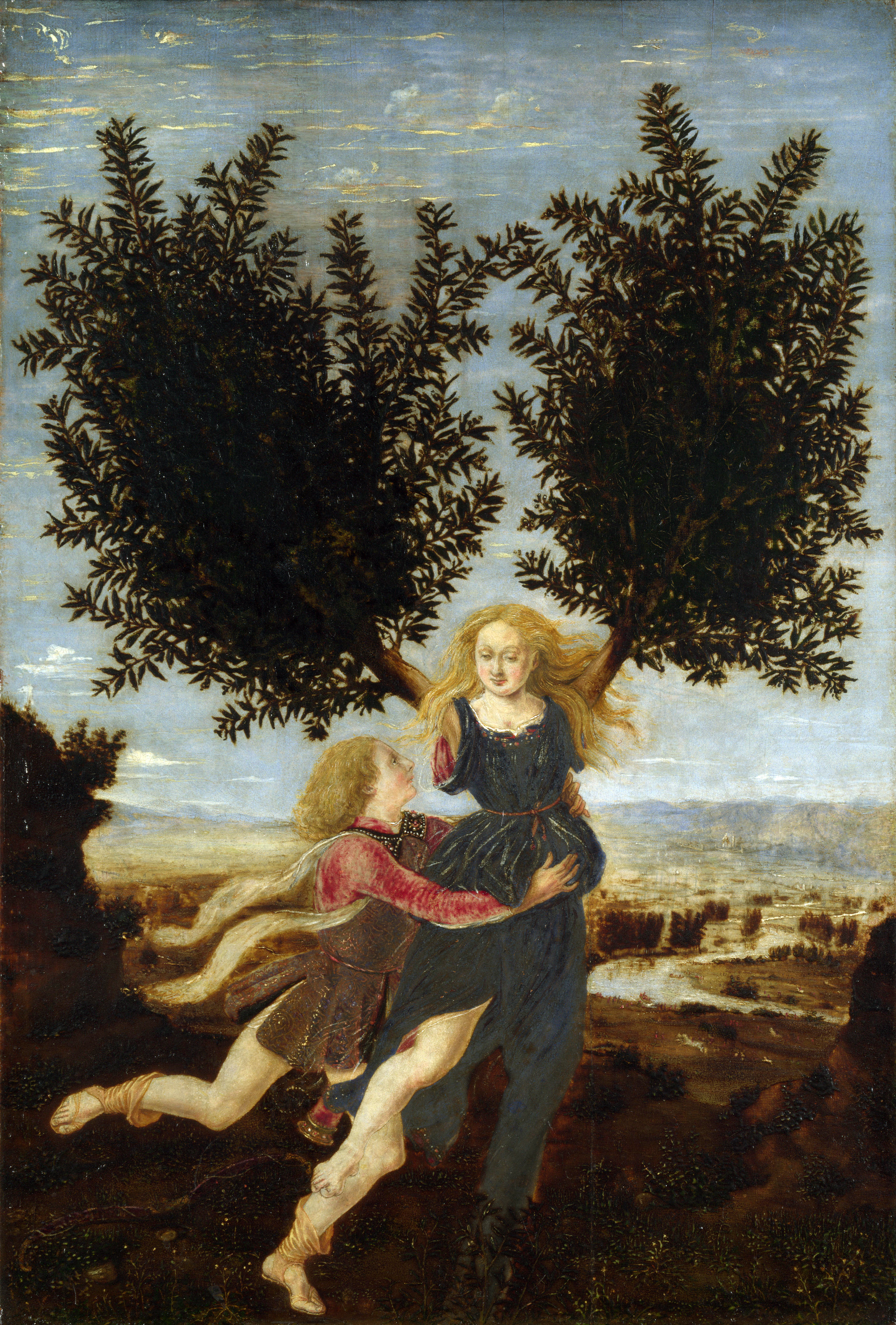
Apolo y Dafne,[18] de Antonio Pollaiuolo, ca. 1470-1480. "El follaje oscuro y el paisaje pardusco... no son intencionales, sino ... el resultado de la decoloración del «resinato de cobre» verde."
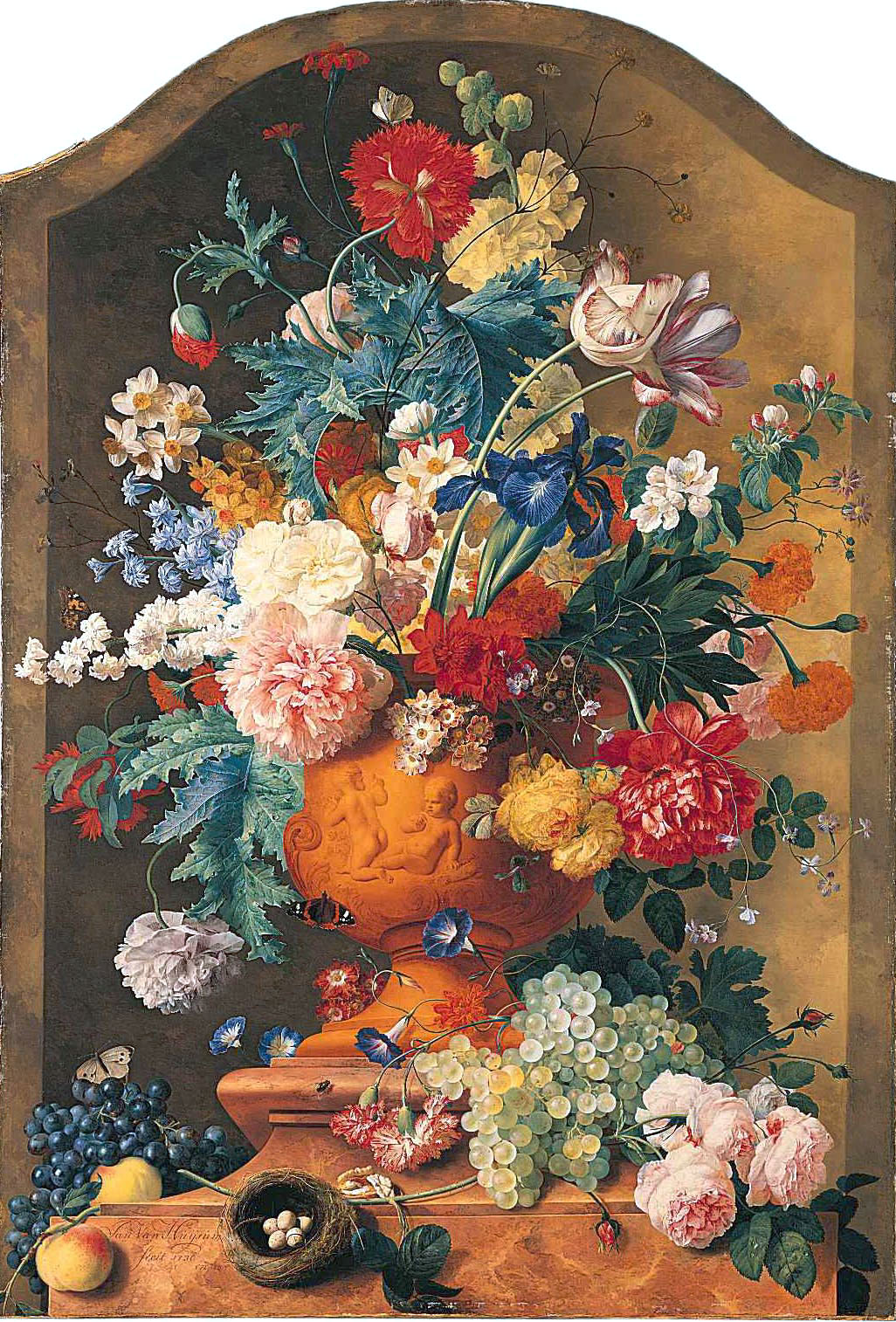
Flores en un jarrón de terracota,[19] de Jan van Huysum, 1736 "parecen tener extrañas hojas azules. Alguna vez fueron verdes, pero la laca amarilla se ha desvanecido."
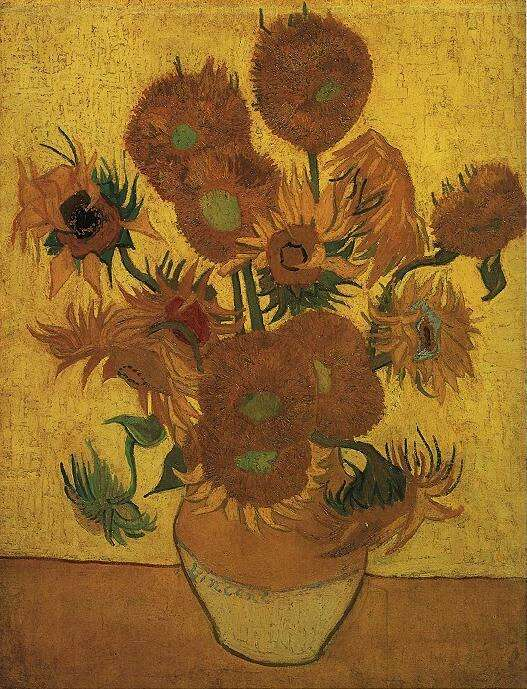
Los girasoles, de Vincent van Gogh, 1889, versión del Museo Van Gogh de Ámsterdam.

### Fraudes, el "secreto veneciano"
En el contexto de la estructura gremial de la profesión de pintor, las codiciadas "recetas" para componer los colores se trataban como secreto profesional. Los elevados precios de los pigmentos multiplicaron los intentos de fraude, que se vigilaban estrechamente, entregándose bajo contrato y cuidadosamente pesados por el comitente, comprobándose si el resultado final (en la superficie coloreada) respondía o no a las expectativas. También se daban intentos de falsificación, más o menos detectables, y que en algún caso resultaron en verdaderas serendipias que mejoraban la calidad del pigmento imitado.
A finales del siglo XVIII, la pintora miniaturista Ann Jemima Provis y su padre, Thomas Provis, consiguieron engañar a un buen número de célebres pintores británicos (siete de ellos académicos, incluyendo a Benjamin West, Joseph Farington, Richard Westall y John Hoppner) ofreciéndoles a alto precio revelarles el "secreto veneciano" contenido en un manuscrito (la presunta técnica de color de los grandes maestros de esa escuela, que se habría perdido en el tiempo). La imposibilidad de que tal receta fuera tan antigua quedó evidente a algunos que no se dejaron engañar, pues tuvieron en cuenta que el azul de Prusia se había inventado en 1704, y se desató un escándalo que avergonzó a los timados.

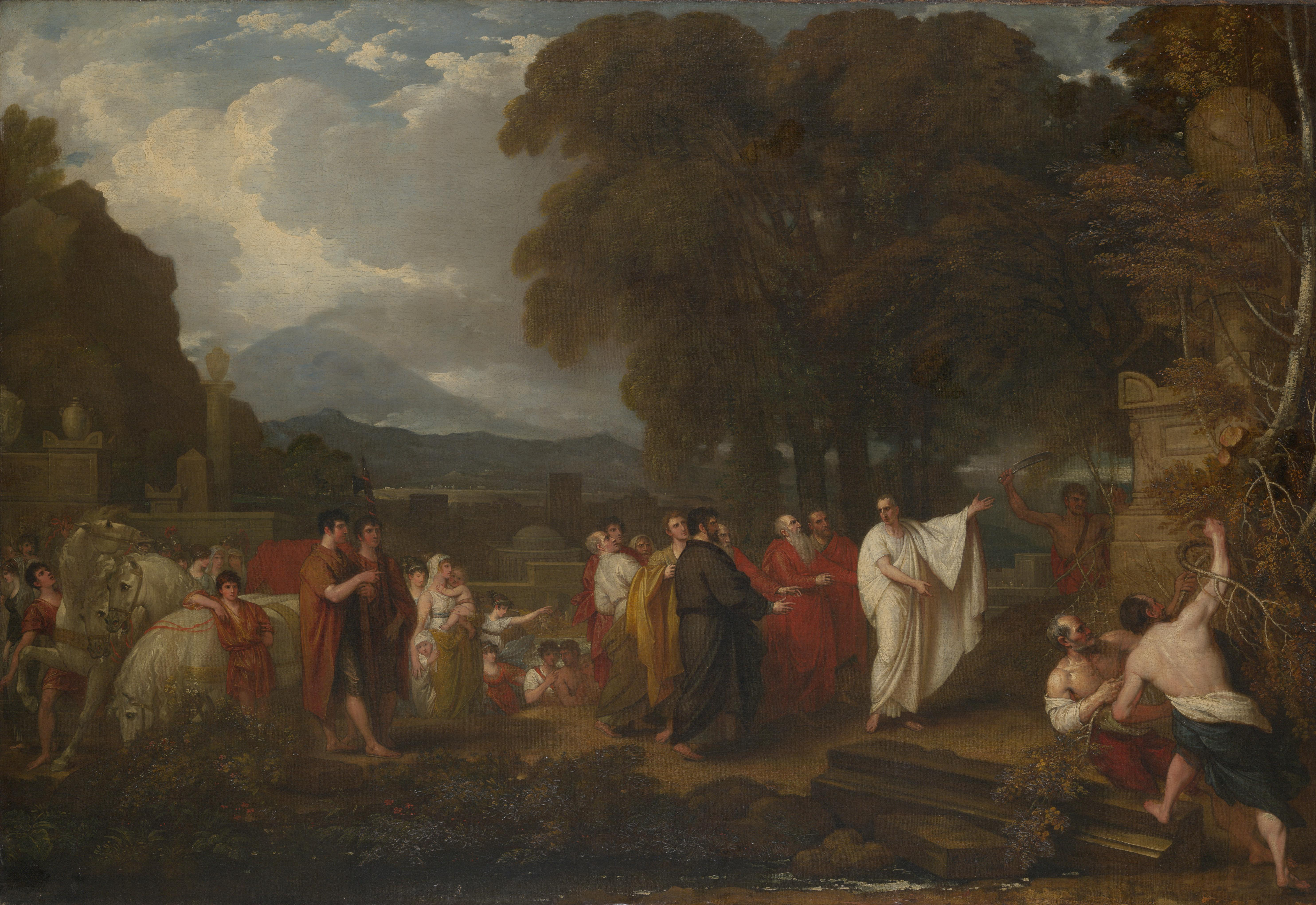
Cicerón descubriendo la tumba de Arquímedes, de Benjamin West, versión de 1804 (la versión inicial, que el autor había realizado con el "secreto veneciano", se presentó a la Academia en 1797.
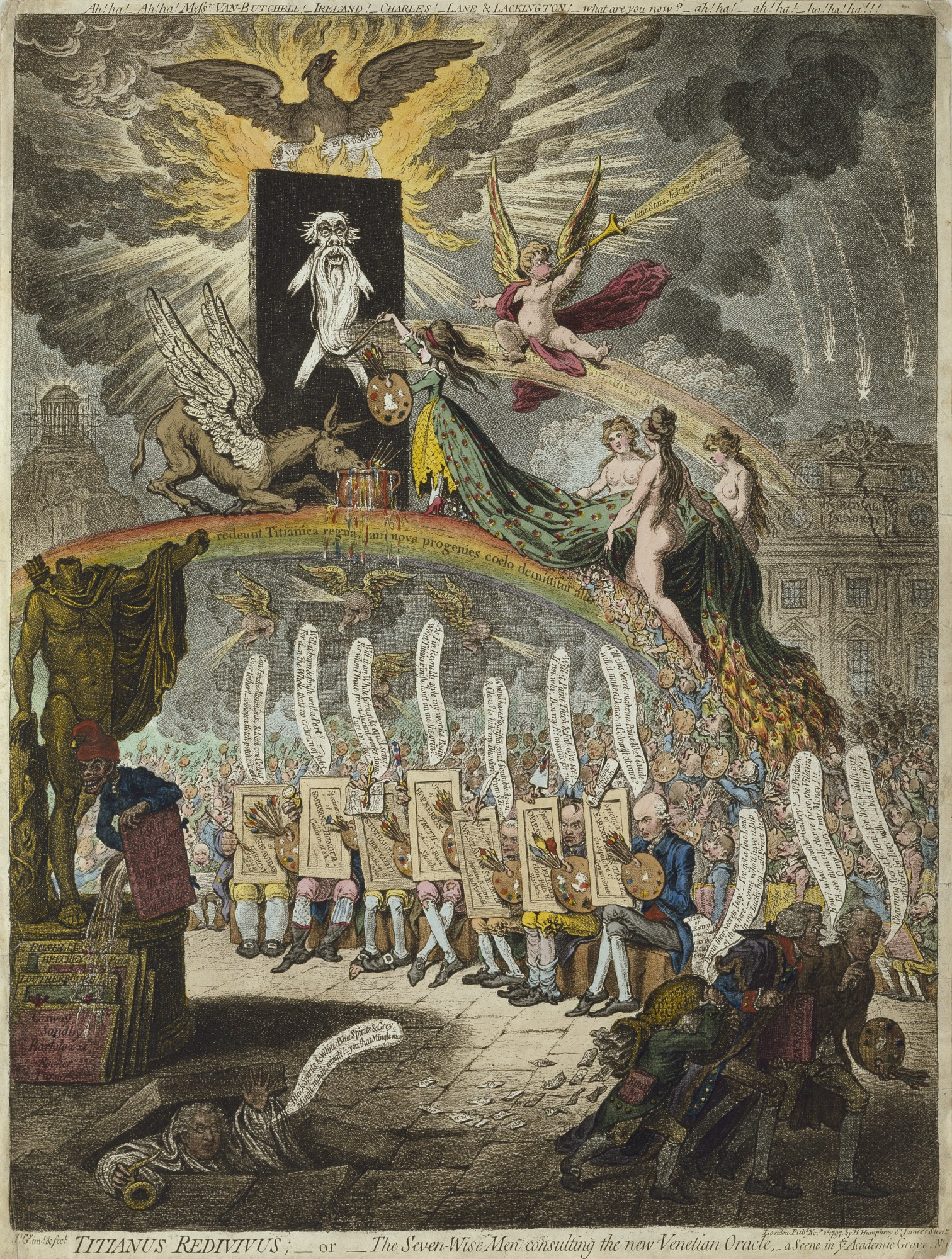
Titianus Redivivus — or the Seven-Wise-Men Consulting the New Venetian Oracle, grabado satírico de James Gillray sobre el episodio, donde se insinúa una naturaleza sexual en la relación de los "siete sabios" con su timadora.

## Épocas y estilos pictóricos

### Prehistoria, Edad Antigua y Edad Media
Pintura prehistórica

Desde el descubrimiento de las cuevas de Altamira se ha venido teorizando sobre la pintura rupestre prehistórica y sus características cromáticas, que se han conservado únicamente en los casos en que los pigmentos utilizados fueran estables (fundamentalmente los minerales, como el ocre). Estilísticamente se estableció la diferenciación entre la escuela franco-cantábrica, cuyas representaciones son polícromas y realistas, y la escuela levantina posterior, cuyas representaciones son monócromas y esquematizadas.

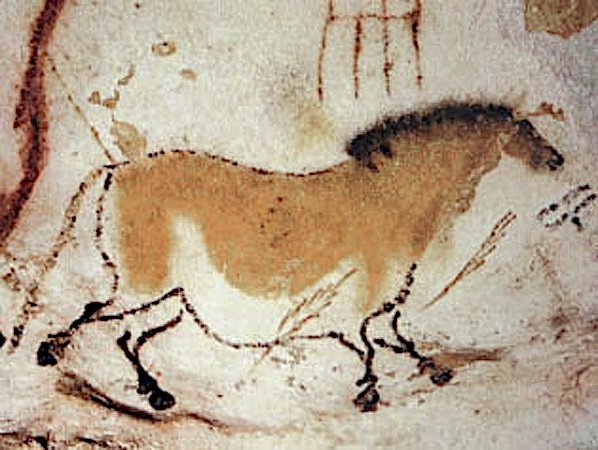
Caballo en la cueva de Lascaux (Francia), ca. 15.000 a. C.
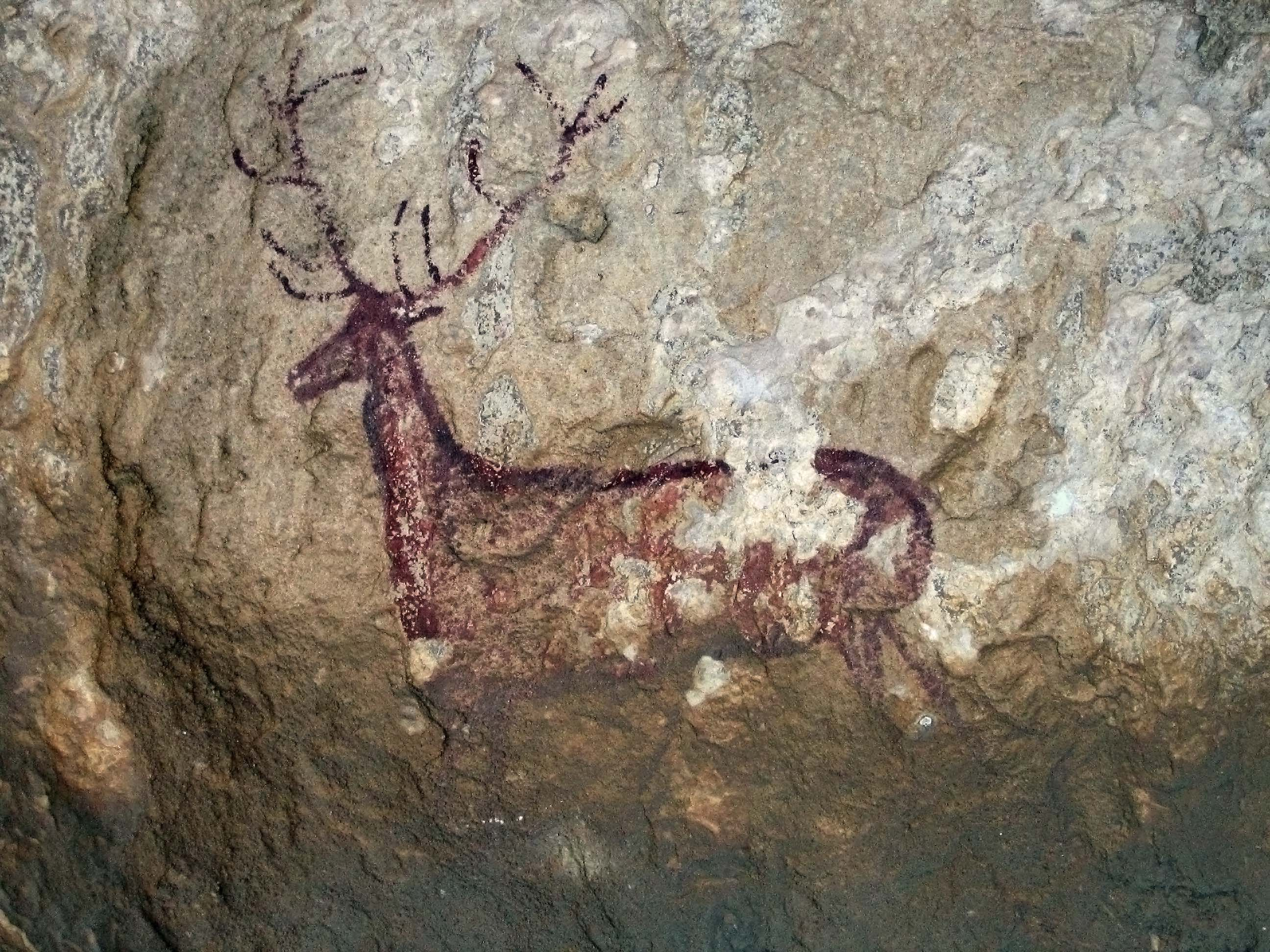
Ciervo en el abrigo de Chimiachas,[23] Sierra de Guara (provincia de Huesca, España) ca. 6000 a. C.

;Pintura antigua

... la importancia social del arte egipcio se reflejaba en la acumulación sistemática de pigmentos propia de esta cultura. La mayoría de ellos no eran más que minerales naturales macerados: los minerales de cobre malaquita (verde) y azurita (azul), los sulfuros de arsénico oropimente (amarillo) y rejalgar (naranja), junto a los colores opacos de la tierra, los ocres (óxido ferroso), el negro del hollín y el blanco de la cal [base de la pintura mural al fresco, pero también usada sobre otros soportes o como imprimación]. Algunas veces los egipcios fabricaban verdes mezclando pigmentos azules y amarillos, frita azul [el pigmento azul conocido como frita egipcia o azul egipcio, que ha sido identificado en artefactos que datan aproximadamente del 2500 a. C., no es resultado del azar, ni el producto feliz de una mezcla aleatoria de materiales. Está elaborado con precisión y premeditación, contiene una parte de lima (óxido de calcio) y una parte de óxido de cobre con cuatro partes de cuarzo (sílice). Los ingredientes crudos son minerales: greda o piedra caliza, un mineral de cobre como la malaquita, y arena. Se calcinan en un horno de cuba a temperaturas de entre 800 y 900 °C. La temperatura es crucial, por lo que debemos suponer que los egipcios podían controlar la intensidad del fuego con notable exactitud. El resultado es un material azul, opaco y quebradizo, que se transforma en pigmento macerándolo hasta pulverizarlo. Es el más viejo pigmento sintético, un azul de la Edad del Bronce] y ocre amarillo, por ejemplo. El silicato de cobre natural ofrecía otra variedad de verde; los griegos llamaron a este mineral chrysocolla -"goma de oro"- y lo utilizaban como adhesivo del pan de oro. Para pintar sobre papiro estos pigmentos solían mezclarse con una goma soluble en agua, creando una versión primitiva de la acuarela. También cola de retal -una especie de goma obtenida de pieles hervidas de animales- y la clara de huevo se empleaban como aglutinantes ... lo que llamaríamos una pintura al temple. Pero los egipcios sabían que el "arte" de la química podía hacer más vívidos los colores de la naturaleza. Además de la frita azul y el antimoniato de plomo, hay un puñado de descubrimientos.

El bicromatismo de la cerámica griega se obtenía oponiendo el color de la arcilla y el del barniz (cerámica de figuras rojas y cerámica de figuras negras). La pintura griega también utilizó la policromía, pero sus obras (citadas en testimonios literarios y copiadas en época romana) se han perdido. Aun así, se especula sobre sus características cromáticas:

Para nosotros la pictura compendiaria, como ha expuesto Bianchi-Bandinelli, es fundamentalmente una pintura eminentemente cromática, en la cual los volúmenes y figuras se representan, principalmente, ya no por procedimiento de tradición dibujística o diseñativa, sino reduciéndolas a notas de color. Esta reducción de los volúmenes a elementos cromáticos aparece bien establecida en la pintura vascular italiota y alejandrina desde los primeros años del siglo III [a. C.] y, en las artes mayores, en la obra de Antifilo, pasando a ser, según las fuentes romanas, elemento característico de los pintores de formación alejandrina. ... Hasta qué extremo puede pretenderse ver en la pictura compendiaria de Filoxeno una superposición de la pictura compendiaria alejandrina es difícil precisarlo. En realidad es más probable que en la pintura de Filoxeno deban buscarse atisbos o predominios de colores, en contraste con el detallismo de sus predecesores y contemporáneos, que hicieron fuese considerado el introductor del procedimiento que puede considerarse equivalente de pintura cromática o, en nuestro concepto actual, "impresionista". ...

Aunque esa es la opinión de la mayor parte de los autores, algunos creen que la misteriosa pictura compendiaria mencionada por Petronio (Satyricon 2, 9) y Plinio (Naturalis Historia, 35, 10, 36) alude a alguna forma abreviada de dibujo, que dejaría los modelos sugeridos o esbozados.
Lo cierto es que la opinión de Plinio, característica de la búsqueda romana de la virtud en la sobriedad y las costumbres tradicionales, era que la pintura de los griegos, para él ya antigua y digna de elogio, empleaba pocos colores, o al menos pocos pigmentos, mientras que en su época, la desmesurada riqueza de los romanos les conducía al abuso; de un modo similar a cómo los moralistas denunciaban la corrupción de las costumbres:

Con cuatro colores únicamente, de los blancos el de Melos; de los ocres [amarillo en otras traducciones] el ático; de los rojos el de Sínope de Ponto [no debe confundirse con el sinople heráldico -verde-]; de los negros el atramentum. Pintaron aquellas obras inmortales Apeles, Etión, Melantio y Nicómaco, pintores célebérrimos, cada uno de cuyos cuadros se vendía por el precio de ciudades enteras. Hoy día que la púrpura se emplea para pintar las murallas y que la India nos envía el limo de sus ríos y la sangre de sus dragones y elefantes, la pintura ya no produce obras maestras. Esto es debido a que se concede valor a la materia y no al genio.
Naturalis Historia, XXXV

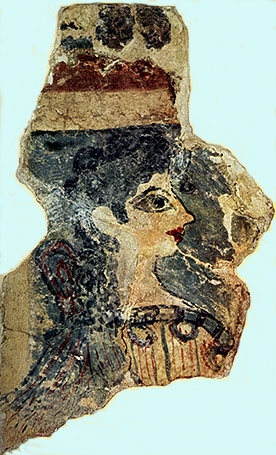
La parisienne,[31] Palacio de Knossos, ca. 1450-1300 a. C.
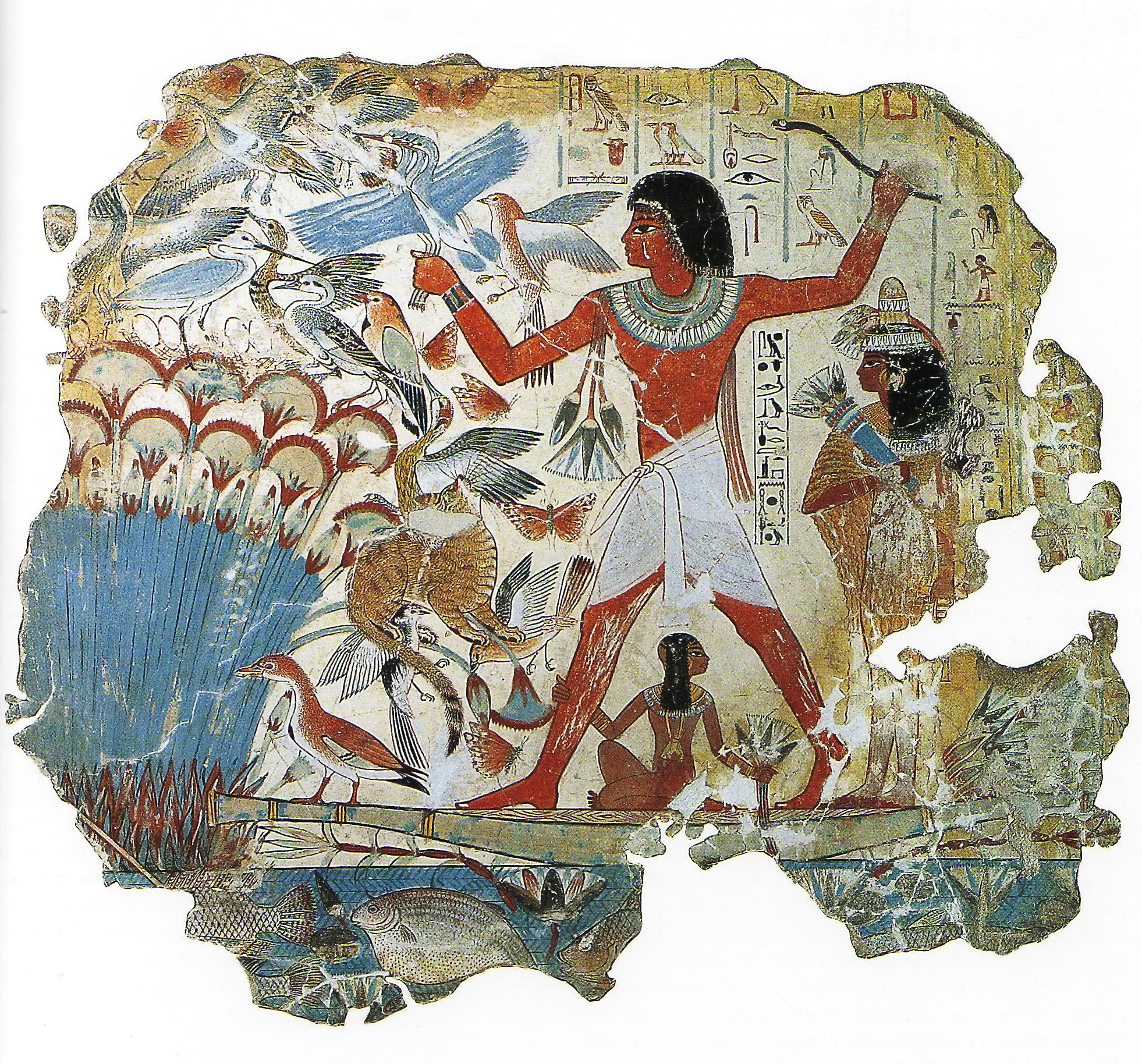
Tumba de Nebamun, siglo XIV a. C.
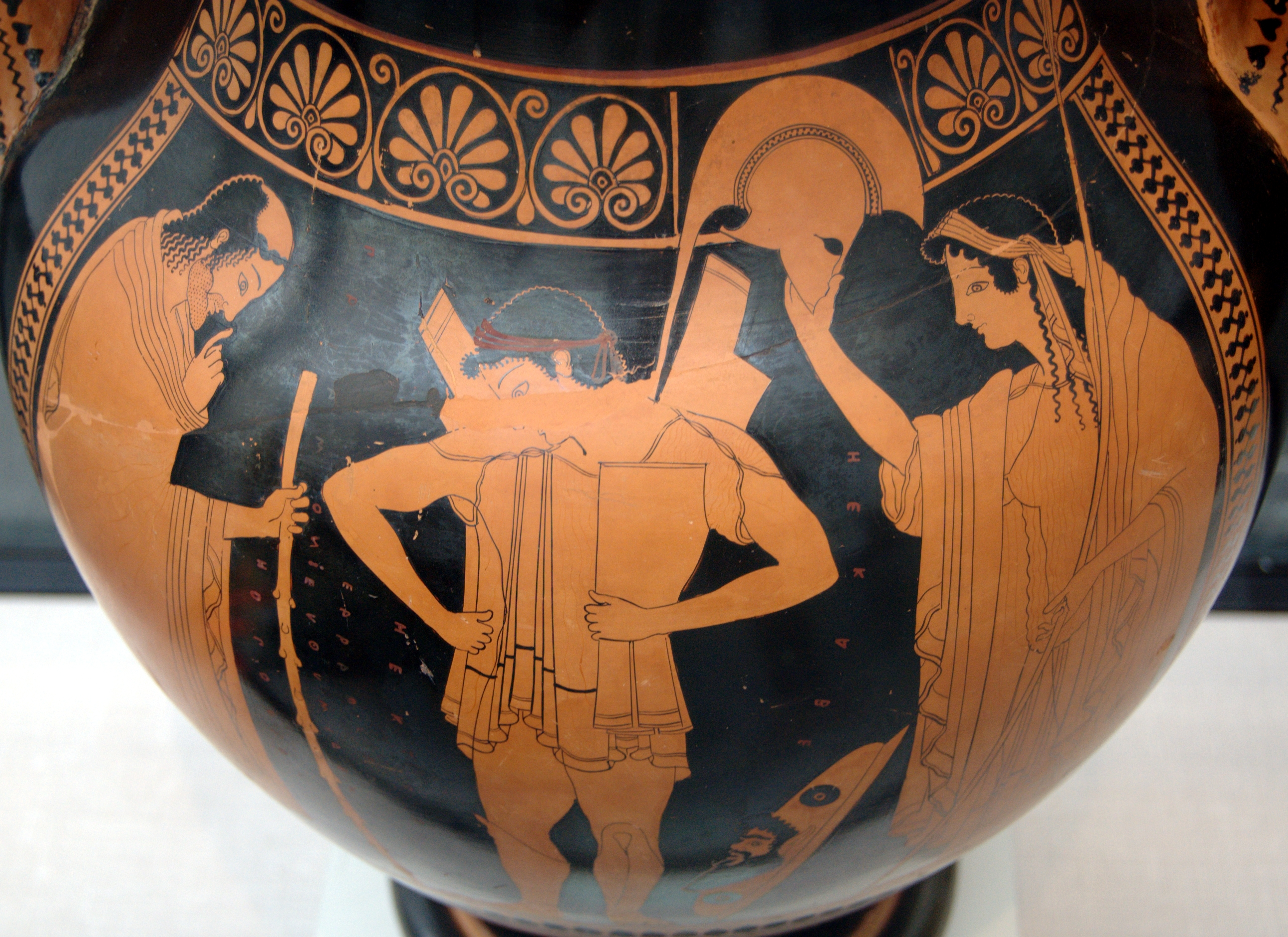
Vaso Revelers,[32] de Eutímides, ca. 510 a. C.
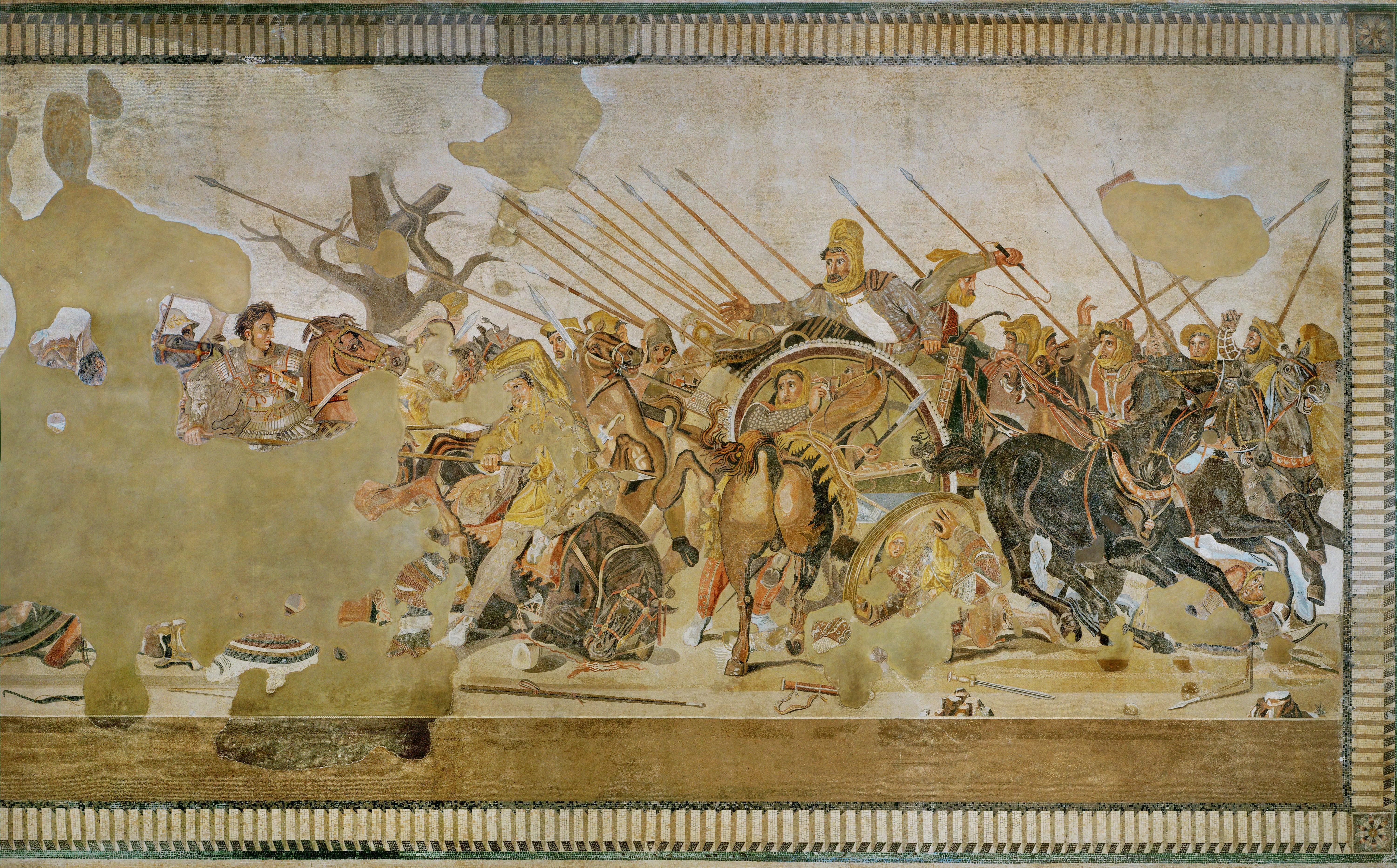
Mosaico de Issos, que se considera la reproducción de un modelo griego del siglo IV a. C. (original de Apeles o de Filoxeno de Eretria).
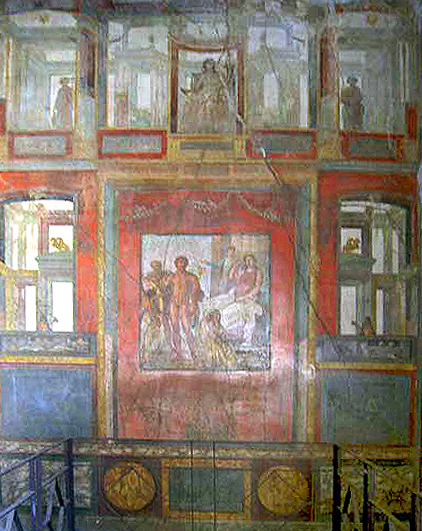
Fresco de la Casa de los Vettii, antes del 79 d. C. Los distintos estilos pompeyanos utilizan entre, otros recursos, el color para conseguir efectos de ilusionismo arquitectónico.

;Pintura paleocristiana y bizantina

La pintura paleocristiana y su continuadora, la bizantina, determinaron la trayectoria de la pintura medieval tanto en los aspectos iconográficos y del simbolismo del color (manto de la Virgen, túnica de Cristo) como en las técnicas (ilustración de manuscritos, fresco, mosaico y temple sobre tabla) y los pigmentos preferidos, que provenían de la Antigüedad y que tenían un altísimo precio: oro para el amarillo (el otro metal precioso, la plata, de muy distinto valor cromático, tenía un menor uso -Codex Argenteus-), púrpura (el reservado para los emperadores romanos y los príncipes de la iglesia) para el rojo, a pesar de que hoy lo consideramos un tono intermedio entre azul y rojo ("se consideraba al púrpura una especie de rojo... el pigmento rojo medieval sinopia era conocido también como pórfiro, el nombre griego del púrpura";... un matiz rojo oscuro o carmín... se relaciona mucha veces con la sangre. Plinio dice que «el color tirio [los fenicios -phoínikes- eran nombrados por los griegos con el mismo nombre que el tinte y el molusco que lo producía] es más apreciado cuando tiene el color de la sangre coagulada, oscuro bajo la luz reflejada y brillante bajo la luz transmitida». En el siglo III el emperador Ulpiano definió como púrpura todos los materiales rojos excepto aquellos coloreados con coccus o tintes carmín) y lapislázuli (azul ultramar) para el azul. Otros, introducidos en distintas épocas y con precios variables según la disponibilidad, fueron, para el rojo, el bermellón ("el mejor pigmento rojo de los pintores medievales"), plomo rojo, lacas alizarinas, carmín; para el amarillo, el amarillo indio, la gutagamba, el amarillo de Nápoles, el oropimente, el amarillo de plomo-estaño ("el amarillo de los Viejos Maestros"); y para el azul (el que contaba con peores alternativas), el índigo, el esmaltín, la malaquita y la azurita.

... para los frescos no hay otra alternativa convincente y de buena calidad que el ultramar. El índigo tiende a ennegrecerse, mientras que el esmaltín tenía fama de ser un material incómodo para trabajar. El sustituto habitual, la azurita, no sirve para los frescos, pues se vuelve verde al contacto con el agua... puede aplicarse a secco en las paredes, pero así resulta mucho menos duradera y corre el riesgo de descascararse. En consecuencia, no se encuentra mucho azul en los frescos medievales y del Renacimiento. La obra de Giotto en la capilla de la Arena en Padua (h. 1303) es una gloriosa excepción, donde no parece haberse reparado en gastos. Marcel Proust en su obra En busca del tiempo perdido dice de esos murales extraordinariamente preservados que "todo el techo... y los fondos de los frescos son tan azules que parece que el día soleado ha cruzado el umbral junto con el visitante". A finales del siglo XVI escasearon durante algún tiempo los suministradores de azurita, y esto incrementó la demanda de ultramar, lo que significó que los italianos, a cuyos puertos llegaba, se apropiaron de la mayor parte. El suministro de azules finos fuera de Italia atravesaba una crisis. No está claro si esta fue la razón de que Pieter Brueghel el Viejo no utilizara azurita ni ultramar sino esmaltín barato para la túnica de la Virgen en La Adoración de los Reyes, (1564); pero casi un siglo después, el español Francisco Pacheco escribió que en España ni siquiera los pintores ricos podían conseguir ultramar.

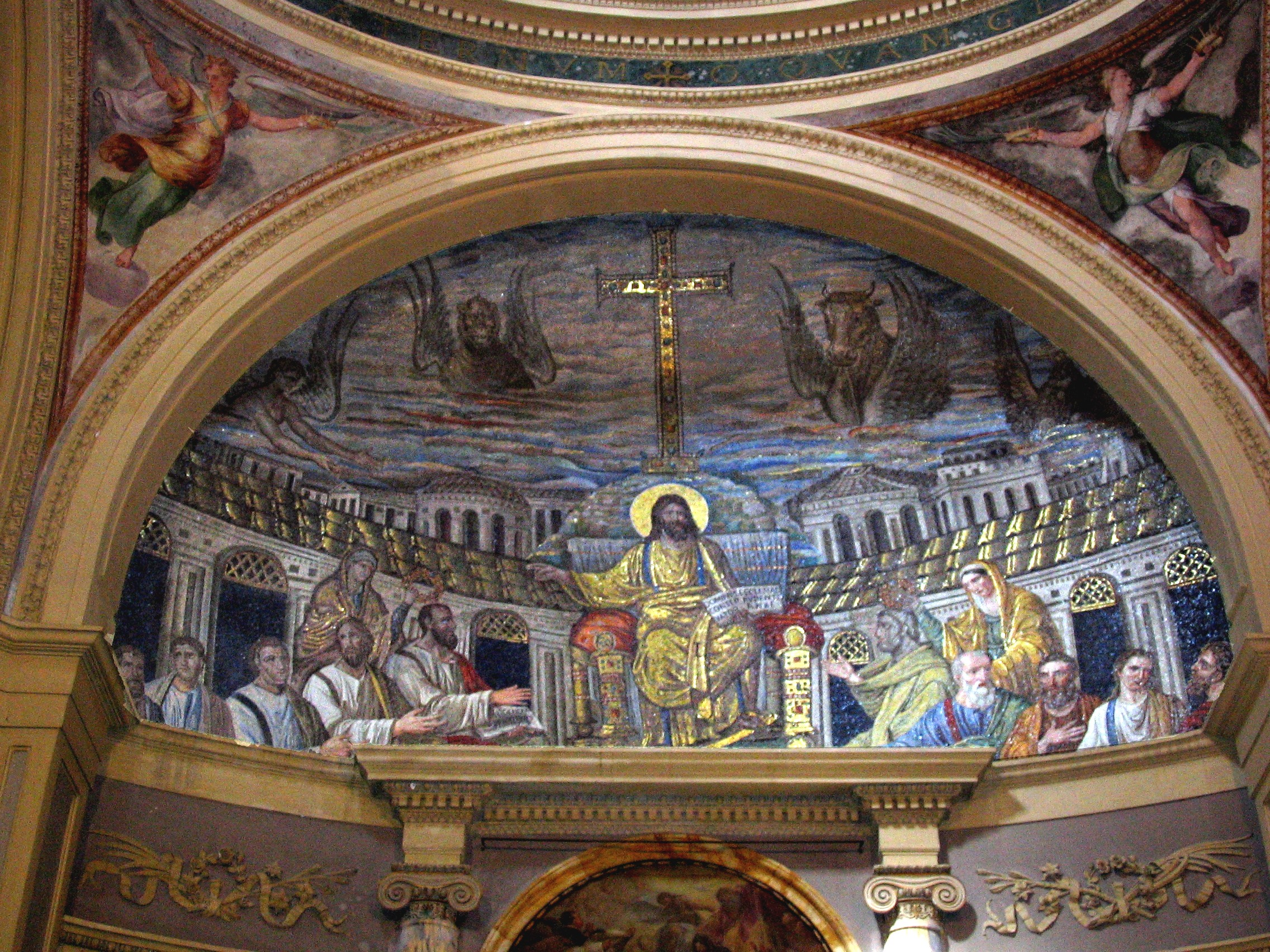
Mosaico del ábside de la Basílica de Santa Pudenciana, ca. 390.
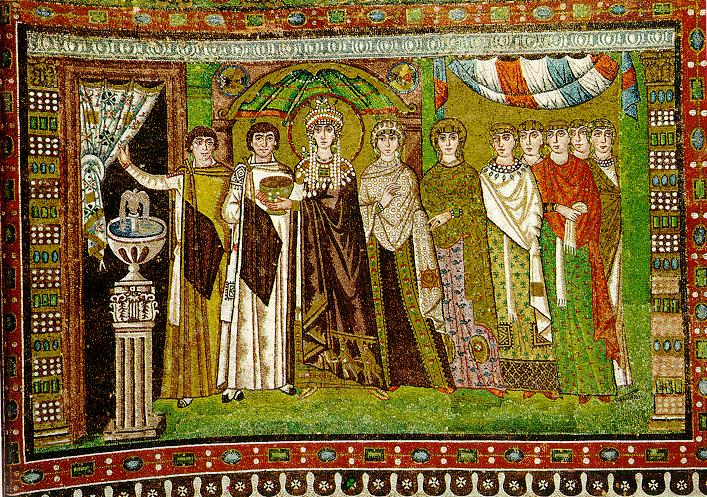
Mosaico de la comitiva de Teodora, en San Vital de Rávena, 546-548.
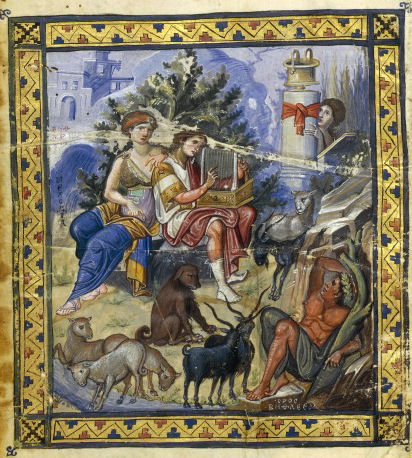
Ilustración del Salterio de París,[36] siglo X.
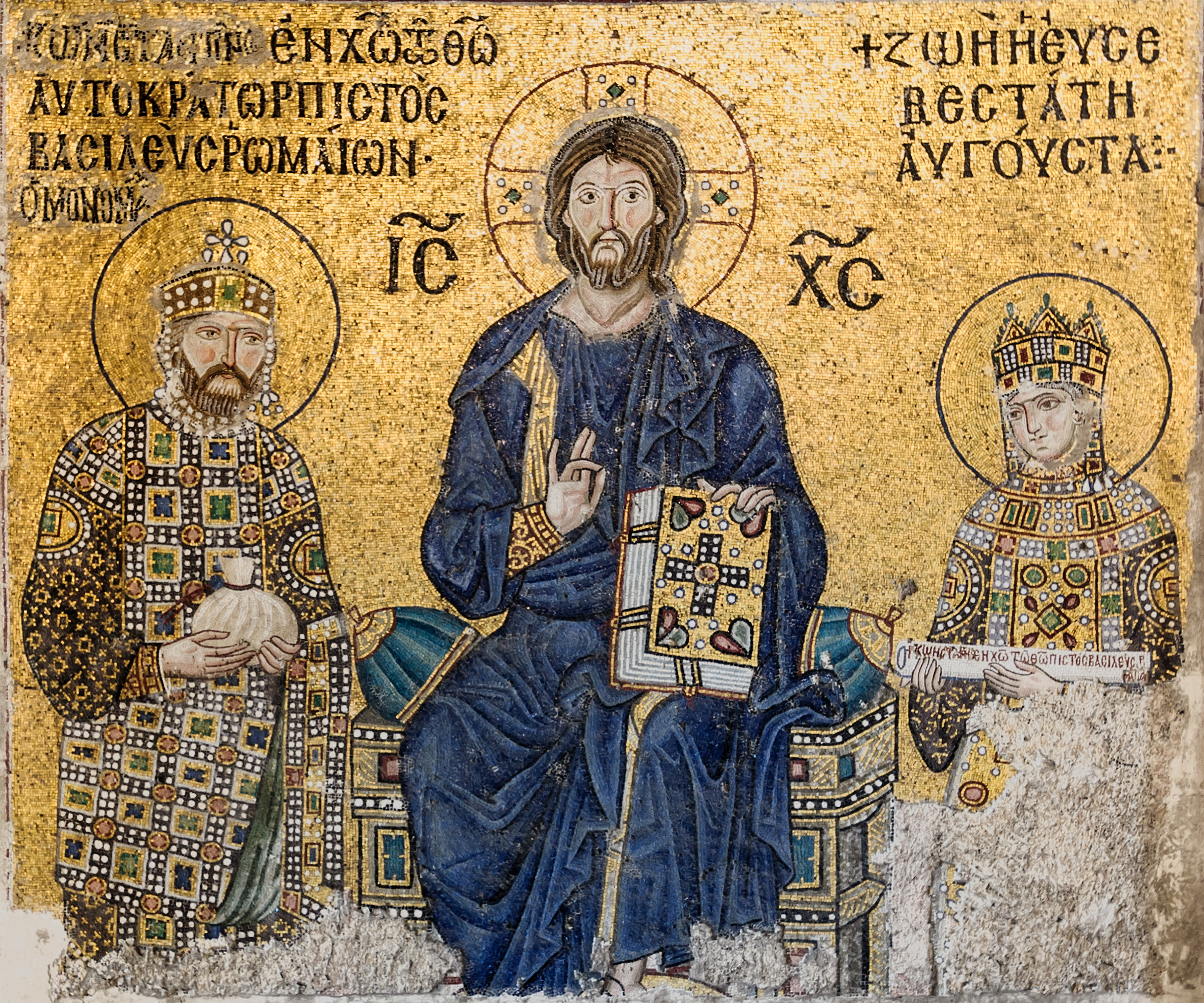
Mosaico de la emperatriz Zoe, en Santa Sofía de Constantinopla, 1028-1042.
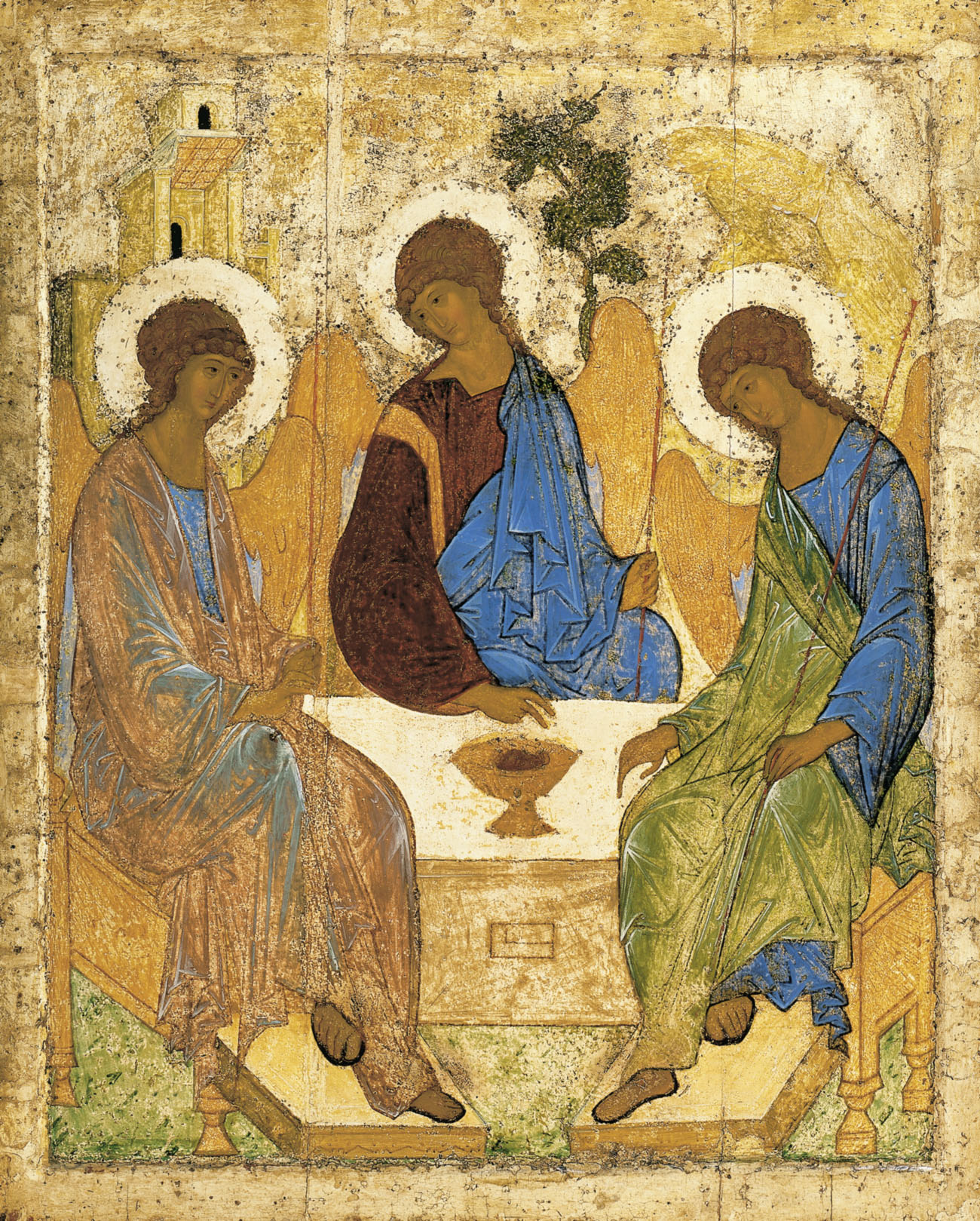
Trinidad,[38] de Andrei Rubliev, 1411-1427.
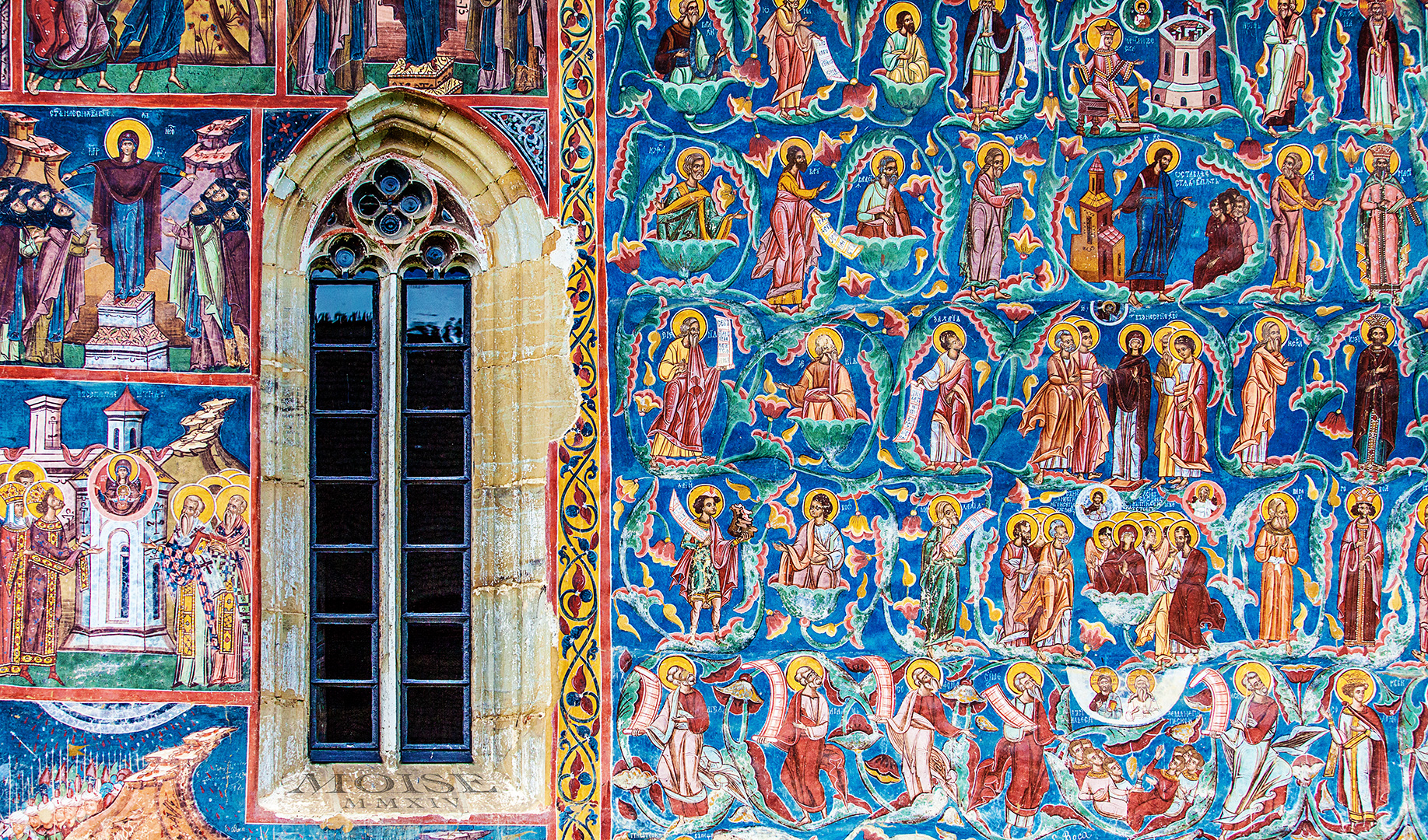
Frescos del Monasterio de Moldovita,[39] 1537.

;Pintura prerrománica, románica y gótica

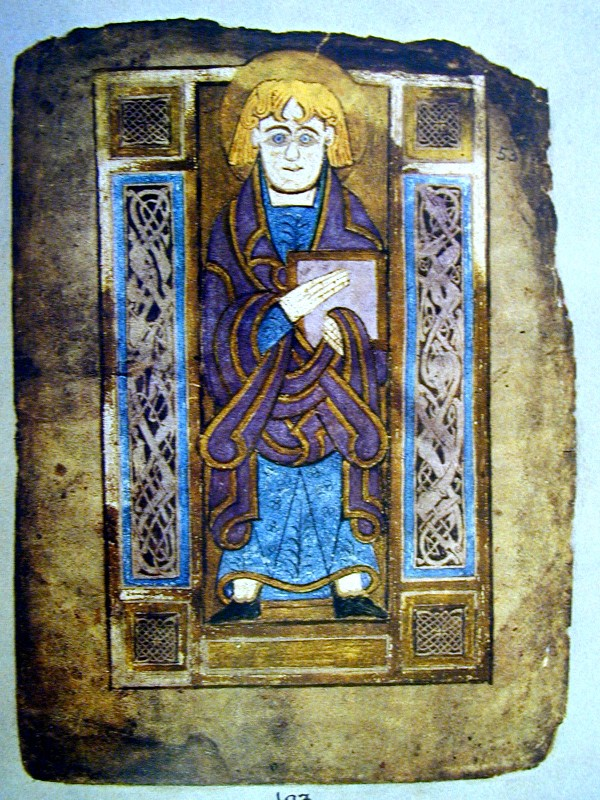
Ilustración del Libro de Mulling,[40] siglo VIII.
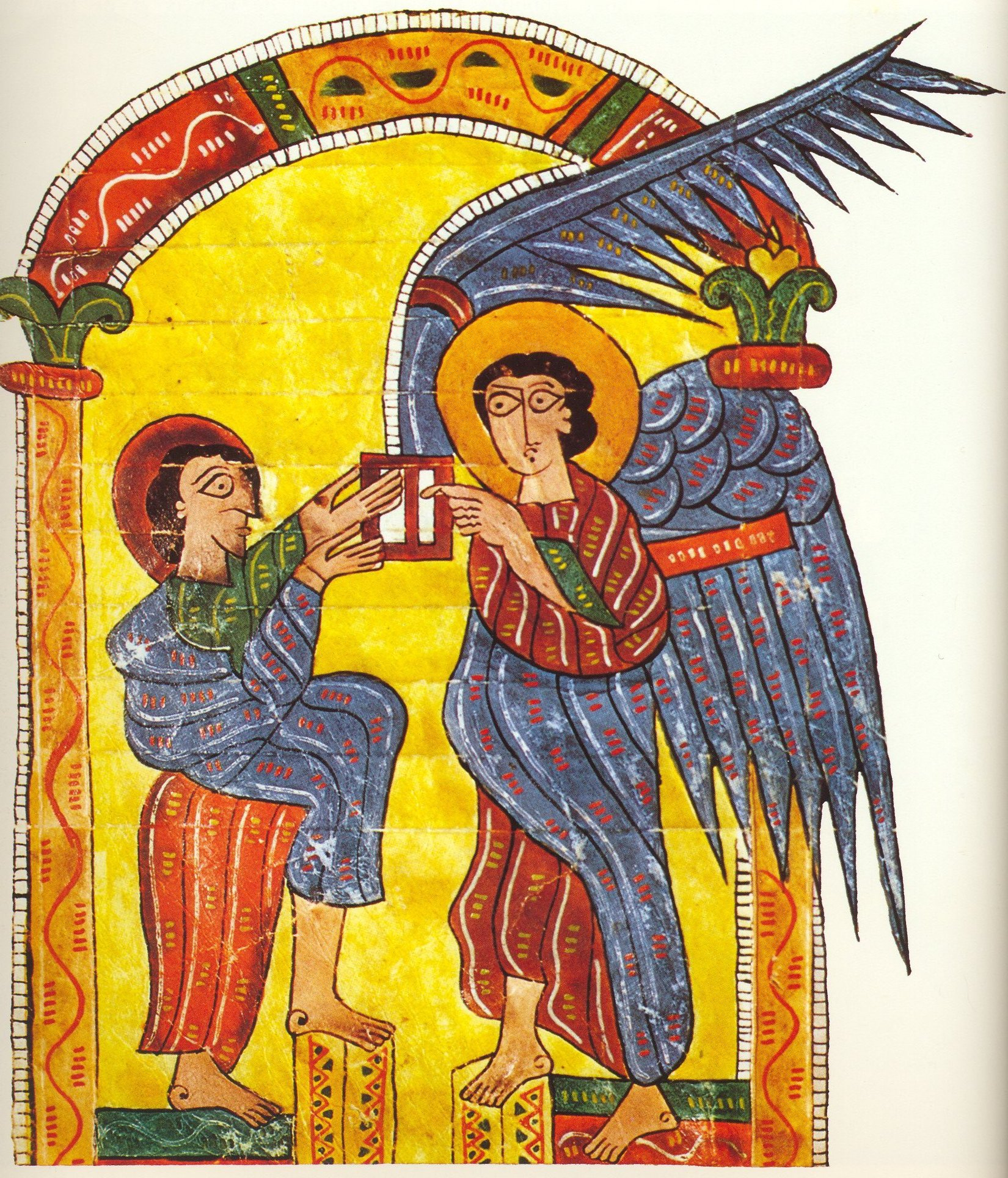
Ilustración del Beato de El Escorial, siglo X.
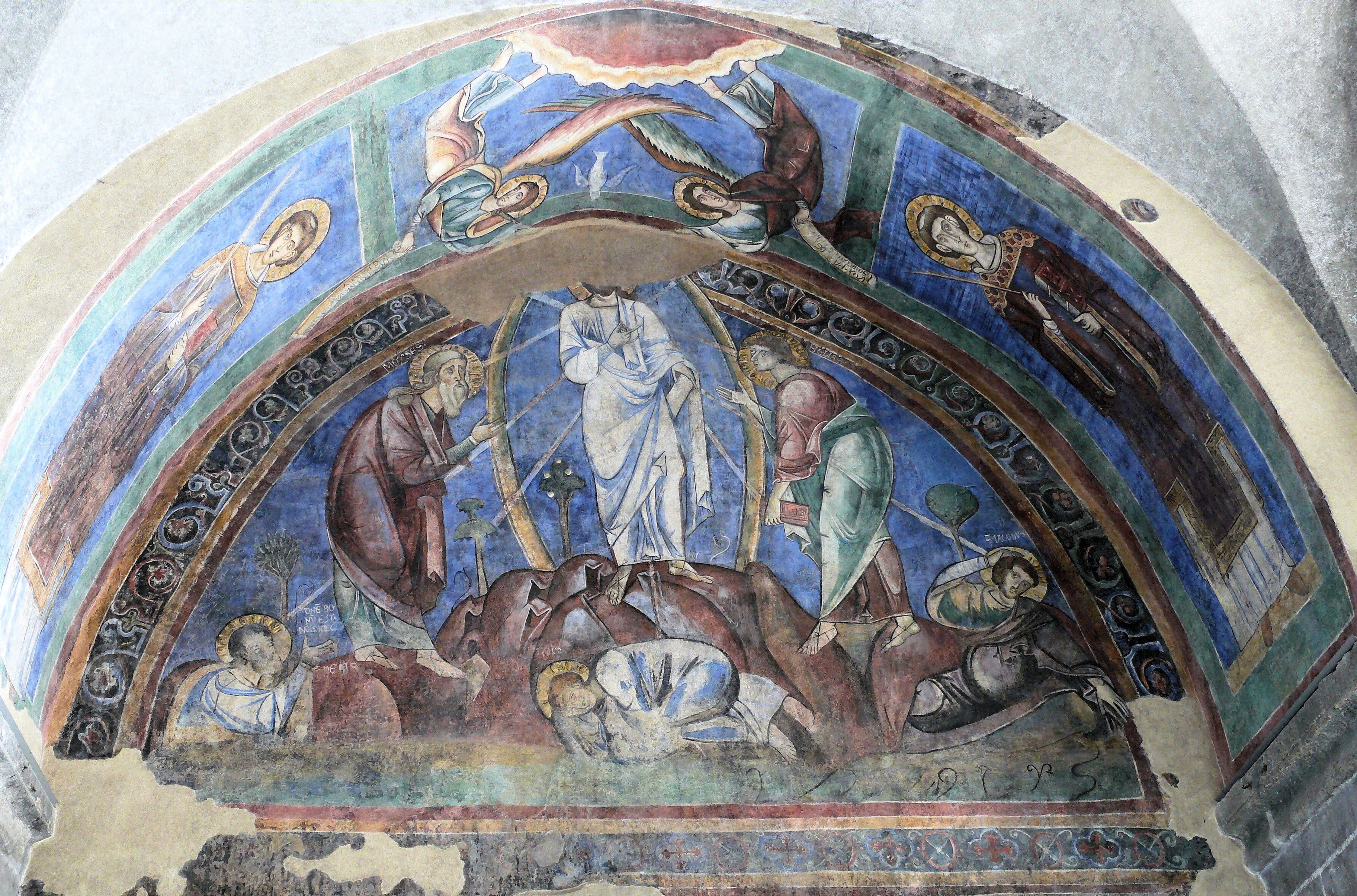
Pórtico occidental de la catedral de Le Puy-en-Velay.
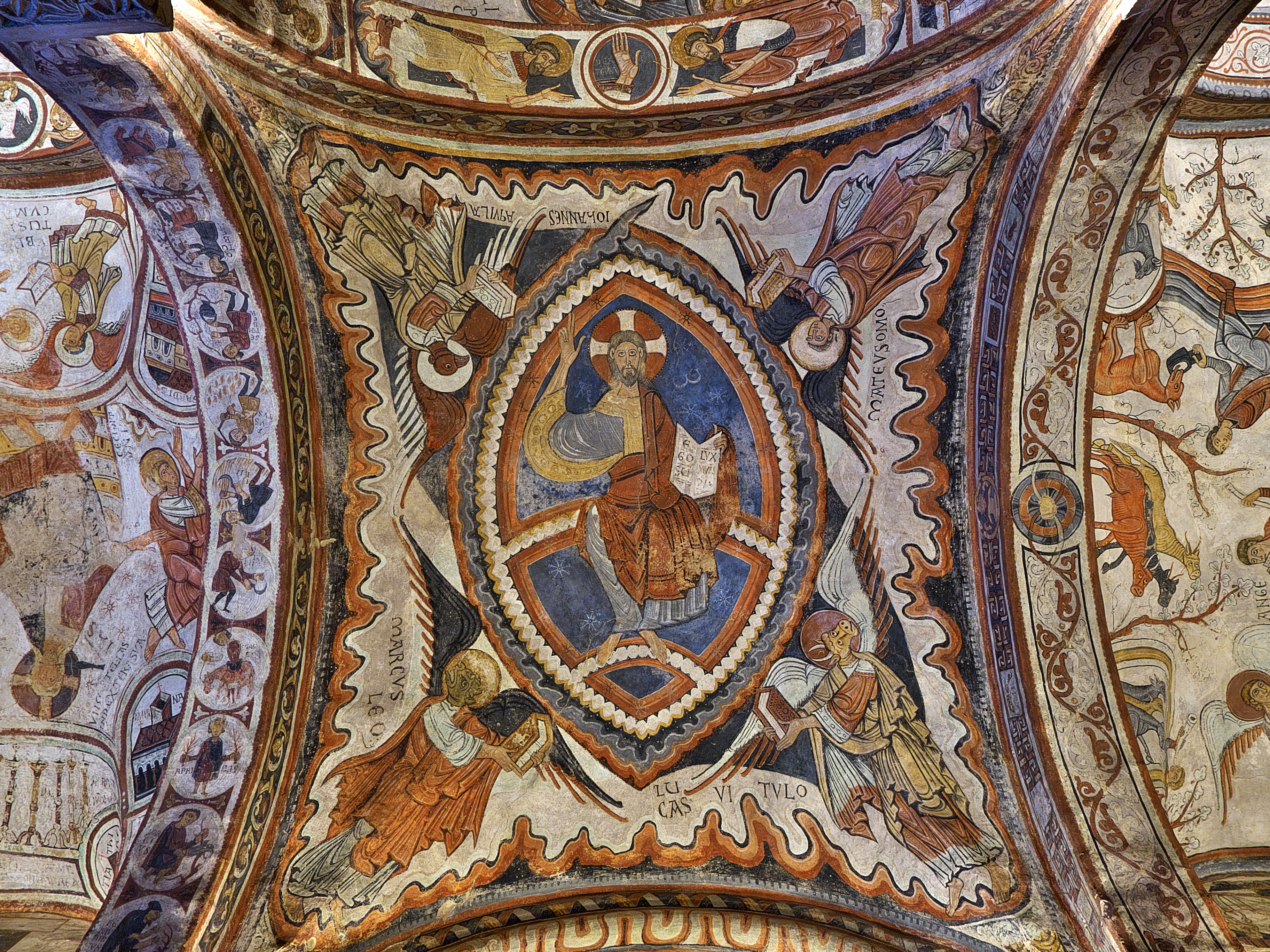
Pantocrátor del Panteón de reyes de San Isidoro de León, antes de 1149.
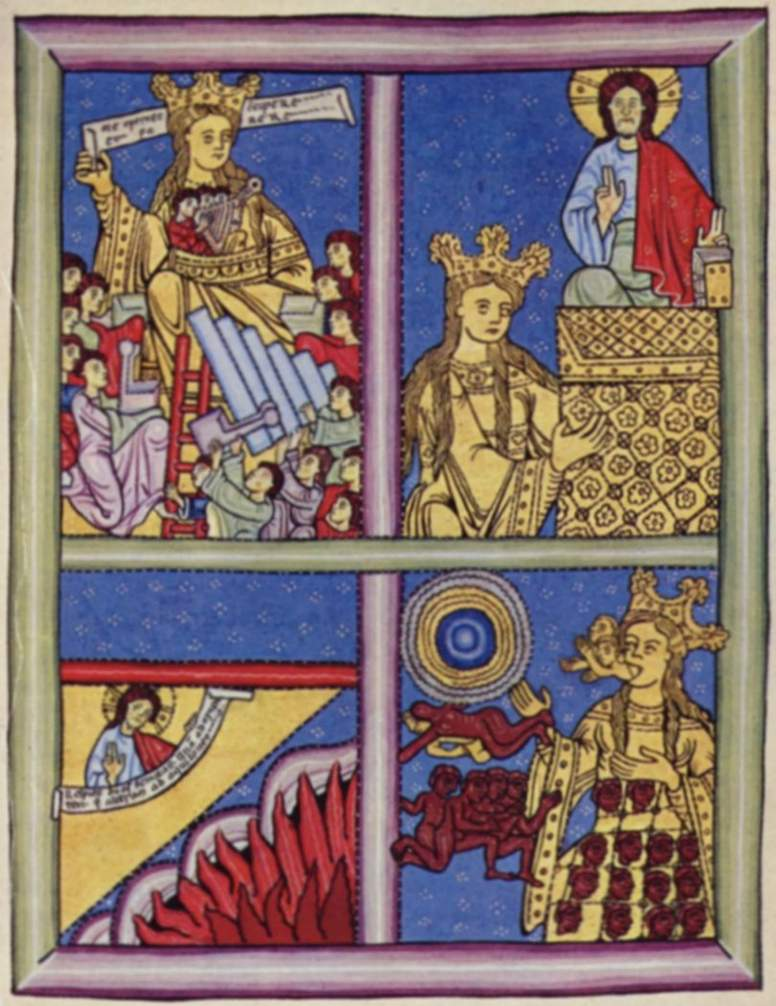
Ilustración del manuscrito Rupertsberg, ca. 1165-1180.
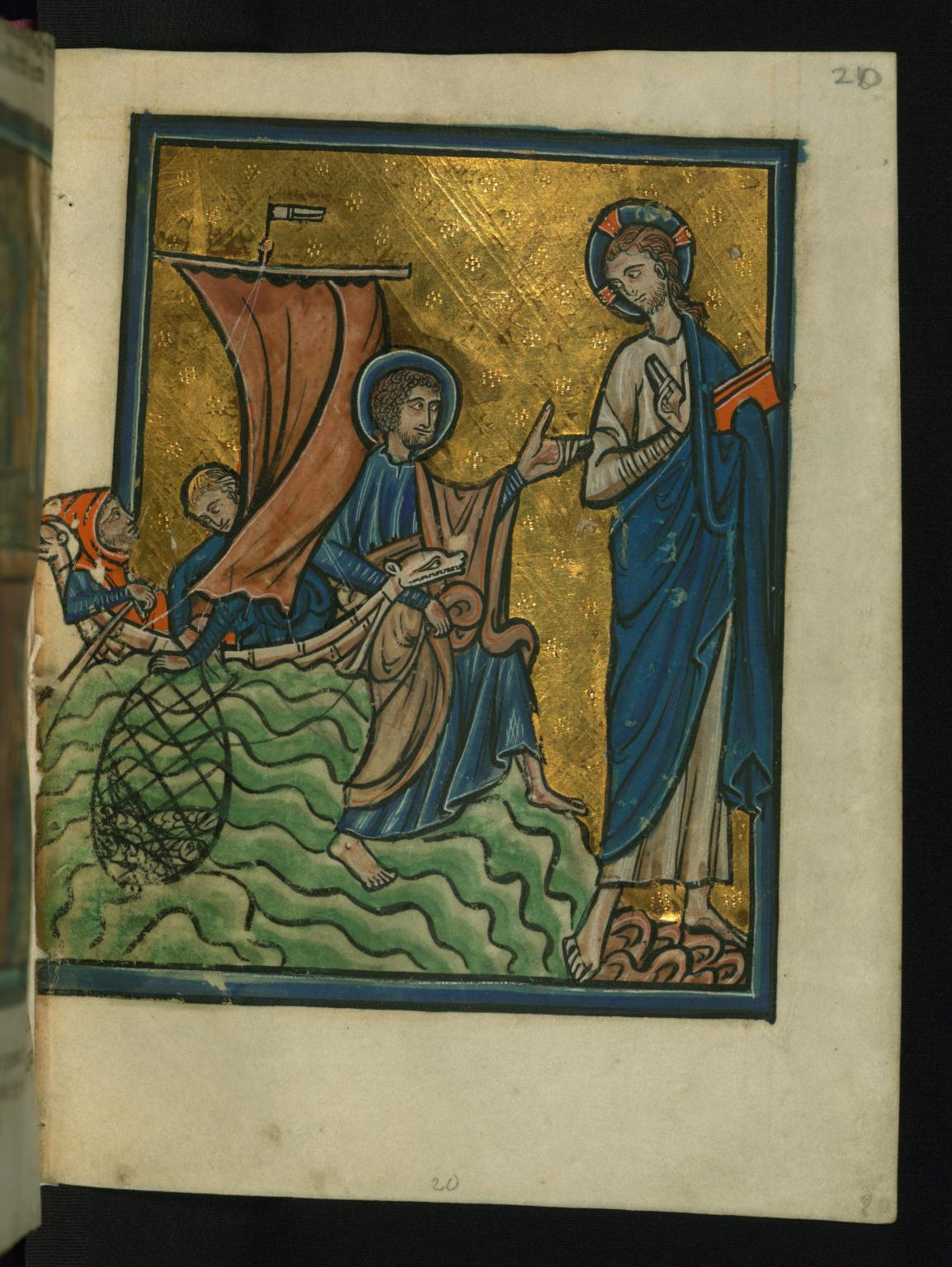
Ilustración de la Biblia de William de Brailes, ca. 1250.
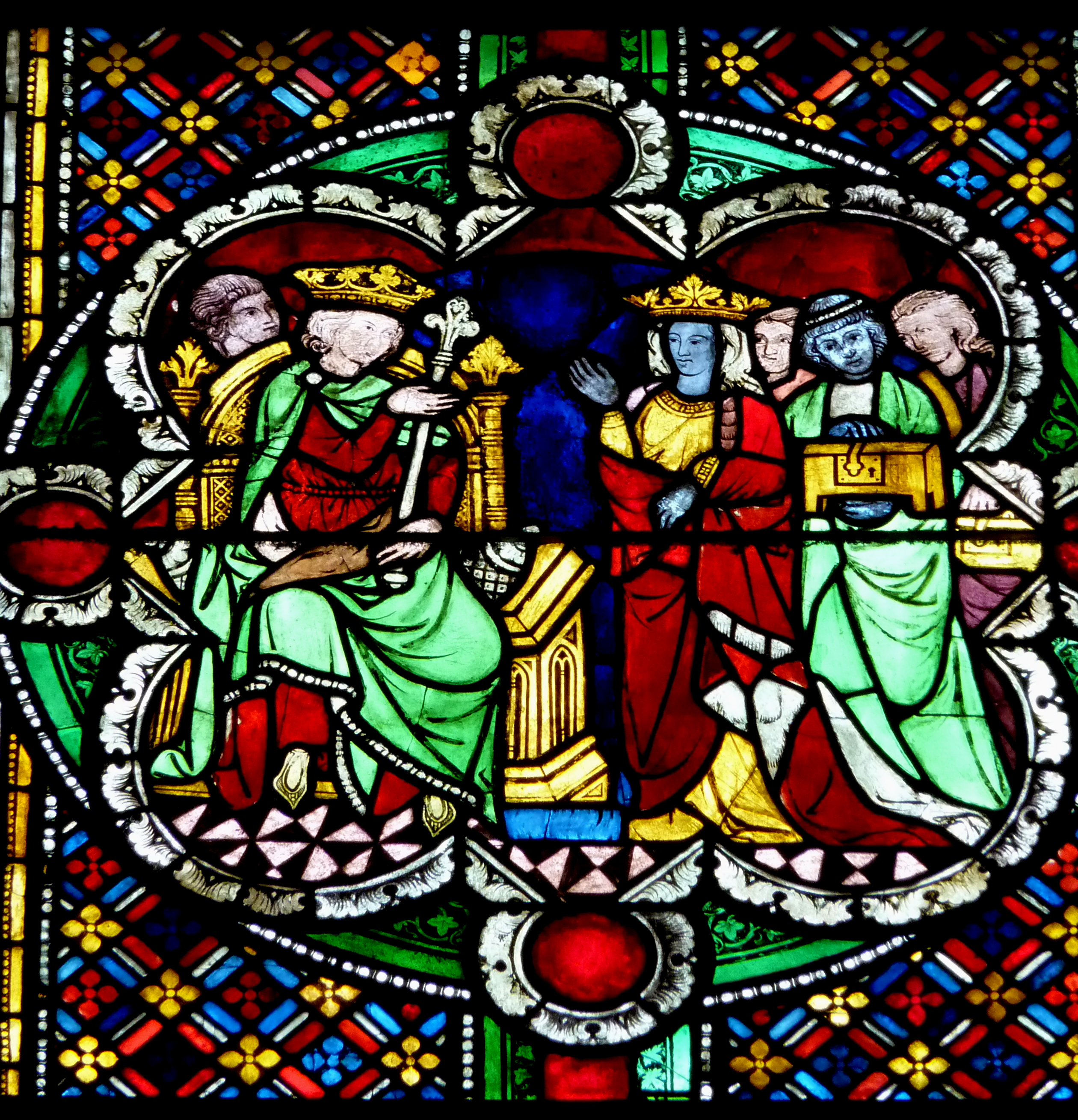
Vitral de la catedral de Colonia, ca. 1250-1260.
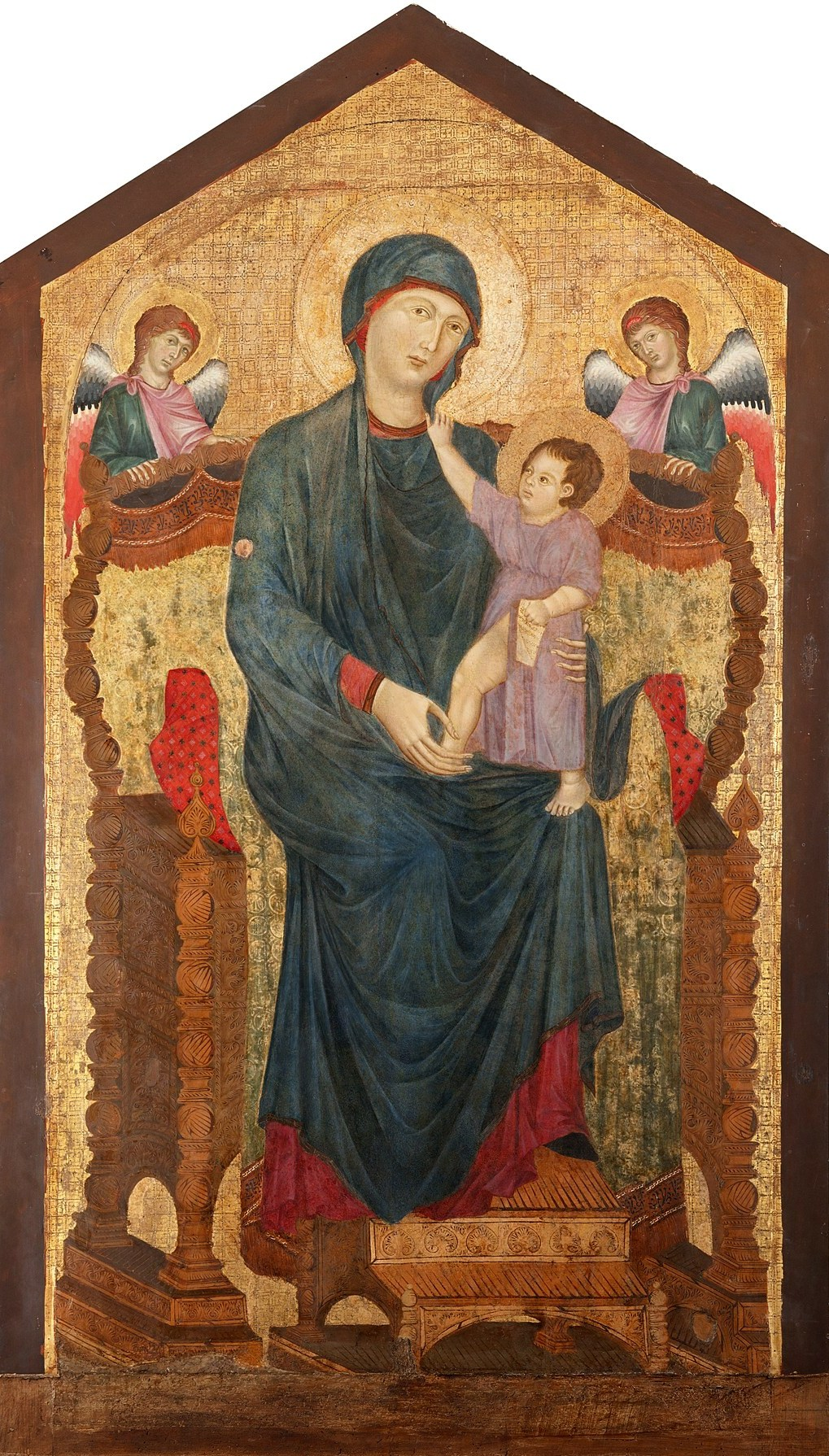
Maestà de Santa Maria dei Servi, de Cimabue, segunda mitad del siglo XIII.
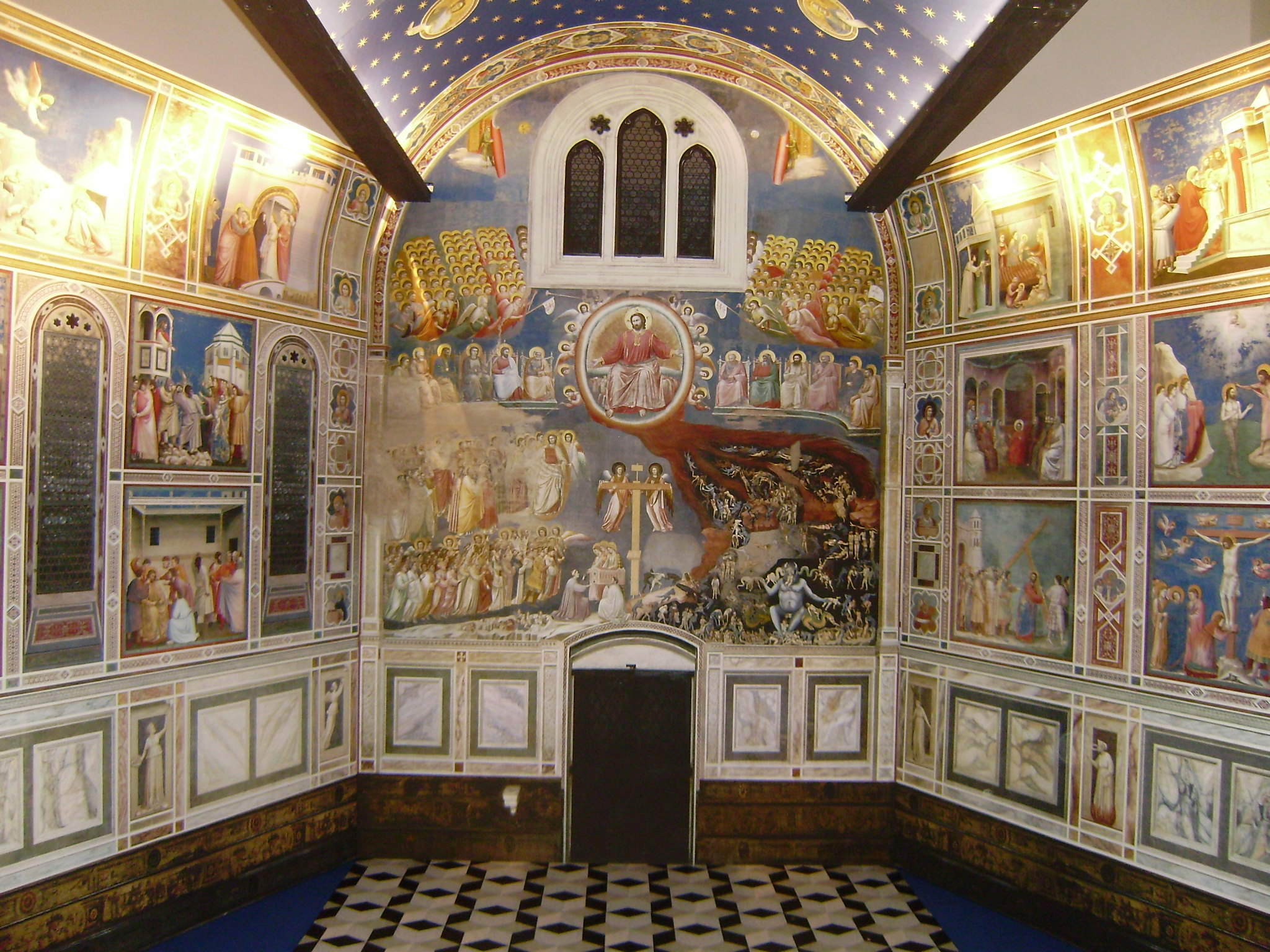
Capilla de los Scrovegni, de Giotto, 1303-1305.
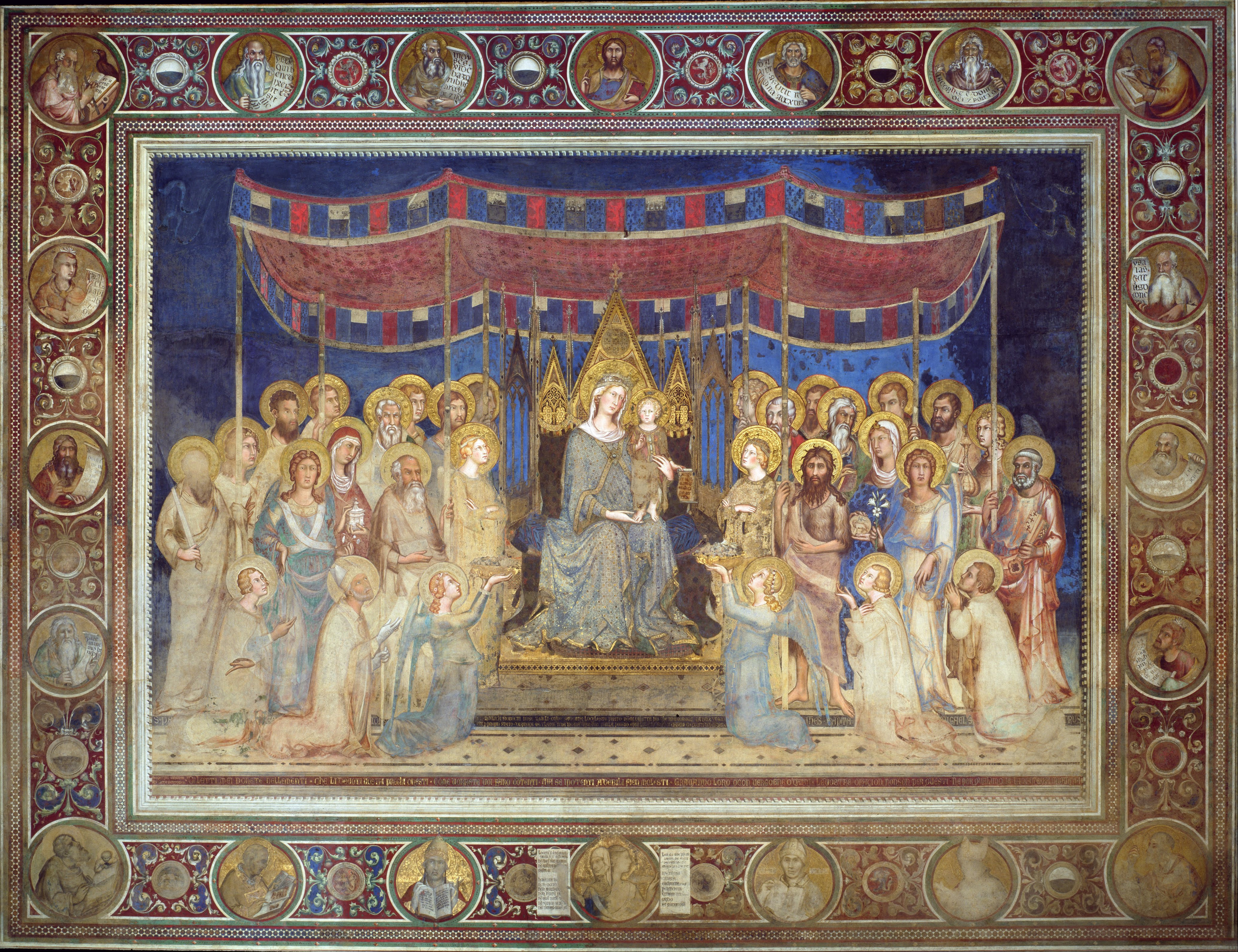
Maestá, de Simone Martini, 1315-1321.
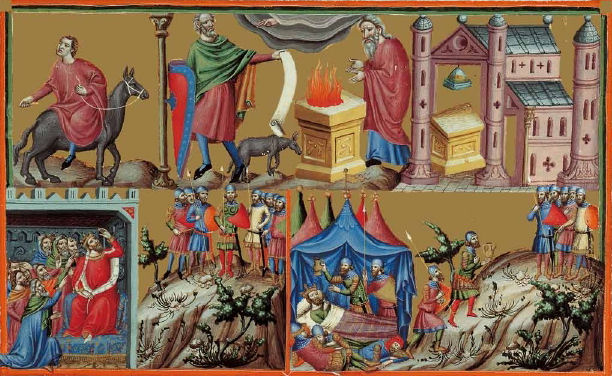
Ilustración del Salterio anglo-catalán, de Jaume Ferrer Bassa, 1330-1340.
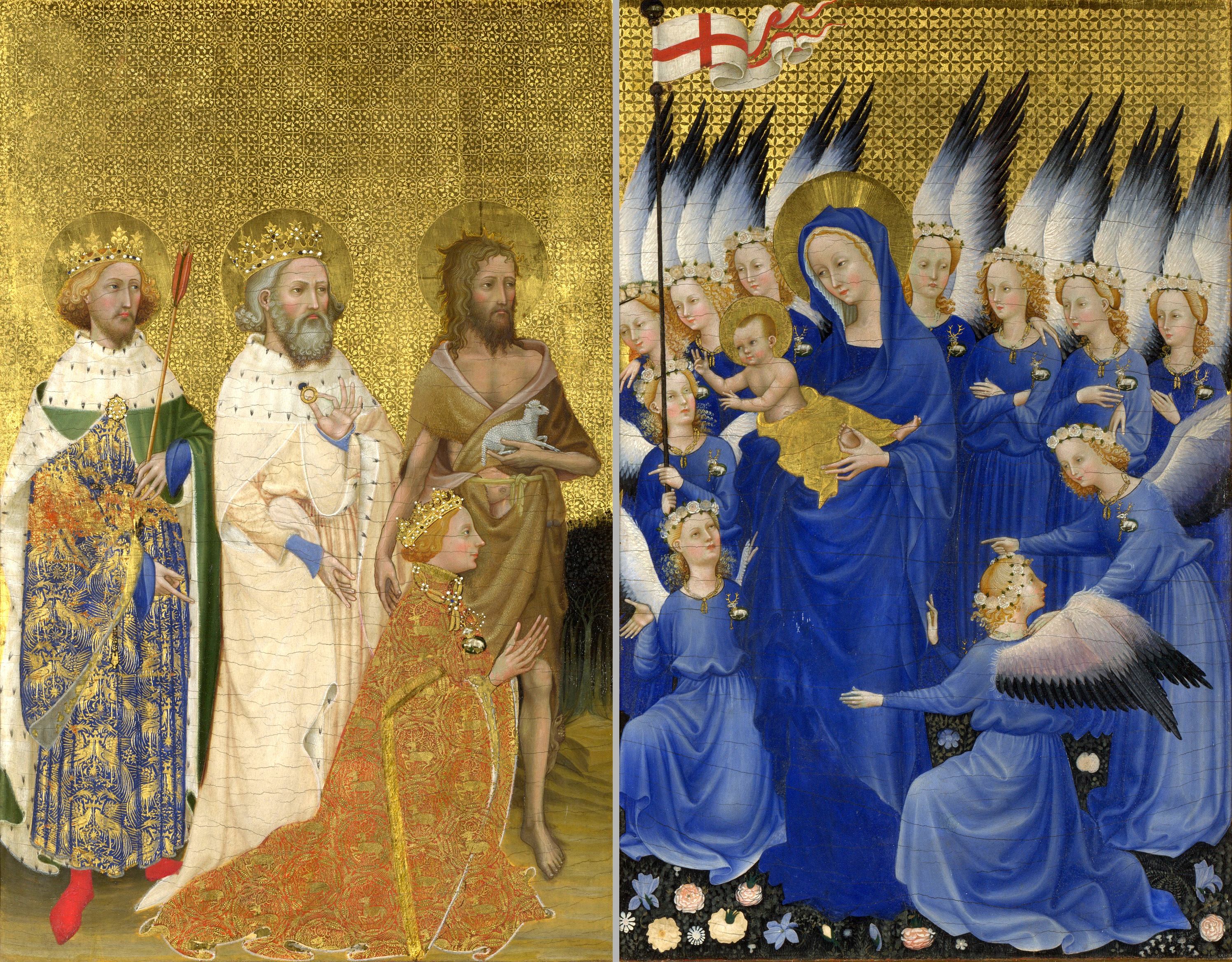
Díptico de Wilton, del maestro homónimo, ca. 1390-1395.

### sigloXV
Quattrocento italiano y primitivos flamencos
Al tiempo que en toda Europa se desarrollaba el llamado "Gótico internacional", el Renacimiento italiano se definió en el Quattrocento por el hallazgo teórico de la perspectiva geométrica mientras que los primitivos flamencos realizaron el hallazgo artesanal de la pintura al óleo, con todas las ganancias que esta permitió, además de en detallismo y minuciosidad (la pasta es más fluida y tiene un secado mucho más lento que ninguna otra técnica, permitiendo innumerables retoques), en los matices cromáticos (mayor brillantez y posibilidad de veladuras, aunque en la época la limitación de los pigmentos disponibles les limitaban a los azules, rojos y verdes). Adquisiciones (como la del Tríptico Portinari) y viajes de artistas (como el de Roger van der Weyden) permitieron el fructífero intercambio entre ambos núcleos artísticos. El gusto por el color pasó a ser una característica distintiva de la escuela veneciana, beneficiada por su ubicación en el mayor mercado de productos exóticos (como son los pigmentos) y por la inconveniencia que la humedad permanente de la laguna suponía para pintar al fresco (técnica preferida por la escuela florentino-romana).
La paleta de colores parece no haberse usado en la Antigüedad o la Edad Media: los colores se preparaban en pequeños depósitos, cuyo número va de la media docena que aparecen en un texto inglés del siglo XIV a los diez u once que aparecen en una escena flamenca del siglo XV donde se representa la vida de Zeuxis. Boccaccio (De claris mulieribus) describe una en manos de una mujer pintora, y dos manuscritos borgoñones del siglo XV presentan ilustraciones con lo que parece una paleta en manos de dos pintoras, curiosamente también femeninas. En San Lucas pintando a la Virgen de Niklaus Manuel Deutsch (del que se sabe que usaba más de veinte pigmentos distintos), aparece una paleta en manos del pintor y otra mayor que está siendo preparada por su asistente. Vasari reseña el uso de paletas por Lorenzo di Credi, compañero de Leonardo en el taller de Verrocchio, indicando que hacía un gran número de mezclas, graduándolas de la más clara a la más oscura con troppo e veramente soverchio ordine, llegando a tener treinta mezclas en su paleta, para cada una de las cuales usaba una brocha diferente. Los testimonios de la época evidencian que se procuraba ordenar los colores de modo que entre el negro y el blanco hubiera la mayor separación posible, y que las mezclas se solían hacer antes de depositarse en la paleta. Las paletas tonales con colores preparados son típicas de los siglos XVIII y XIX.

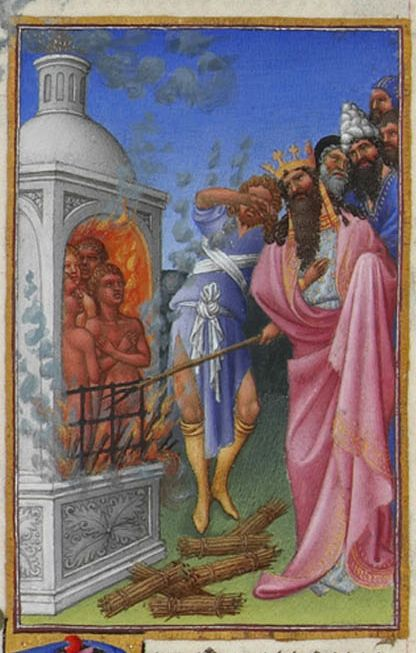
Ilustración de Las muy ricas horas del duque de Berry, de los hermanos Limbourg, 1410-1440.
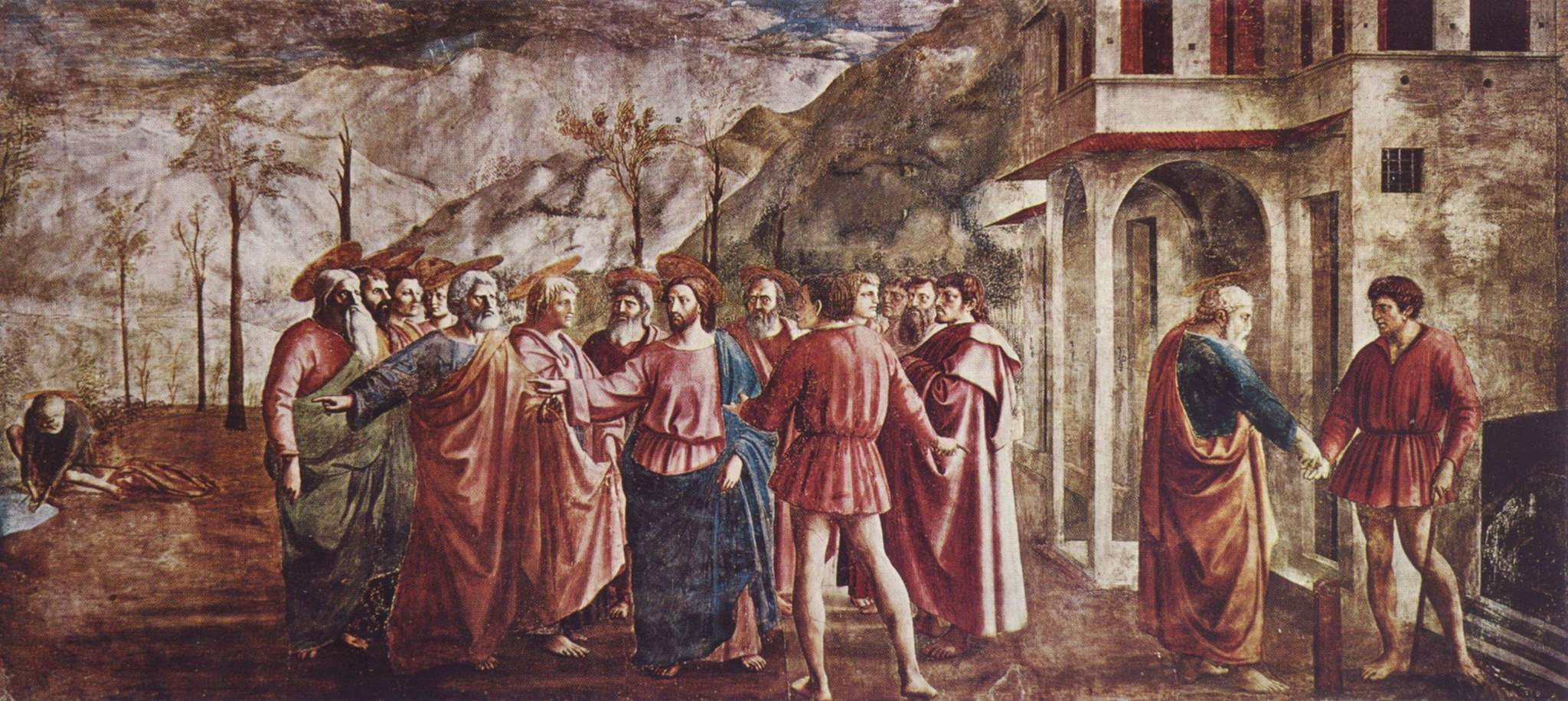
El pago del tributo, de Masaccio, 1424-1427.
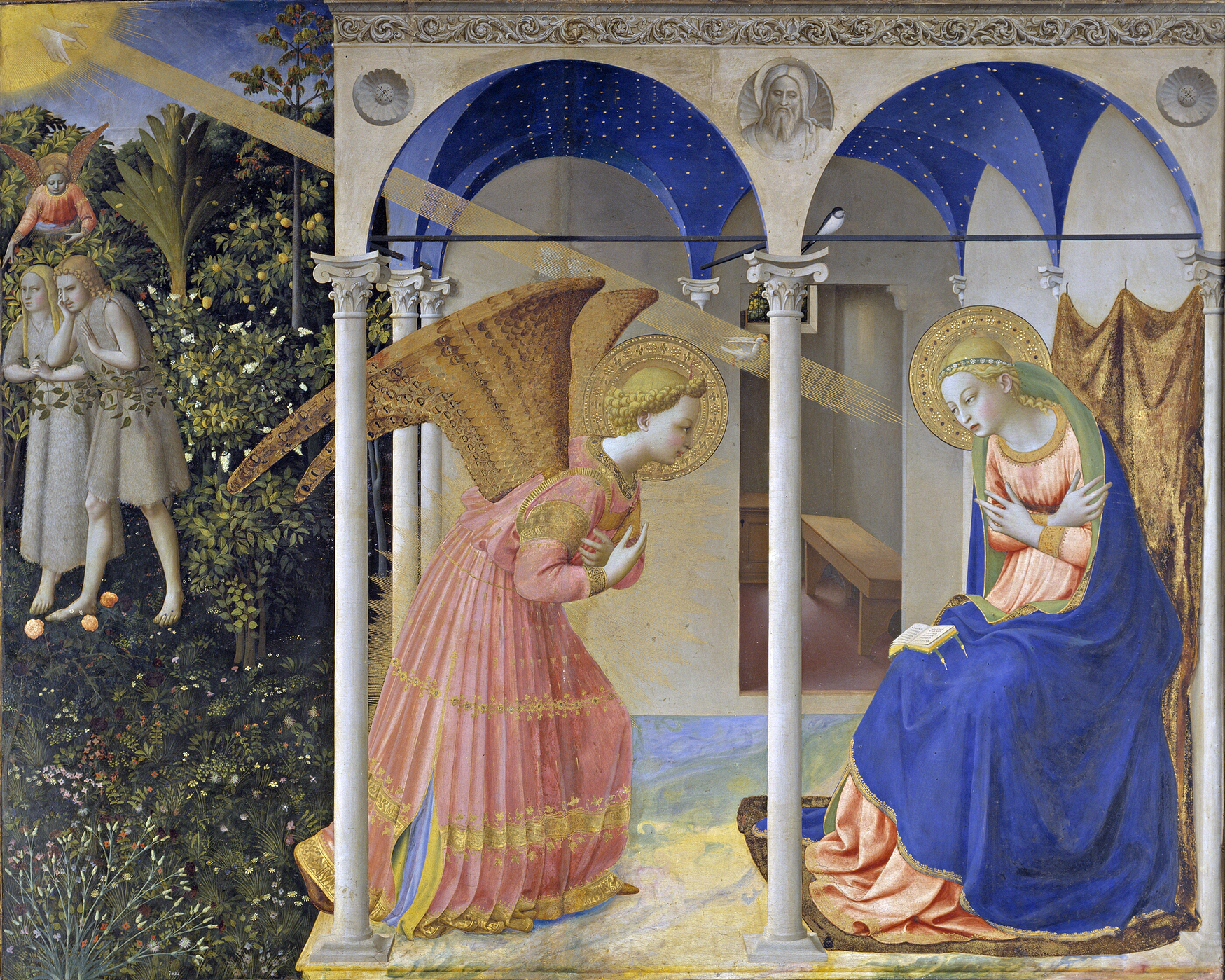
La Anunciación, de Fra Angelico, 1425-1428.
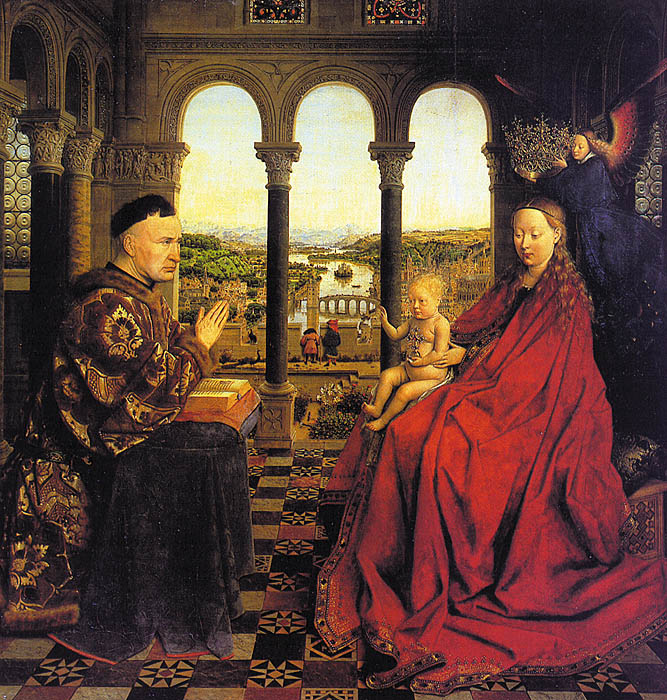
Virgen del canciller Rolin, de Jan Van Eyck, 1435.
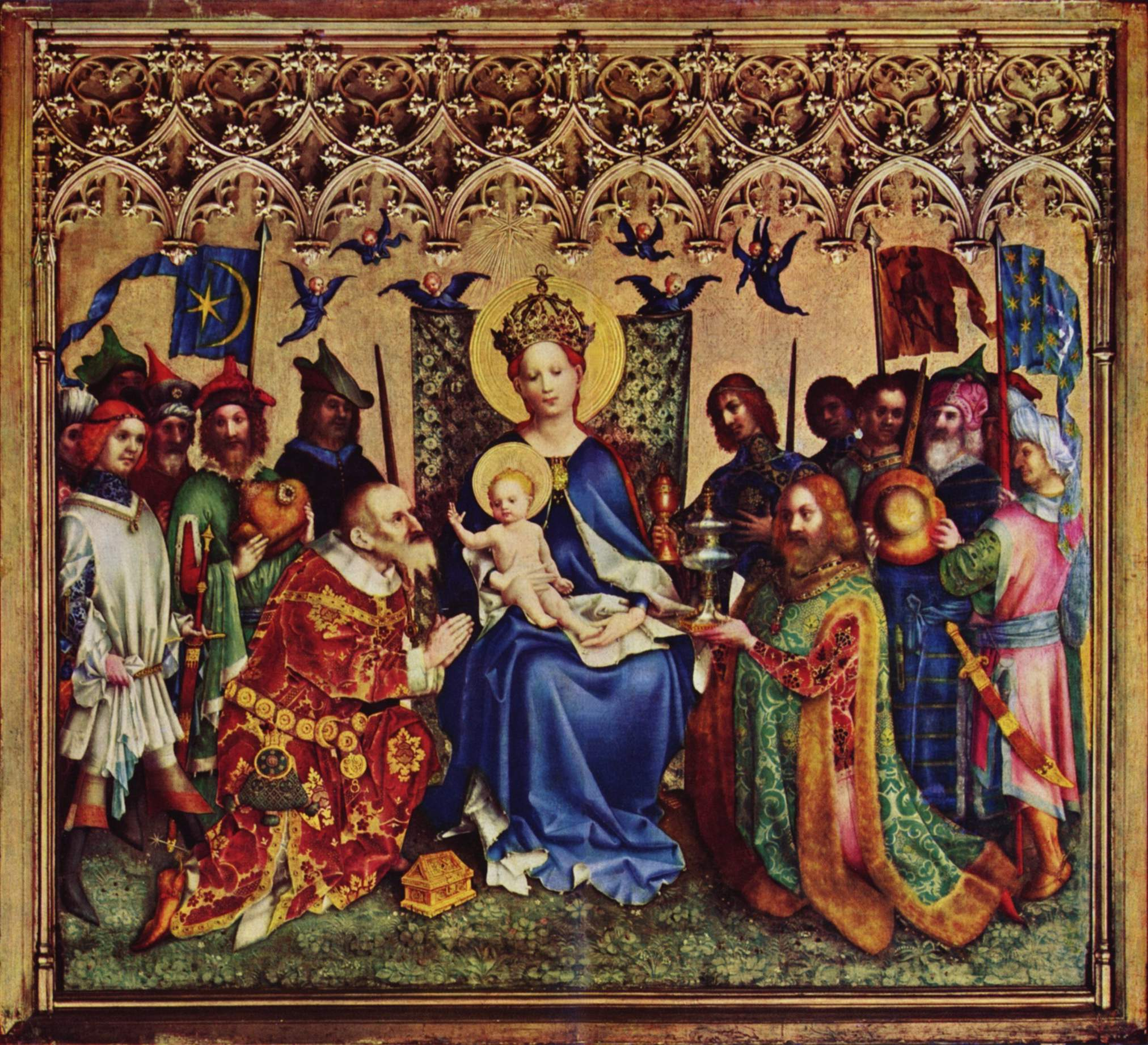
Tabla central del Tríptico de los patronos de la ciudad de Colonia,de Stefan Lochner, ca. 1440.

### sigloXVI
Cinquecento, Pleno Renacimiento y Bajo Renacimiento o Manierismo

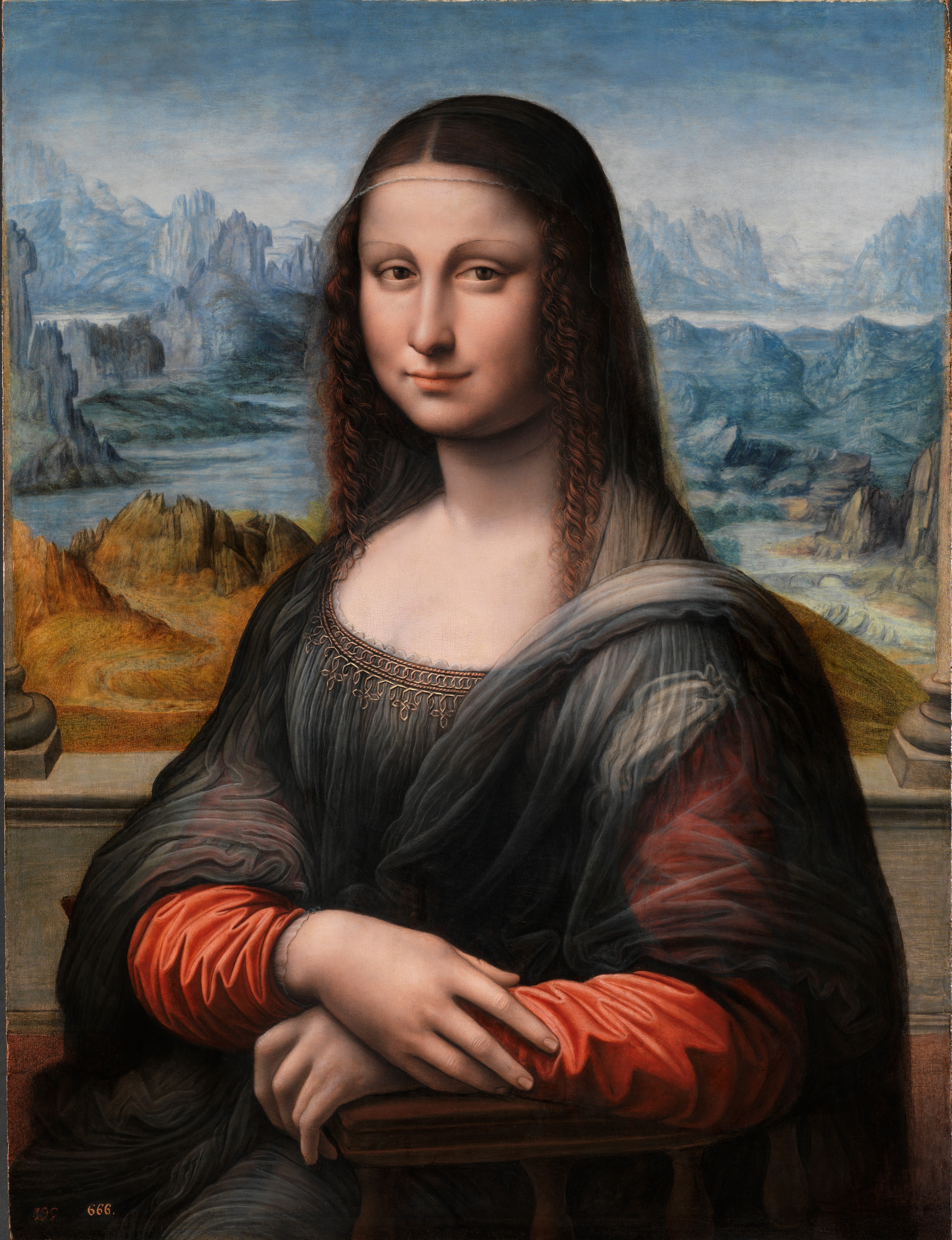
La Gioconda, versión del Museo del Prado, 1503-1516.
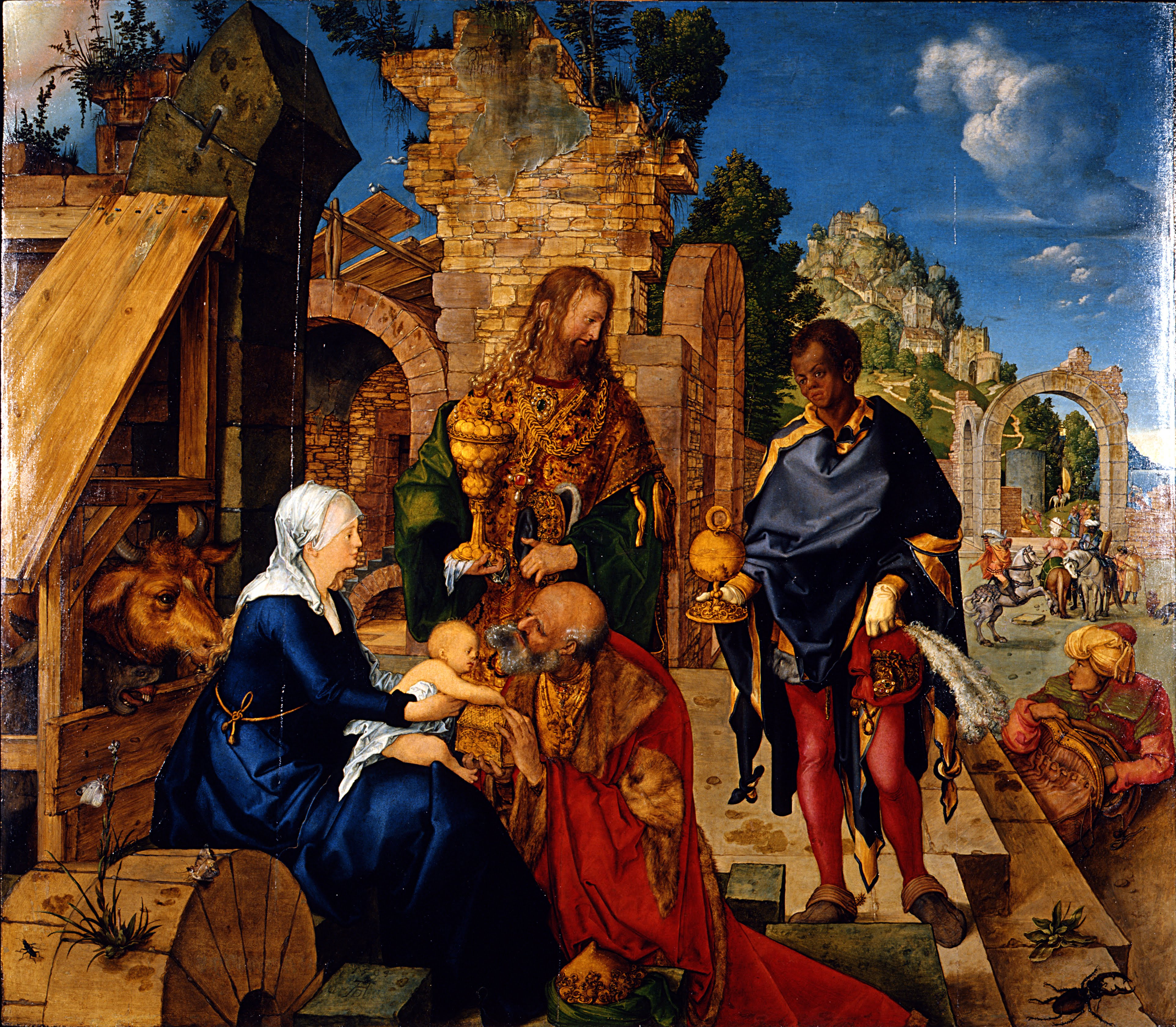
Adoración de los Magos, de Durero, 1504.
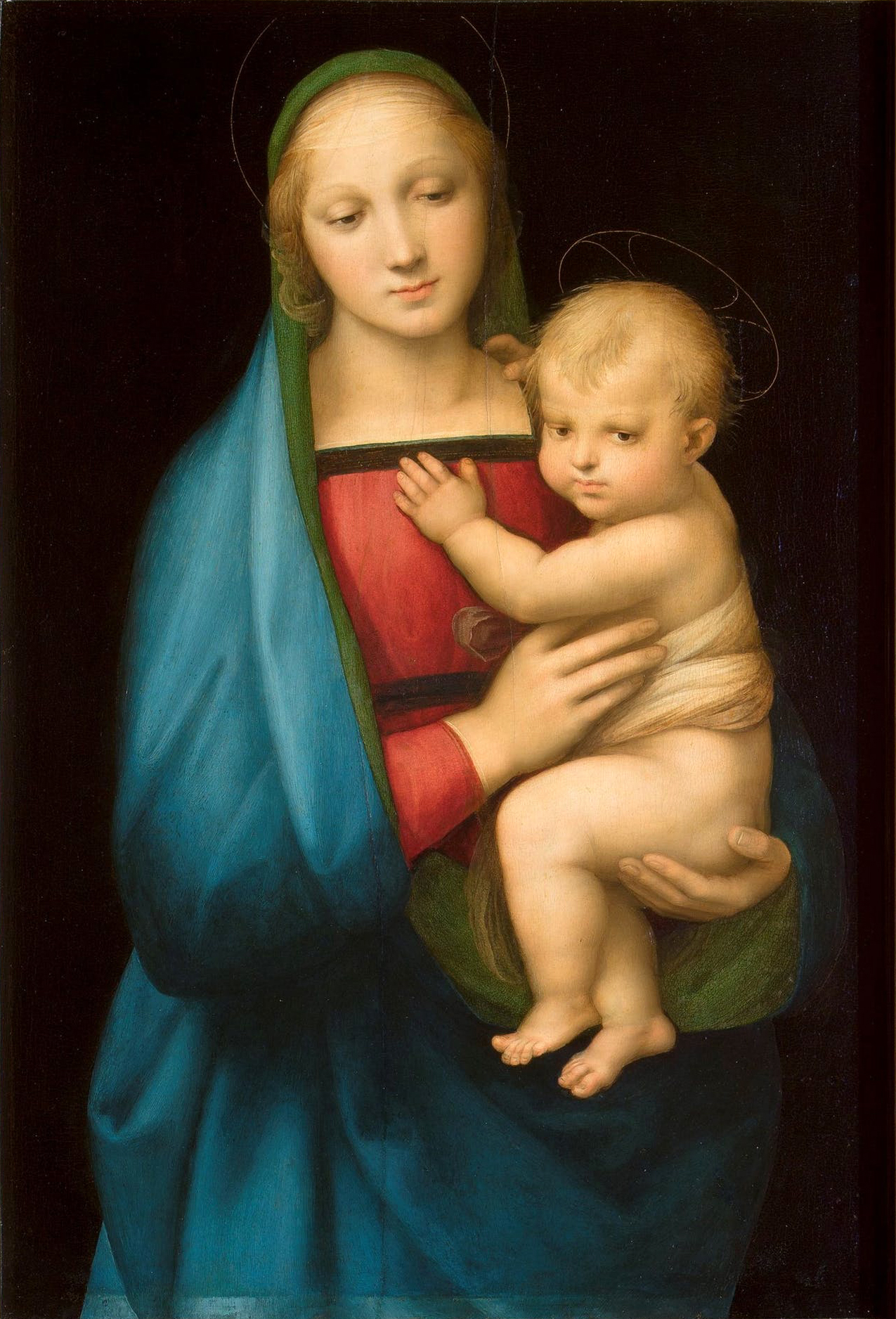
Madonna del Granduca, de Rafael, 1504.
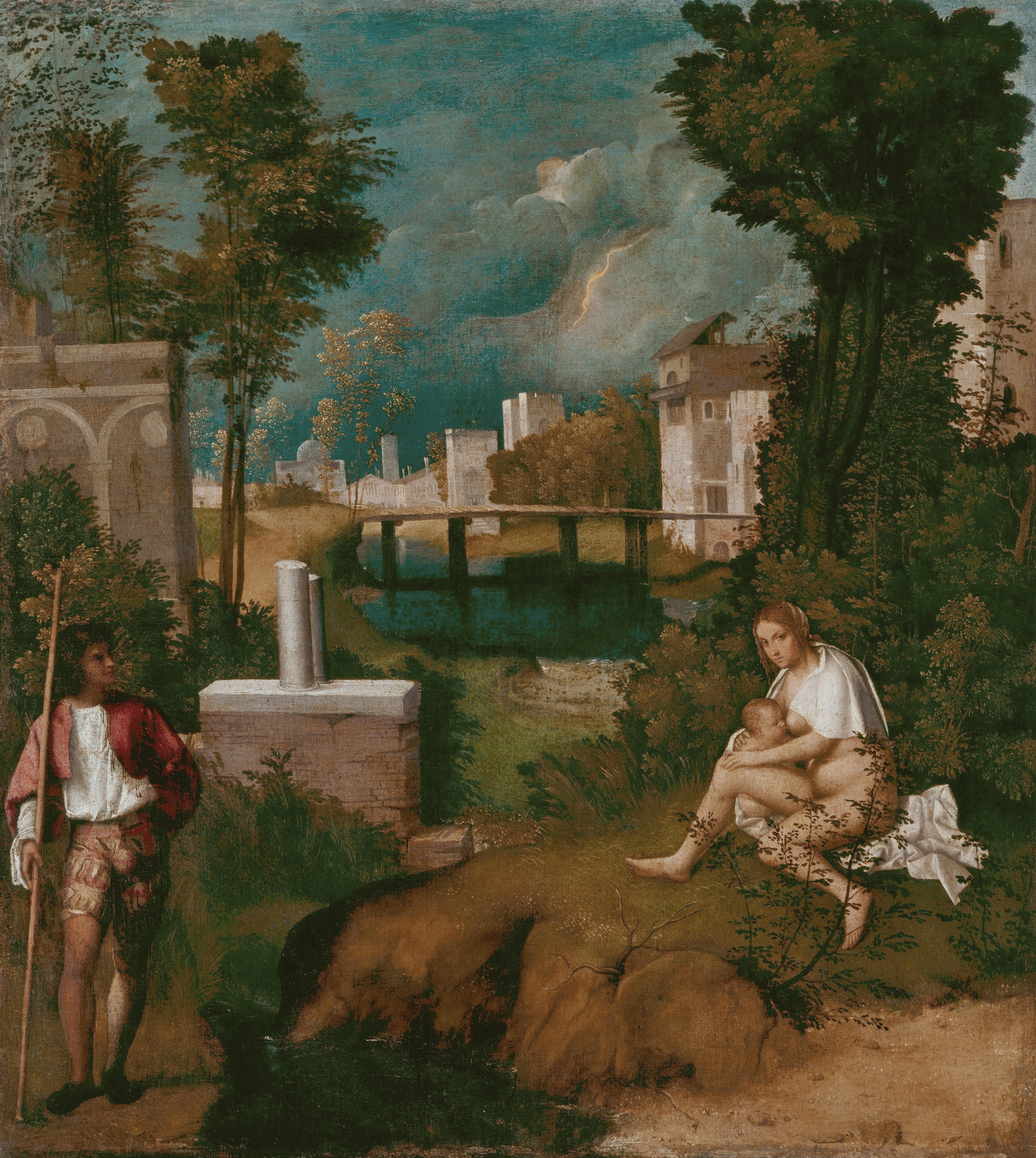
La tempestad, de Giorgione. 1508.
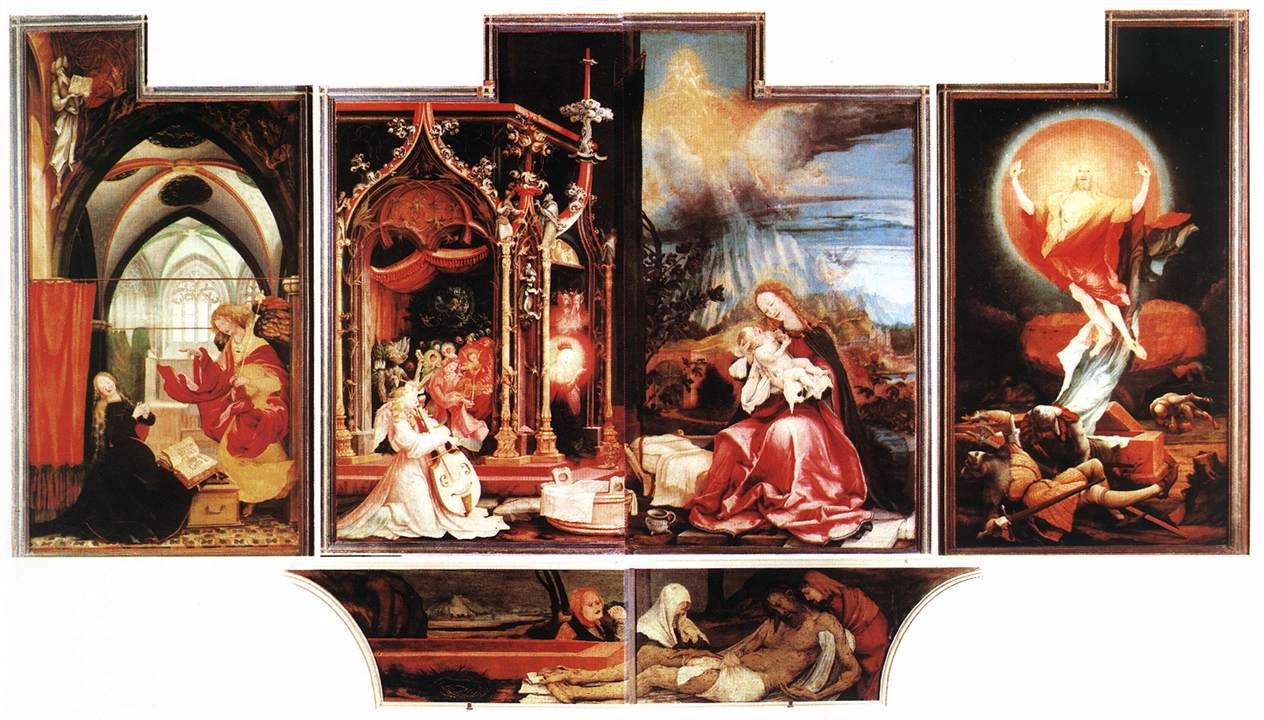
Altar de Isenheim, de Grünewald, ca. 1515.
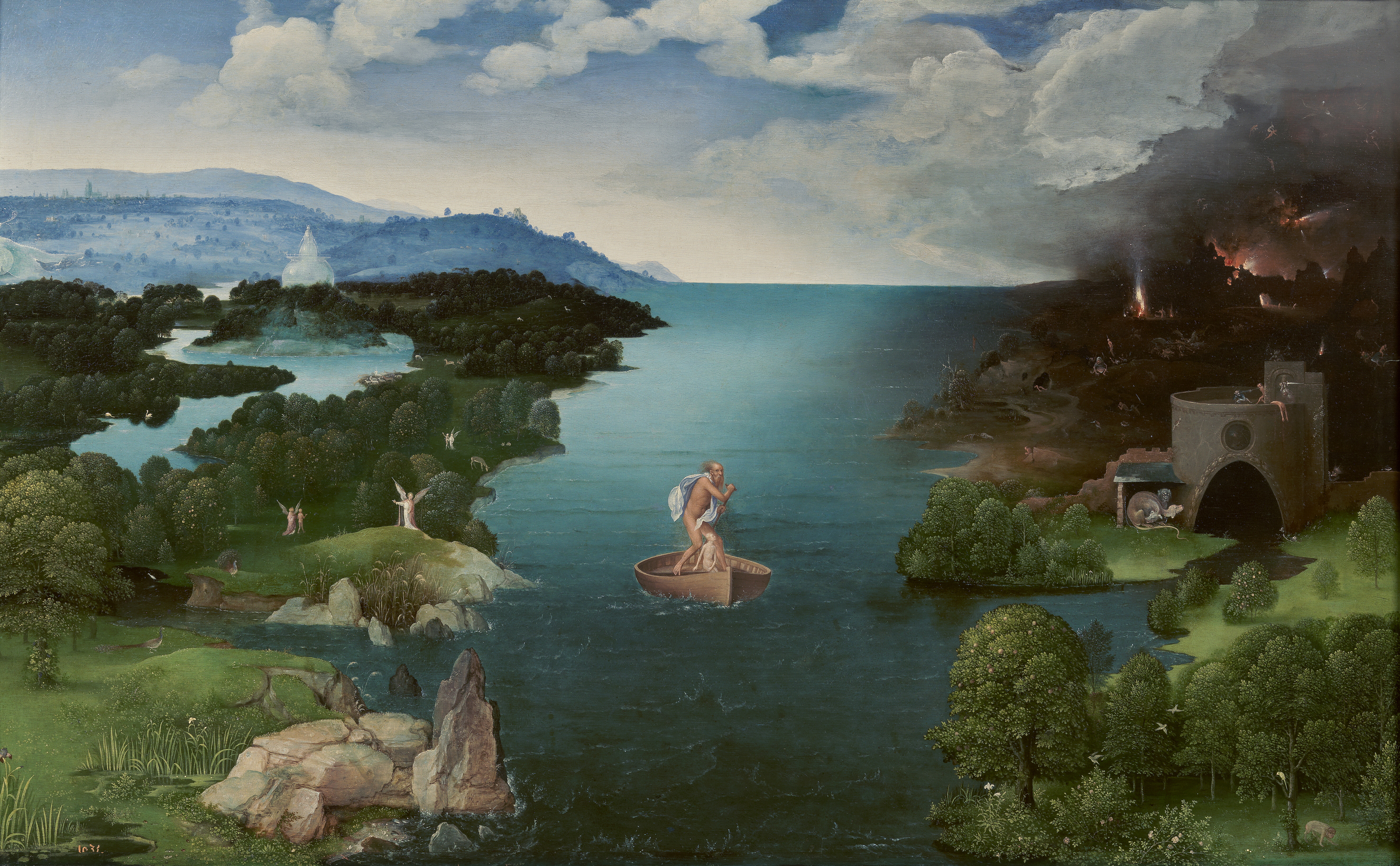
El paso de la laguna Estigia, de Joaquín Patinir, ca. 1520.
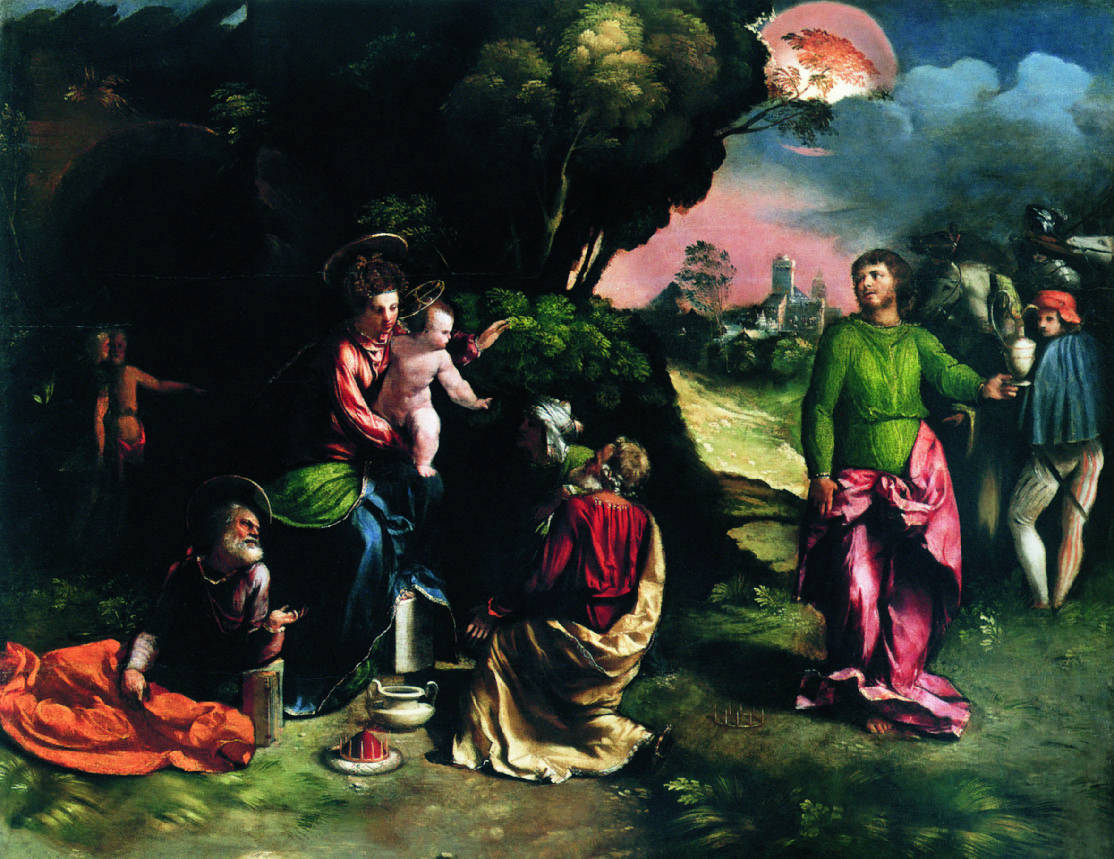
Adoración de los Magos, de Dosso Dossi, ca. 1530-1542.
Los embajadores, de Holbein el Joven, 1533.
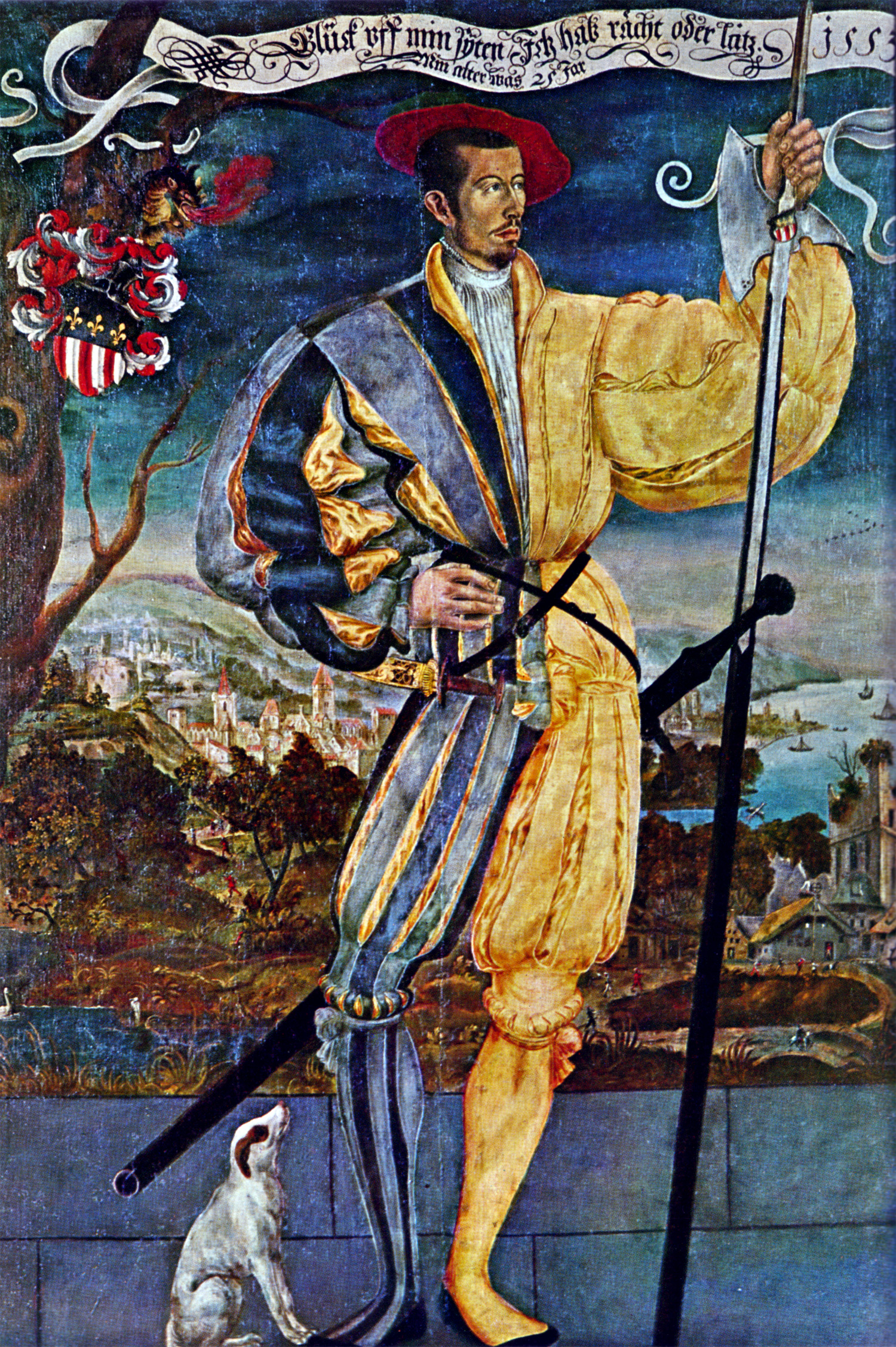
Retrato de Niklaus Manuel con traje de la guardia suiza, de su hermano Hans Rudolf Manuel, 1553.
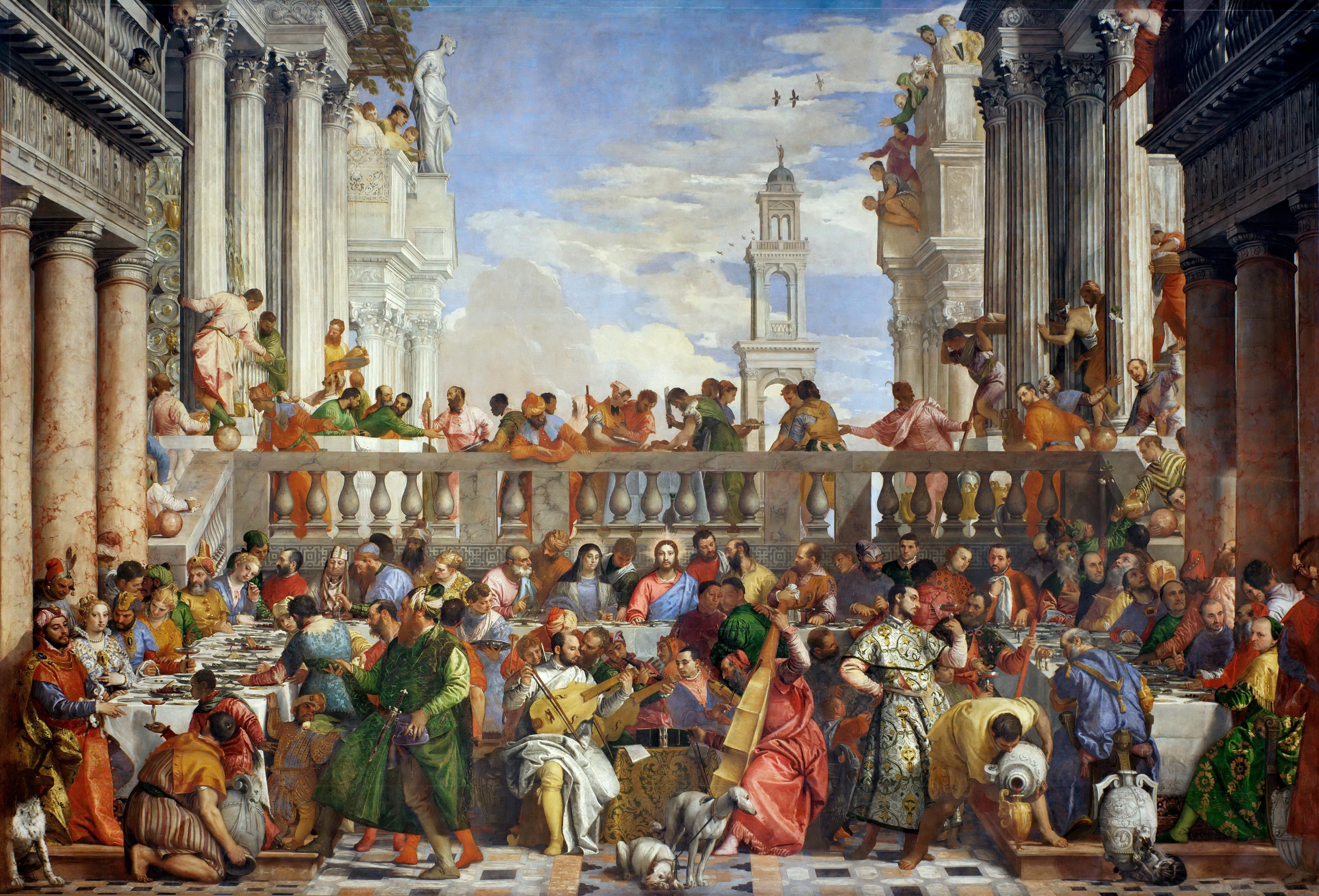
Las bodas de Caná, del Veronés, 1563.
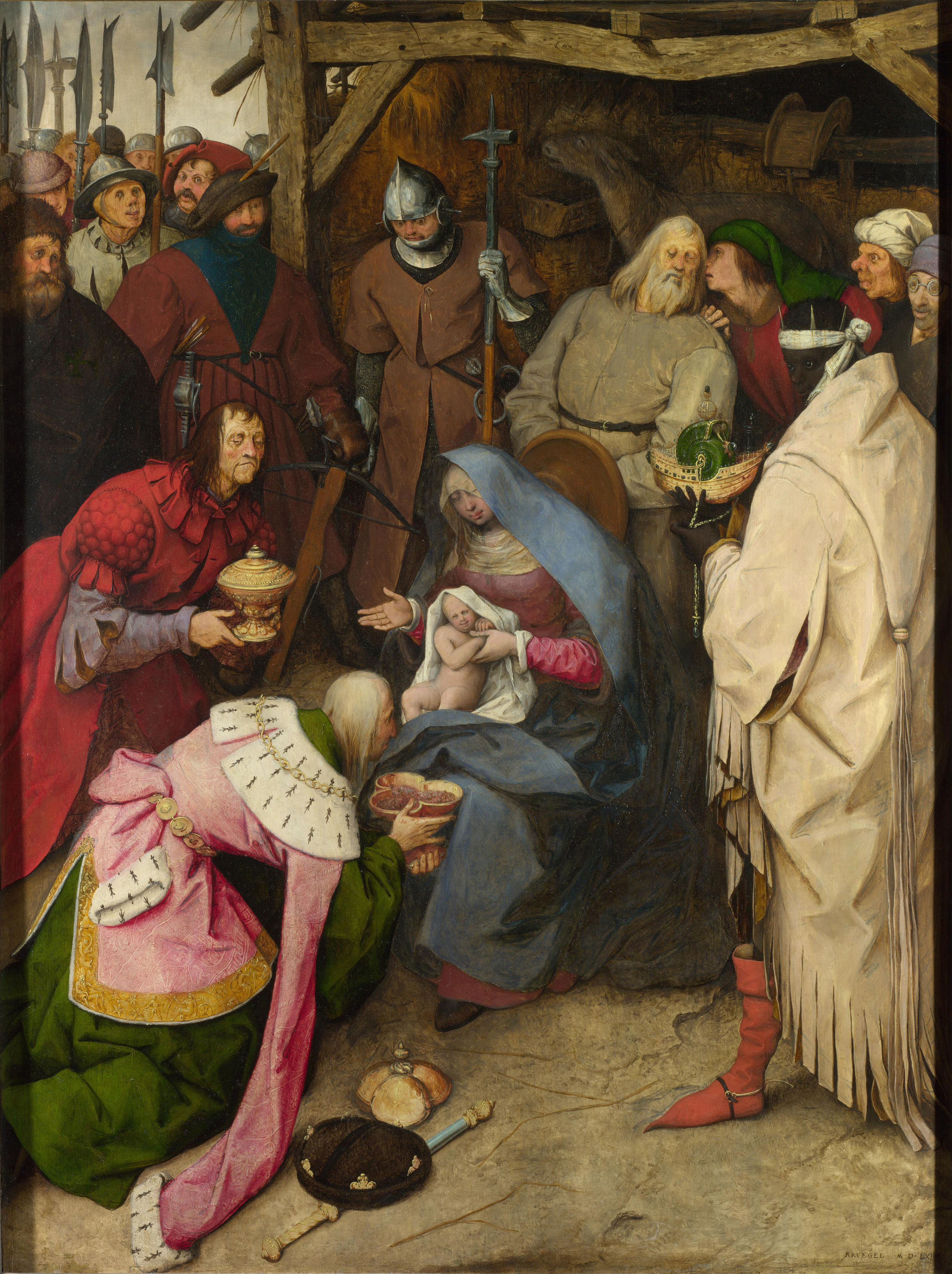
La Adoración de los Reyes,[35] de Brueghel el Viejo, 1564.

Colorito di Tiziano, disegno di Michelangelo

"El color de Tiziano, el dibujo de Miguel Ángel", proclamaba Tintoretto como su ideal pictórico. No obstante, siempre se reivindicó al maestro florentino-romano como un gran colorista y no solo "un escultor que pinta"; si se mantenía alguna duda, quedó despejada con las restauraciones recientes de los frescos de la Capilla Sixtina, que rescataron la potencia de los colores originales.

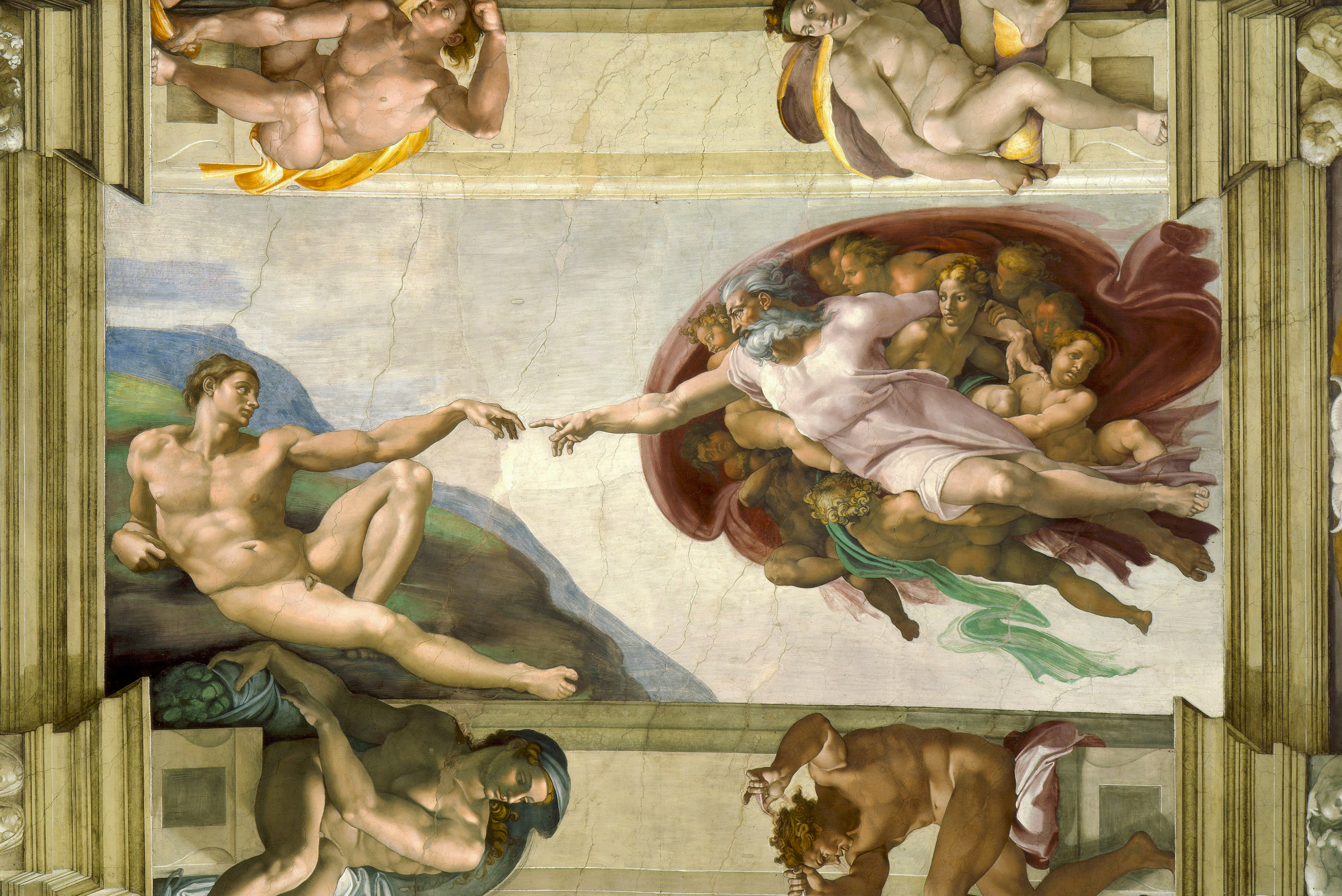
La creación de Adán, de Miguel Ángel, 1511.
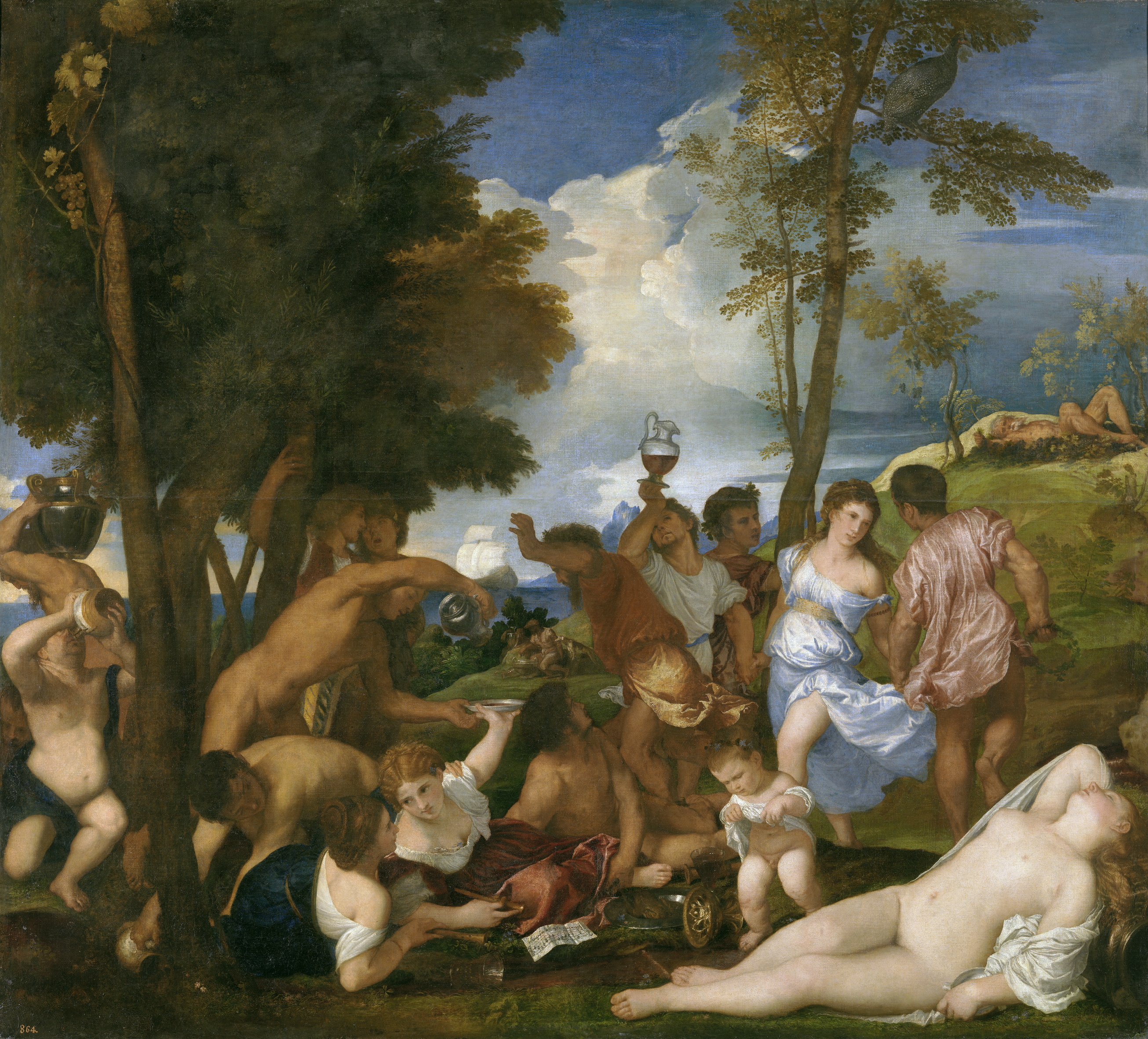
La bacanal de los andrios, de Tiziano, 1518-1519.
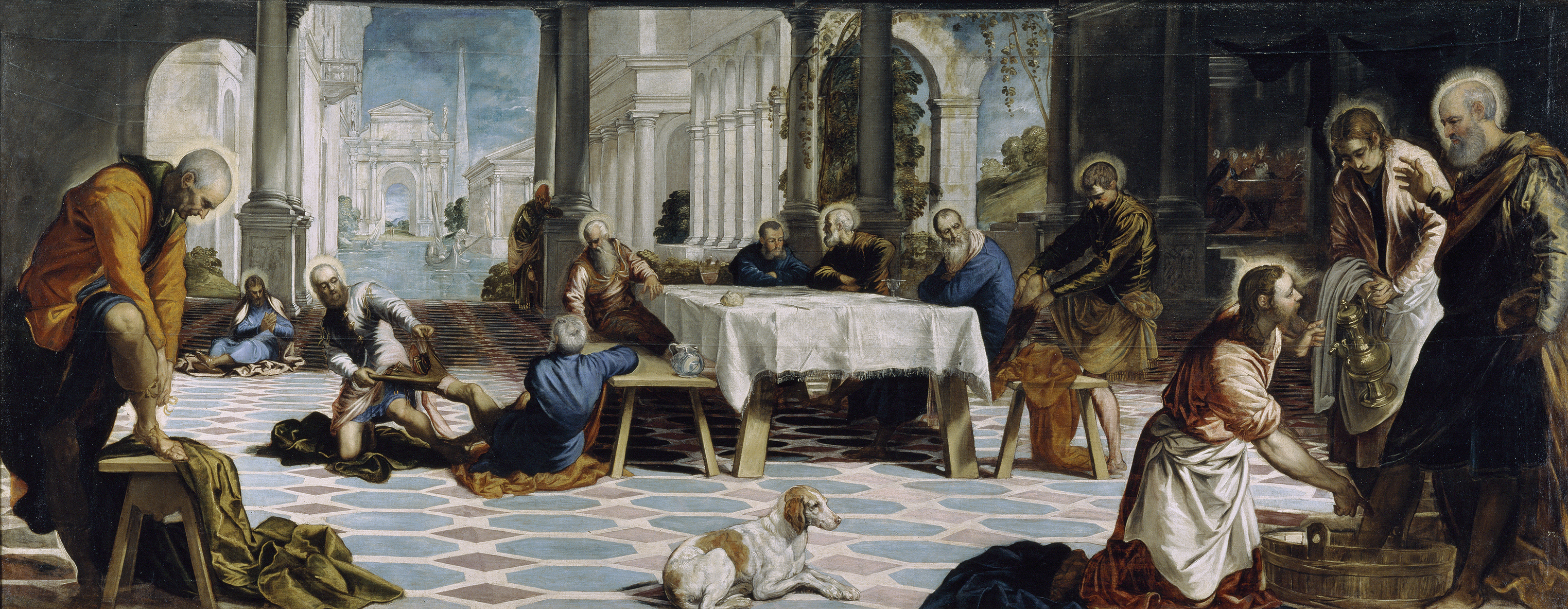
El lavatorio, de Tintoretto, 1548-1549.

### sigloXVII
Pintura barroca

En la década de 1670 el pintor holandés Samuel van Hoogstraten se lamentaba: "Quisiera que tuviésemos un pigmento verde de tanta calidad como el rojo o el amarillo. La tierra verde es demasiado débil, el verde español [cardenillo] es demasiado tosco y las cenizas [verde malaquita] duran demasiado poco". Diego Velázquez parece haber coincidido con estas quejas, porque jamás utilizó un pigmento verde puro en toda su vida, sino que siempre los mezclaba a partir de azurita y ocre amarillo o amarillo de plomo-estaño. Los manuales de pintura solían ser sumamente explícitos sobre cómo mezclar verdes para sus distintos usos. en The Compleat Gentleman [El caballero completo] (1622) de Henry Peachman aparece el siguiente consejo: "Para un Verde oscuro y triste, como el de las hojas interiores de los árboles, mézclese Índico y Rosa. Para un Verde claro, Rosa y Masticot [aquí amarillo de plomo-estaño]; para un Verde medio y color hierba, Cardenillo y Rosa."

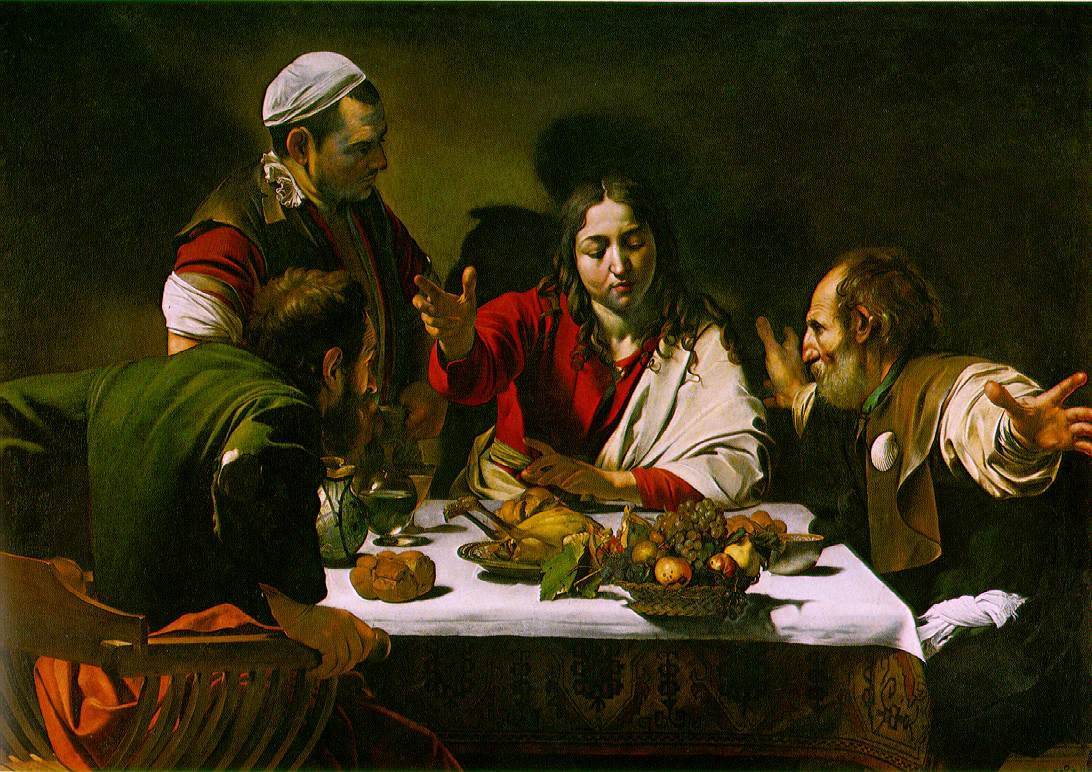
Cena en Emaús, de Caravaggio, 1601.
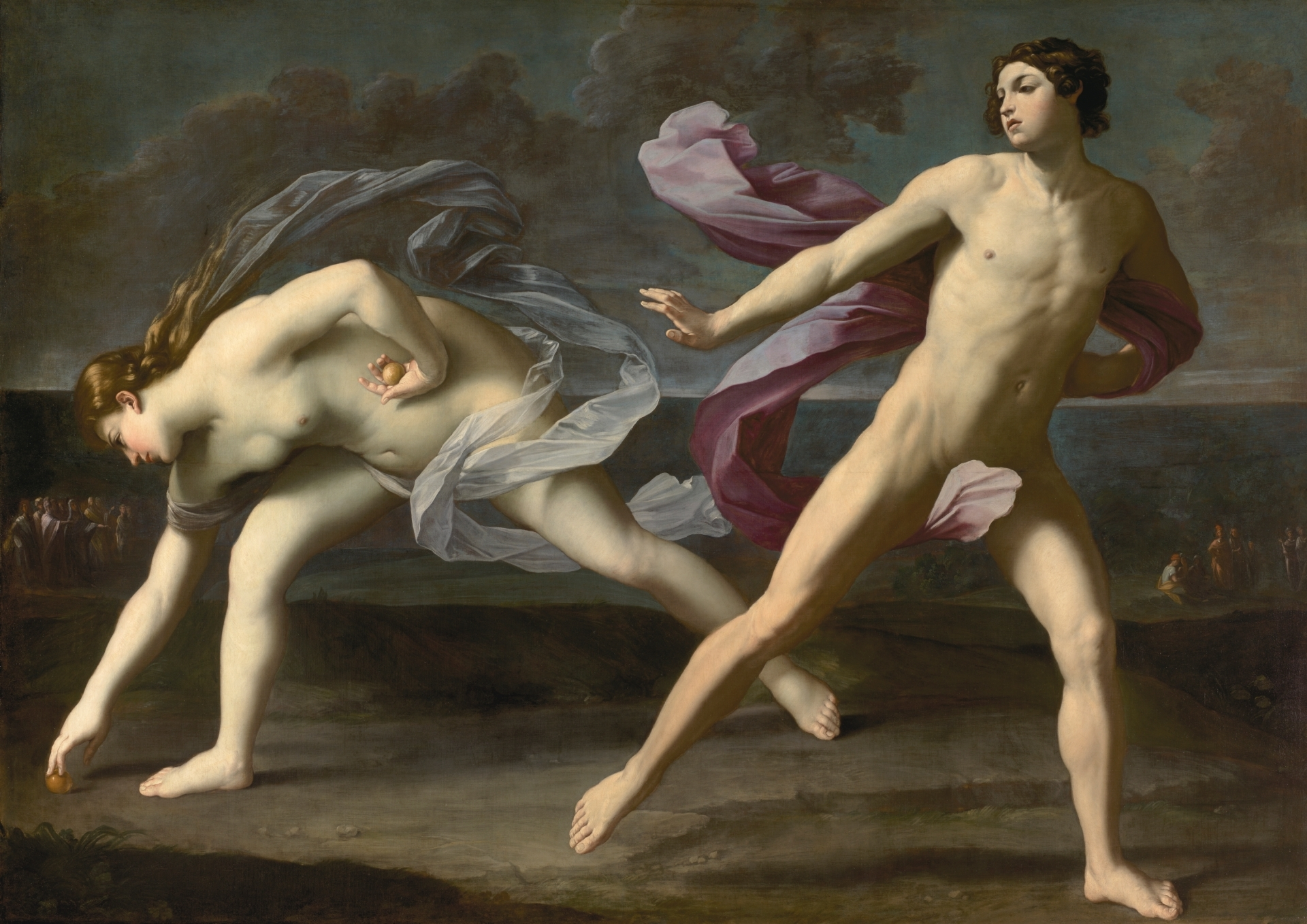
Atlanta e Hipómenes, de Guido Reni, 1618-1619.
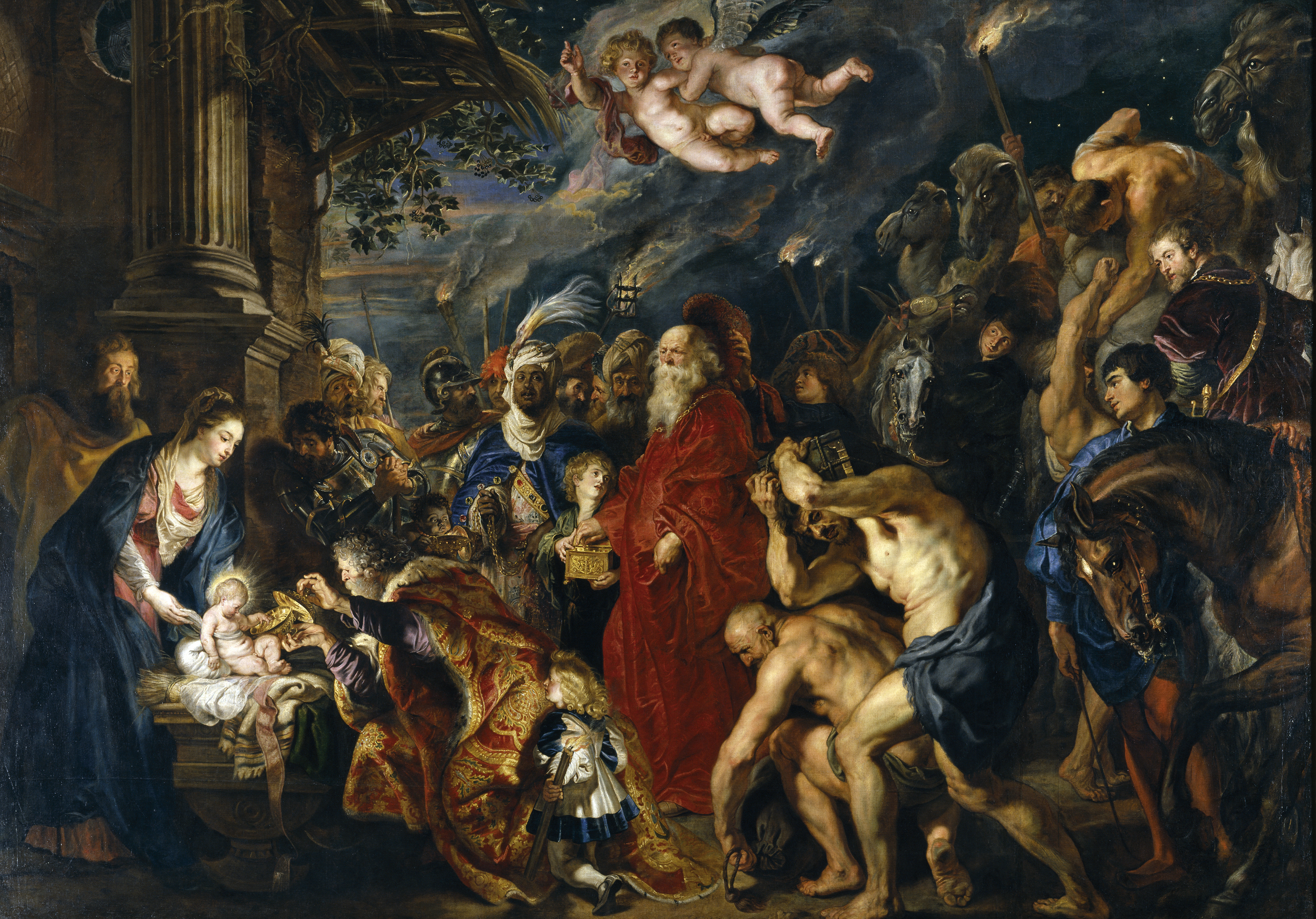
La adoración de los magos, de Rubens, 1628-1629.
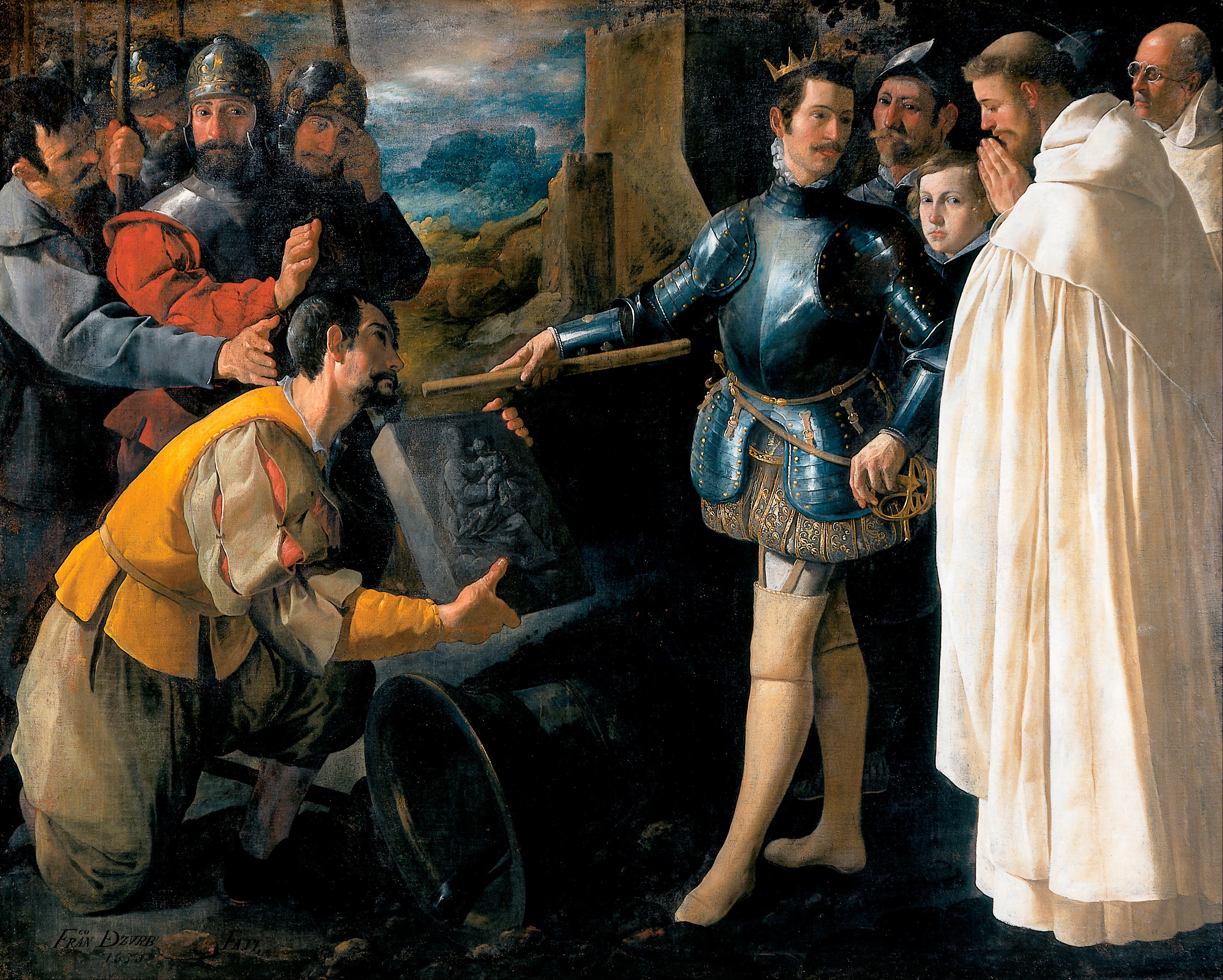
San Pedro Nolasco rescata una imagen de la Virgen, de Zurbarán, ca. 1630. Este autor se caracterizó por la maestría en la representación de los hábitos blancos.
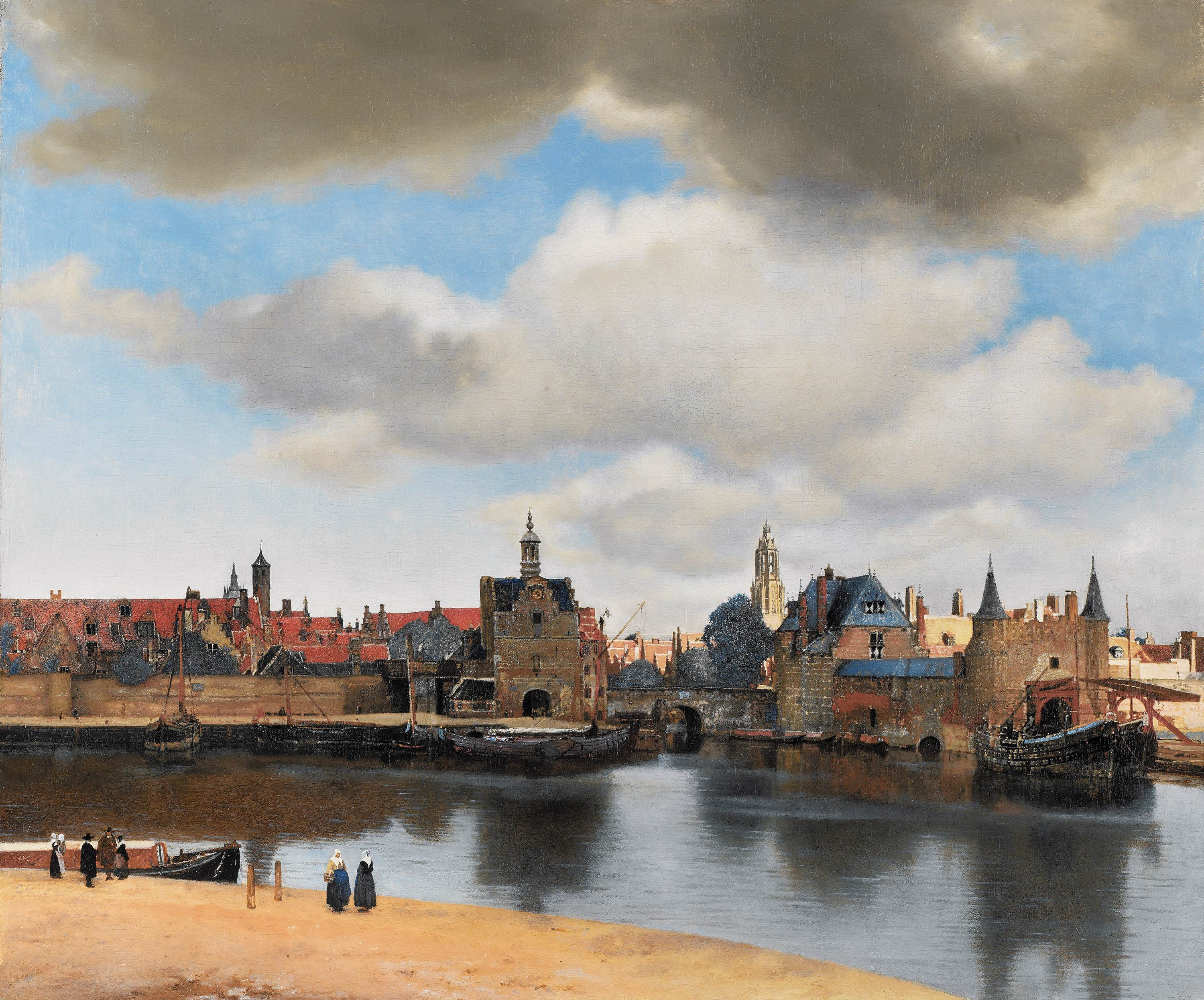
Vista de Delft de Vermeer, 1660-1661.
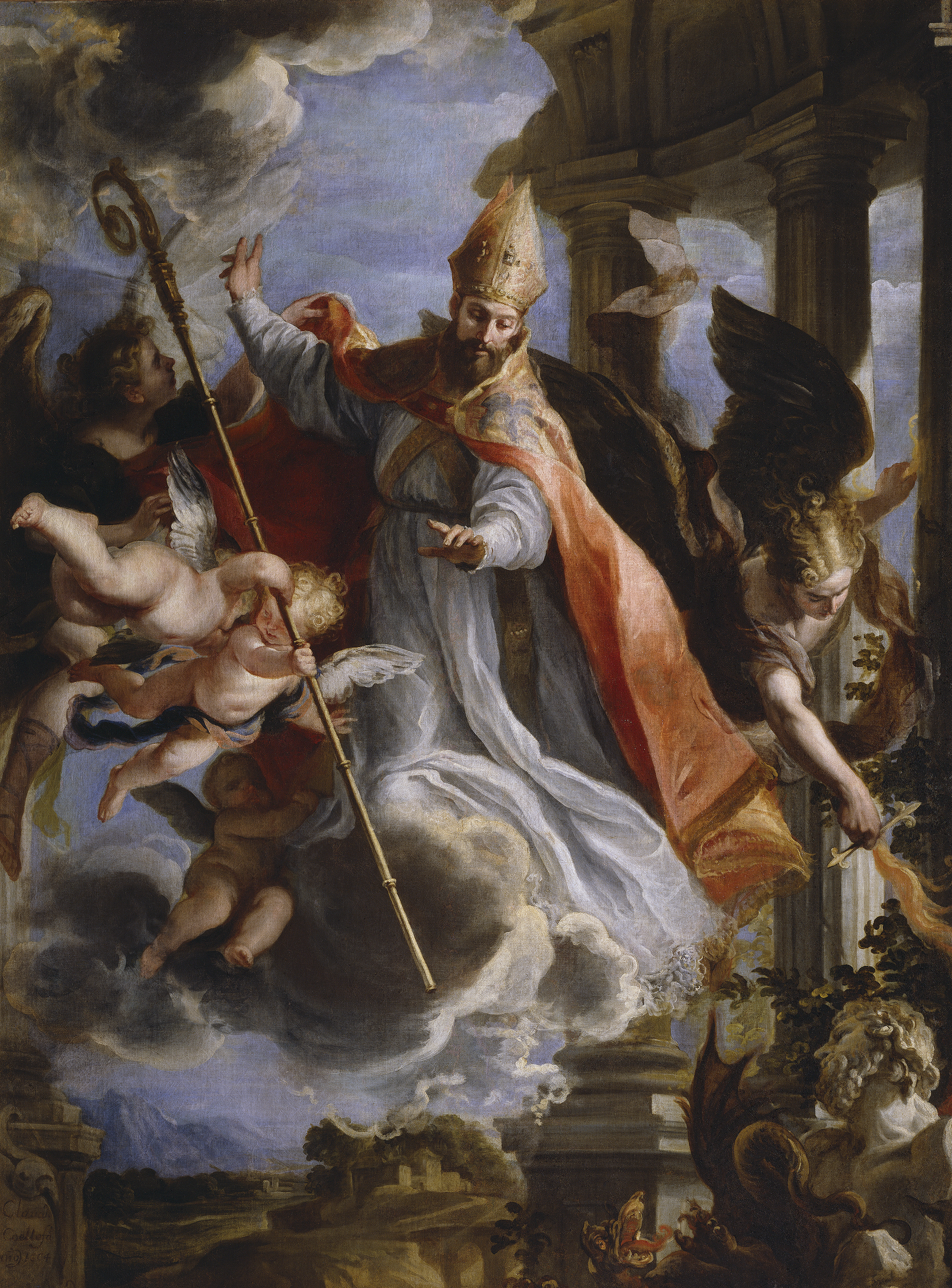
El triunfo de San Agustín, Claudio Coello, 1664.
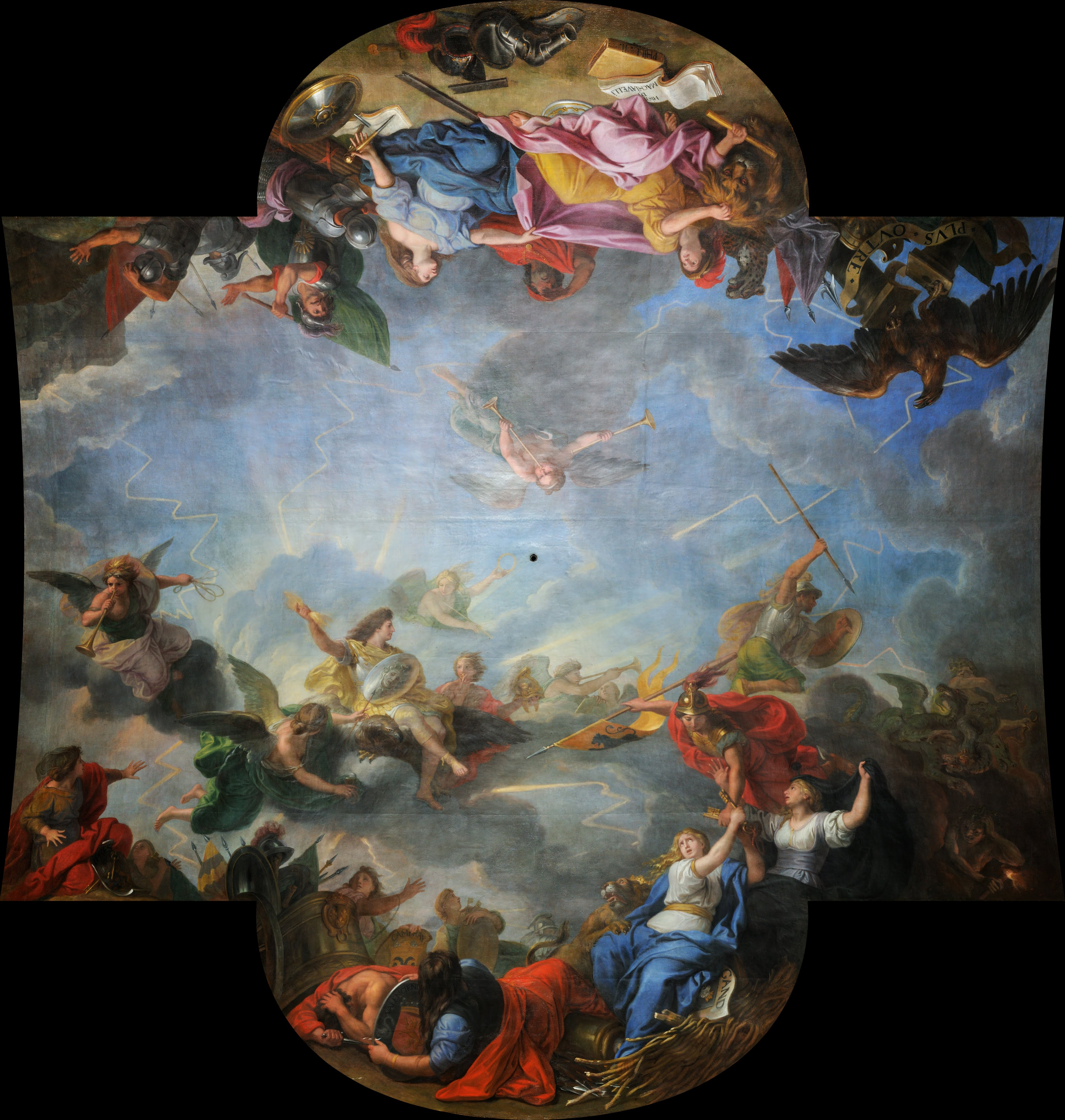
Toma de Gante, de Charles Le Brun, 1678.
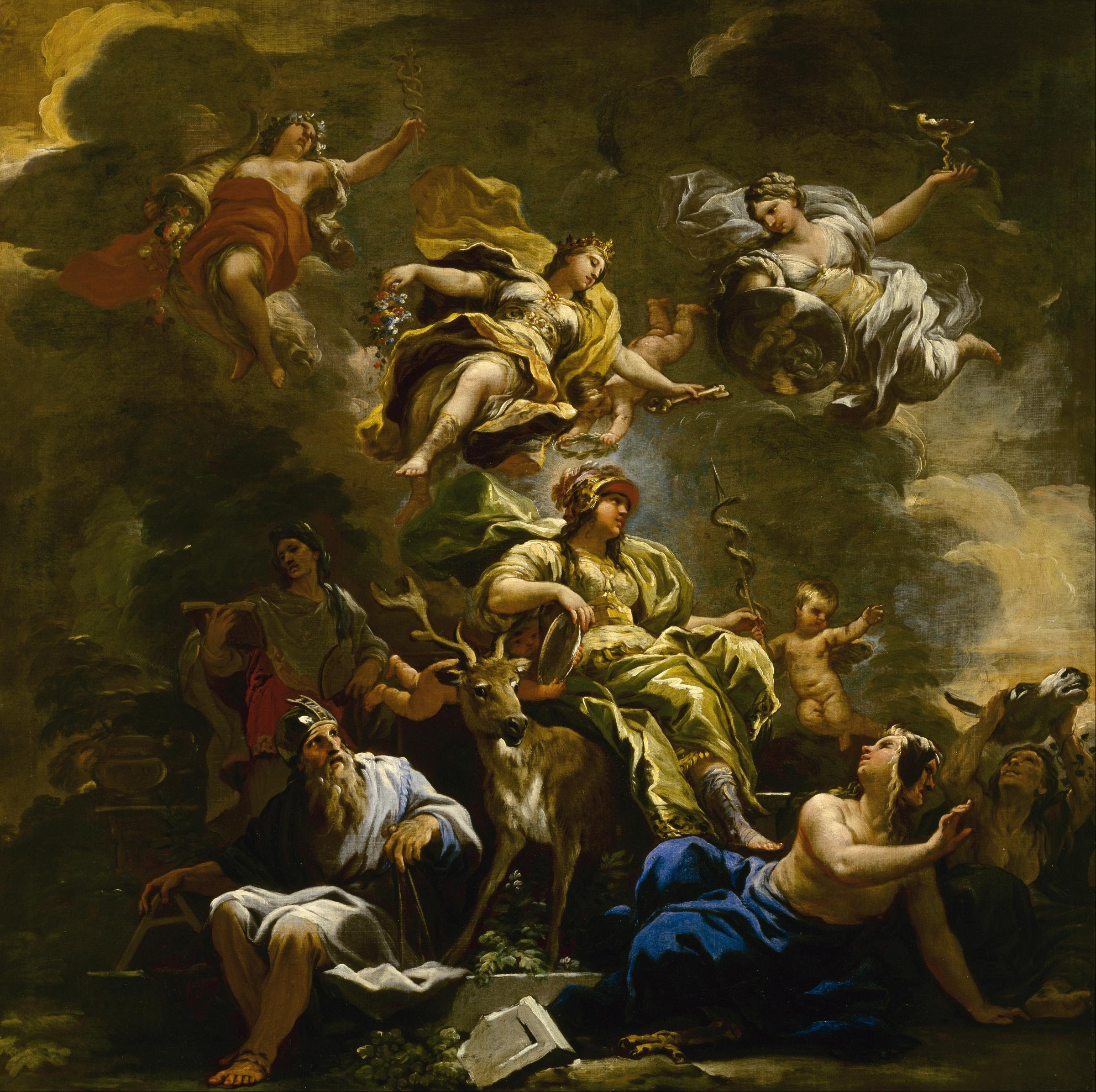
Alegoría de la Prudencia, de Luca Giordano, 1680-1684.

;Velázquez y Rembrandt, "sobriedad cromática"

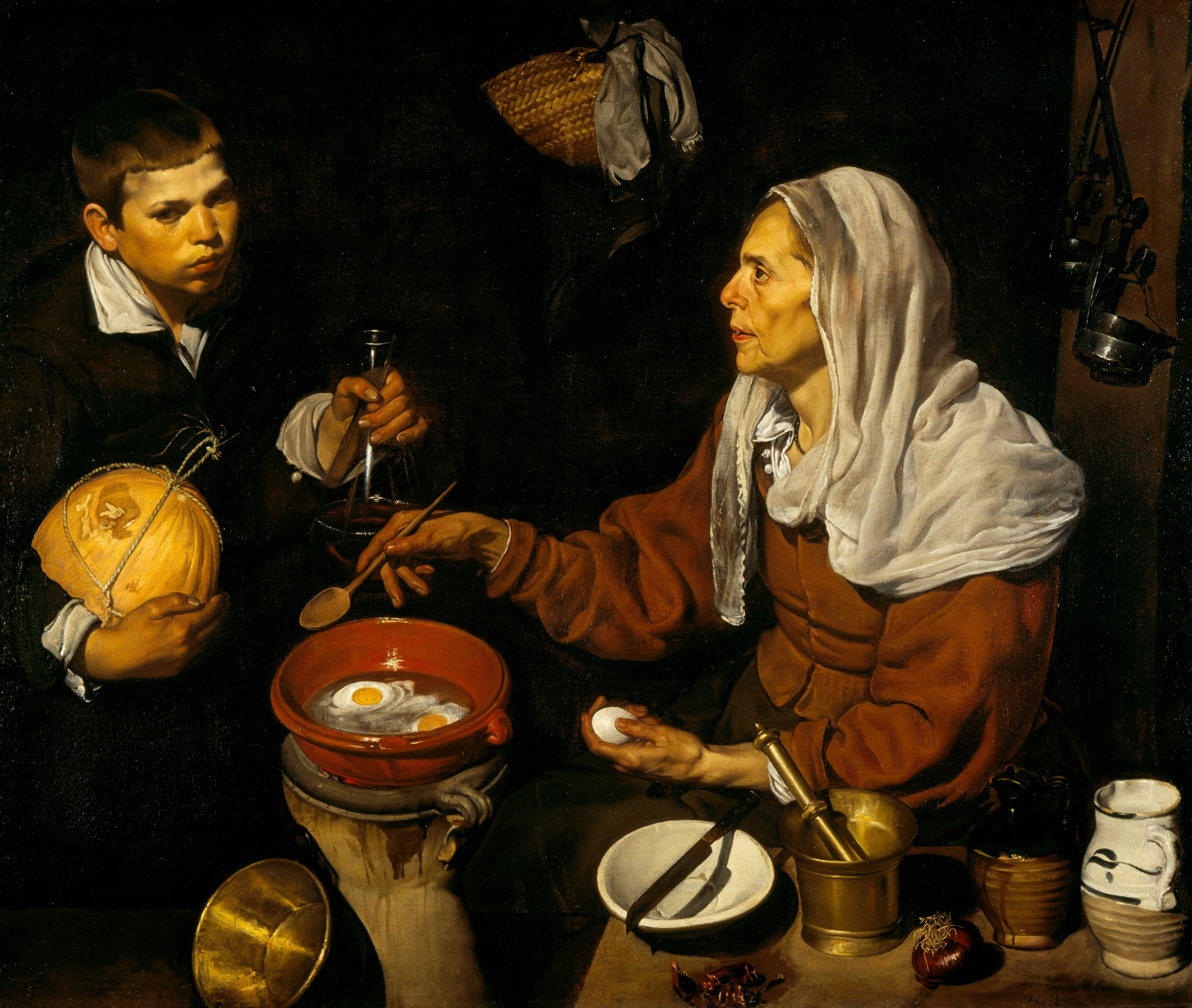
Vieja friendo huevos, de Velázquez, 1618.
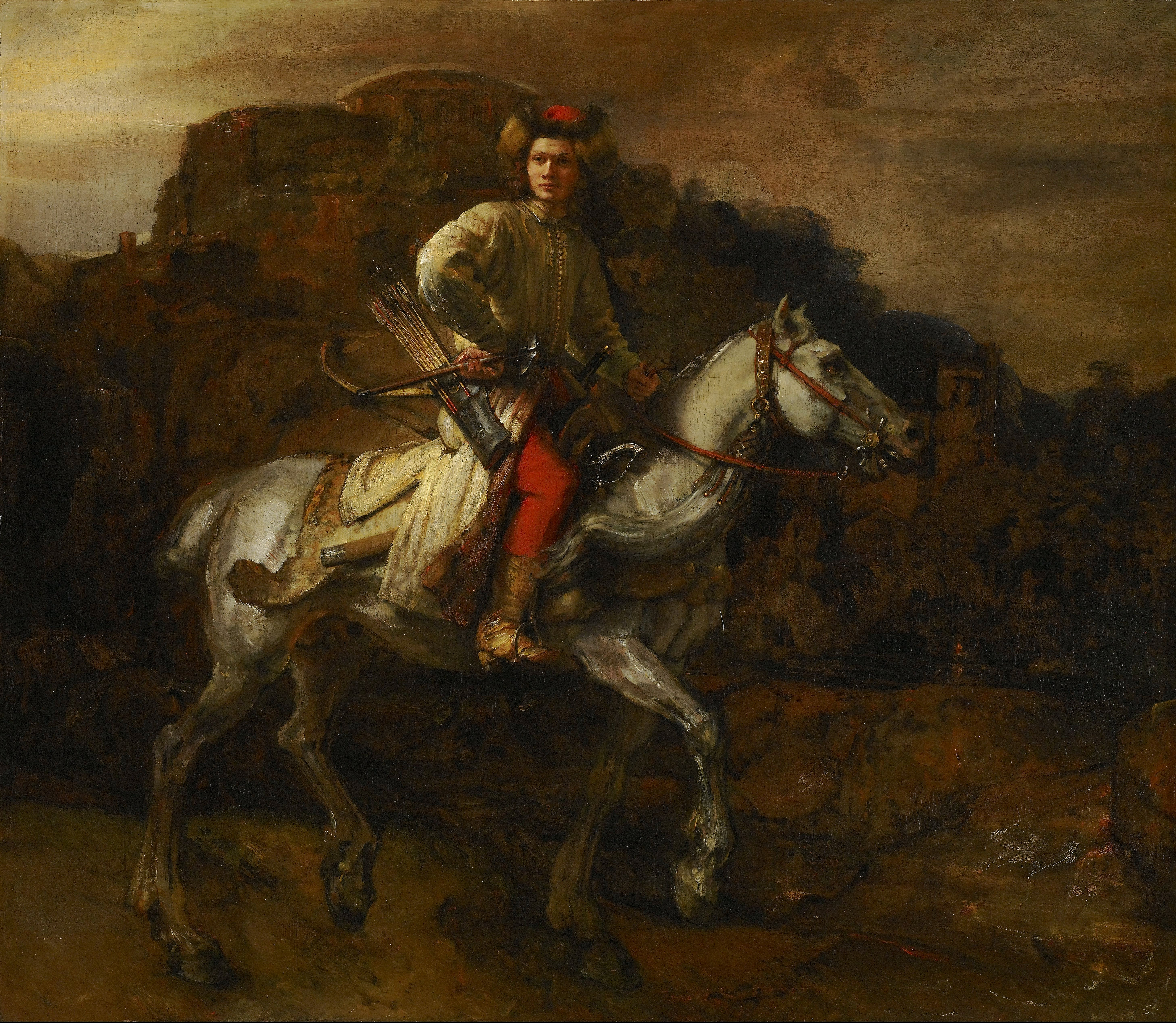
El jinete polaco, de Rembrandt, ca. 1650.

### Siglos XVIII, XIX y XX
Dentro o fuera de la Academia (Rococó, Neoclasicismo, Romanticismo y Realismo)
Paulatinamente fueron llegando a uso de los pintores innovaciones técnicas con aplicaciones a los pigmentos, a los aglutinantes o a su aplicación (redescubrimento de la encáustica, invención de los colores pastel y los lapiceros -que tardaron mucho en sustituir a los tradicionales carboncillo y sanguina-); pero el predominio del academicismo en la formación y encuadramiento profesional de los pintores hizo que en general el color cediera ante el dibujo, incluso se buscara conscientemente el "ennoblecimiento" de la pintura con capas homogeneizadoras de barniz que apagaban los colores vivos hacia tonos miel o madera. La oposición entre una corriente oficial, "académica", que acaparaba los encargos oficiales, y corrientes alternativas, que podían o no encontrar respaldo en el mercado del arte (el propio Rococó se define como un arte de espacios privados) o restringirse al gusto de los propios artistas, cada vez más conscientes de su propia individualidad, que llegó hasta la reivindicación de su condición de "rechazados" (malditismo, Salon des Refusés) y a la búsqueda del escándalo (épater le bourgeois). La búsqueda de espacios llevó al abandono del taller como único lugar de trabajo para buscar la libertad de creación al aire libre, delante de los modelos de la naturaleza (plen air), lo que terminó produciendo decisivas transformaciones en la concepción de colores y luz.

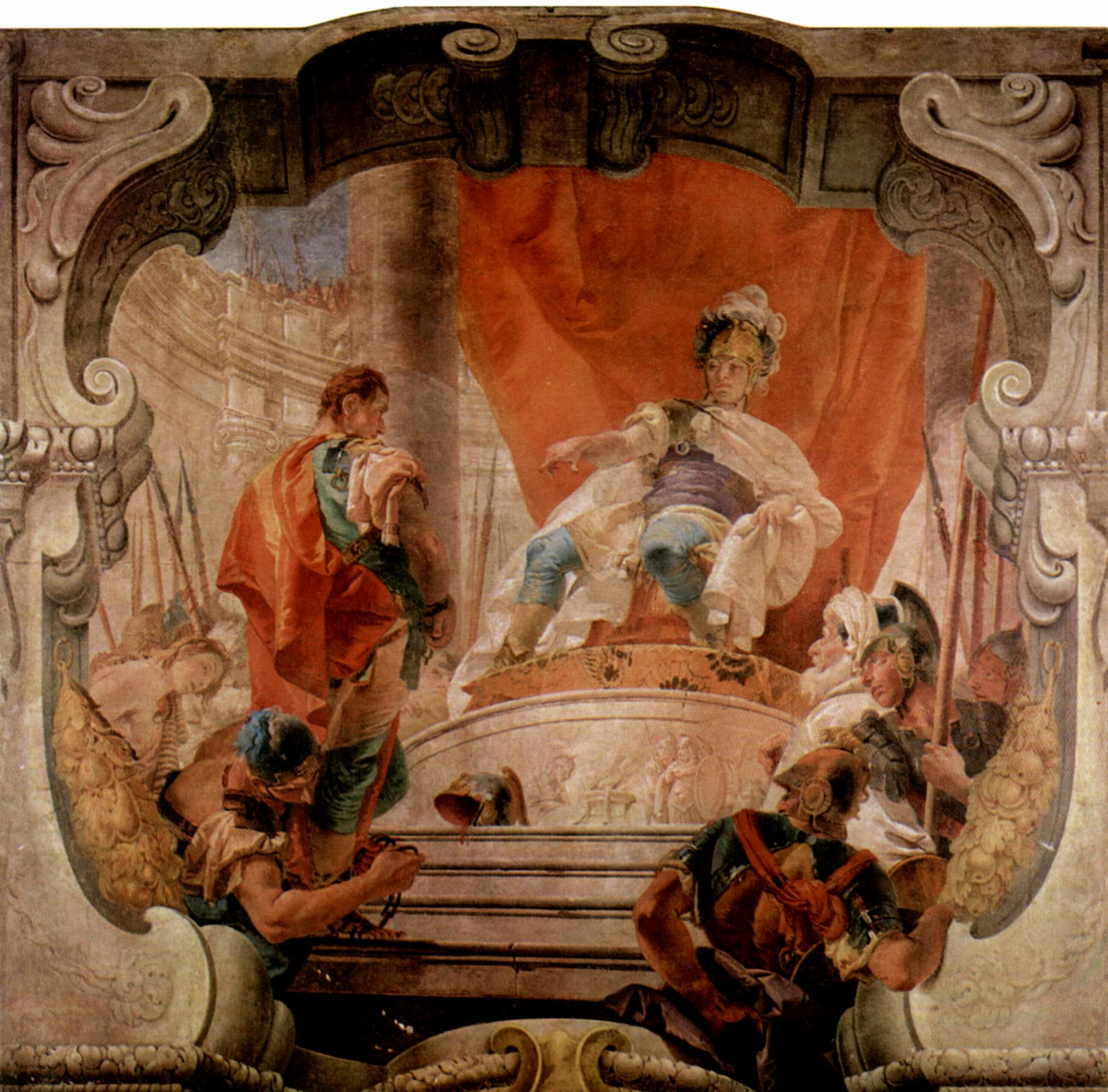
Escipión y el esclavo, de Tiepolo, 1731.
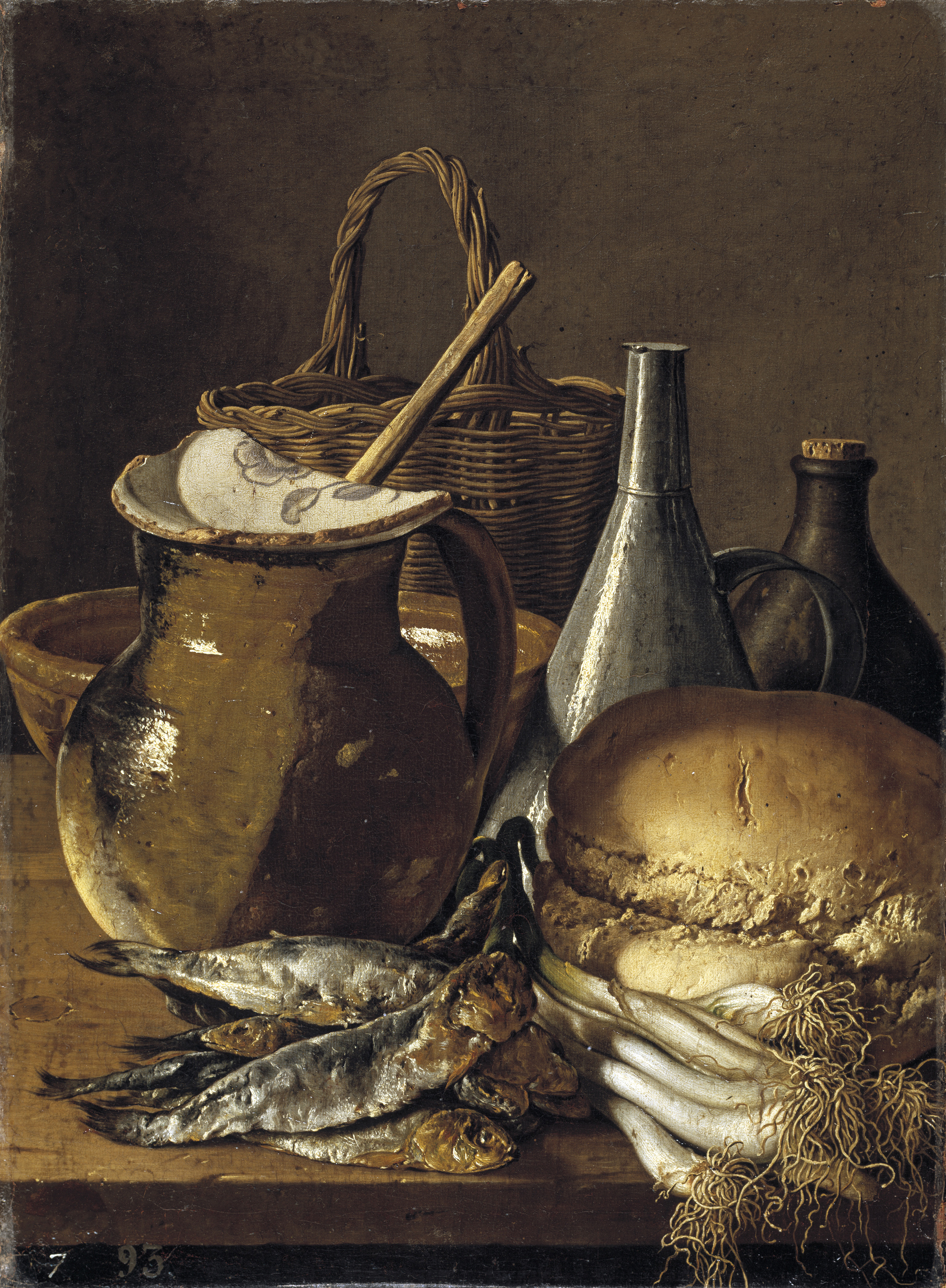
Bodegón con pescados, cebolletas, pan y objetos diversos, de Luis Egidio Meléndez, ca. 1760.
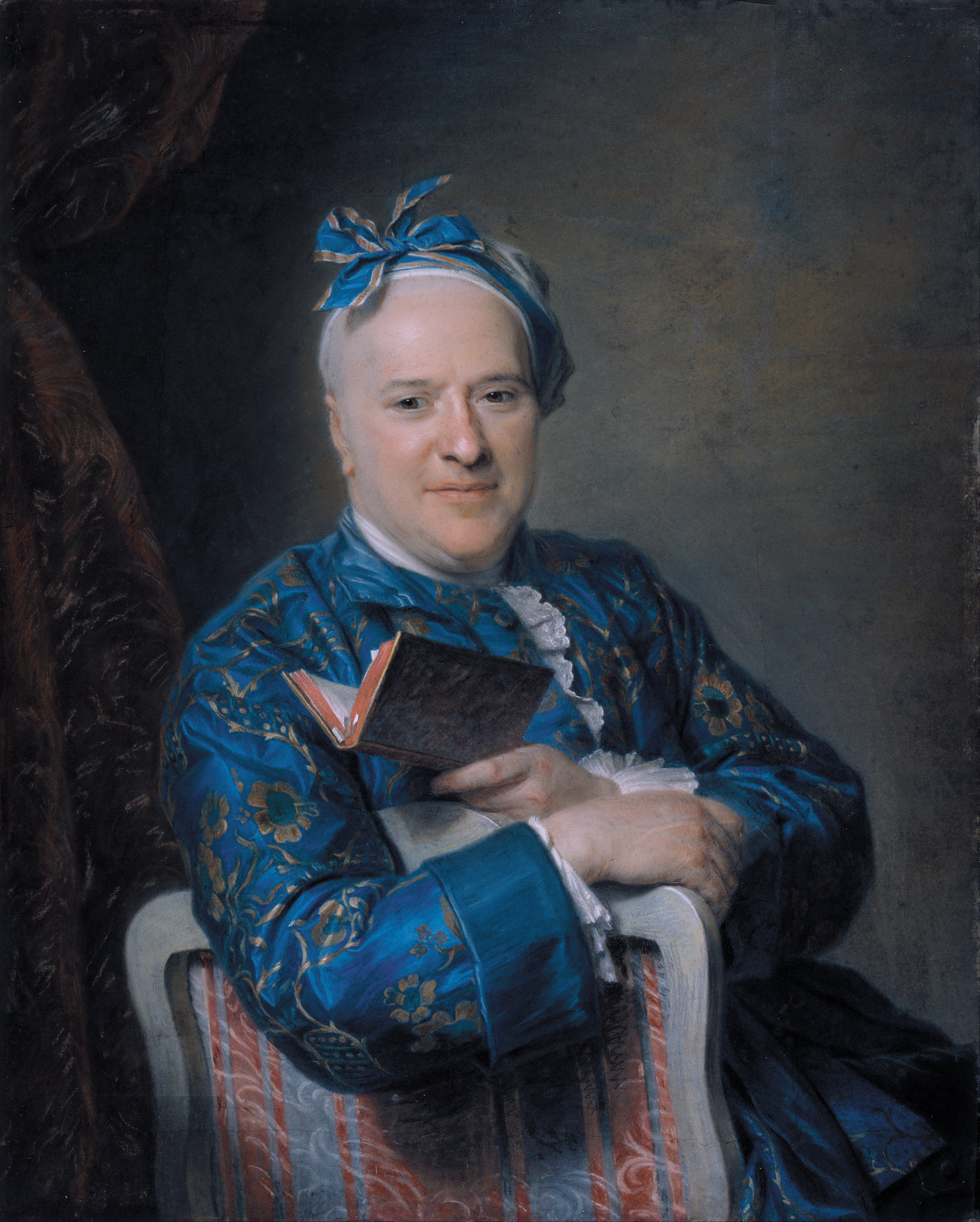
Retrato de Pierre-Louis Laideguive, de Maurice Quentin de La Tour, 1761.
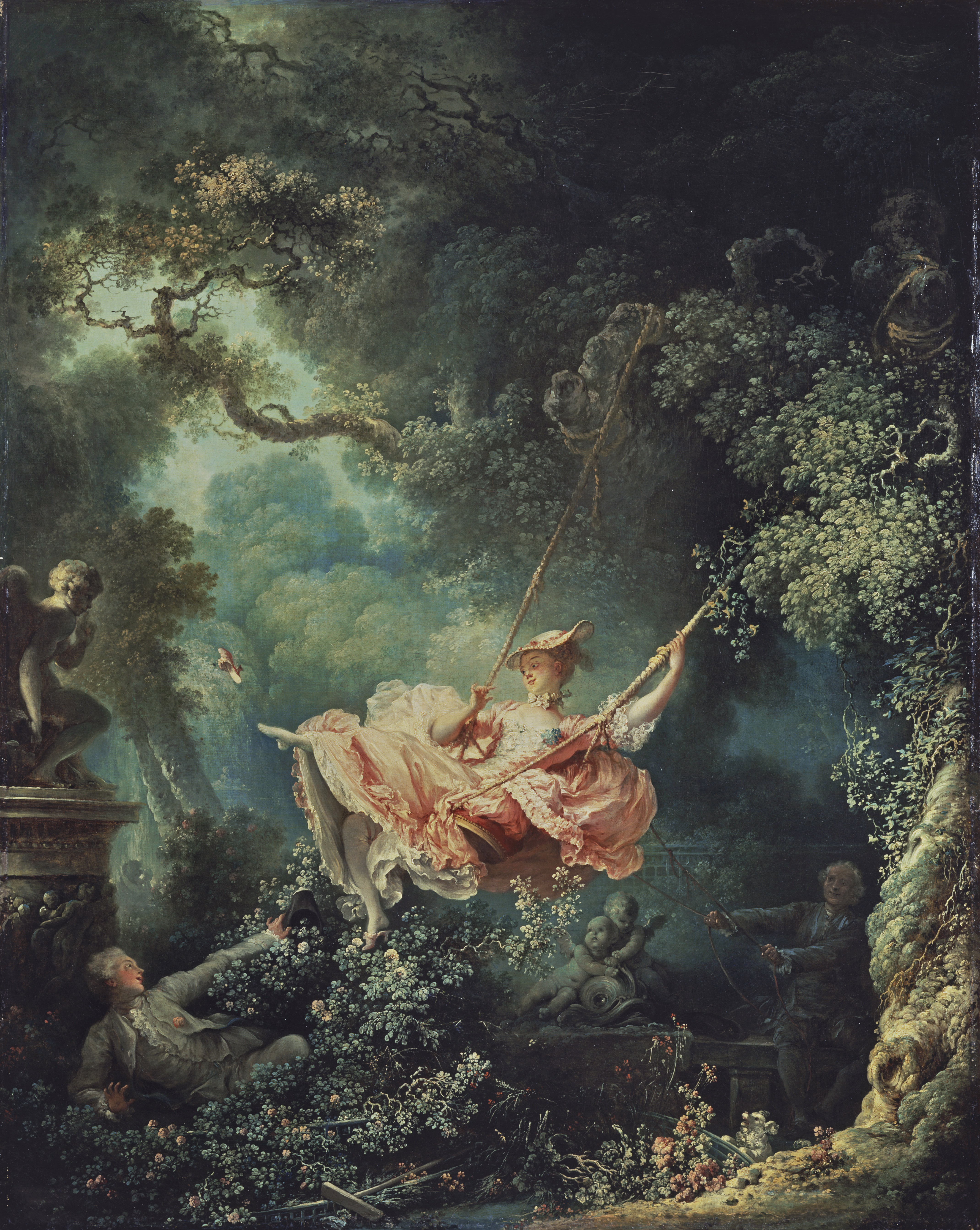
El columpio, de Fragonard, 1767.
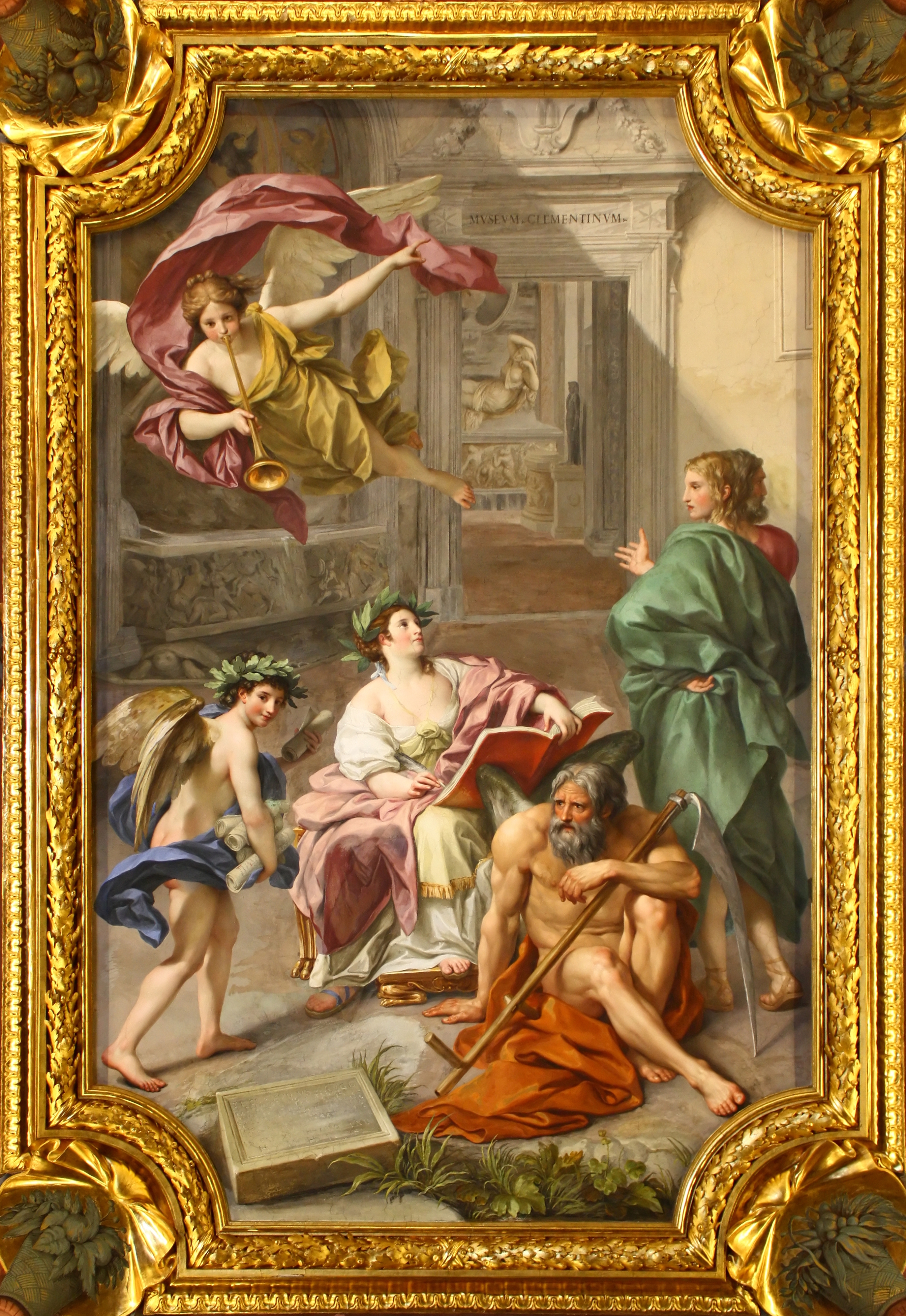
Triunfo de la Historia sobre el Tiempo, de Mengs, 1772-1773.
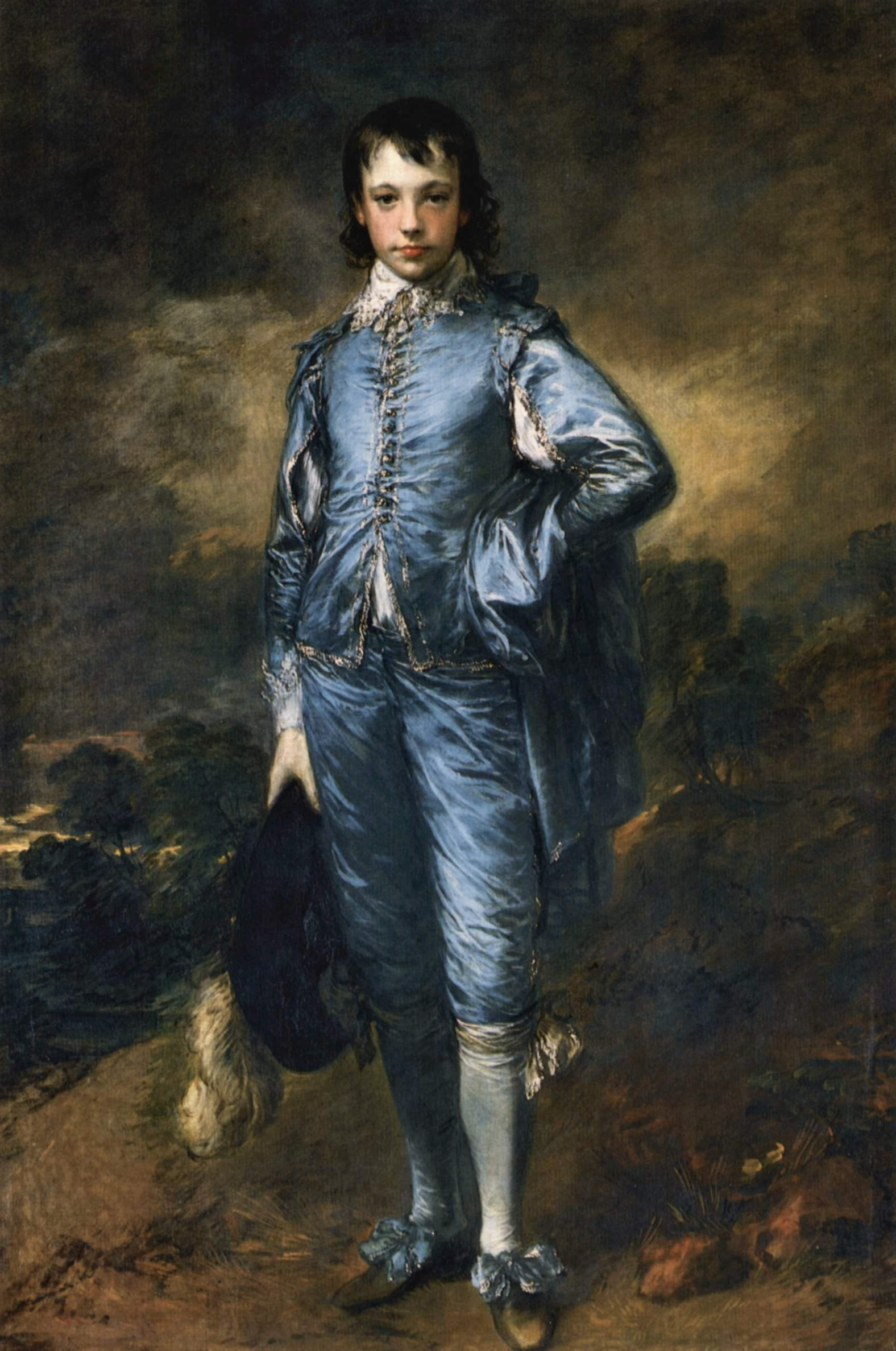
El joven azul, de Gainsborough, ca. 1770.
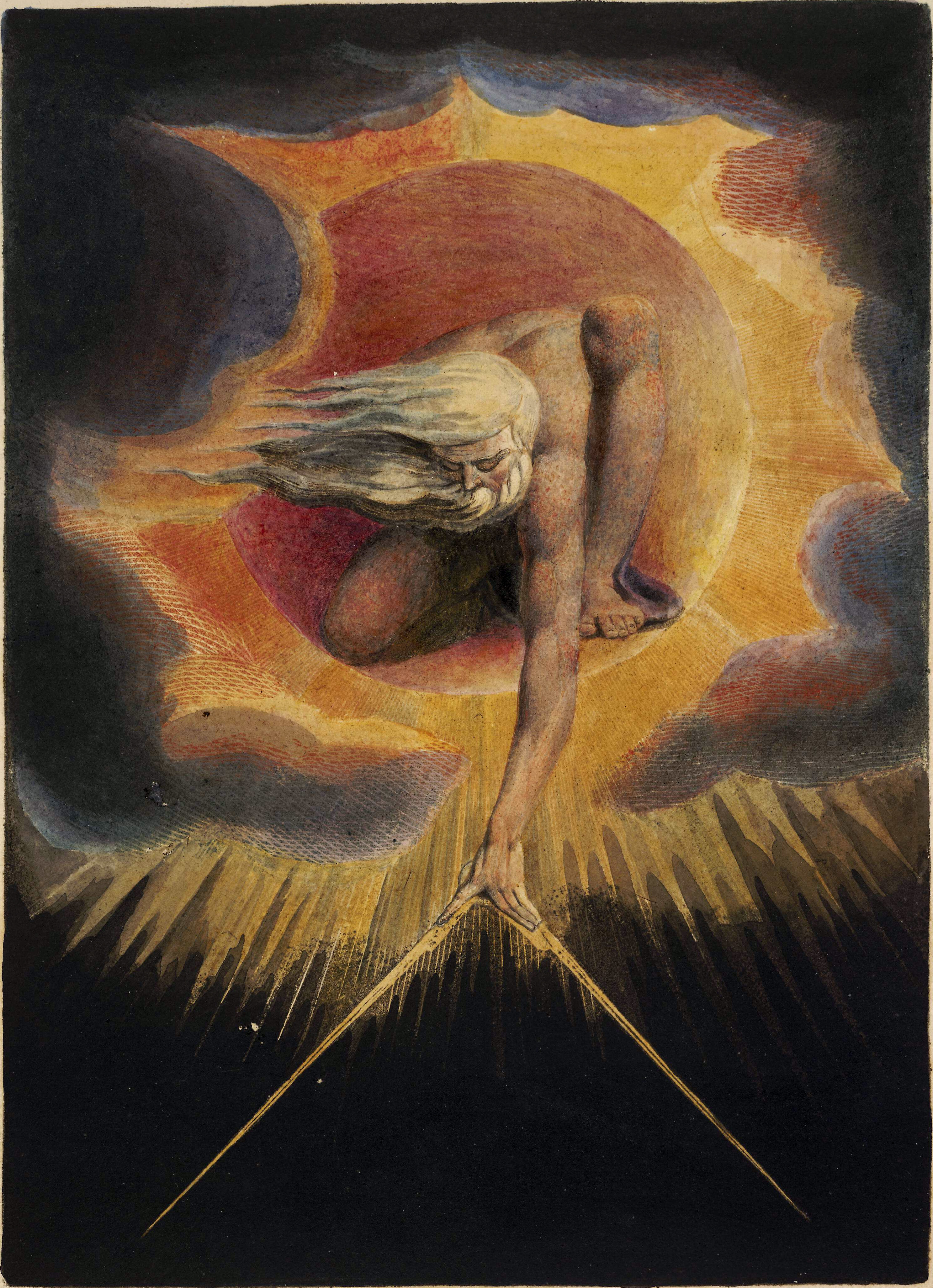
El anciano de los días, de William Blake, 1794.
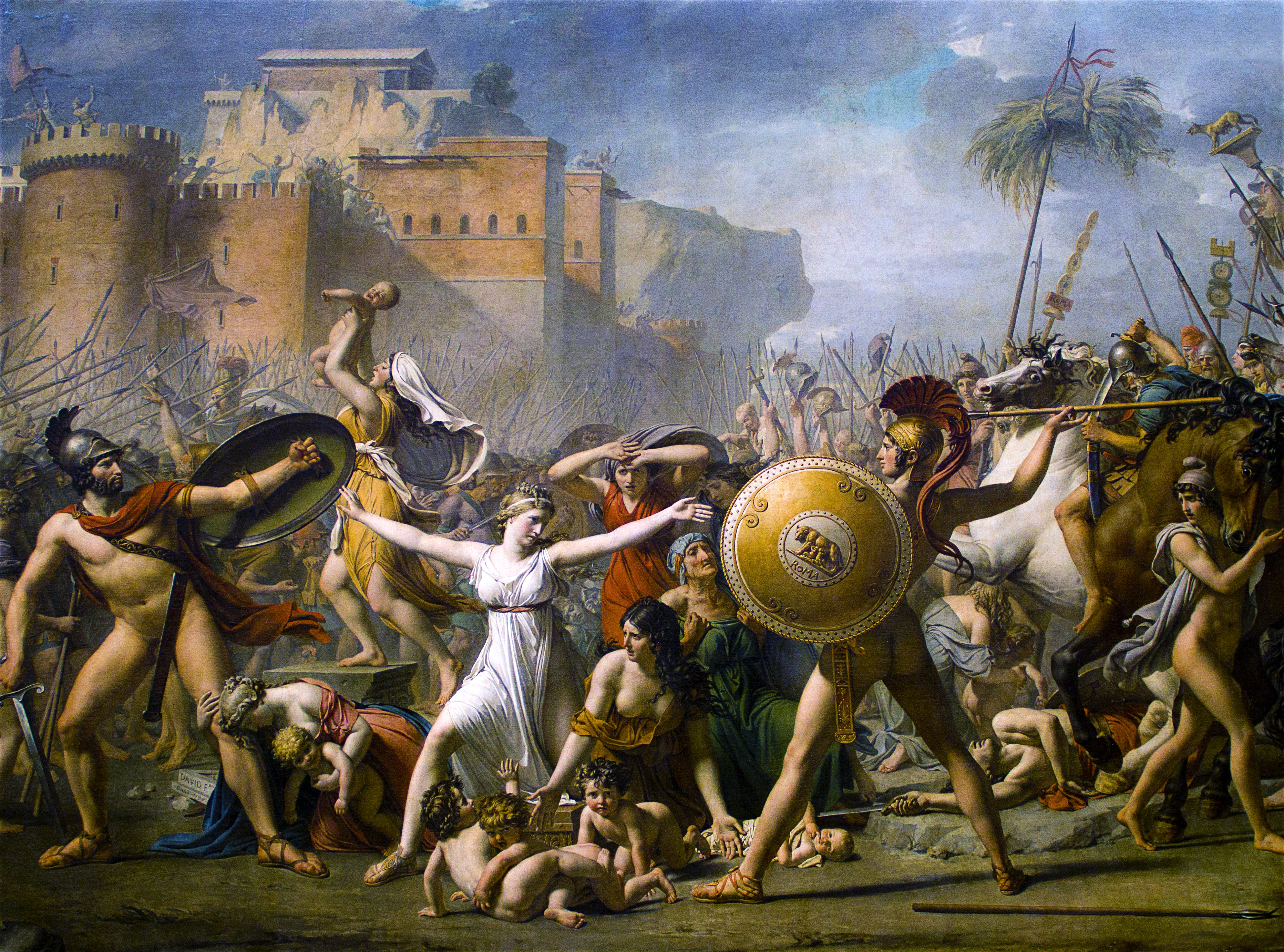
Intervención de las sabinas,[52] de David, 1799.
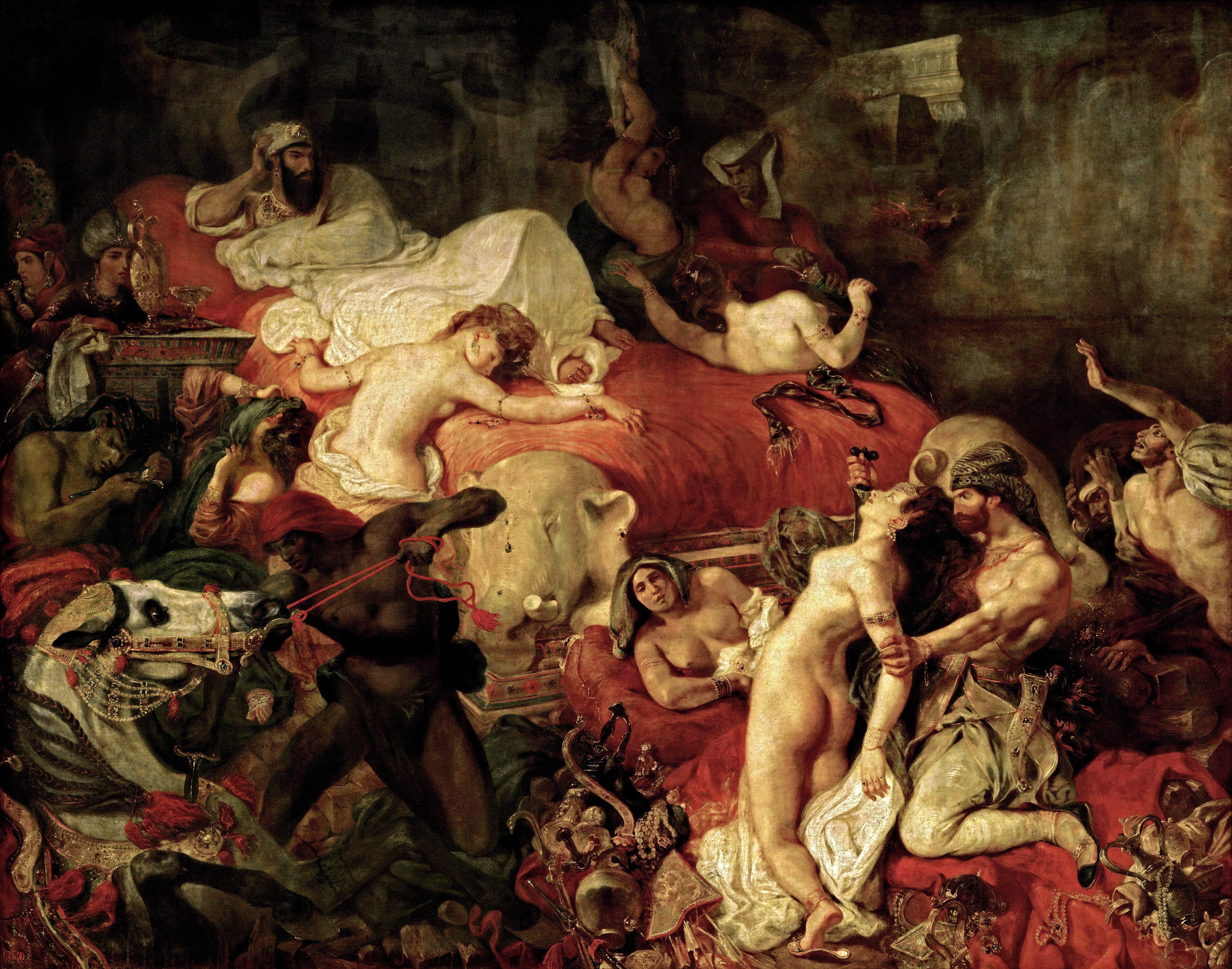
La muerte de Sardanápalo, de Delacroix, 1827.
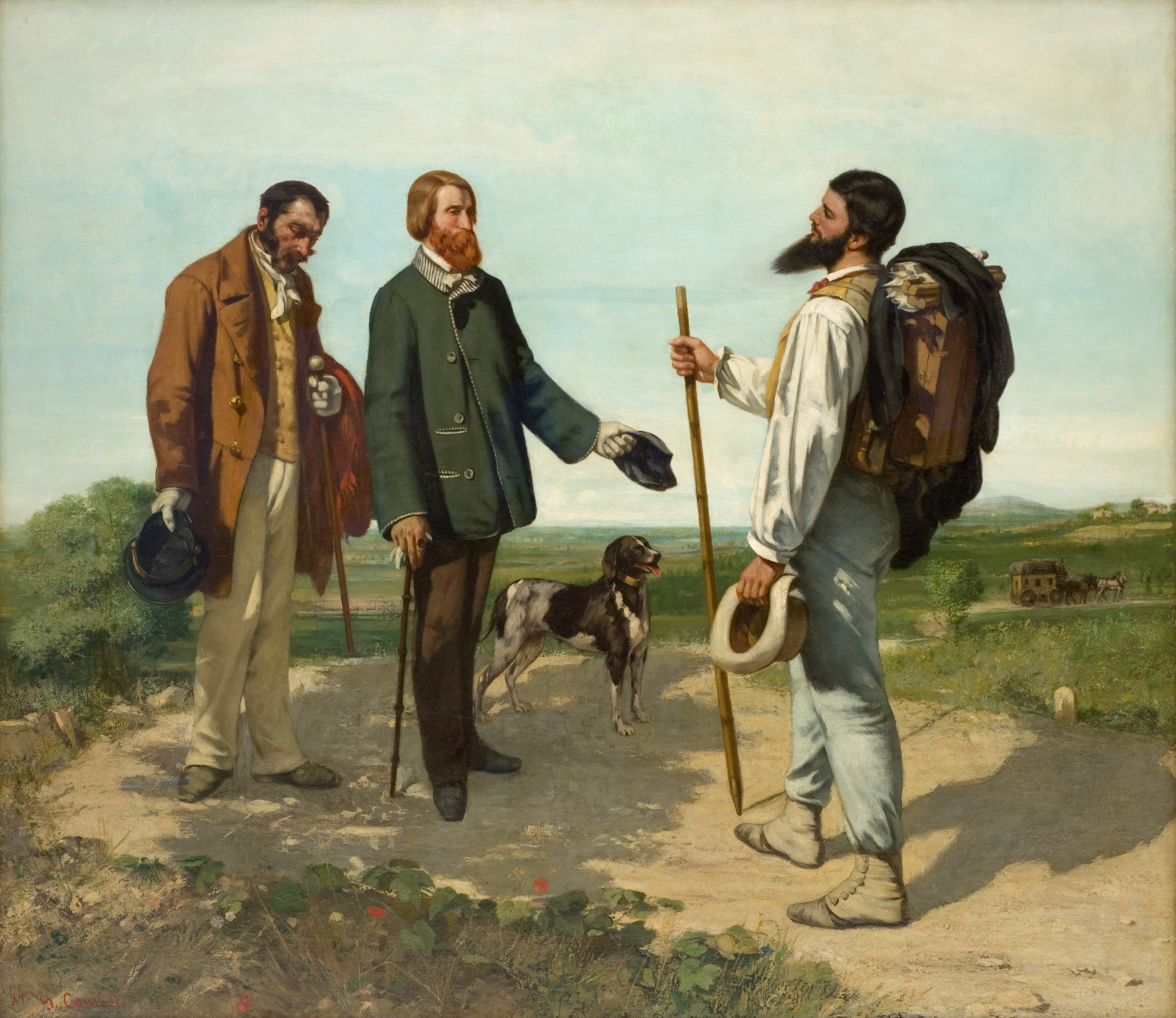
Bonjour Monsieur Courbet,[53] de Courbet, 1854.
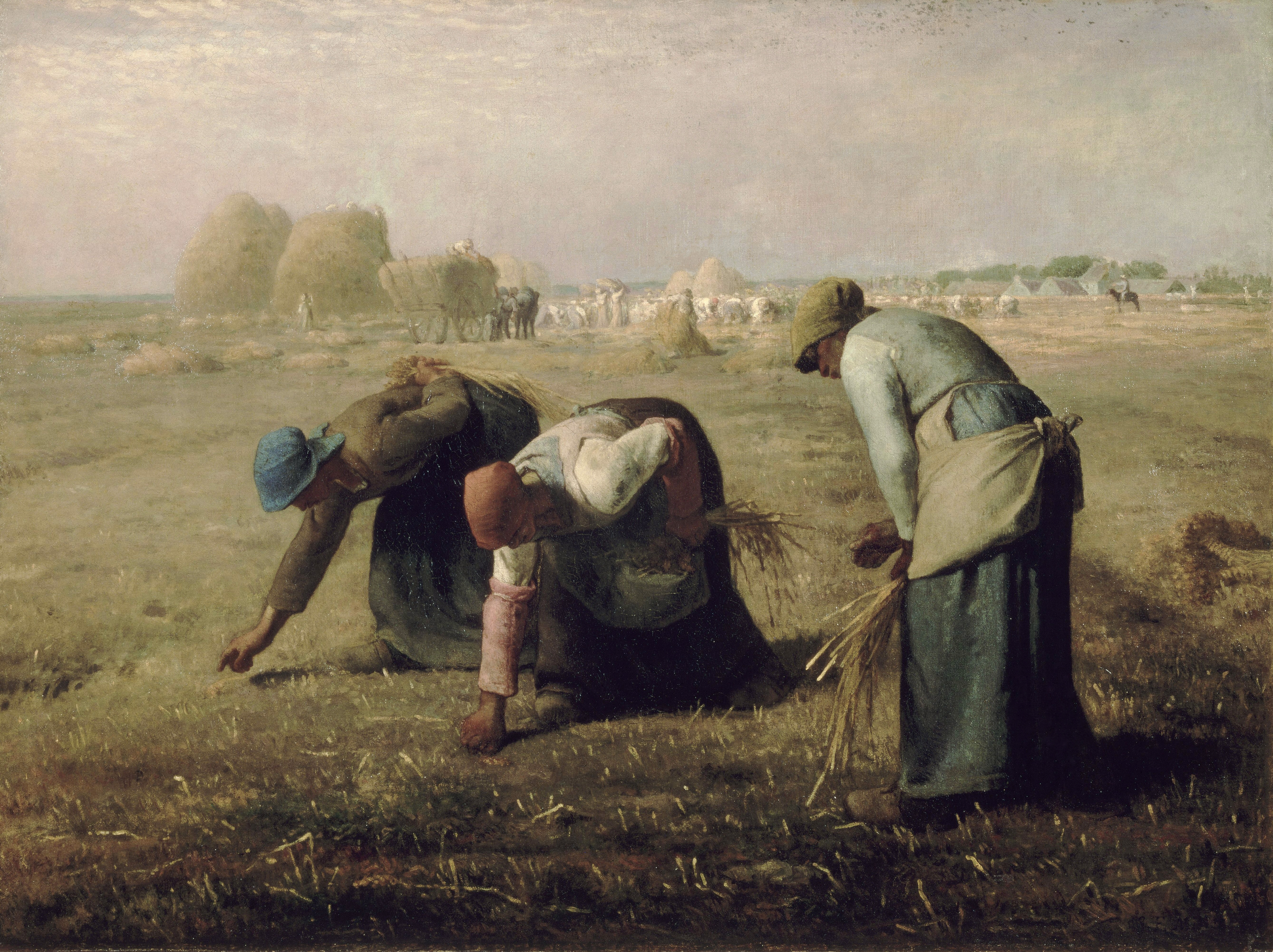
Las espigadoras, de Millet, 1857.
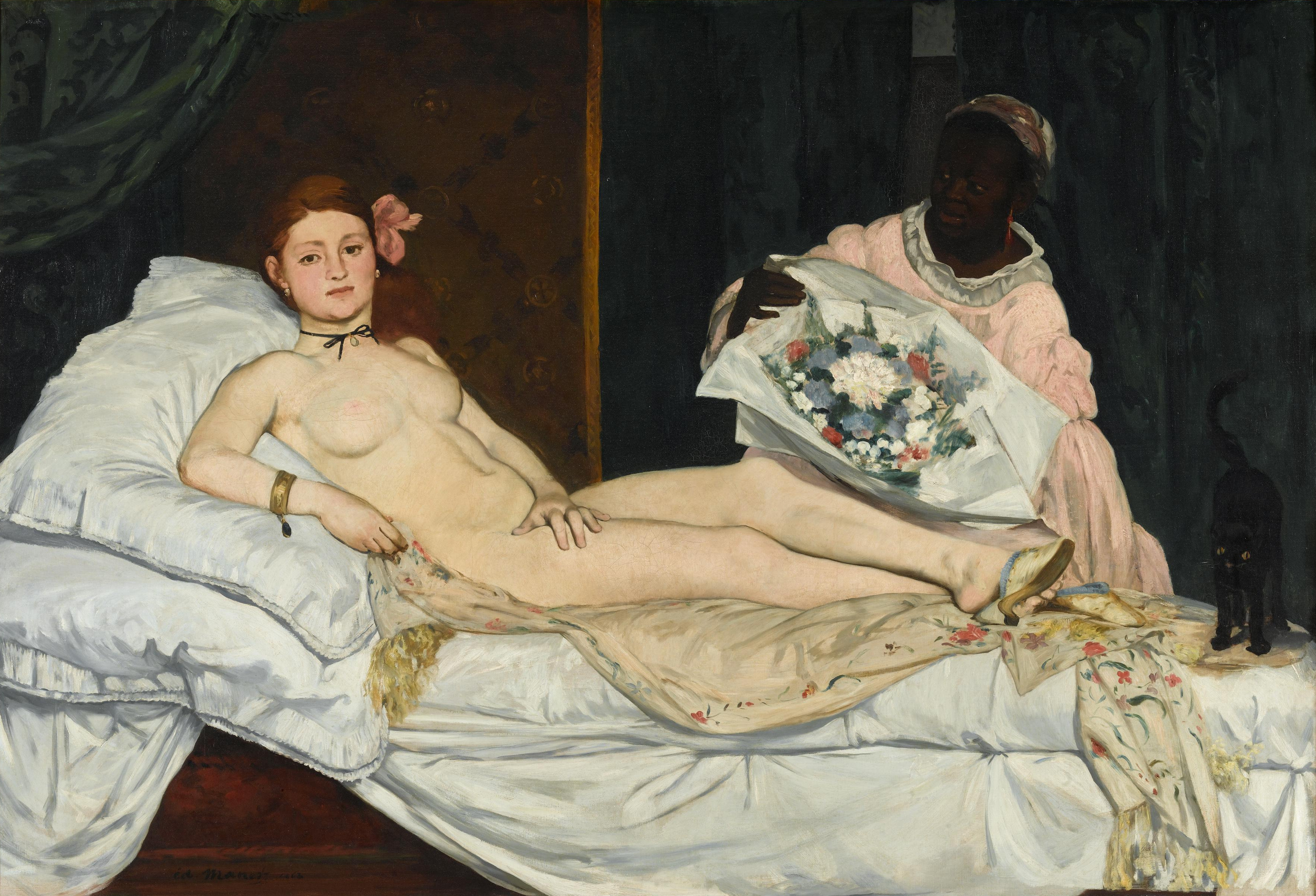
Olympia, de Manet, 1863.
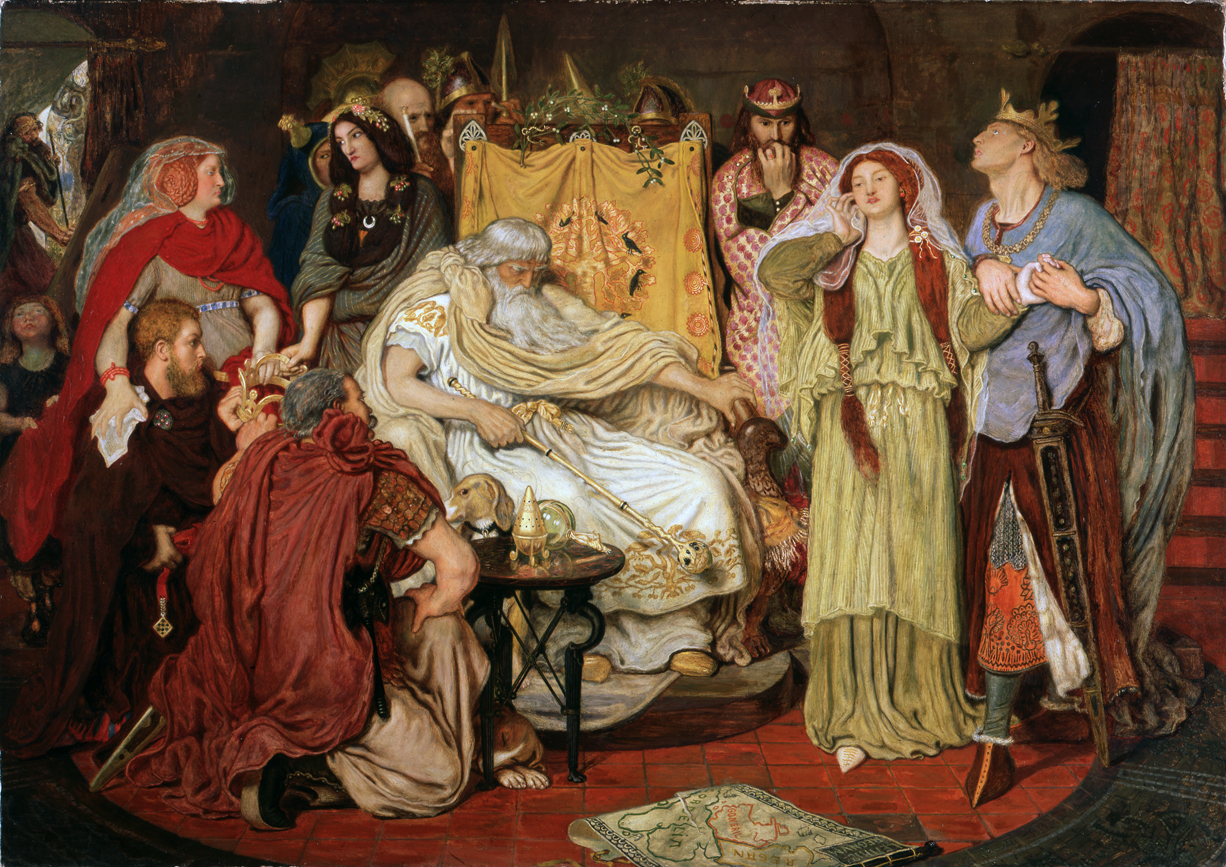
La poción de Cordelia de Ford Madox Brown, 1866.
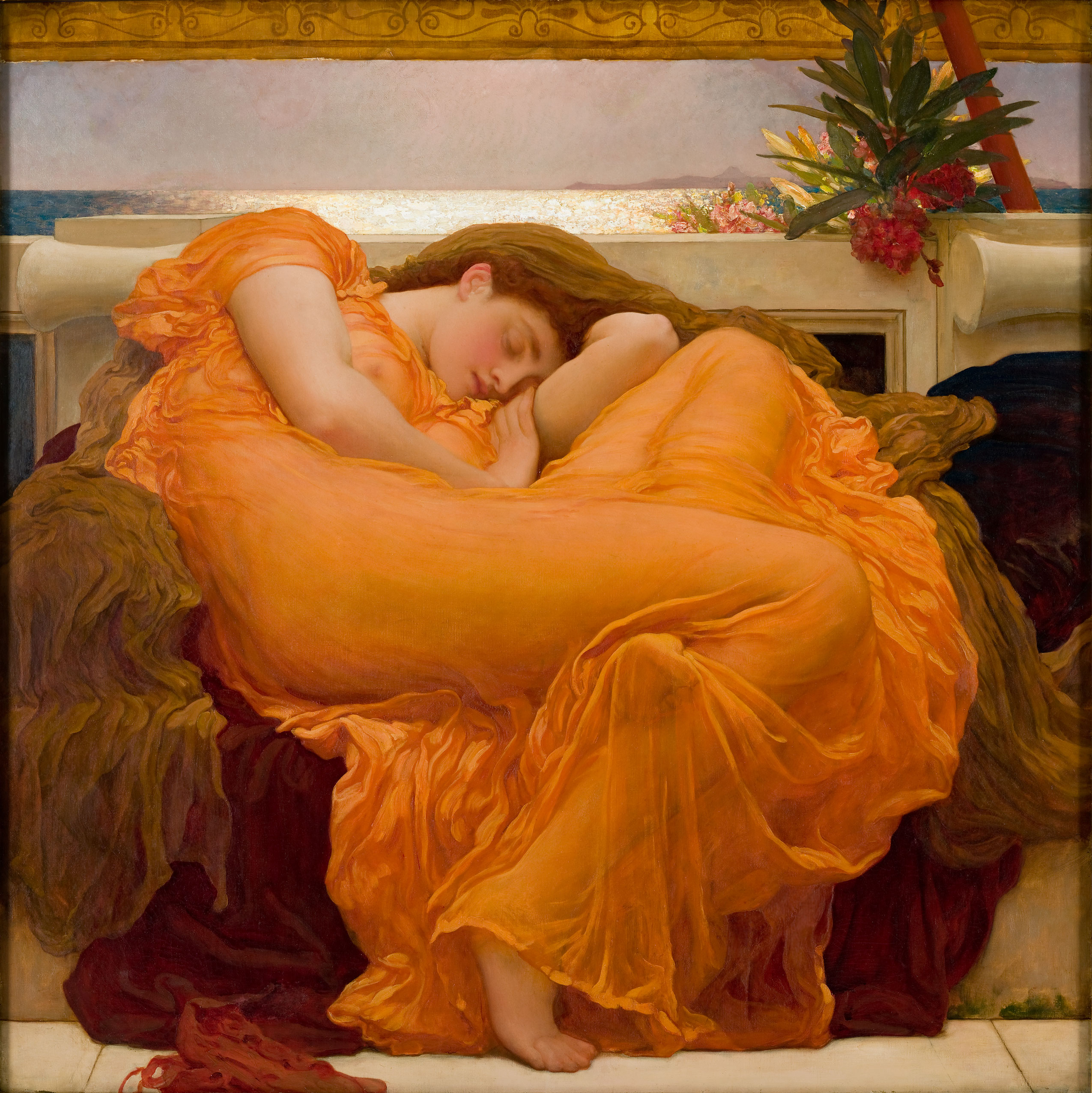
Flaming June, de Frederic Lord Leighton, 1895.

;Constable y el "arma" de Turner

Fue muy significativa una anécdota que enfrentó a dos competidores en la exposición anual convocada por la Royal Academy en 1832; y que permitía dar los últimos retoques con los cuadros ya colgados, en los denominados "días del barniz". John Constable, quejándose del atrevimiento de J. M. W. Turner, que había añadido una impactante pincelada de minio en mitad de su cuadro, resumió perfectamente el impacto de la nueva imagen: [veo que] ha estado aquí, [porque] ha disparado su arma. También son significativos los efectos amortiguadores del color que tenía la costumbre del barnizado, y que además de la preservación de la pintura pretendían su "ennoblecimiento".

Turner se apoderaba de los nuevos pigmentos tan pronto como los químicos podían suministrarlos. Azul cobalto, verde esmeralda, verde viridian, bermellón naranja, cromato de bario, amarillo, naranja y escarlata cromo, así como las nuevas lacas amarillas y rojas; utilizaba cada material a los pocos años de su aparición. Esto significaba en realidad arriesgarse a un desastre: un grabador de la época, J. Burnet, comentó que Turner osaba emplear esos pigmentos nuevos mientras que otros artistas no se atrevían. Una consecuencia infortunada de ello fue que  hacia finales del siglo XIX la escasa estabilidad de algunos de los nuevos pigmentos ha dejado varias obras de Turner en un estado de deterioro lamentable.

Apertura del puente de Waterloo, de Constable.
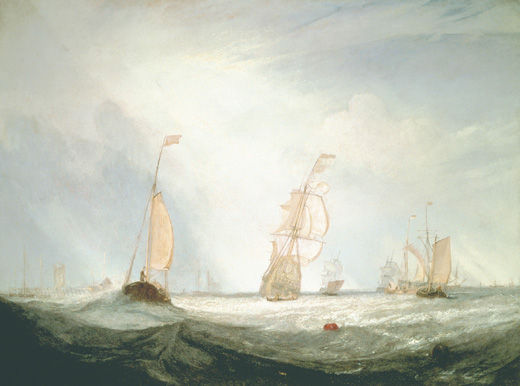
Helvoetsluys, de Turner.

;Goya, colores entre dos épocas

Al igual que otro pintor español decisivo para el arte contemporáneo (Picasso, cuyas primeras épocas se denominan por colores -rosa, azul-), las fases de la obra de Goya se oponen en un marcado contraste cromático: la época en que pintó cartones para tapices es de tonos alegres que le emparentan con el Rococó (cuando el joven pintor protagoniza un brillante ascenso profesional y social); en la época en que pintó las Pinturas Negras es de tonos sombríos que prefiguran estilos muy posteriores incluso al Romanticismo (cuando está sumido en una desesperanza personal y colectiva -a su sordera se suman las catástrofes históricas españolas, que no se remedian, sino que continúan tras la Guerra de Independencia-).

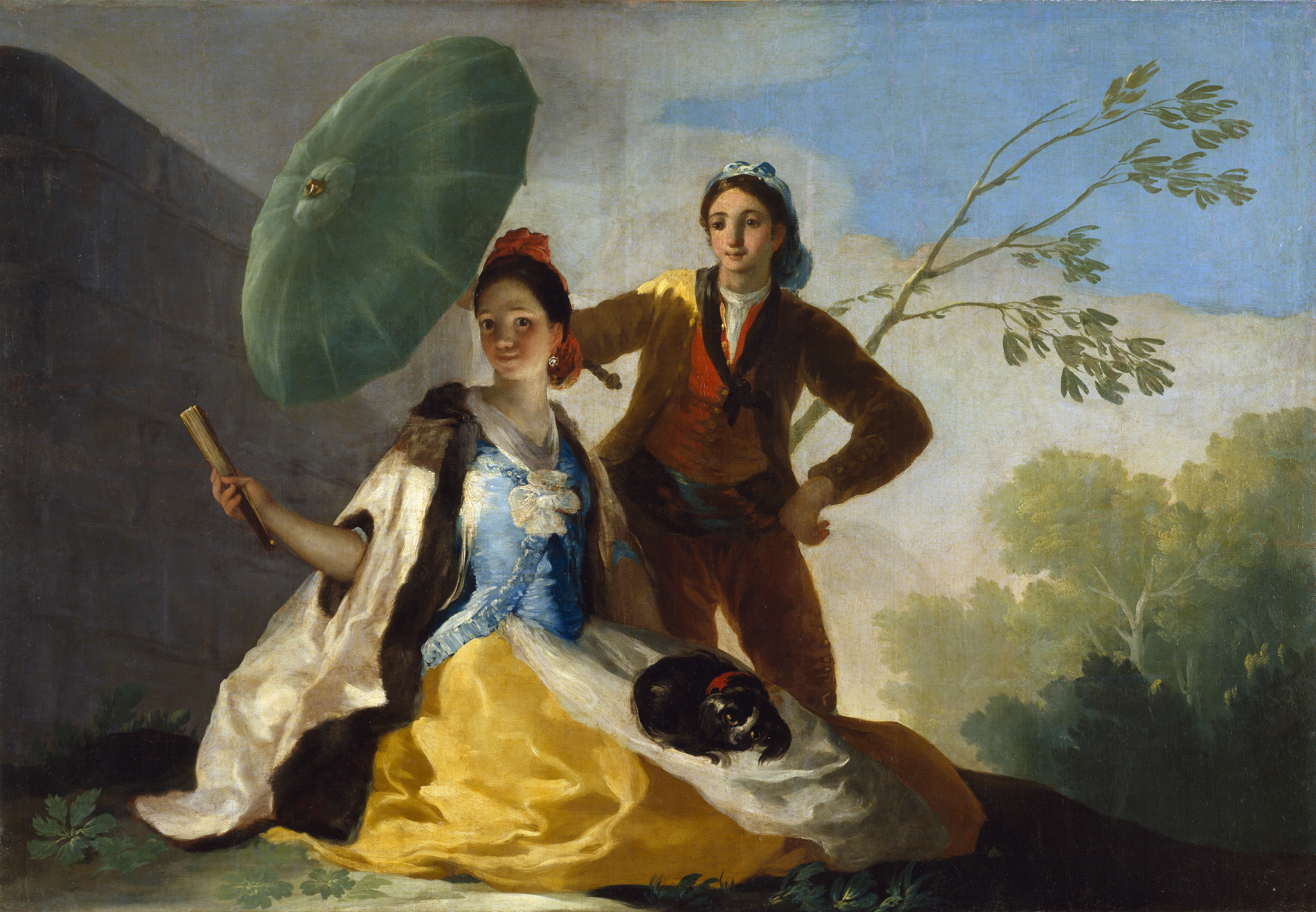
El quitasol, 1777.
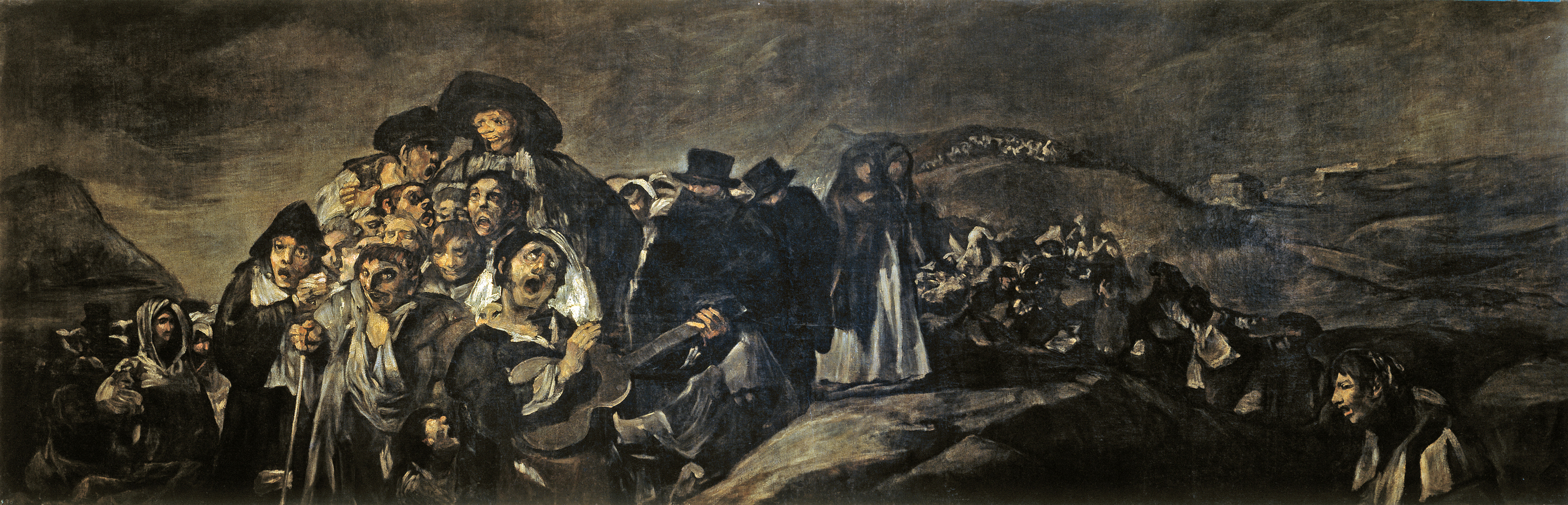
La romería de San Isidro, 1819-1823.

;Pintura impresionista, postimpresionista y de las vanguardias

Sin los tubos de pintura no habría habido ningún Cézanne, ningún Monet, ningún Sisley o Pissarro. ...
Las sombras no son negras; ninguna sombra es negra...
El blanco no existe en la naturaleza. Admites que hay un cielo encima de esa nieve. Tu cielo es azul. Ese azul debe verse en la nieve. Por la mañana hay verde y amarillo en el cielo... por la tarde, en la en la nieve deben aparecer el rojo y el amarillo.
Auguste Renoir

Si todos los grandes pintores coloristas de este siglo pudiesen componer un estandarte con sus colores favoritos, el resultado sería seguramente un Matisse.
Pablo Picasso

El nombre elegido en 1911 para denominar a un grupo de pintores expresionistas alemanes (Der Blaue Reiter "el jinete azul") era significativo tanto de la importancia que se daba al color, como de su desvinculación de la apariencia de los objetos representados.

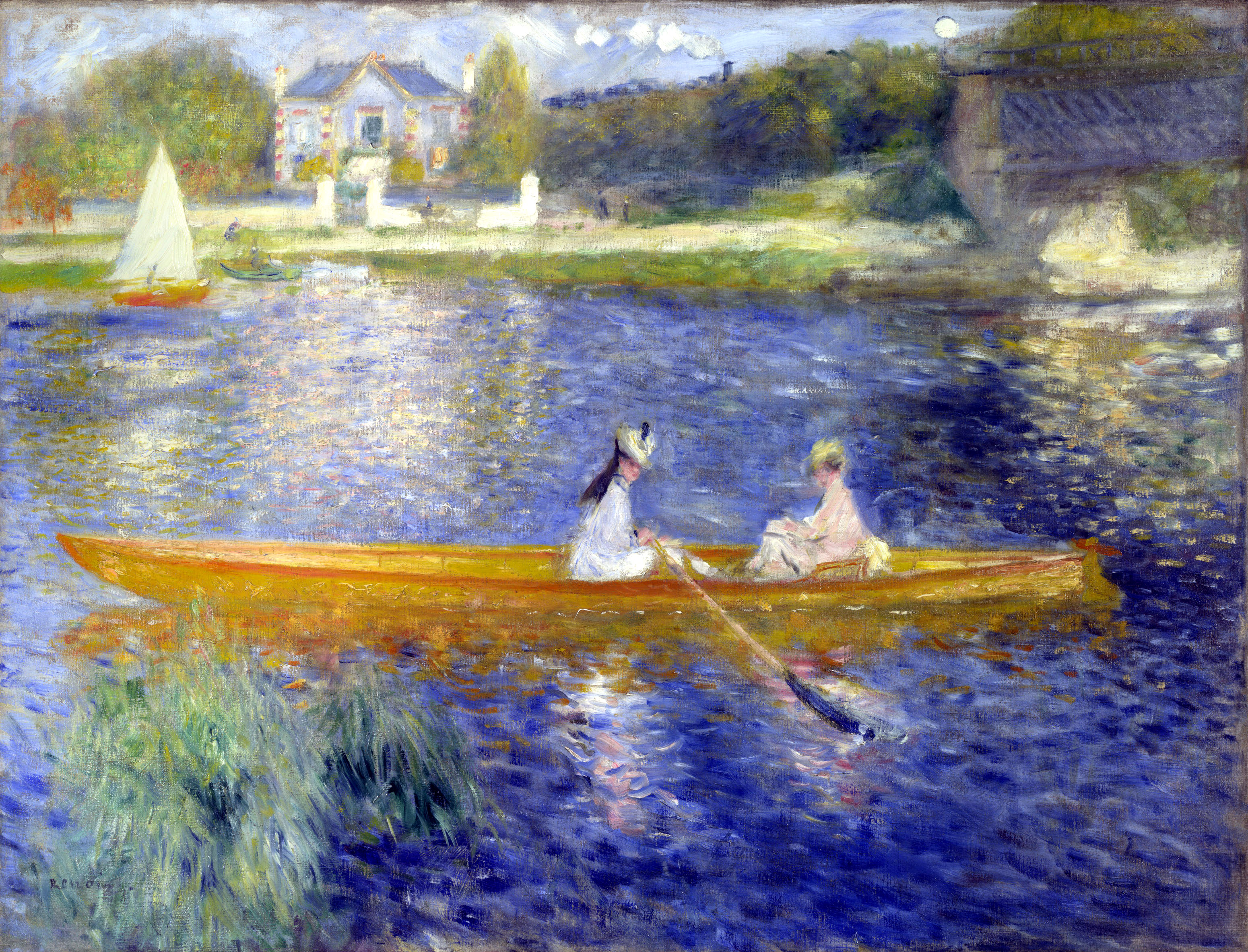
La yole o El Sena en Asnieres,[56] de Auguste Renoir, 1879-1880. "El azul cobalto y el anaranjado de cromo se contrastan mutuamente en una deslumbrante exhibición de colores complementarios".
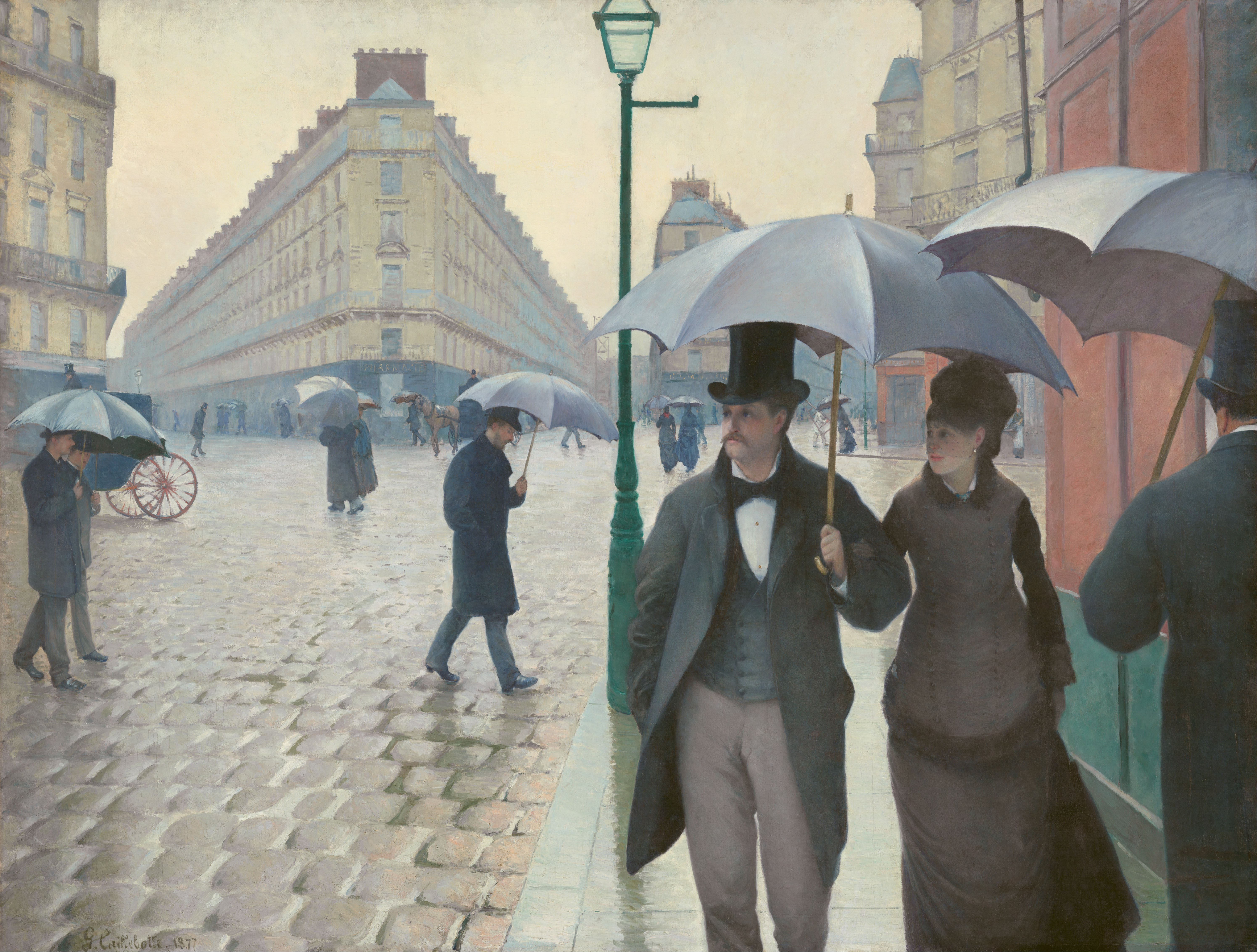
Calle de París, día lluvioso,[57] de Gustave Caillebotte, 1877.
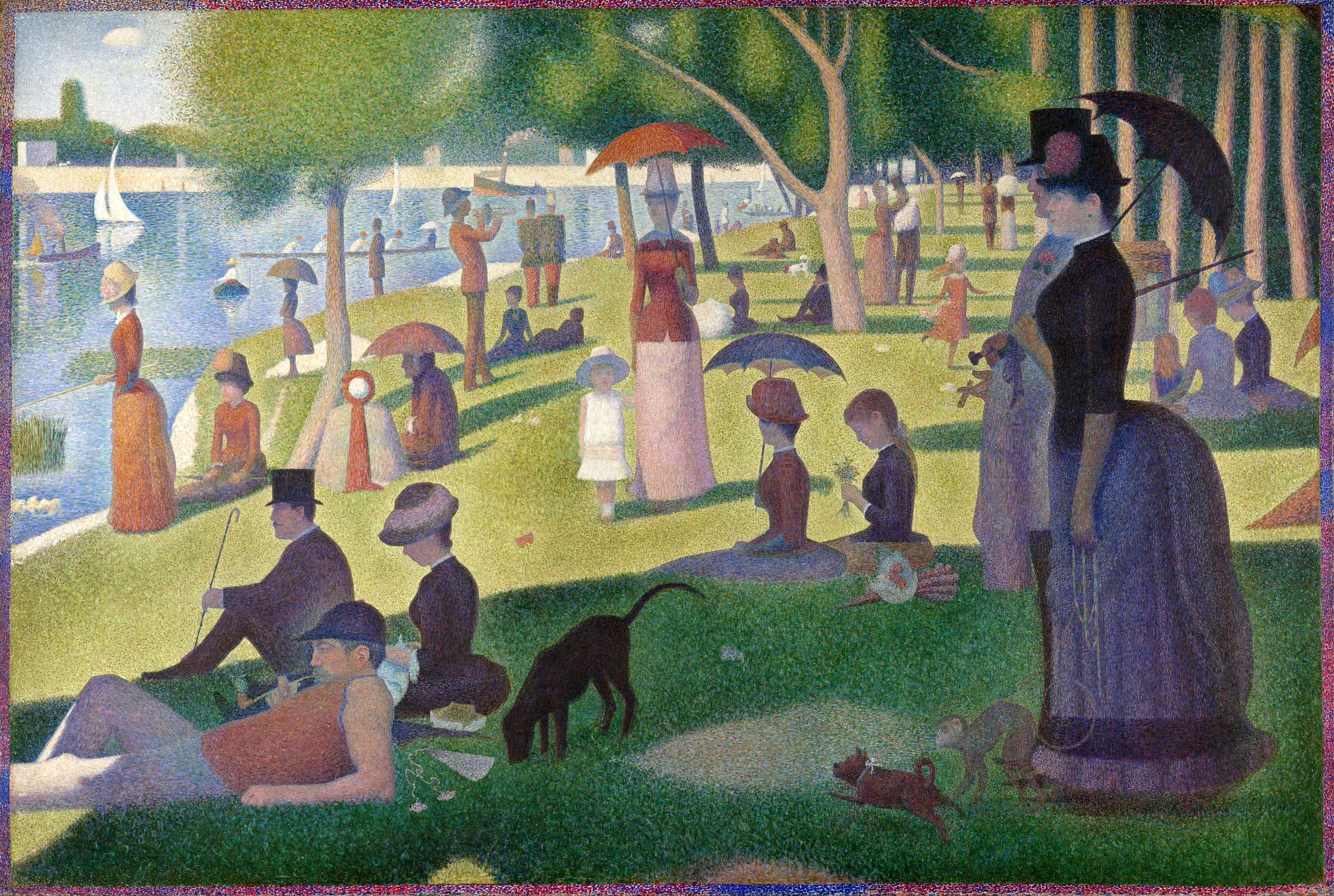
Tarde de domingo en la isla de la Grande Jatte, de Georges Seurat, 1884.
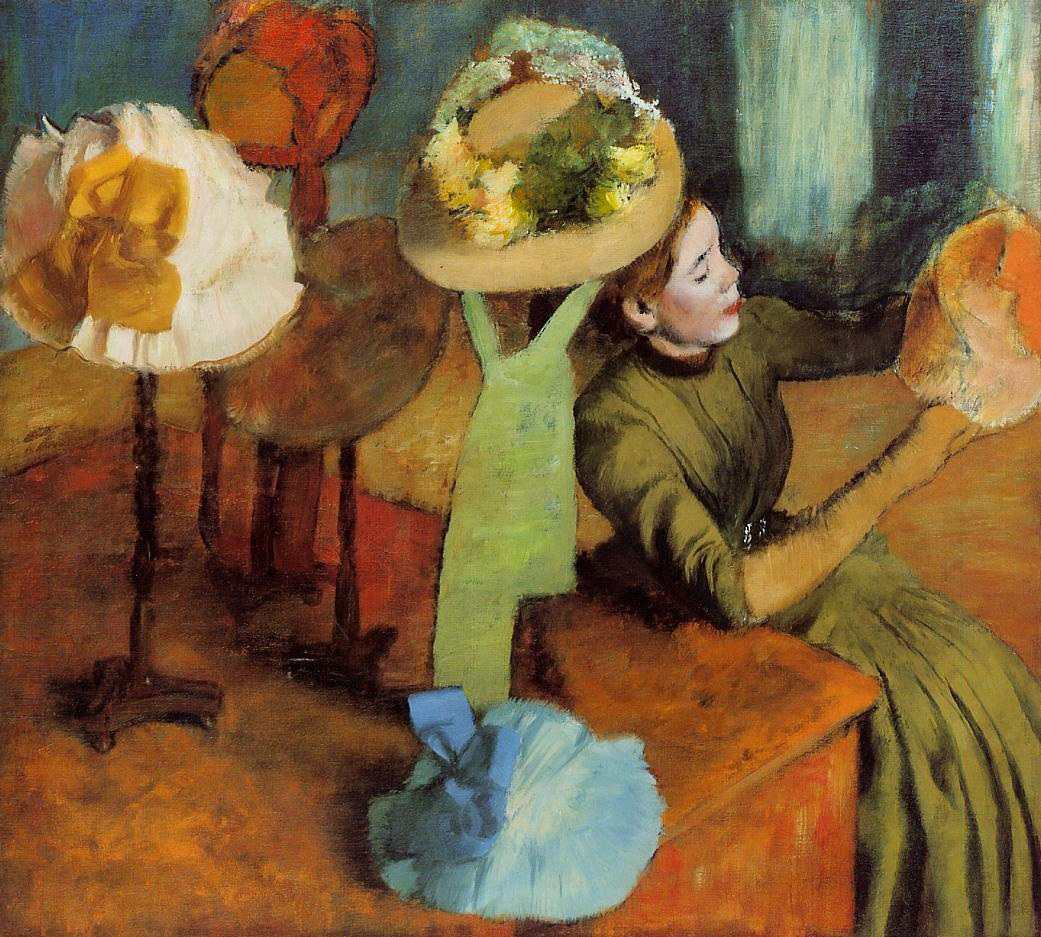
La sombrerera, de Edgar Degas, 1885.
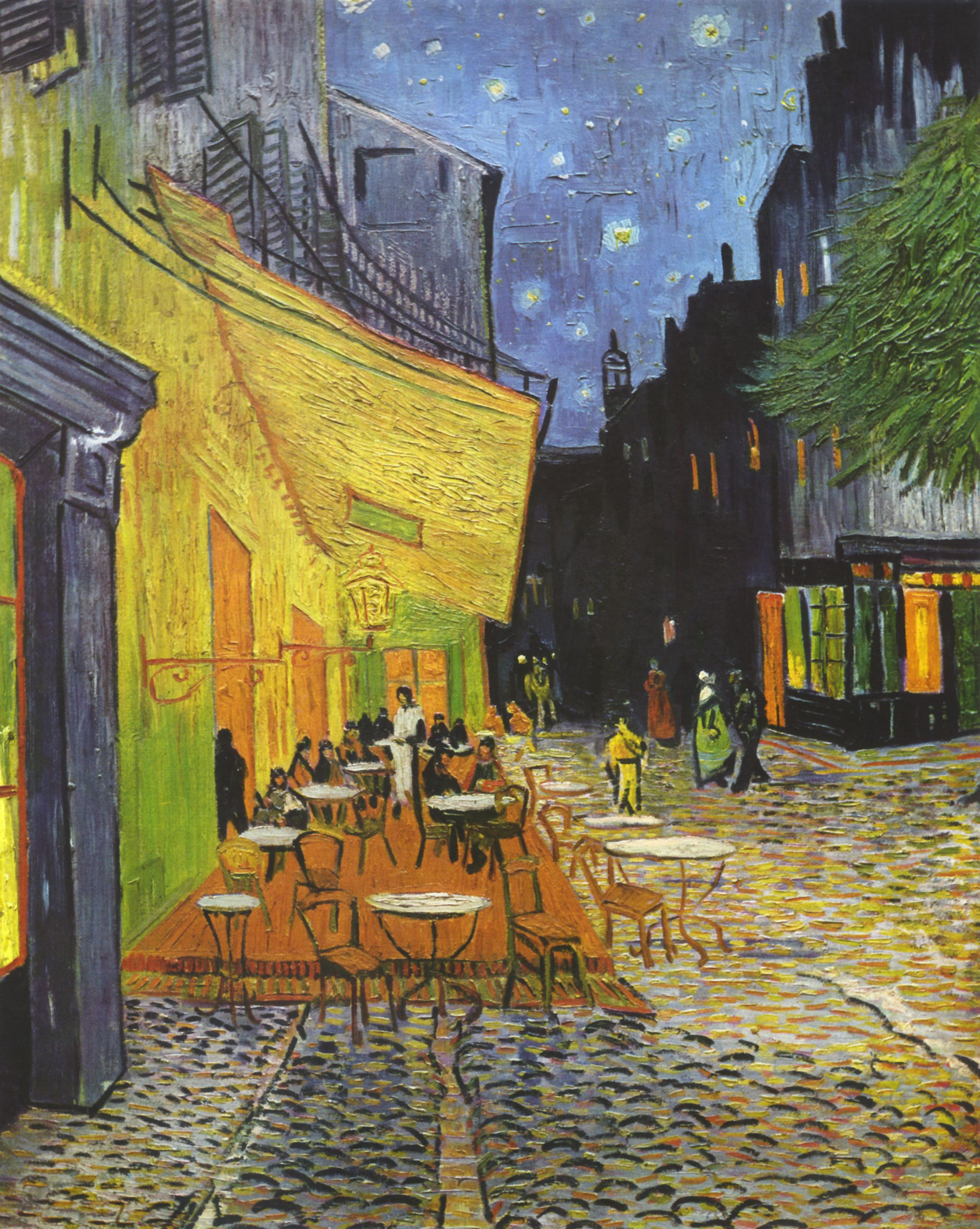
Terraza de café por la noche, de Vincent van Gogh, 1888.
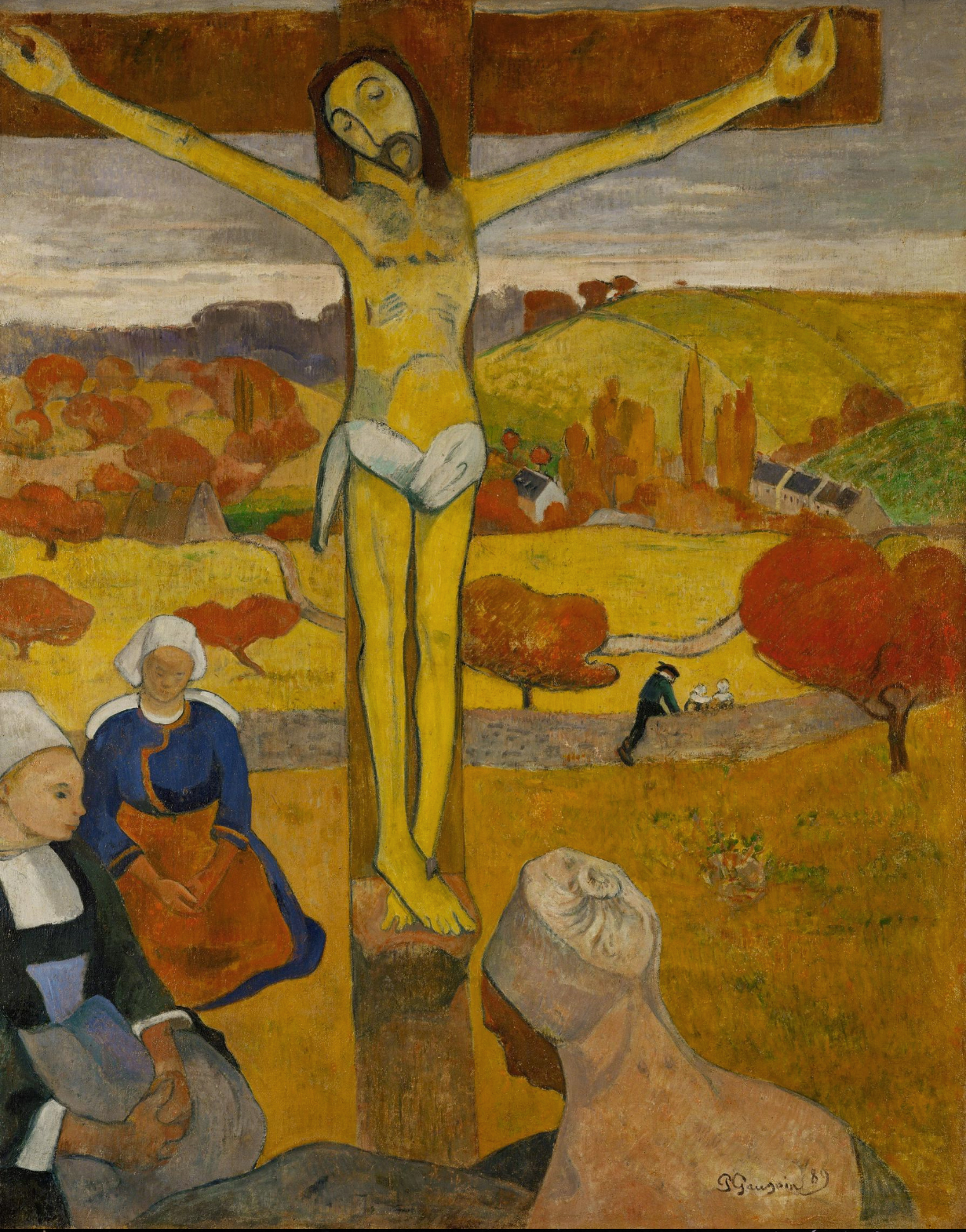
El Cristo amarillo, de Paul Gauguin, 1889.
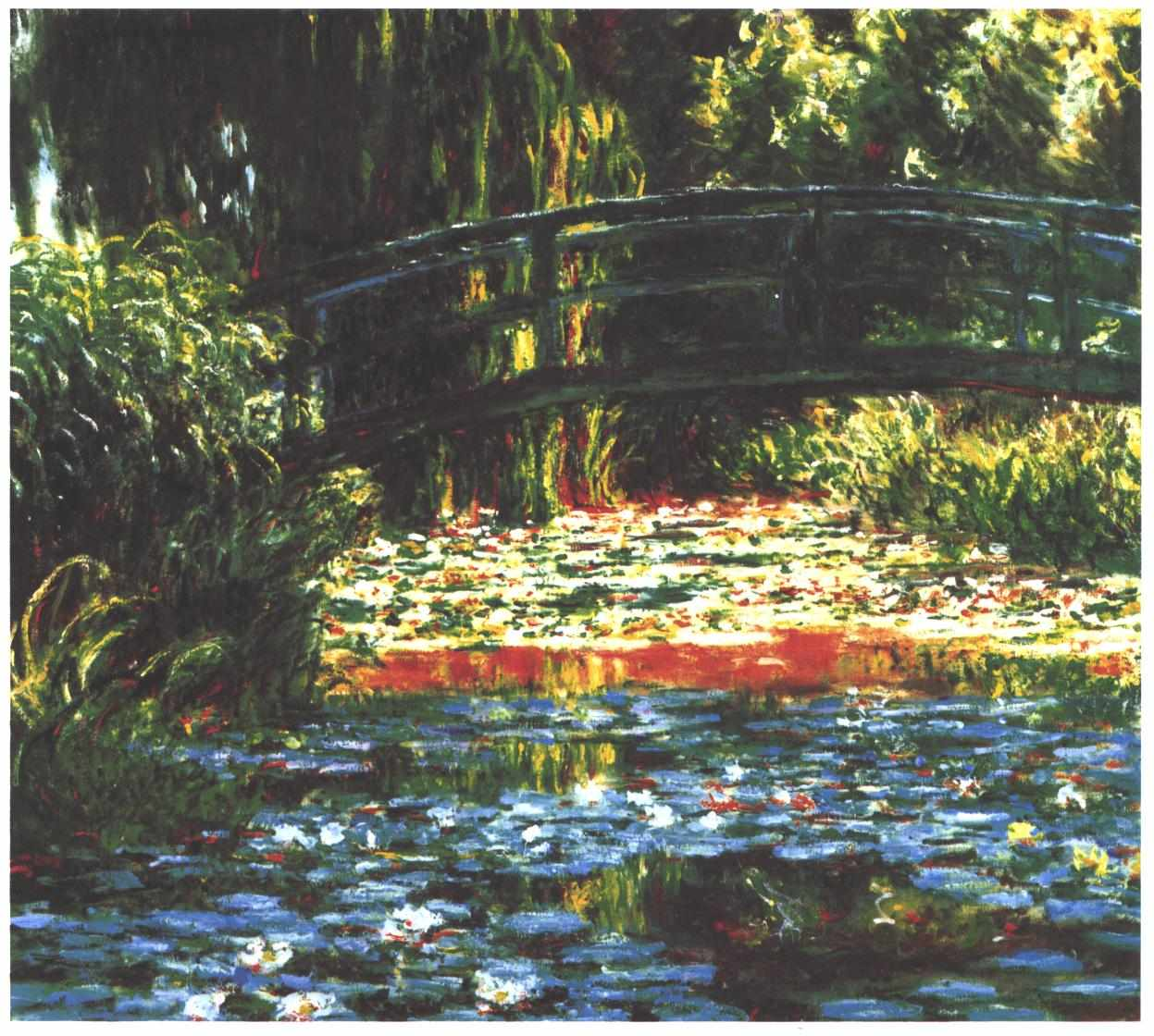
El puente japonés de Giverny, de Claude Monet, posterior a 1890.
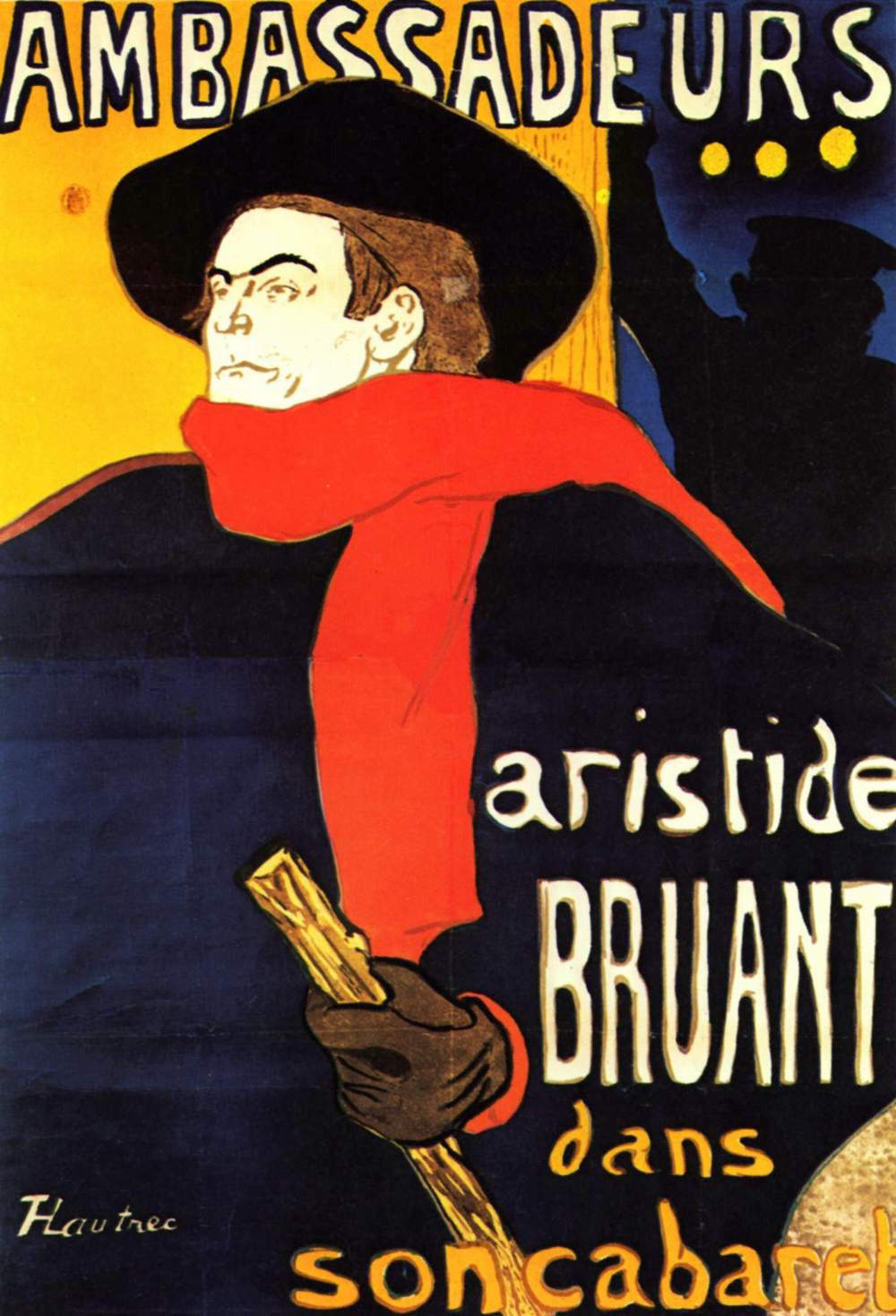
Cartel publicitario de Henri de Toulouse-Lautrec, 1892.
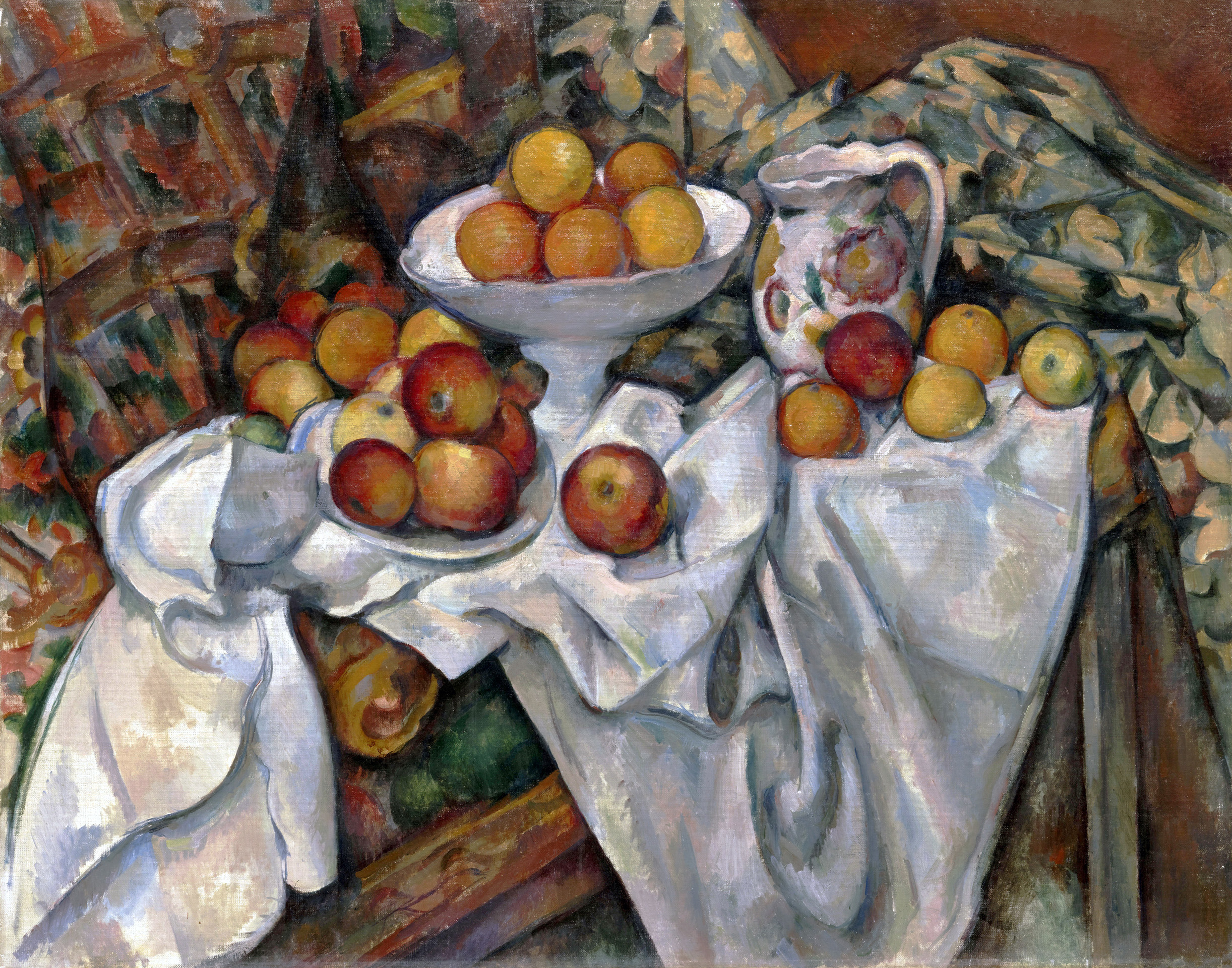
Bodegón con manzanas y naranjas, de Paul Cézanne, 1895-1900.
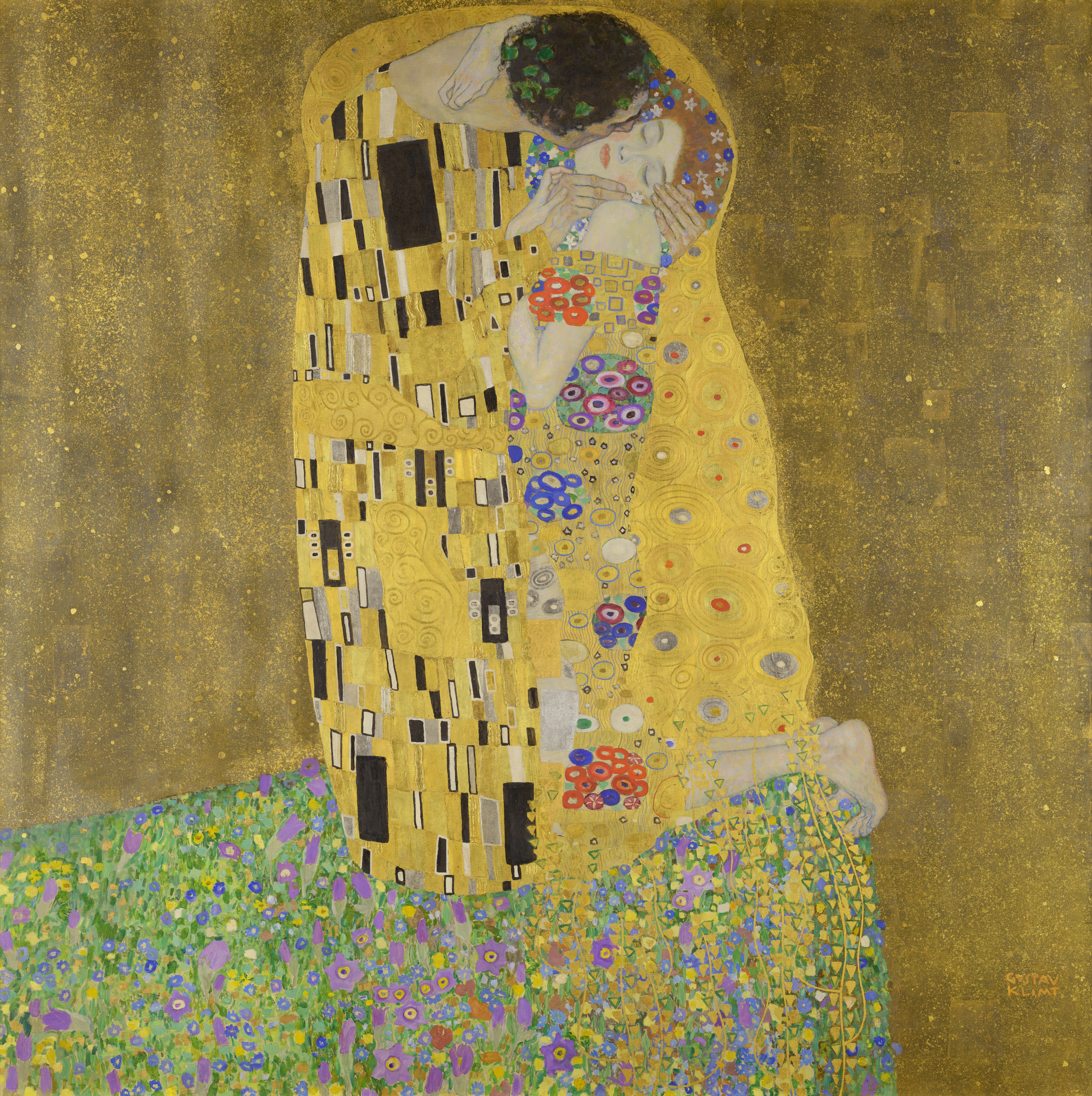
El beso, de Gustav Klimt, 1907-1908.
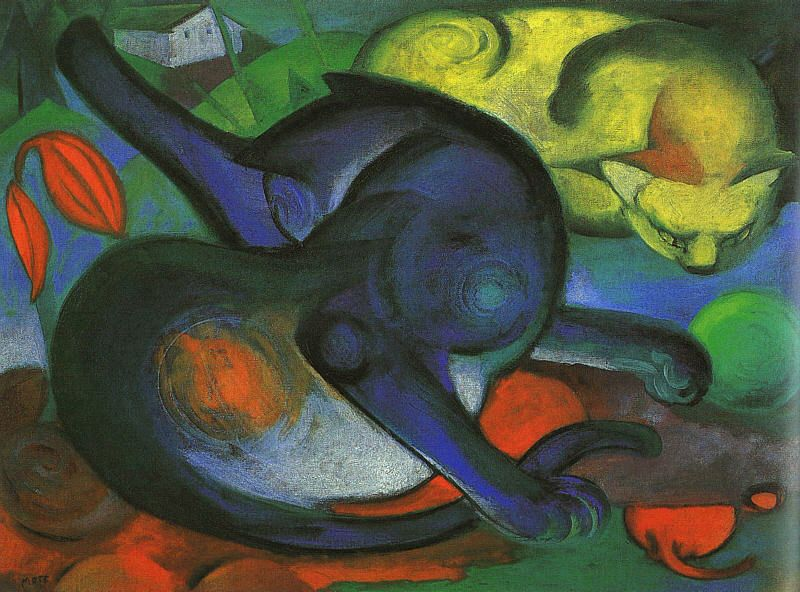
Dos gatos, azul y amarillo, de Franz Marc, 1912.
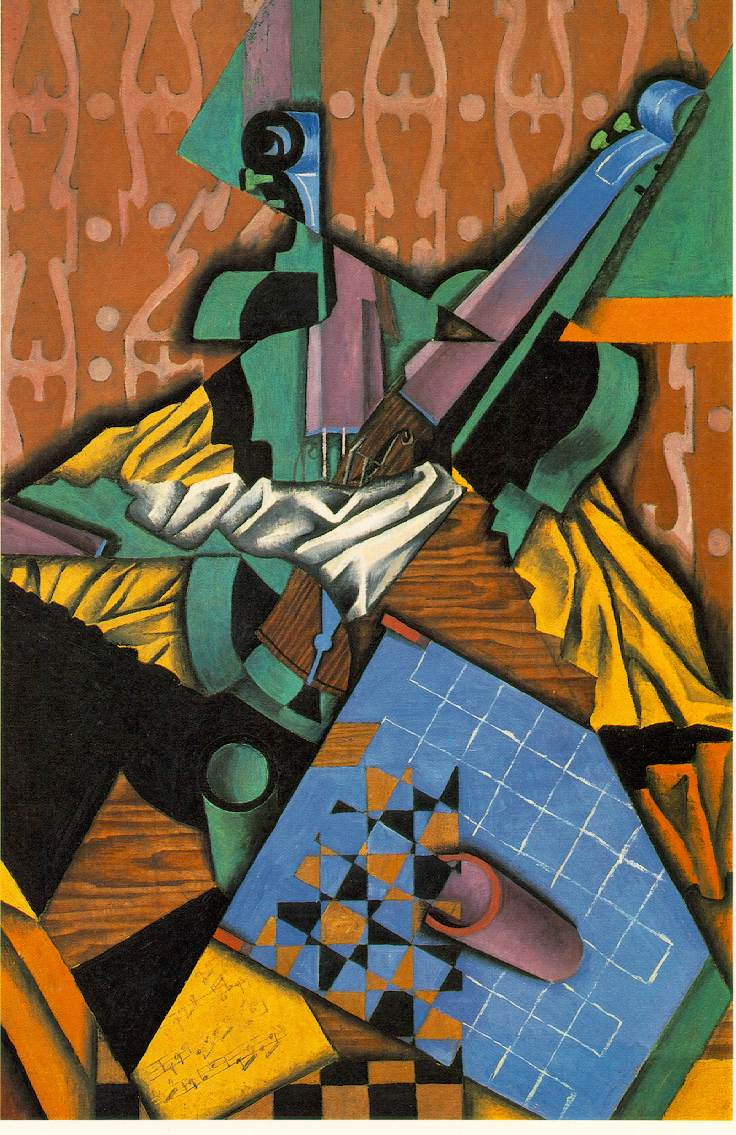
Violín y tablero de ajedrez, de Juan Gris, 1913.
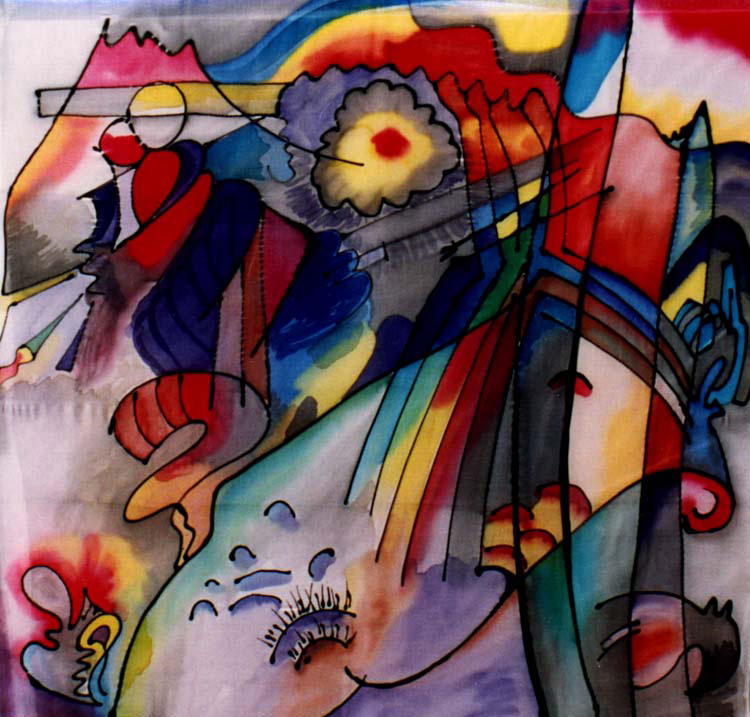
Obra sin título de Vasili Kandinski, 1913.
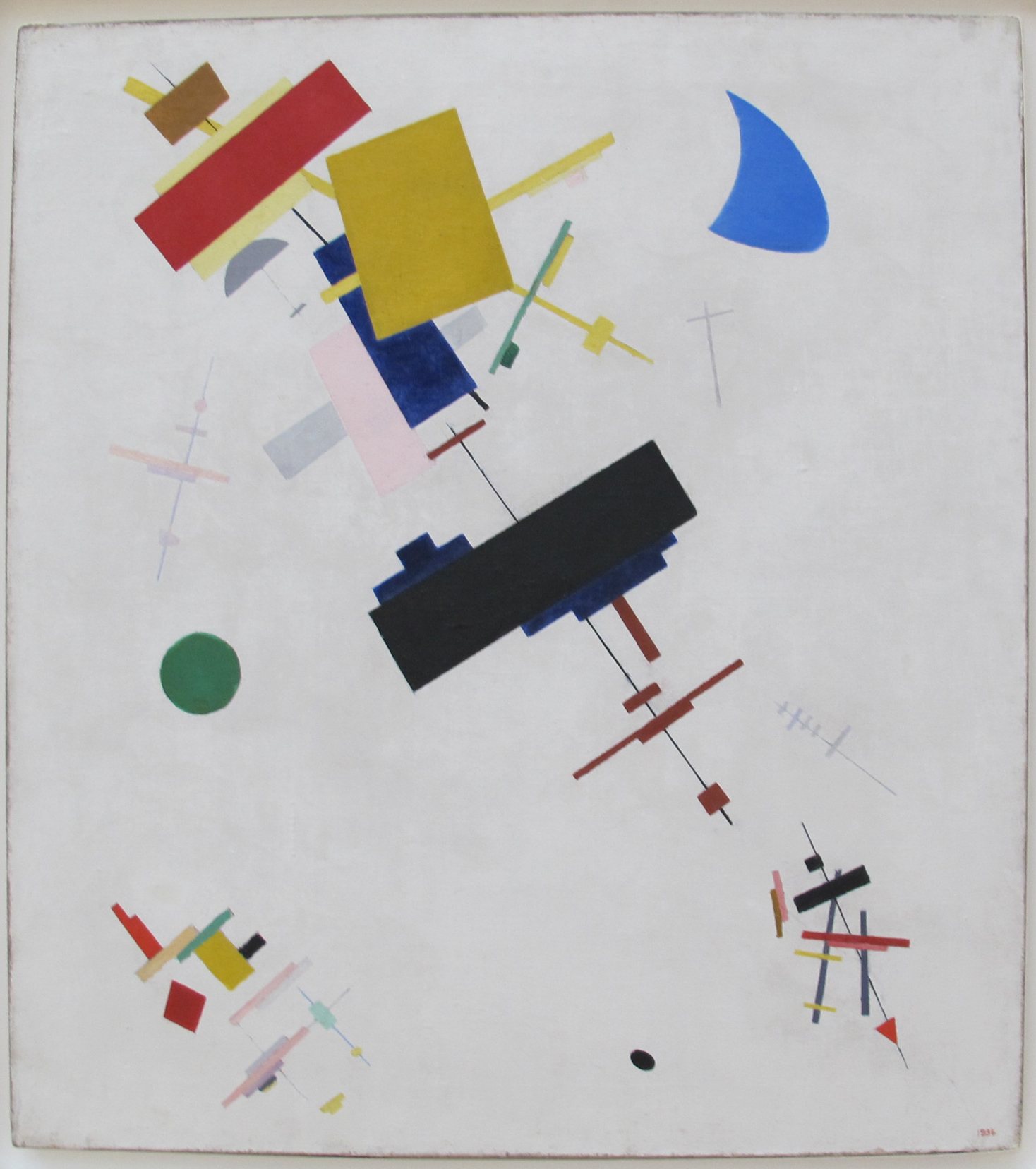
Supremus nº 56, de Kazimir Malevich, 1916.
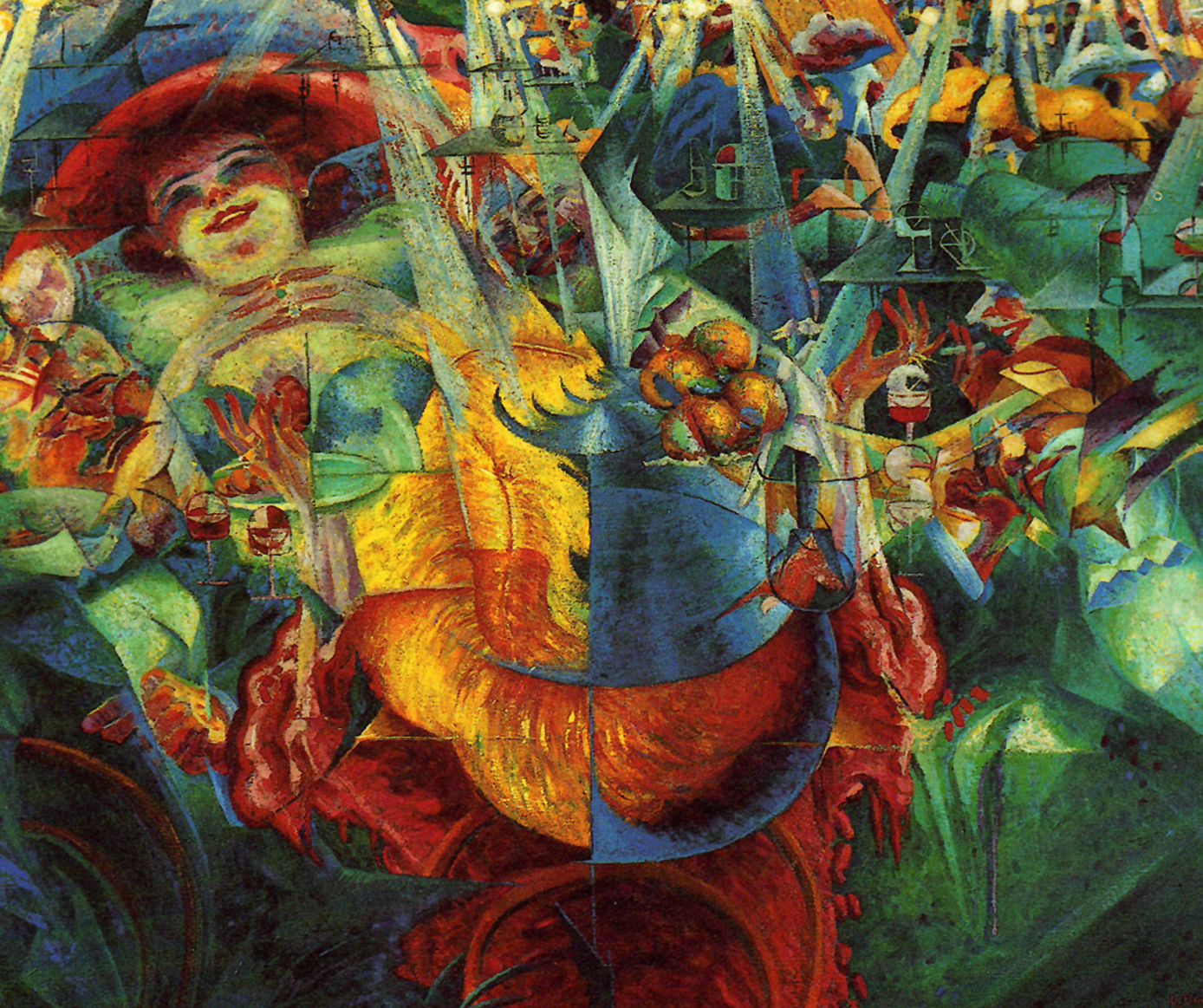
Risa, de Umberto Boccioni, 1916.
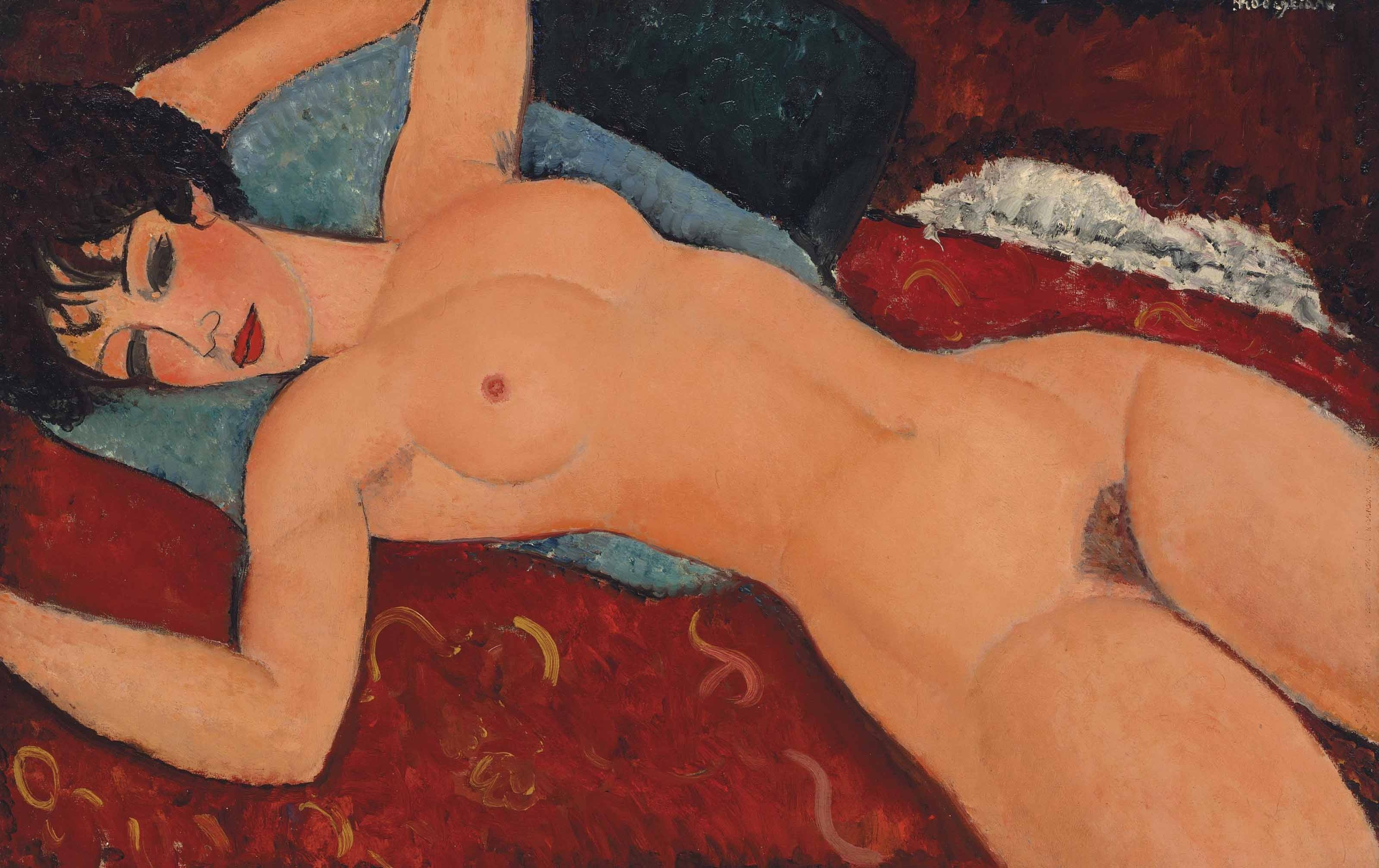
Desnudo acostado, de Amadeo Modigliani, 1917.
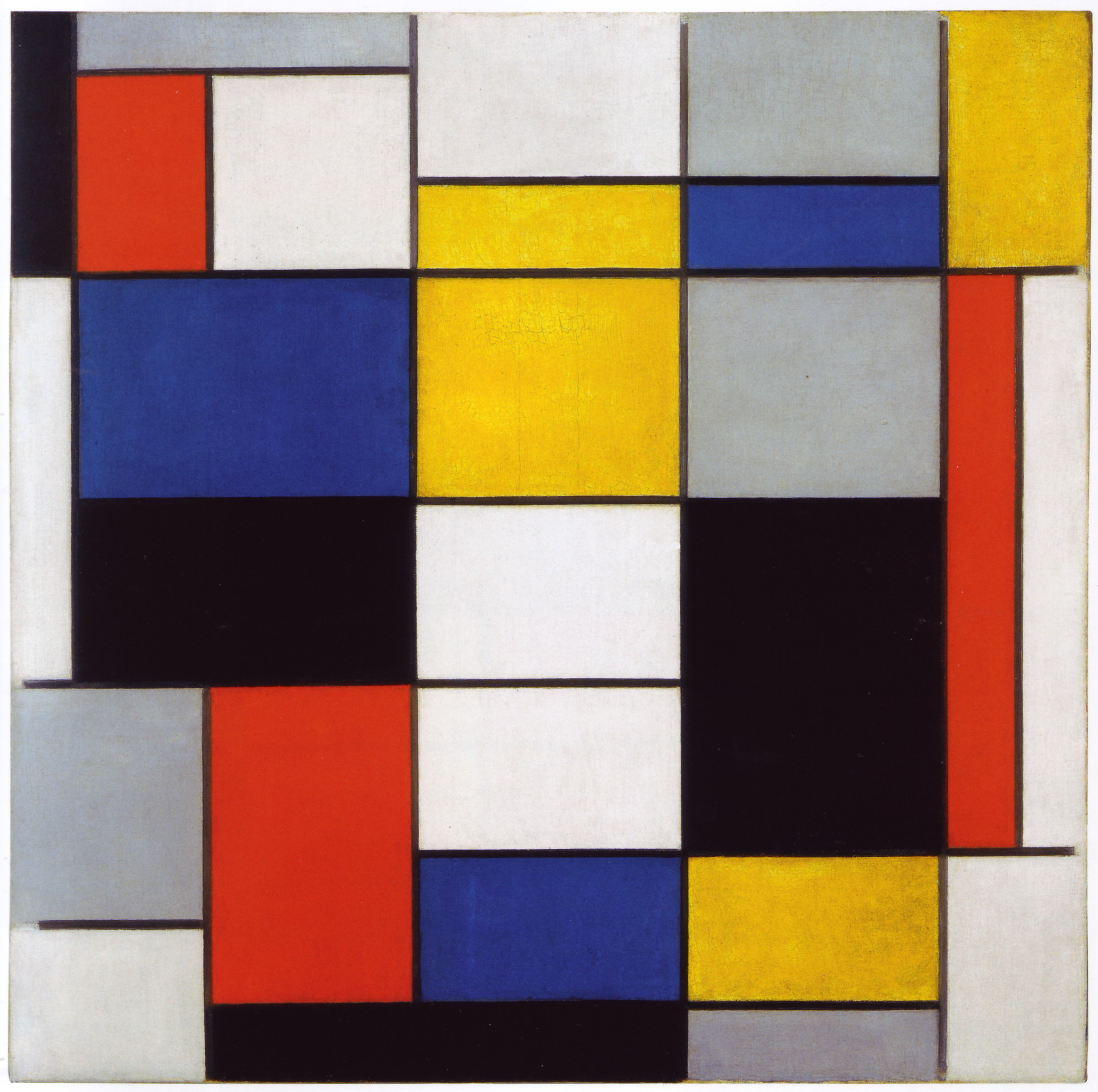
Composición A, de Piet Mondrian, 1920.
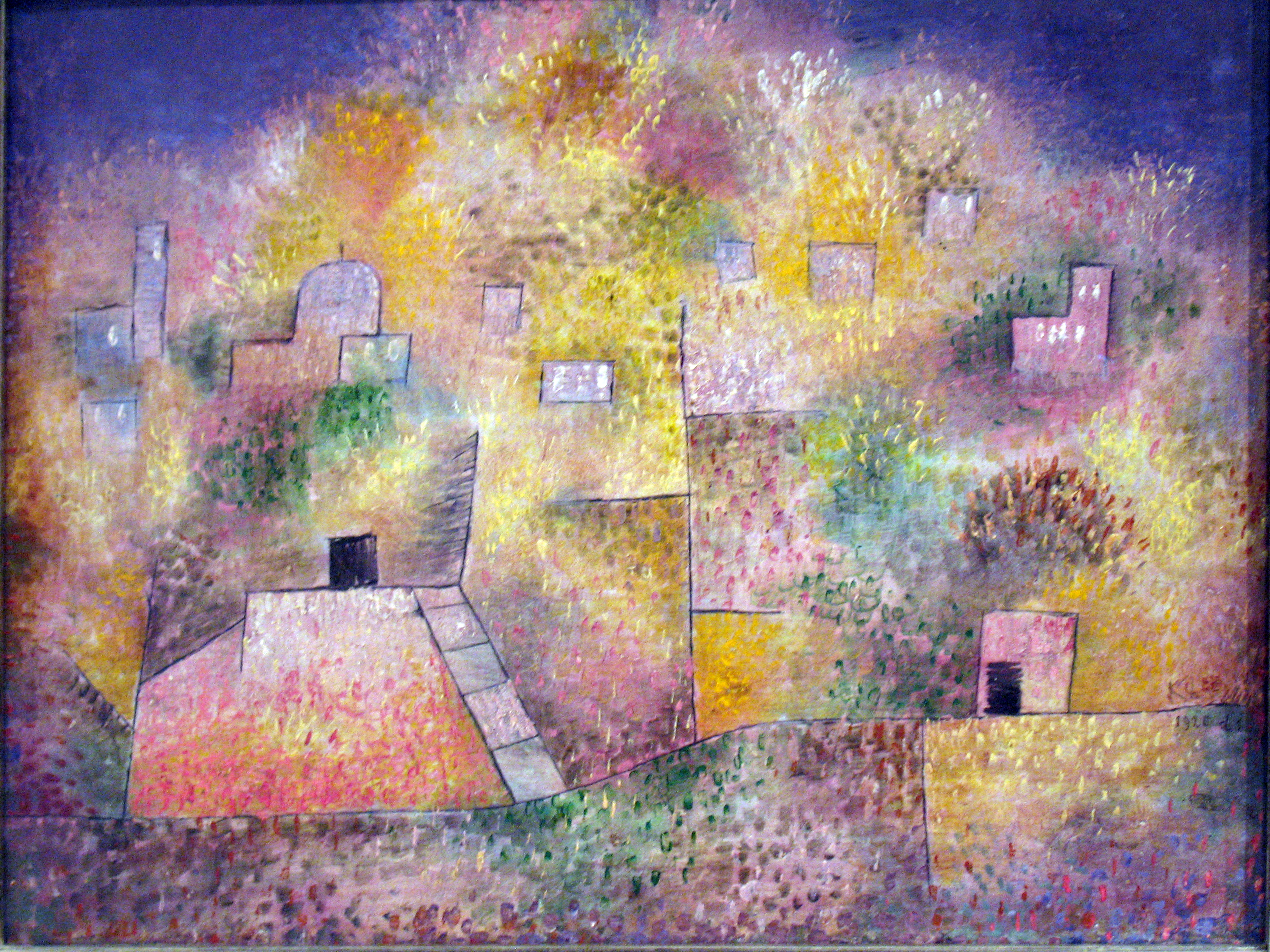
Jardín de placer oriental, de Paul Klee, 1925.

### Pinturas de civilizaciones distintas de la Occidental
Pintura china y japonesa
A partir de la huaniao hua ("pintura de flores e insectos", desde el siglo X en China), se desarrollaron otras modalidades de pinturas, como la mocócroma shuǐ mò huà o sumi-e ("de tinta lavada", tanto en China como en Japón y otros países de Extremo Oriente), que usaba la misma tinta negra que la caligrafía china o japonesa y se consideraba una ocupación propia de shì dàfū ("funcionarios eruditos") e intelectuales.

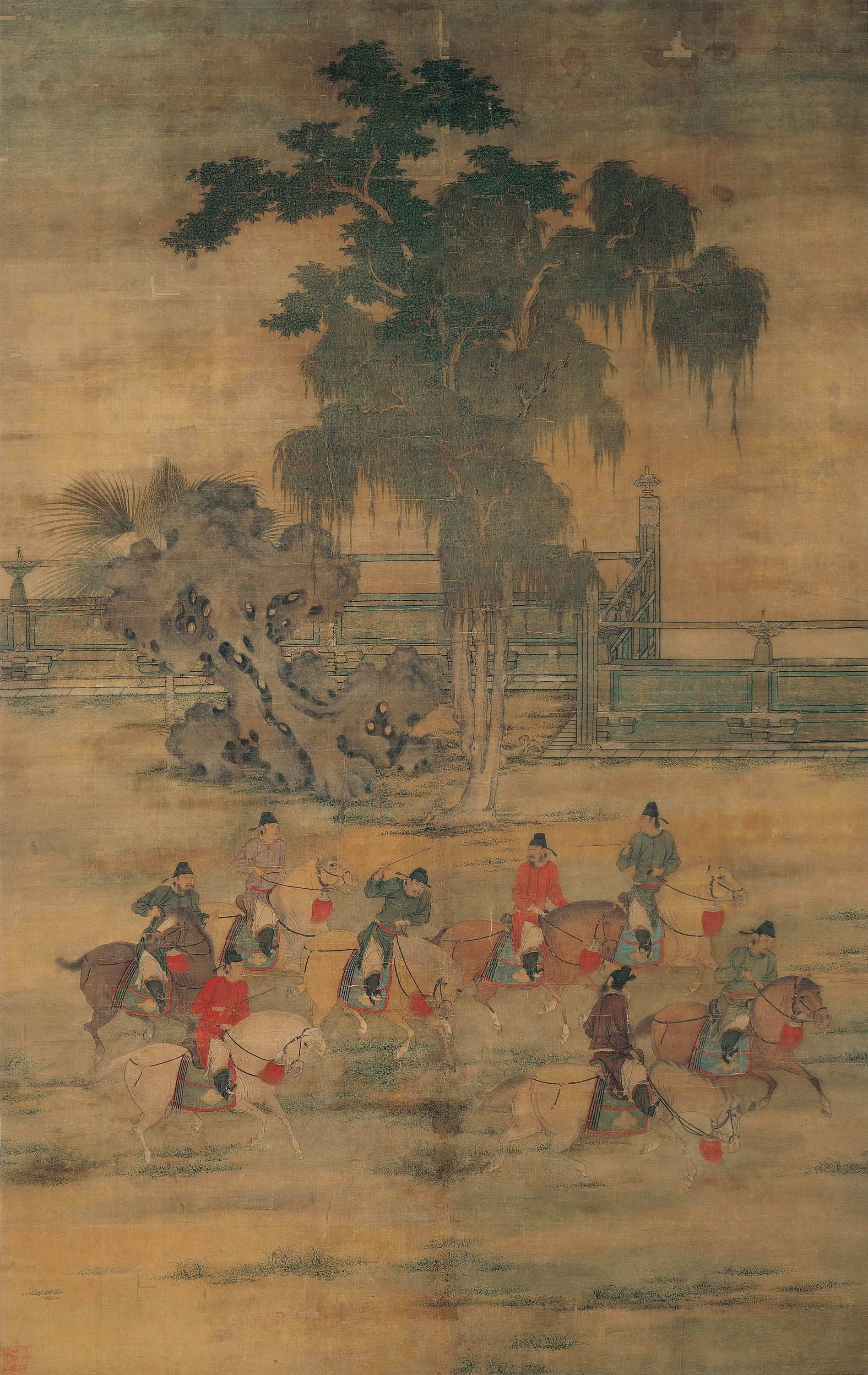
Ocho caballeros en primavera, de Zhao Yan,[60] siglo X.
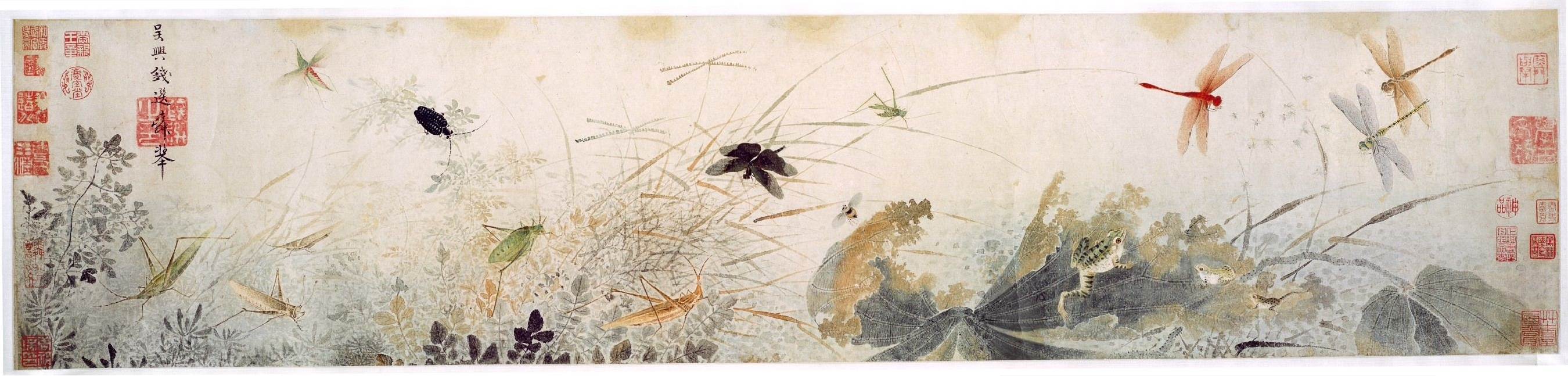
Otoño temprano, de Qian Xuan,[61] segunda mitad del siglo XIII.
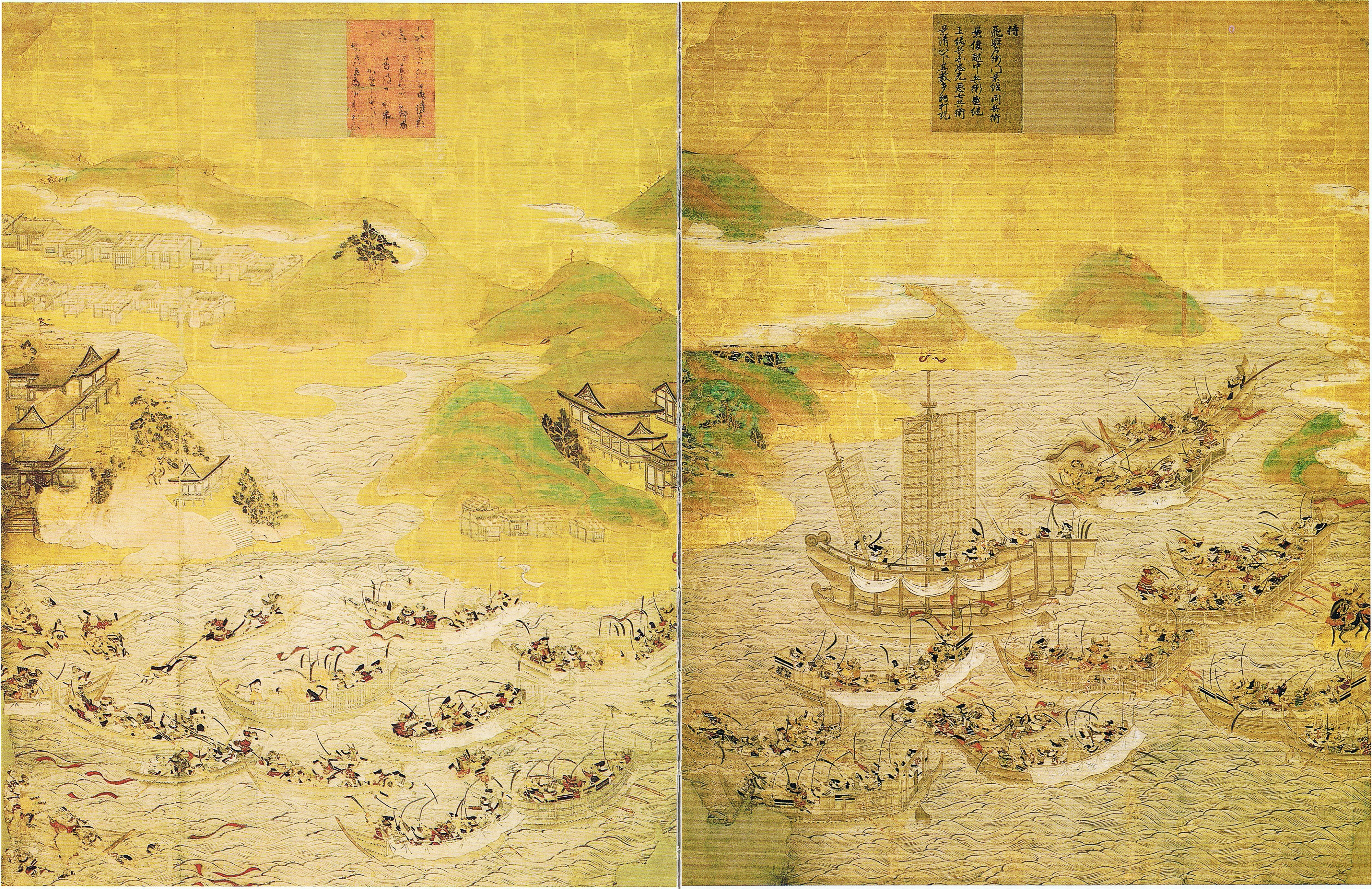
Batalla de Dan-no-ura, siglo XII.
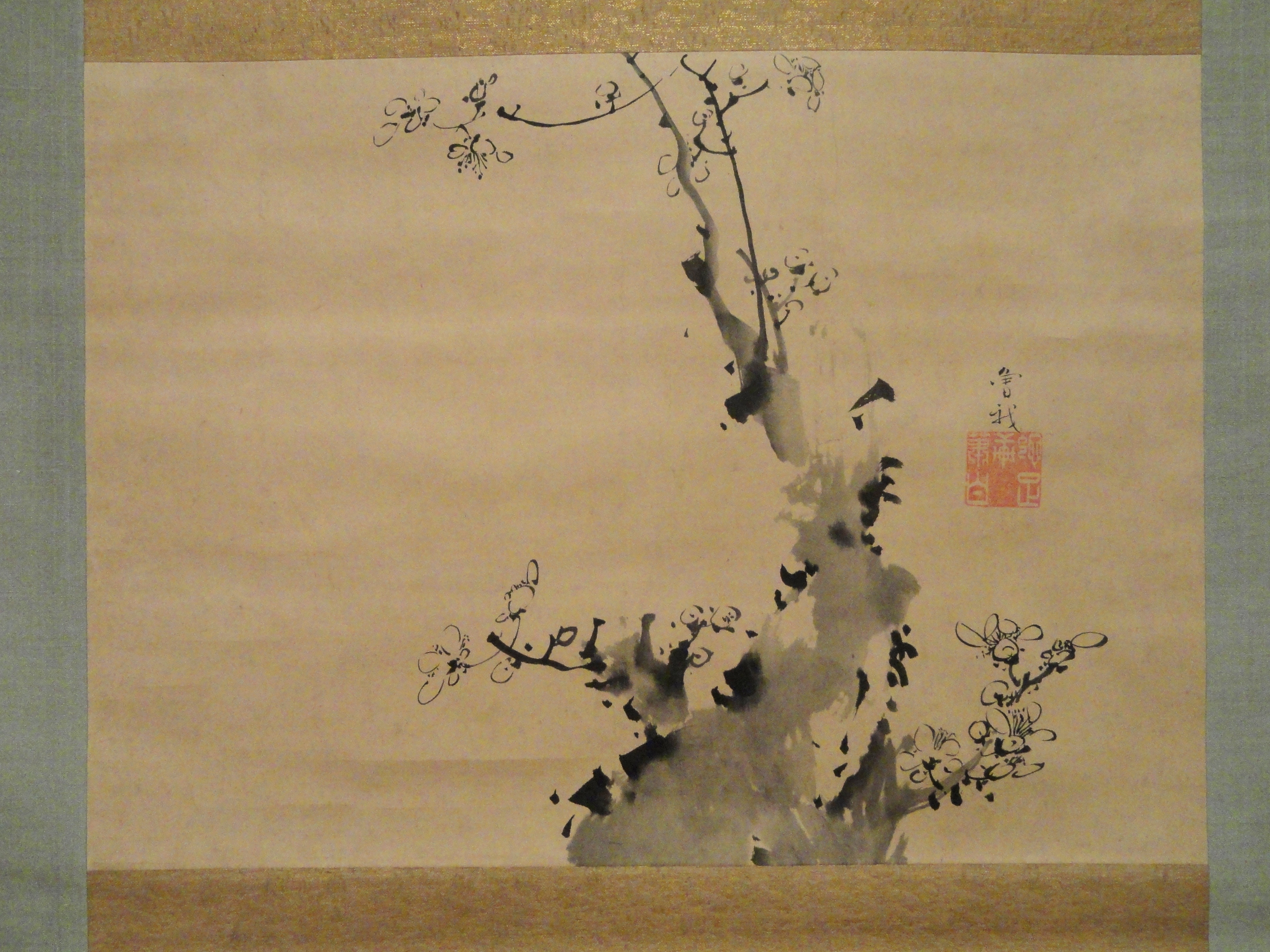
Rama florecida de ciruelo, de Soga Shōhaku,[62] ca. 1770.

Pintura precolombina americana
En la cerámica precolombina "la técnica más común fue la de pigmentaciones con colores rojizos, pardos, blancos y negros; de origen vegetal o mineral, sobre el fondo natural de la arcilla, fijados con pincel y a menudo por el procedimiento de negativo, en el cual se cubría previamente el cuerpo de la vasija con resinas o ceras, para limpiar luego y dejar al descubierto las partes que debían ser impregnadas de pintura, después del englobe, que era el baño de color uniforme a que era sometido el objeto." Mucho más significativa cromáticamente fue la pintura mural de Mesoamérica: "El color fue el principal recurso decorativo de las artes y de la arquitectura maya, que desde el Preclásico Medio (ca. 900-300 a. C.) empezó a lucir fachadas bicromas, e incluso policromas, que poco tiempo después comenzaron a combinarse con iconografías pintadas de gran complejidad".

La amplia paleta cromática usada por los pintores de Bonampak es verdaderamente sorprendente; los artistas produjeron colores variados en tonos, saturaciones y matices, de manera que sus representaciones tuvieran la magia del colorido de la realidad natural, además de la realidad imaginada. La evidencia de 30 combinaciones de minerales que producen colores distintos... demuestra que aquello que diferencia a los artistas de pintura mural de la pintura en cerámica, es su preocupación plástica por el color como medio expresivo, y que un importante valor artístico de las pinturas radica en el lenguaje del color, más que en la línea... Este hecho resulta aún más asombroso si tomamos en cuenta que la cultura maya se desarrolló en un medio ambiente muy limitado en recursos minerales a partir de los cuales obtener pigmentos; la Península de Yucatán geológicamente está formada por una placa de rocas calizas y dolomitas.

Los llamados azul maya y verde maya son dos pigmentos obtenidos artificialmente, con una base inorgánica (arcillas como la atapulgita o la saponita) sobre la que un pigmento orgánico (vegetales, como savias de árbol o la planta del índigo) se fija de forma permanente, consiguiendo una extraordinaria resistencia tanto a la intemperie como al ataque de ácidos.

Las Relaciones Geográficas de Yucatán señalan que el palo tinta era un producto de exportación durante la  época colonial. El Códice Florentino hace mención específica a un color verde oscuro llamado yauhtli o yayauhqui, que se fabrica al mezclar los tintes azul y amarillo. El verde maya pudo haberse fabricado de esta forma, al agregar el azul índigo a la tinta amarilla de la hierba parásita llamada en maya k'an-le kay, y en náhuatl zacatlaxcalli (Cuscuta americana). Francisco Hernández en su Historia de las plantas de Nueva España, menciona que de los filamentos de zacatlaxcalli "se prepara un tinte amarillo que sirve a los pintores en su arte". Los filamentos maduros "se machacan, se maceran en agua y se modelan en forma de conchas para ser usados como pigmentos". Sahagún describe que de esta planta se obtiene un color amarillo claro en forma de tortilla, de ahí su nombre.

Los frescos de Teotihuacán se realizaban sobre una capa fina de estuco. Los pigmentos eran minerales triturados y el aglutinante baba de nopal. Los temas más frecuentes eran animales sagrados y escenas de culto, como la ejecución de ritos de fertilidad por los gobernantes.

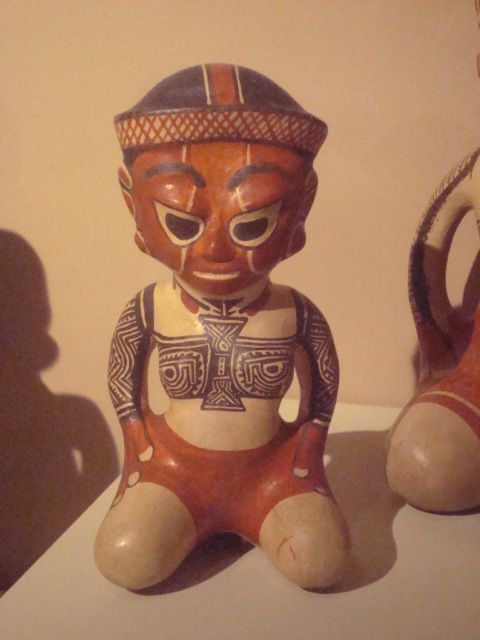
Cerámica nicoyana, Gran Nicoya (Costa Rica), 800-1350.
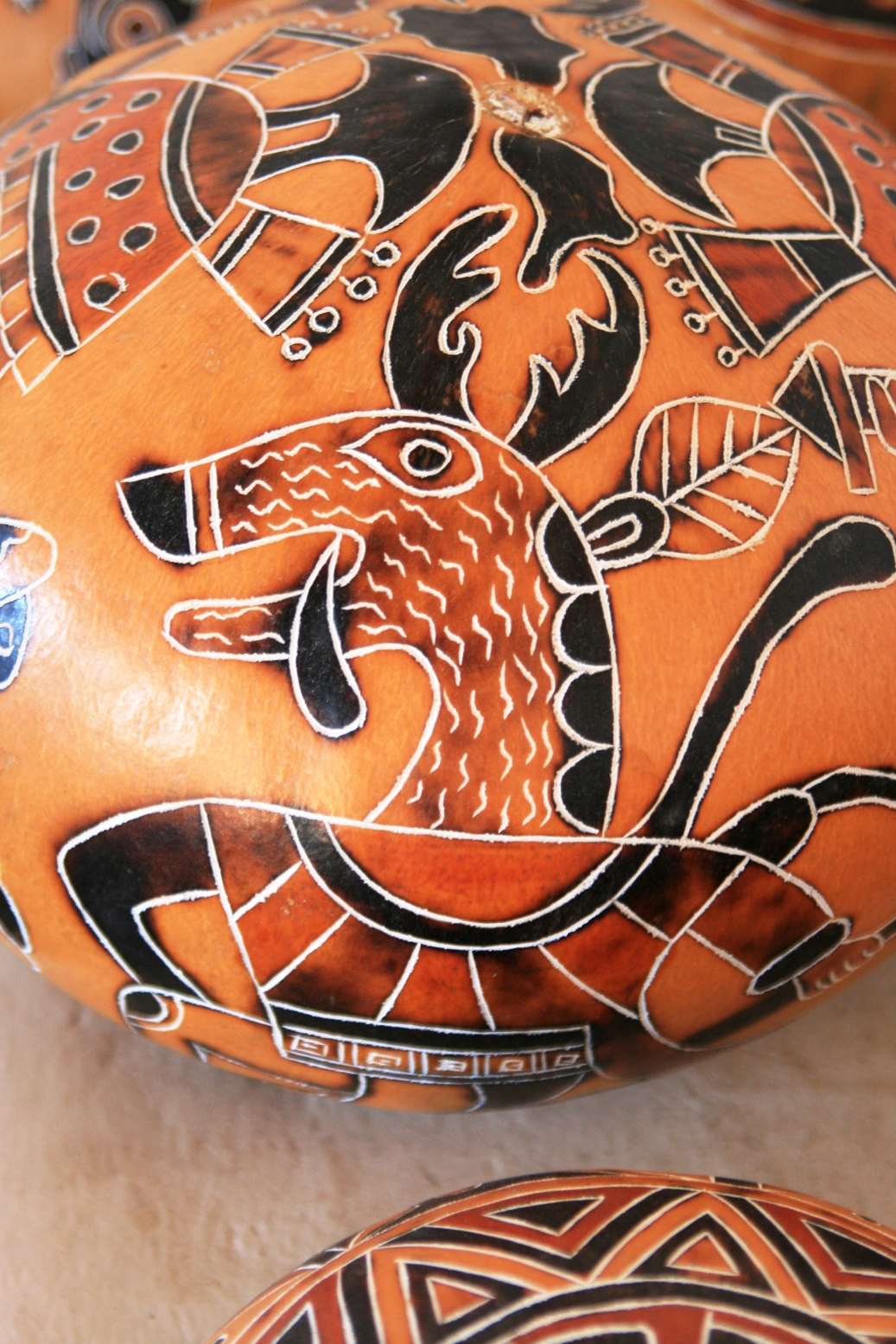
Cerámica moche, Tumbas Reales de Sipán.
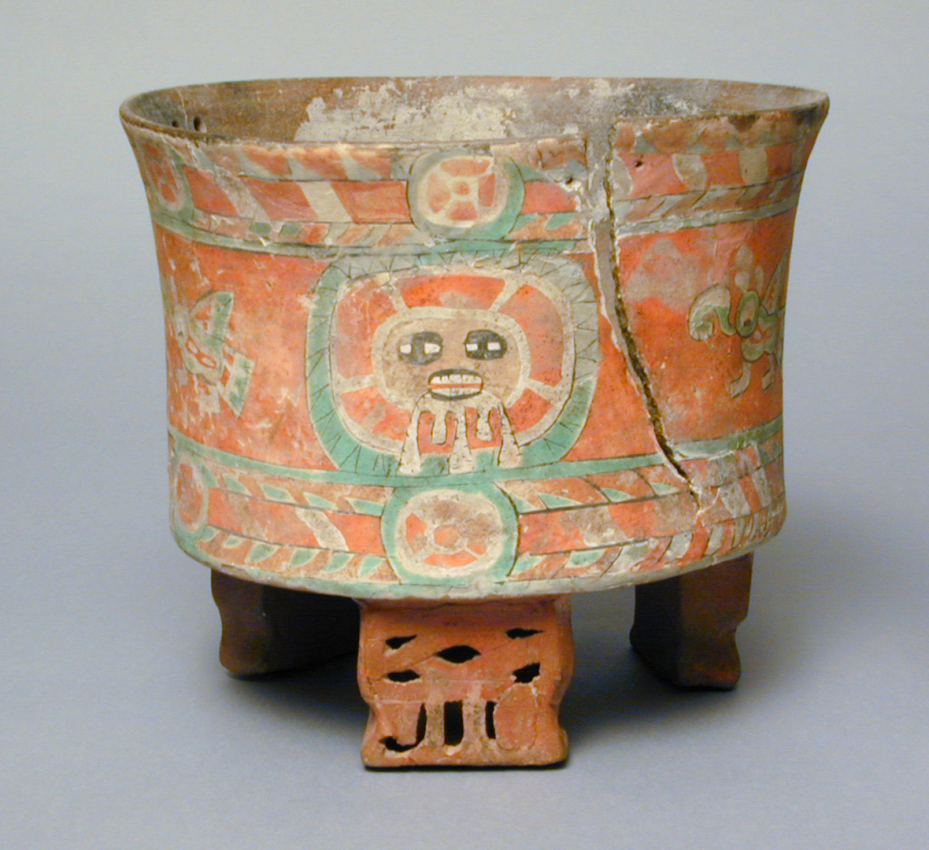
Trípode procedente de Teotihuacán.
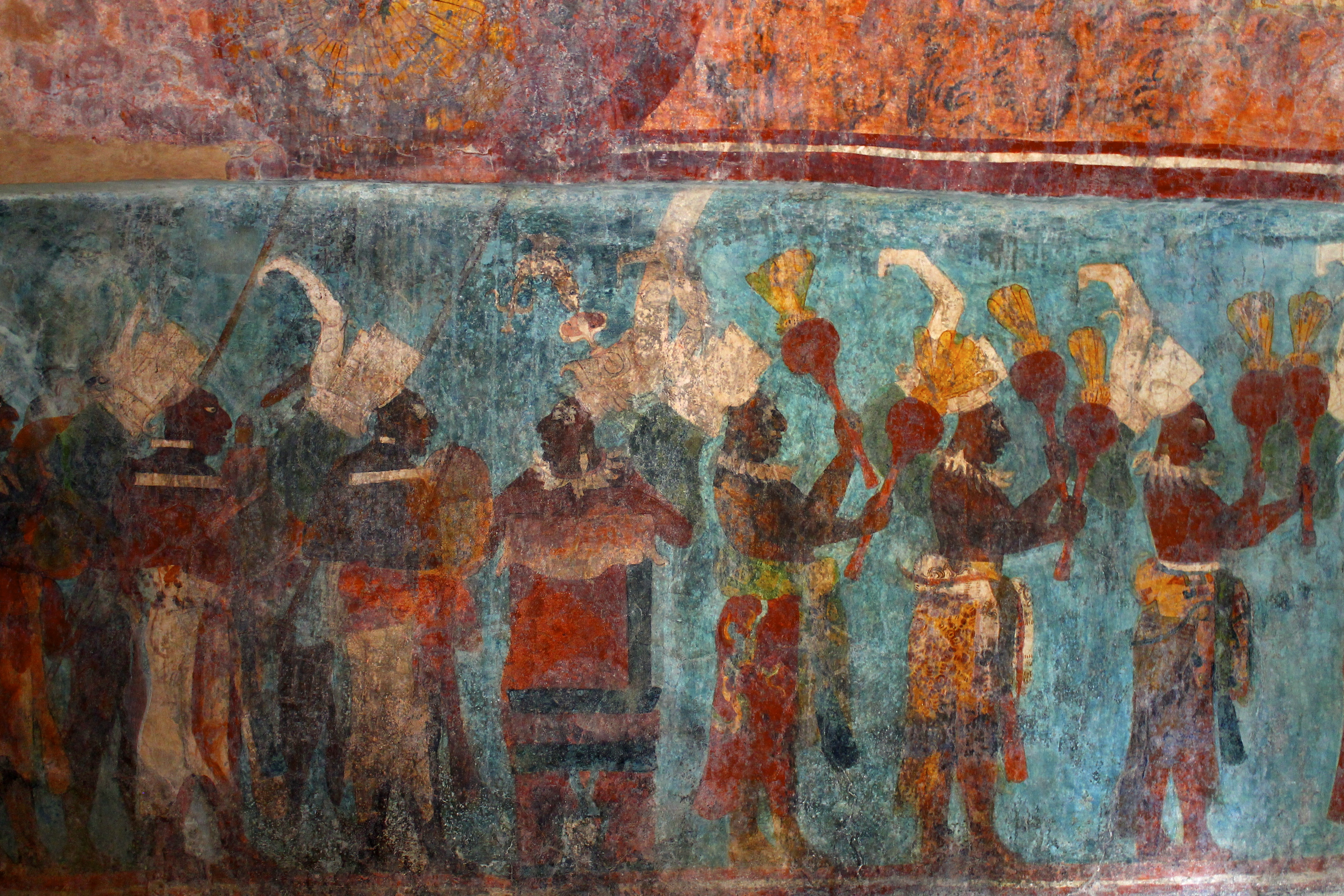
Músicos y danzantes Bonampak siglo VIII, técnica con pigmento Azul Maya.
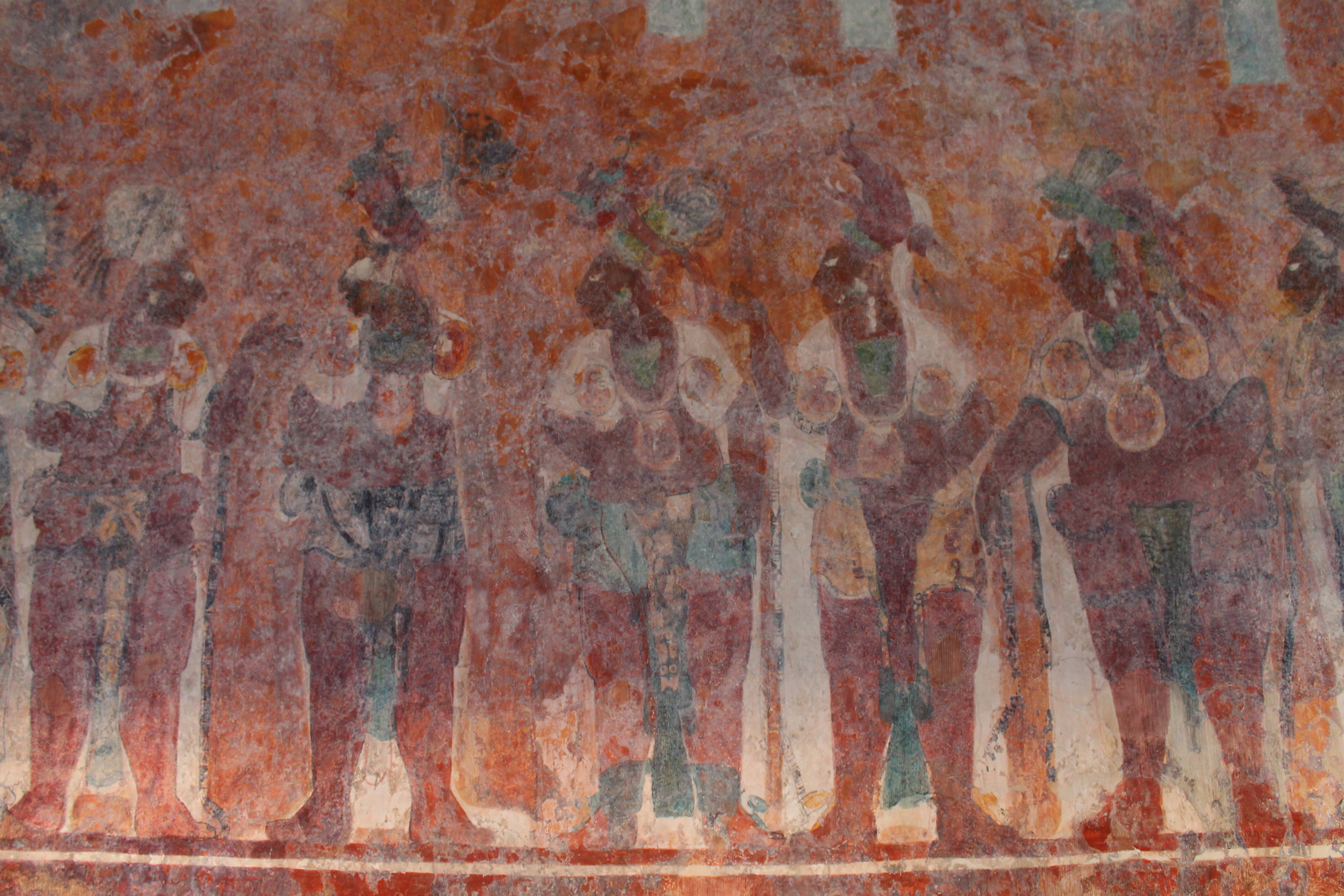
Bonampak.
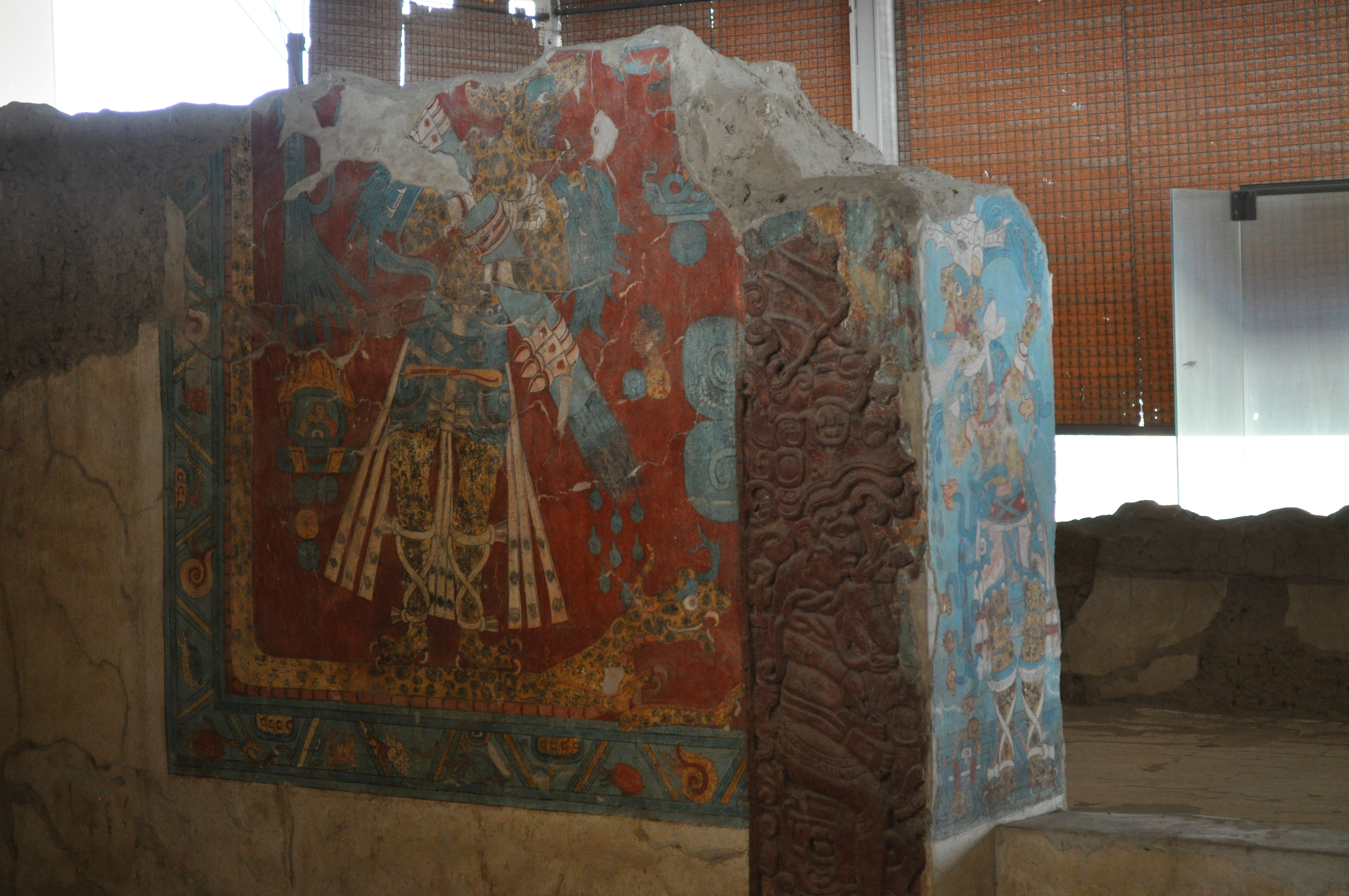
Cacaxtla, mural del Hombre - jaguar en el Portico A.
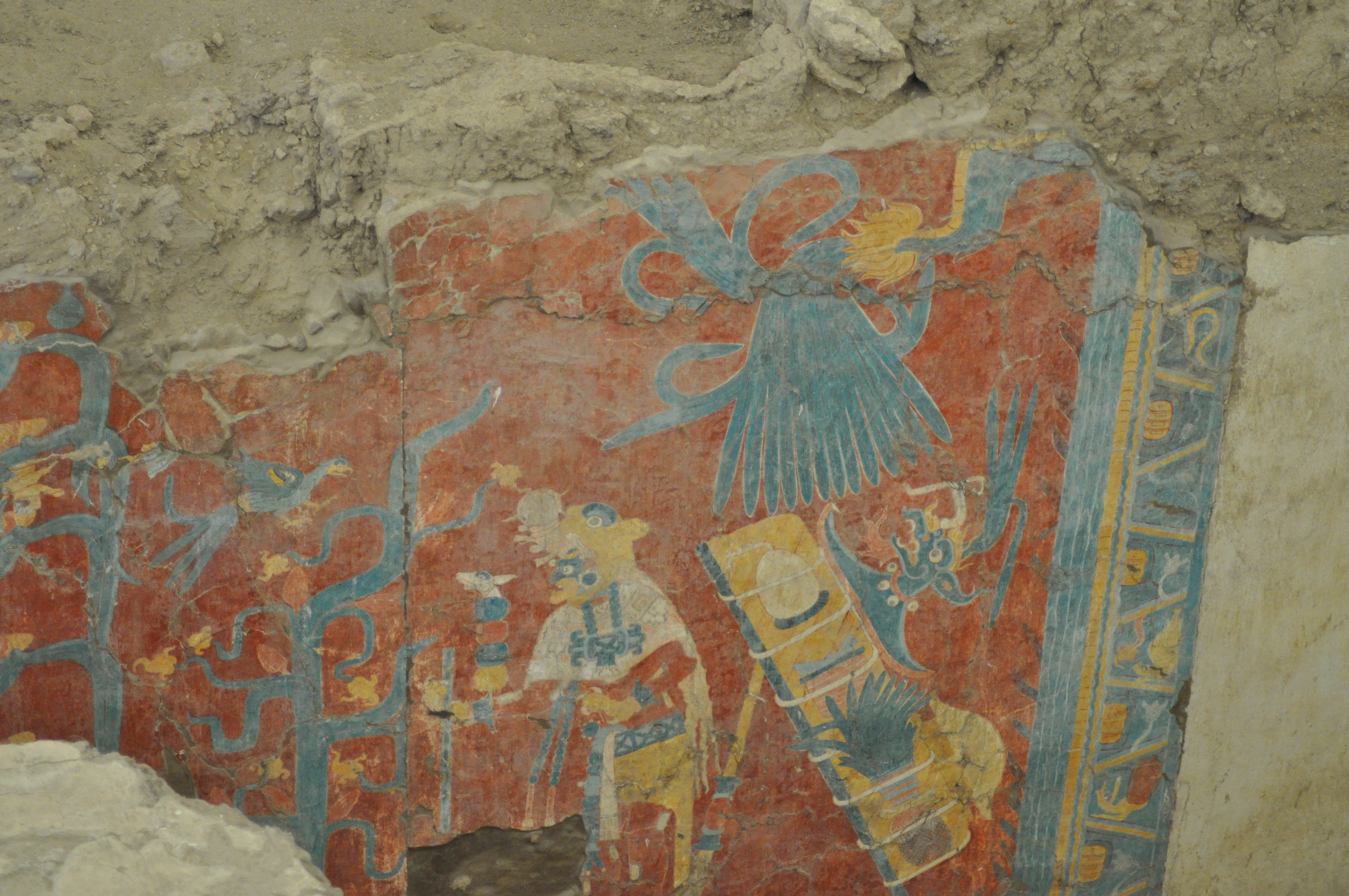
Cacaxtla, mural del Templo rojo..
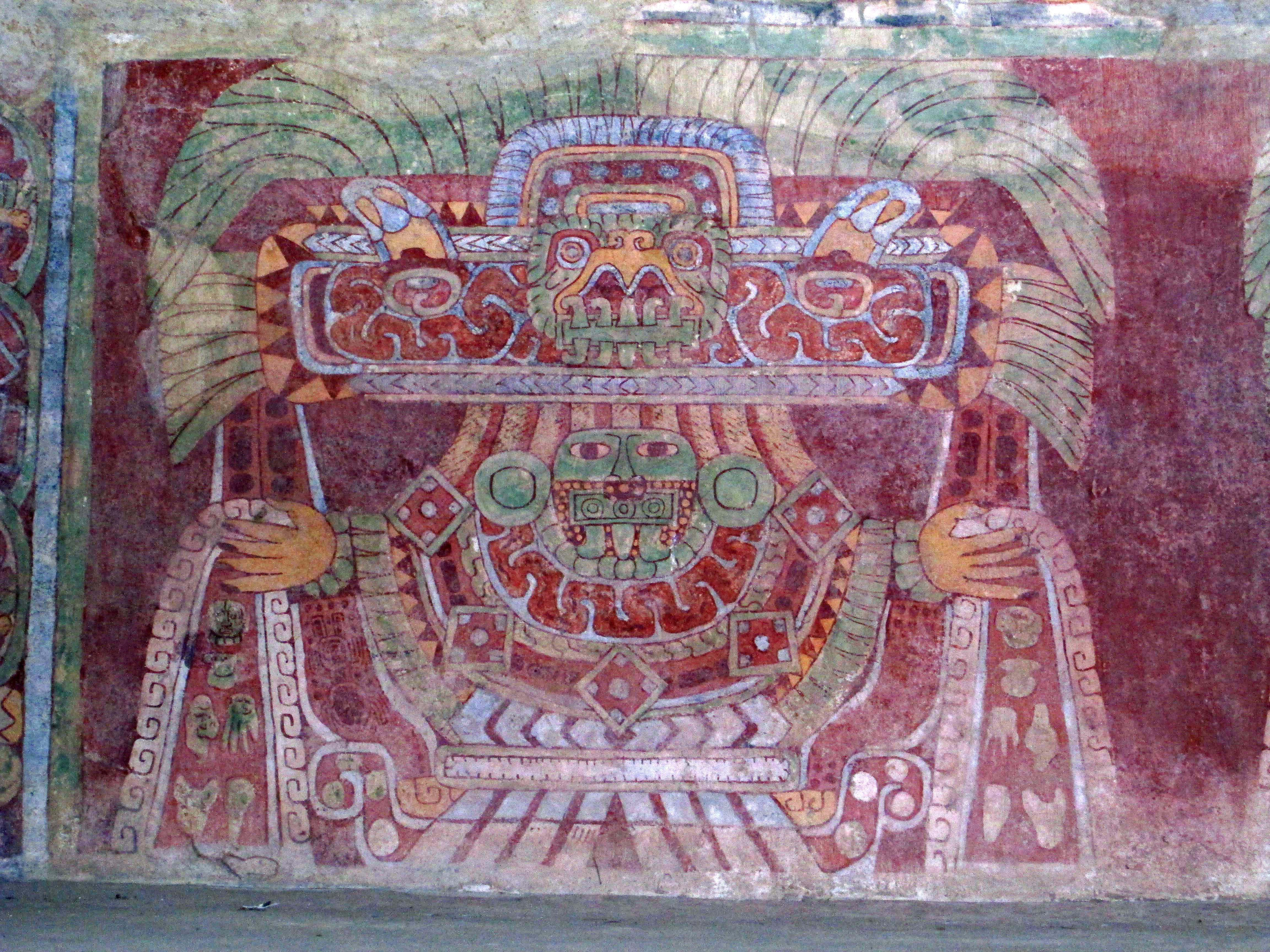
Fresco de la llamada "Gran Diosa" o "Mujer Araña" de Teotihuacán (Tetitla).
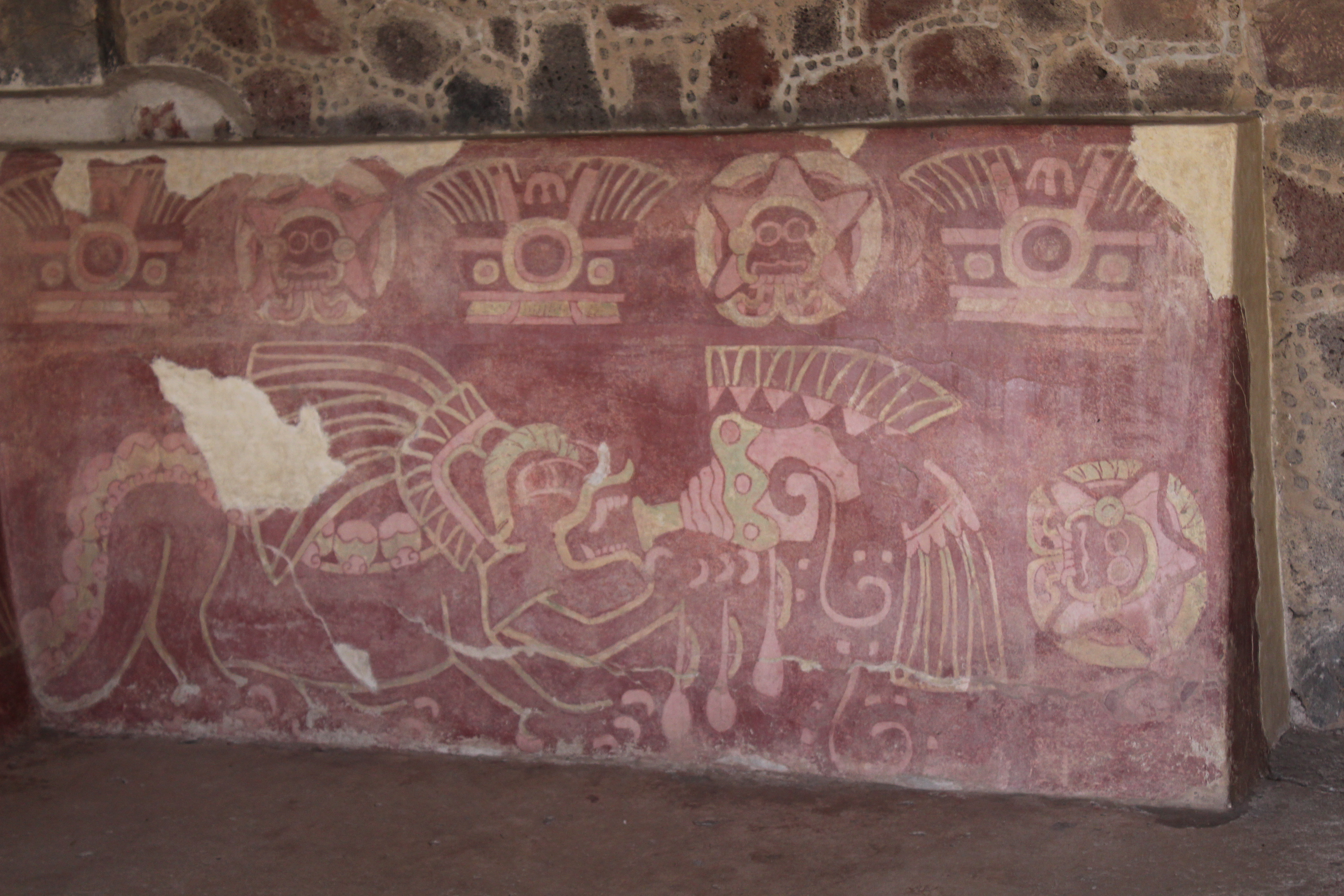
Teotihuacán, mural del Conjunto de los jaguares.
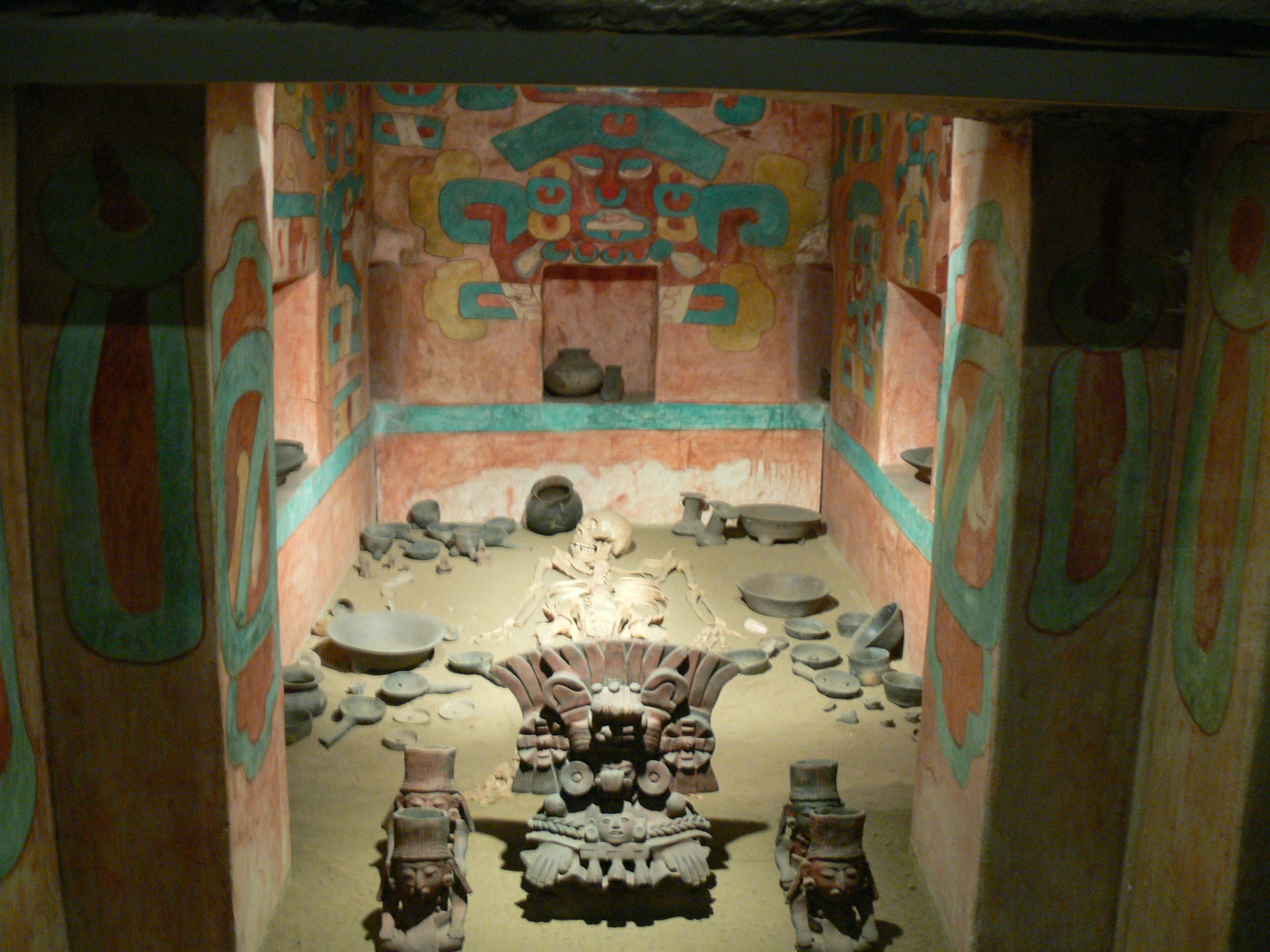
Reproducción de la Tumba 105 de Monte Alban.